# Kölner Dom

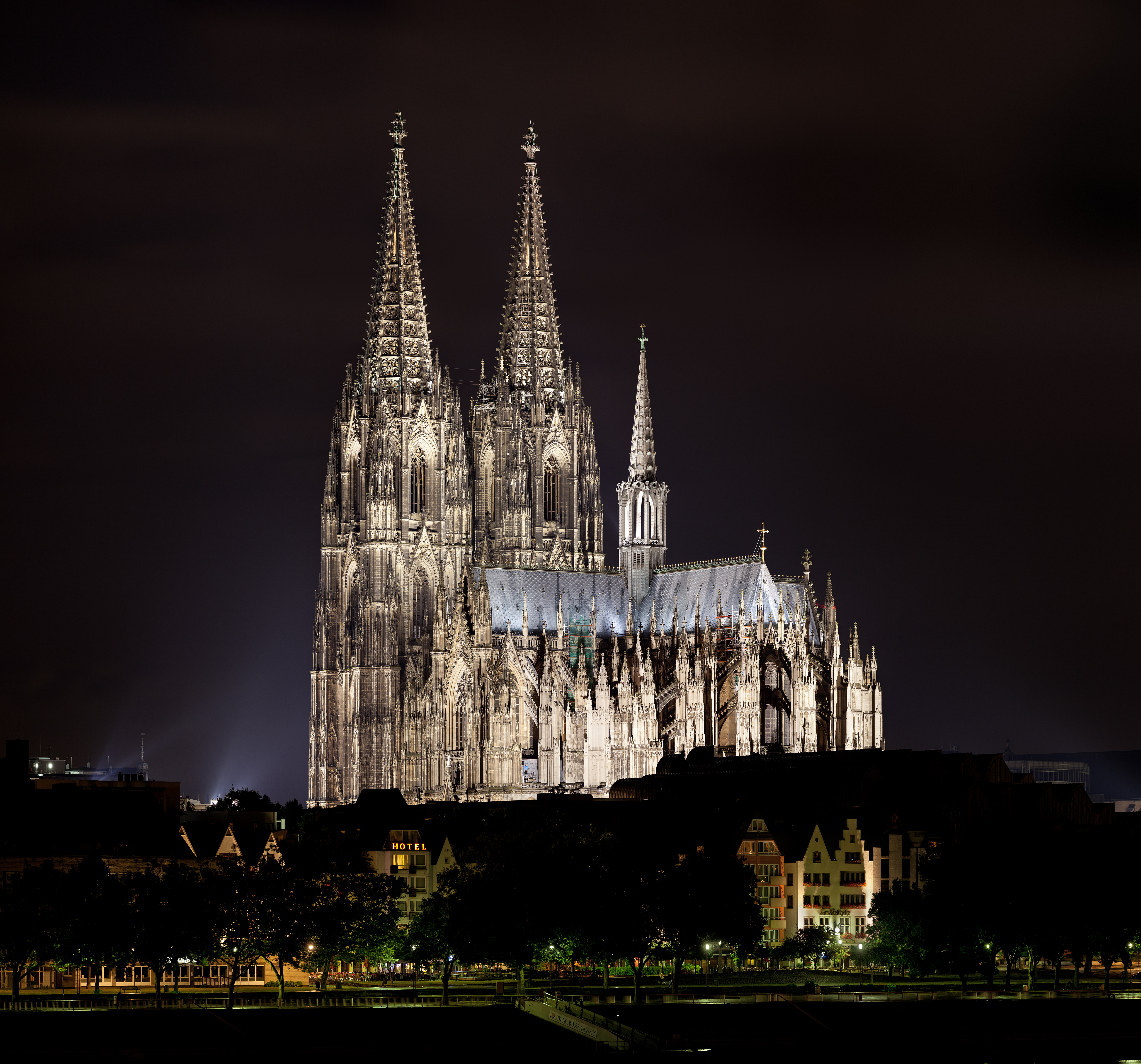
Ansicht vom Deutzer Rheinufer bei Nacht (2013)

Der Kölner Dom (offiziell Hohe Domkirche zu Köln) ist eine römisch-katholische Kirche in Köln unter dem Patrozinium des Apostels Petrus. Er ist die Kathedrale des Erzbistums Köln sowie Metropolitankirche der Kirchenprovinz Köln. Hausherr ist der Dompropst. Der Kölner Dom ist eine der größten Kathedralen im gotischen Baustil. Sein Bau wurde 1248 im Auftrag von Konrad I. nach Entwurf von Meister Gerhard begonnen und 1880 im Auftrag von Friedrich Wilhelm IV. nach Entwurf von Ernst Friedrich Zwirner vollendet. Einige Kunsthistoriker haben den Dom wegen seiner einheitlichen und ausgewogenen Bauform als „vollkommene Kathedrale“ bezeichnet. Mit 157,22 Metern ist er nach dem Ulmer Münster der zweithöchste Sakralbau Deutschlands und hinter der Basilika Notre-Dame-de-la-Paix de Yamoussoukro die dritthöchste Kirche der Welt.
Ursprünglich als repräsentative Kathedrale der Kölner Erzbischöfe und monumentales Reliquiar für die Gebeine der Heiligen Drei Könige geplant, galt der Dom bei seiner Vollendung im 19. Jahrhundert als Nationalsymbol für Deutschland. Nach dem Zweiten Weltkrieg wurde der scheinbar unversehrte Dom inmitten der ausgebombten Stadt als „Wunder“ verstanden und zu einem emotionalen Symbol für den Lebenswillen. Der Dom zählt seit 1996 zum UNESCO-Weltkulturerbe und gehört zu den meistbesuchten Sehenswürdigkeiten Deutschlands.

## Vorgängerbauten

### Merowingische Bischofskirche
Maternus war in den Jahren um 313 der erste Bischof Kölns. Die noch kleine christliche Gemeinde Kölns versammelte sich aber nicht in einer Kirche, sondern in einem Wohnhaus, dessen Lage auf dem Domhügel unter dem heutigen Chor vermutet wird.
Nach dem Zusammenbruch der römischen Herrschaft am Rhein bauten die in Köln residierenden merowingischen Kleinkönige im 6. Jahrhundert an dieser Stelle eine Bischofskirche, die schließlich etwa 40 bis 50 Meter lang und mit einem Ambo ausgestattet war. Dieser Bau, den wahrscheinlich König Theudebert errichten ließ, diente der königlichen Familie als Grablege; unter anderen wurde die Königsgemahlin Wisigarde um 537 bestattet. Die Grabungsfunde unter dem Domchor lassen allerdings keine vollständige Rekonstruktion der Gebäude aus der Merowingerzeit zu.

### Taufkirche

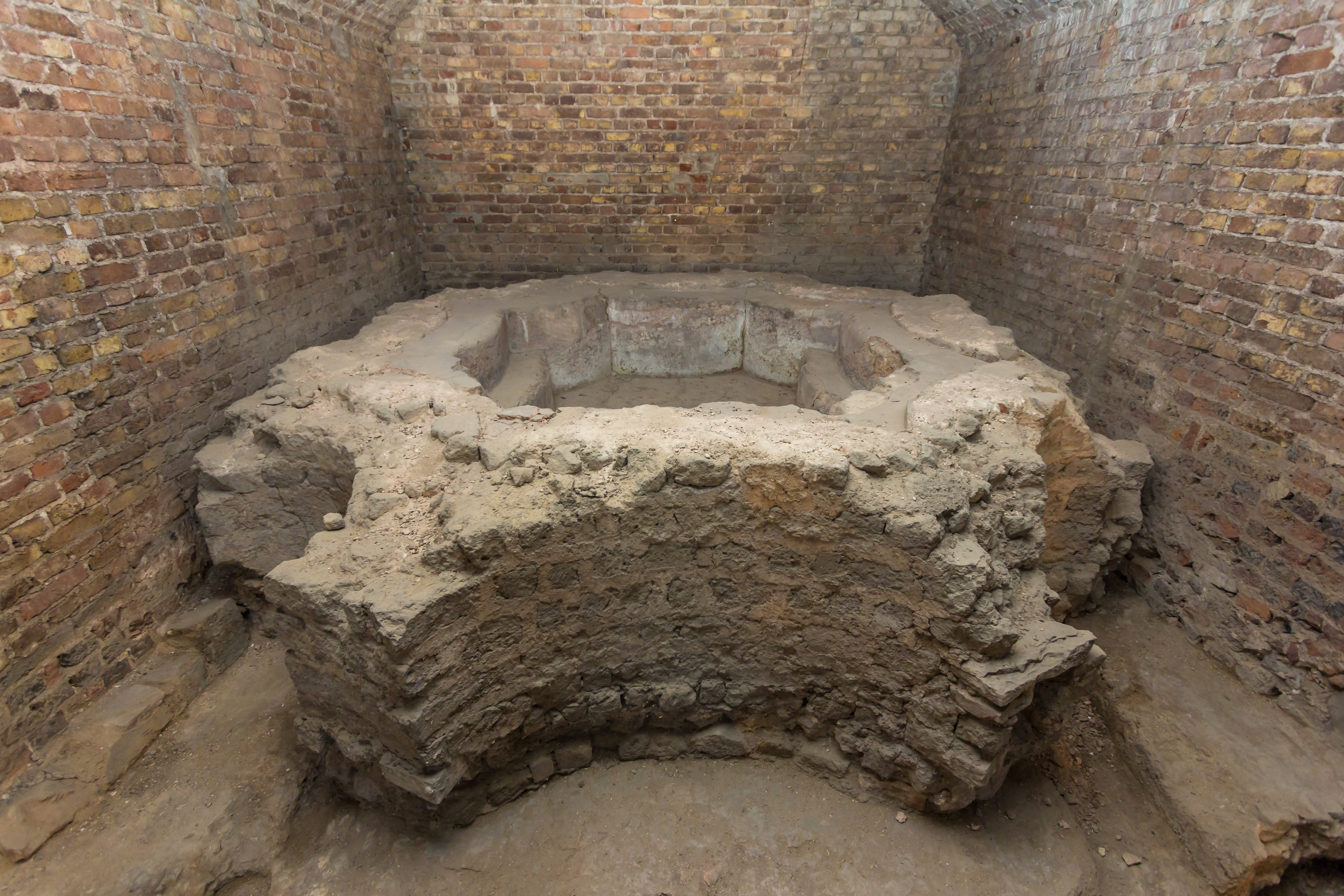
Frühes christliches Zeugnis: Baptisterium östlich des Domchors

Östlich des Domchores lag schon in spätantiker Zeit eine Taufkirche (Baptisterium), in der die frühen Christen dem damaligen Ritus folgend in etwa knietiefes Wasser stiegen und vollständig übergossen wurden. Es wird vermutet, dass das aus dem 5. Jahrhundert stammende Taufbecken (Piscina) ursprünglich im Garten des als christlicher Versammlungsort dienenden römischen Wohnhauses stand. Später wurde die über dem Becken errichtete Taufkirche zusammen mit der Domkirche zu einem baulichen Komplex zusammengefasst, der sich aber heute archäologisch nicht mehr nachweisen lässt. Als der Hildebold-Dom errichtet und aufgrund des veränderten Ritus mit einem Taufstein ausgestattet wurde, blieb von der Taufkirche nur das Taufbecken übrig. Heute gilt das Baptisterium, das im Dom-Sockel zugänglich ist, als ältestes Zeugnis für den christlichen Kultus in Köln.

### Alter Dom

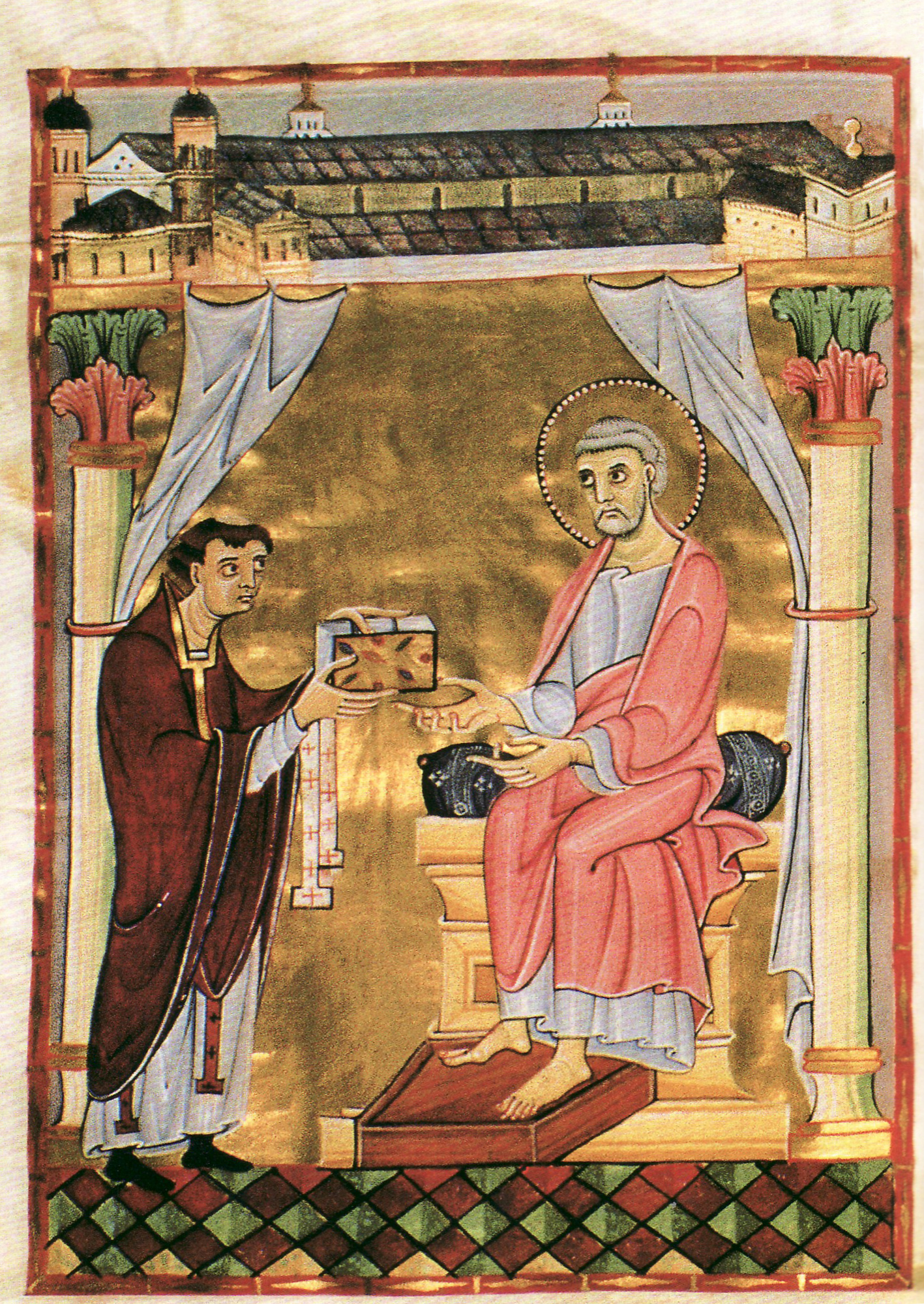
Ottonische Architektur-Zeichnung: Hildebold-Dom im Hillinus-Codex

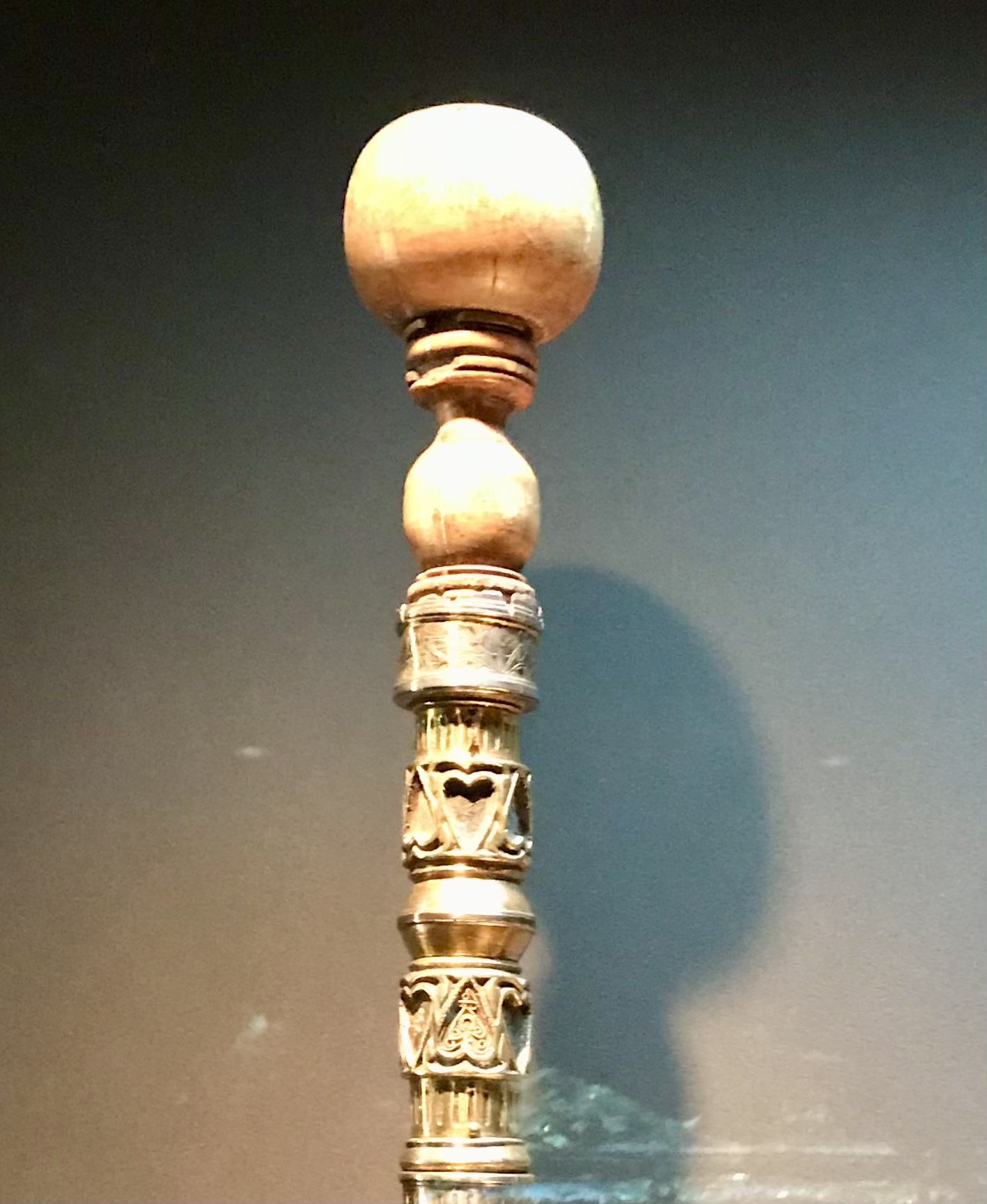
Legendäre Reliquie: Petrus-Stab aus dem Kölner Dom-Schatz

In karolingischer Zeit wurde auf dem Kölner Domhügel der Alte Dom errichtet und im Jahre 870 geweiht. Die Kathedrale wird heute nach Bischof Hildebold, einem engen Berater von Karl dem Großen, als Hildebold-Dom bezeichnet, wobei unklar ist, wie viel der 818 verstorbene Bischof zum Bauwerk beigetragen hat. Wahrscheinlich hat er den Neubau begonnen, den auch Karl der Große großzügig unterstützte. Die Bischofsresidenz befand sich ursprünglich neben dem Dom (siehe: Residenzen Kölner Bischöfe).
Der Hildebold-Dom gehörte mit einer Länge von rund 95 Metern zu den größten karolingischen Kirchen überhaupt und wurde zum architektonischen Vorbild für zahlreiche Kirchen im Alten Reich. Er war nach karolingischer Tradition als Basilika mit zwei Chören errichtet, wobei der Ostchor zu Ehren der Gottesmutter Maria, der wichtigere im Westen dem Andenken des heiligen Petrus gewidmet war. Durch das Patrozinium, aber auch in seiner Architektur, nahm der Hildebold-Dom Bezug auf die Peterskirche in Rom (Alt-St. Peter) und galt als Peterskirche des Nordens. Damit sollte der Anspruch Kölns unterstrichen werden, als heilige Stadt und der römischen Kirche getreue Tochter zu gelten. Der sogenannte Petrusstab und die Petrusketten gehörten zu den wichtigsten Reliquien der Kirche. Der Hillinus-Codex aus dem 11. Jahrhundert zeigt den Hildebold-Dom in einer für damalige Verhältnisse ungewöhnlich realistischen Darstellung. Heute sind die Grundmauern der karolingischen Basilika durch die Domgrabung erschlossen.
Der Kölner Erzbischof und Reichserzkanzler Rainald von Dassel brachte am 23. Juli 1164 von Mailand die Gebeine der Heiligen Drei Könige nach Köln, was als „Propagandaerfolg“ bewertet wurde. Die Reliquien, die spätestens seit ihrer Überführung als verehrungswürdig galten, hatte Kaiser Friedrich Barbarossa dem Erzbischof aus seiner Kriegsbeute überlassen. Ob Rainald von Dassel selbst oder die Mailänder Patrizier als „Erfinder“ der Reliquien gelten müssen, ist in der wissenschaftlichen Literatur umstritten. Jedenfalls wurde für die hoch angesehenen Heiligen in Köln zwischen 1190 und 1225 der Dreikönigenschrein gefertigt, der als eine der anspruchsvollsten Goldschmiedearbeiten des Mittelalters gilt; der Schrein wurde zentral im Alten Dom aufgestellt. Köln wurde damit zu einem international ausstrahlenden Wallfahrtsort in Europa. Zur Betreuung der Pilger wurde nach 1162 das Amt des custos regum („Wächter der Könige“) eingerichtet, das zeitweise doppelt besetzt war. Das einzige schmale Seitenportal des Domes war allerdings für die Pilgerscharen wenig geeignet, da es gleichzeitig als Ein- und Ausgang genutzt werden musste.
Mit dem Bau des gotischen Domes 1248 sollte der Alte Dom Zug um Zug abgerissen werden. Durch unvorsichtige Abbrucharbeiten mit Brand wurde aber nicht nur der Ostchor, sondern fast der gesamte Dom zerstört; der Dreikönigenschrein konnte aus dem Feuer gerettet werden. Die Westteile des Hildebold-Domes wurden provisorisch wiederhergestellt und erst nach 1322 niedergelegt, als der gotische Chor fertiggestellt war und mit dem Bau des gotischen Langhauses begonnen wurde.

## Baugeschichte des gotischen Domes
Siehe auch Chronologie des Kölner Dombaus

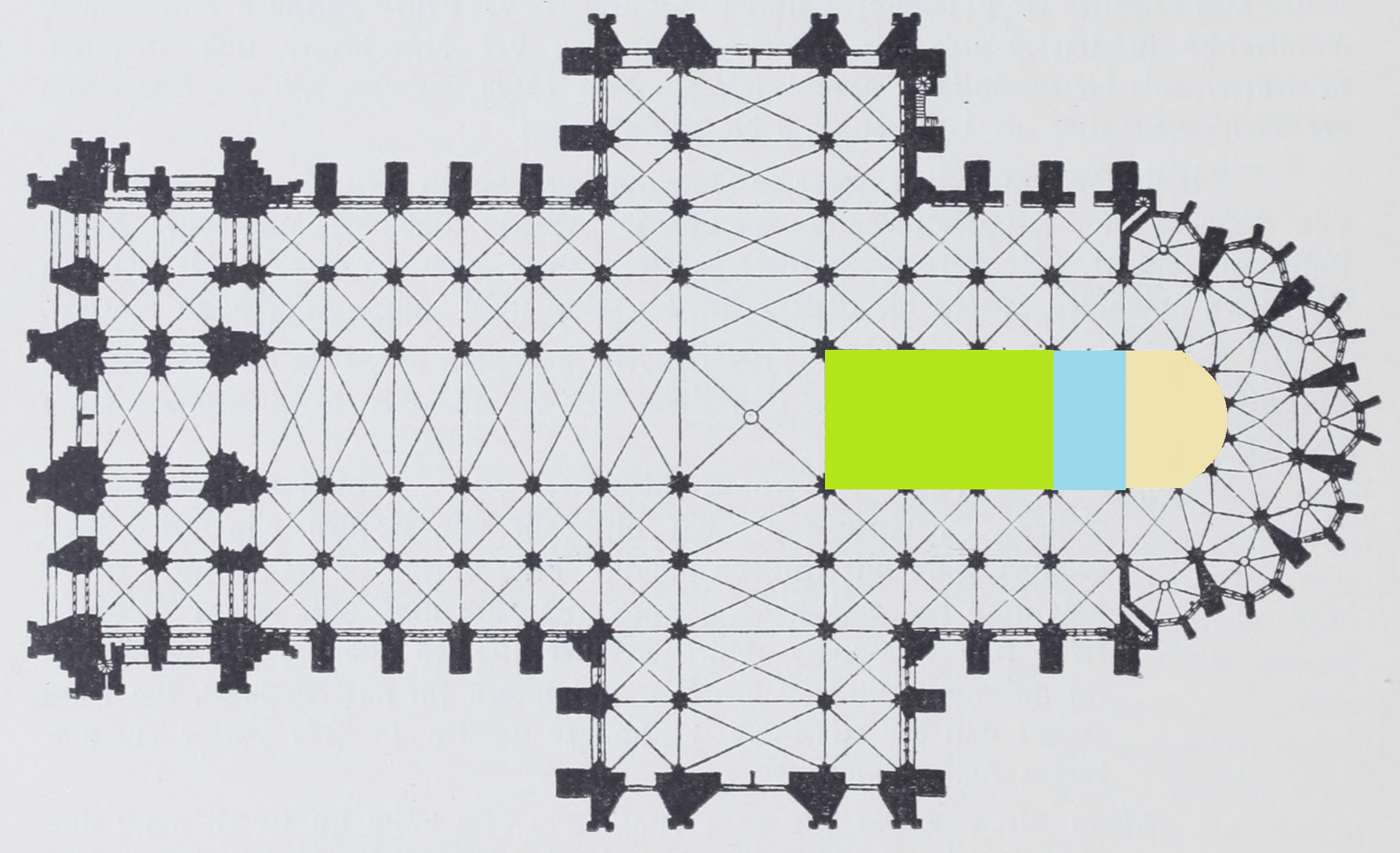
Grundriss des Kölner Doms (1911)

### Bau des Kapellenkranzes (1248–1277)

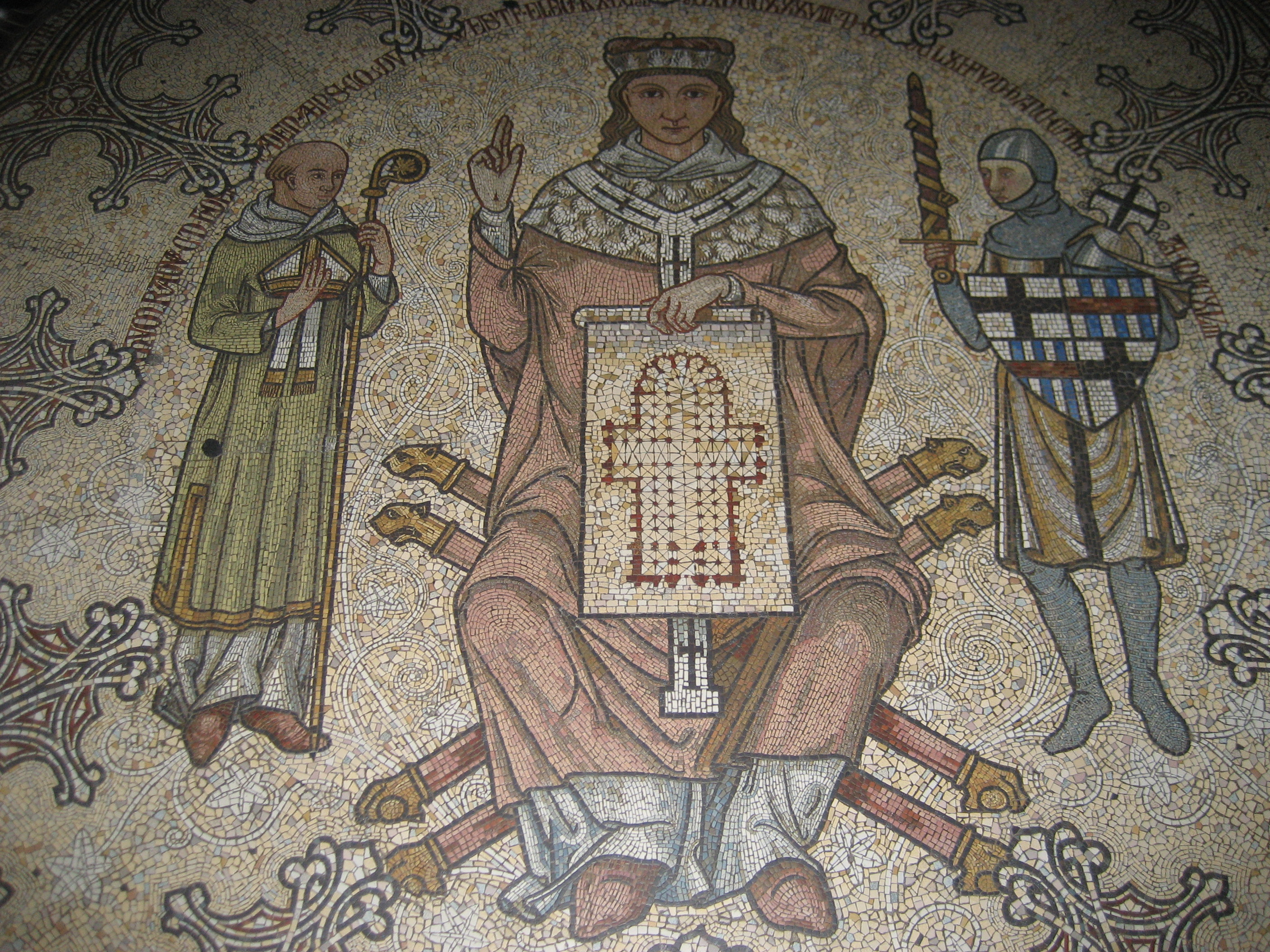
Plan einer Königskathedrale: Konrad von Hochstaden mit dem Grundriss des Domes (Mosaik, 19. Jh.)

In der ersten Hälfte des 13. Jahrhunderts reifte in Köln der Entschluss, den karolingischen Dom durch einen Neubau zu ersetzen. Dieser sollte als steinernes Reliquiar für die Gebeine der Heiligen Drei Könige wie eine Königskathedrale wirken und damit den Anspruch der Kölner Erzbischöfe untermauern, die Königskrönung zu vollziehen. Aus Sicht des machtbewussten Erzbischofs Konrad von Hochstaden war eine Königserhebung nur gültig, wenn sie mit Zustimmung und durch Krönung eines Kölner Erzbischofs erfolgte. Zudem sollte der Dom, den der Dreikönigenschrein zu einem der zentralen Wallfahrtsorte des Mittelalters machte, alle romanischen Kirchen Kölns deutlich überragen. Das Domkapitel entschied sich, die Kathedrale im hochgotischen Baustil der französischen Kathedralen errichten zu lassen und ließ sich dabei vermutlich auch von der Anmutung der Pariser Palastkapelle Sainte-Chapelle inspirieren, die 1248 geweiht wurde.
Erzbischof Konrad von Hochstaden legte den Grundstein des neuen Domes am 15. August 1248. Die Baumaßnahmen des Chores verantwortete Dombaumeister Gerhard, dessen Planung in der langen Tradition des französischen Kathedralbaus steht. Der Chorbau der Kathedrale von Amiens war Gerhard sicherlich persönlich bekannt. Wie in Amiens entwarf er für Köln einen Chor mit einem Kranz von sieben Kapellen, deren Form er aber erstmals aus einem regelmäßigen Zwölfeck herleitete. Als Baumaterial verwendete man vor allem Trachyt vom Drachenfels (Siebengebirge).
Die Bauarbeiten schritten schnell voran und 1265 war der Kapellenkranz bis in die Gewölbe fertiggestellt; er wurde mit einer Mauer vom unfertigen Hochchor abgetrennt und umgehend als Grablege genutzt. Der 1261 verstorbene Konrad von Hochstaden wurde an herausgehobener Stelle in der Achskapelle bestattet; die bronzene Liegefigur seiner Tumba ist das älteste erhaltene gotische Bildwerk im Dom. Zu diesem Zeitpunkt hatte die Kapelle auch schon ihr farbiges Glasfenster, das Ältere Bibelfenster, erhalten, das noch im spätromanischen Zackenstil gestaltet ist. Die Gebeine der im alten Hildebold-Dom beigesetzten Erzbischöfe Gero, Reinald von Dassel, Philipp von Heinsberg, Engelbert I. sowie jene der Volksheiligen Irmgardis wurden in die Chorkapellen übertragen. 1277 weihte Albertus Magnus den Altar des fertiggestellten Kapitelsaals, der heute als Sakramentskapelle dient. Damals war Dombaumeister Gerhard, der unter mysteriösen Umständen von einem Baugerüst gestürzt war, schon einige Jahre tot.

### Vollendung des Hochchores (1265–1322)

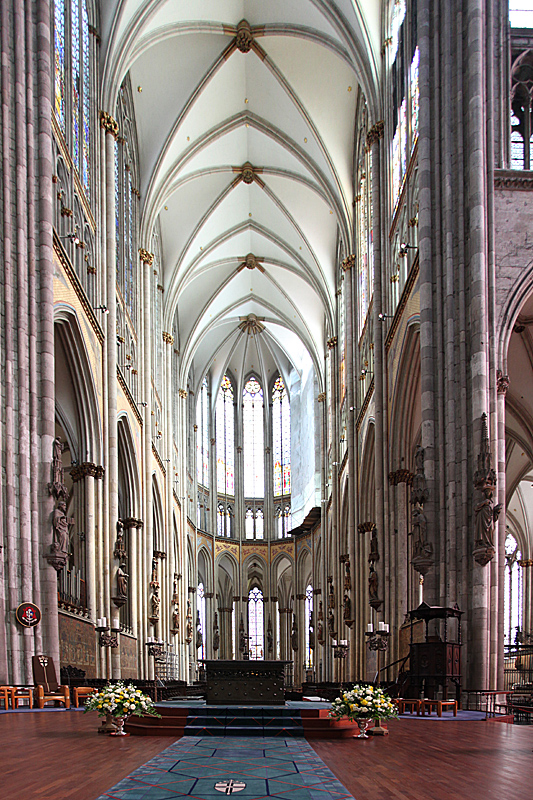
Vision des Himmlischen Jerusalem: der Hochchor als Gesamtkunstwerk (um 1304 bis um 1330)

Die Vollendung des Hochchores lag seit 1271 in Händen des Dombaumeisters Arnold, der möglicherweise auch der Stammvater für die nachmals berühmte Baumeisterfamilie der Parler ist. Er baute im Chorobergeschoss die Hochfenster (Obergaden) und das Triforium als einheitliche Maßwerkplatte, die wie eine Membran zwischen die Pfeiler gespannt schien, und gab dem Chor damit eine bis dahin unerreichte einheitliche, in die Höhe strebende Form. Wahrscheinlich folgte er damit der Planung seines Vorgängers. Am Außenbau des Hochchores wurden die Formen von Maßwerk, Wimperg-Verzierungen und Dekor deutlich hochgotisch angereichert, ohne allerdings den einheitlichen Gesamteindruck zu verändern. Um 1304 wurde der im Mauerwerk vollendete Chor mit einer Trennwand nach Westen hin geschlossen, die erst 1863 abgerissen wurde, als das Langhaus vollendet war.
Die gesamte Gestaltung und Ausstattung des Hochchores folgte einer komplexen Symbolik, die theologische, mystische und künstlerisch-architektonische Sichtweisen miteinander verband. Der Vision eines „Himmlischen Jerusalem“ folgend sollte im Gesamtkunstwerk des Hochchores „das Reich Gottes und damit die verheißene Heimat am Ende aller Tage bildhaft präsent antizipiert werden.“ Dieses reiche Bildprogramm als Gesamtkunstwerk mit dem höchstmöglichen Anspruch einer Königskathedrale zu verwirklichen, war die Verantwortung des Dombaumeisters Johannes von Köln, der 1308 seinem Vater im Amt gefolgt war und es bis 1331 ausübte.
Zwischen 1304 und 1311 wurden die 17,15 Meter hohen Fenster des Oberchores eingesetzt; die hochgotischen Glasgemälde von 48 Königen verschaffen dem Dom einen zarten, lichten Farbton mit einer reichen, aber insgesamt pastellmäßigen Farbskala, die sich in anderen Kirchen Deutschlands nie in dieser Konsequenz zeigte. Sie sind bis heute weitgehend erhalten und gelten als einer der größten erhaltenen Glasmalerei-Zyklen des Mittelalters. Nach den Fenstern wurden das aus Eiche geschnitzte Chorgestühl und – vermutlich zugleich – die monumentale Chorschrankenmalerei geschaffen, die hinter dem Gestühl aufragt. Dieses ist mit 104 Plätzen das größte Deutschlands und reservierte einen Platz für den Kaiser und einen für den Papst. Das hochgotische Wandgemälde gilt als Ausgangspunkt für die im Mittelalter berühmte Kölner Malerschule. Bis zur Chorweihe 1322 wurde auch der Hochaltar aus schwarzem Marmor vollendet, dem in reizvollem Kontrast Figuren aus weißem Carrara-Marmor vorgeblendet sind. Er gilt als einer der größten und schönsten Altäre des gotischen Mittelalters. Die von der Dombauhütte gestalteten 14 farbig gefassten Figuren an den Chorpfeilern – Jesus, Maria und die 12 Apostel darstellend – sind wahrscheinlich erst in den 1330er Jahren vollendet worden. Stilistisch aber loten sie mit ihrer überschlanken Gestalt, ihrem reichen Faltenwurf, ihrem „Show-Effekt der Seidenstoffe“ und ihrer geschwungenen, aufeinander bezogenen Körperhaltung aus, was die manieristisch-hochgotische Skulptur zu leisten vermochte. Insgesamt haben Kunsthistoriker gewürdigt, dass „ihre herausragende Qualität die Ausstattungsobjekte des Kölner Domchores mit einer Aura der Unnahbarkeit“ umgebe. 
1333 besuchte Francesco Petrarca den Domchor und lobte seine Schönheit.

### Pilgerweg im Chorumgang (um 1320–1360)
Mit der Fertigstellung des Chores konnte auch der Dreikönigenschrein aus dem Alten Dom in den gotischen Neubau überführt werden. Das war auch deswegen notwendig, weil der bis dahin weiter genutzte Westteil des Alten Domes für den nächsten Bauabschnitt des gotischen Baus vollständig niedergelegt werden musste. Die Planung sah vor, den Schrein in der Vierung aufzustellen, wo er von den Pilgerscharen gut erreicht werden konnte. Da die Vierung noch im Bau war, wurde der Schrein anlässlich der Chorweihe im September 1322 zunächst in die Achskapelle überführt; die Tumba Konrads von Hochstaden wurde dazu in die Johanneskapelle verschoben. Gleichzeitig wurde der Chorumgang als Pilgerweg ausgestaltet, der die Pilger an den Heiltümern – der Mailänder Madonna, dem Schrein und dem Gerokreuz – sowie den heilsgeschichtlich bedeutsamen Gräbern der Kölner Erzbischöfe vorbei führte. Um den Wallfahrern die Bedeutung der Heiligen in gegenständlichen Bildern zu vermitteln, wurden die Chorkapellen zu Stationen eines Pilgerweges umgebaut und ab den 1330er Jahren mit Wandmalereien und juwelenhaft leuchtenden Glasfenstern ausgestattet. Die Verantwortung für den Dombau lag bis 1353 bei Meister Bartholomäus von Hamm. Erzbischof Walram von Jülich begleitete diese Neugestaltung als Stifter und sicherte sich damit die um 1360 eingerichtete Grabstelle in der letzten freien Chorkapelle.

### Südliche Seitenschiffe als „Hallenkirche“ (1322–1388)

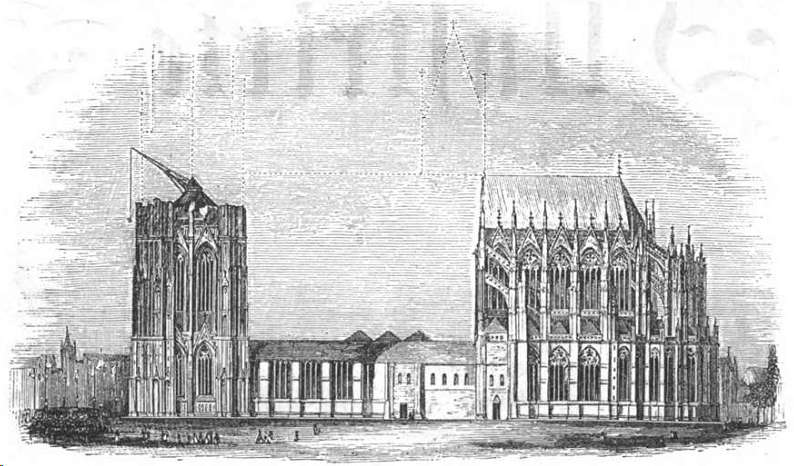
Provisorisches Dach: Bauabschnitt zwischen Chor und Südturm (Grafik von 1843)

Nach der Chorweihe begann die Arbeit am Querhaus, von dem aber nur Ansätze der Portale gebaut werden konnten. Die Baustelle führten seit 1308 Johannes (bis 1331) und Rutger (bis 1333), die beiden Söhne des Dombaumeisters Arnold. Sie konzentrierten sich darauf, die südlichen Seitenschiffe des Langhauses als zweischiffige Halle zu errichten, die übergangsweise als Gemeindekirche genutzt werden konnte. Wahrscheinlich wurde auch erst in dieser Zeit die Entscheidung getroffen, das Langhaus des Doms fünfschiffig zu bauen (und nicht mit drei Schiffen, wie sie beispielsweise die Kathedrale von Amiens aufweist). Die Arbeiten wurden bis um 1353 von Dombaumeister Bartholomäus von Hamm fortgeführt. Der immerhin sechsjochige Kirchenraum wurde bis Ende des 14. Jahrhunderts bis zu einer Höhe von etwa 13,50 Meter hochgezogen und mit einem provisorischen Dach gedeckt, das von Südturm bis zur östlichen Wand des Querhauses reichte. Zum noch nicht vorhandenen Mittelschiff wurde der Raum zwischen den Pfeilern mit einer Wand verschlossen, für die die Erzbischöfe Friedrich von Saarwerden und Dietrich von Moers fünf farbige Glasfenster stifteten, die jedoch verloren sind. Spätestens 1388 muss dieser Bau so nutzbar gewesen sein, dass er für eine Messfeier anlässlich der Gründung der Kölner Universität dienen konnte.

### Südwestturm als Teil der Westfassade (1360–1449)

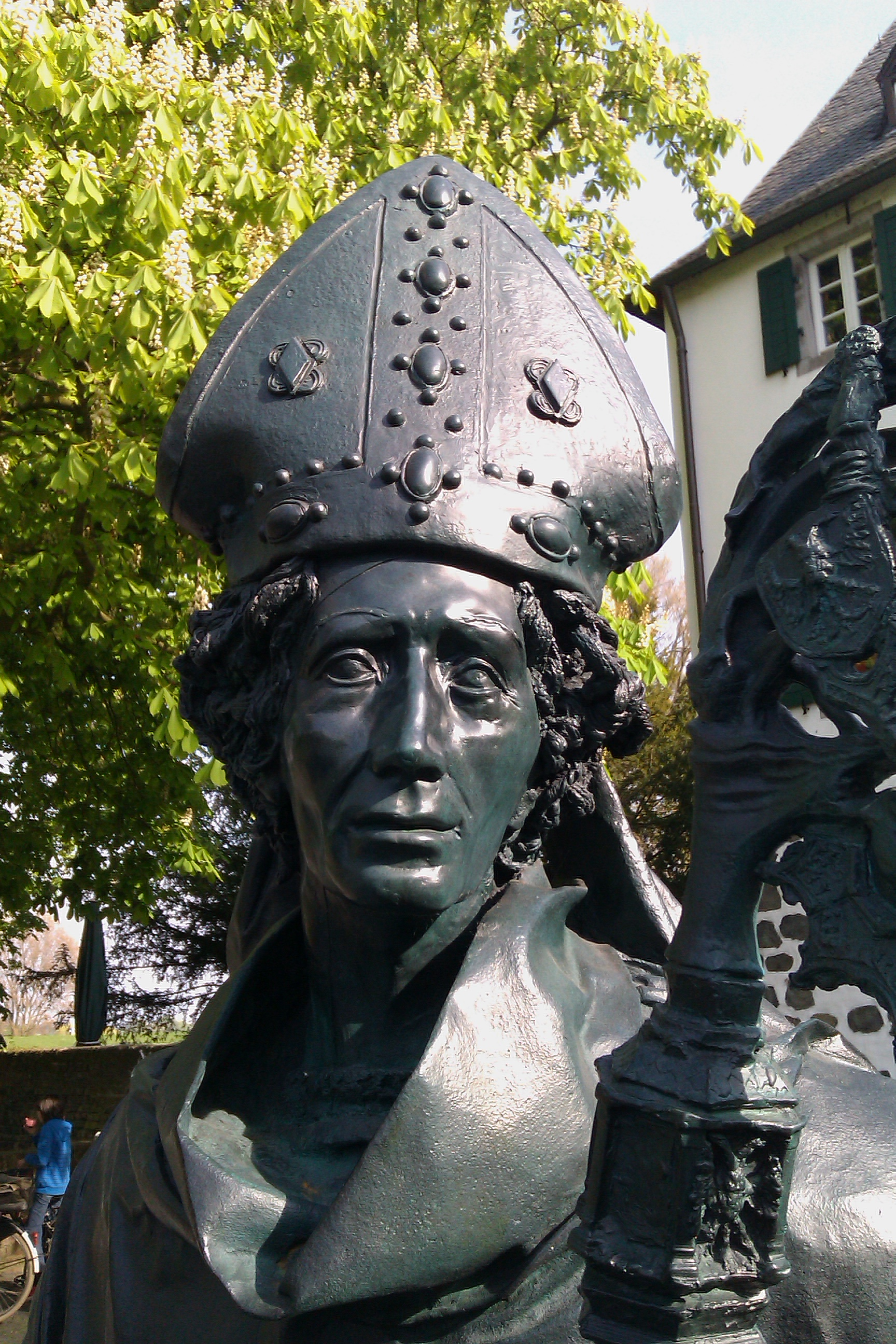
Bauherr der Westfassade: Friedrich III. von Saarwerden

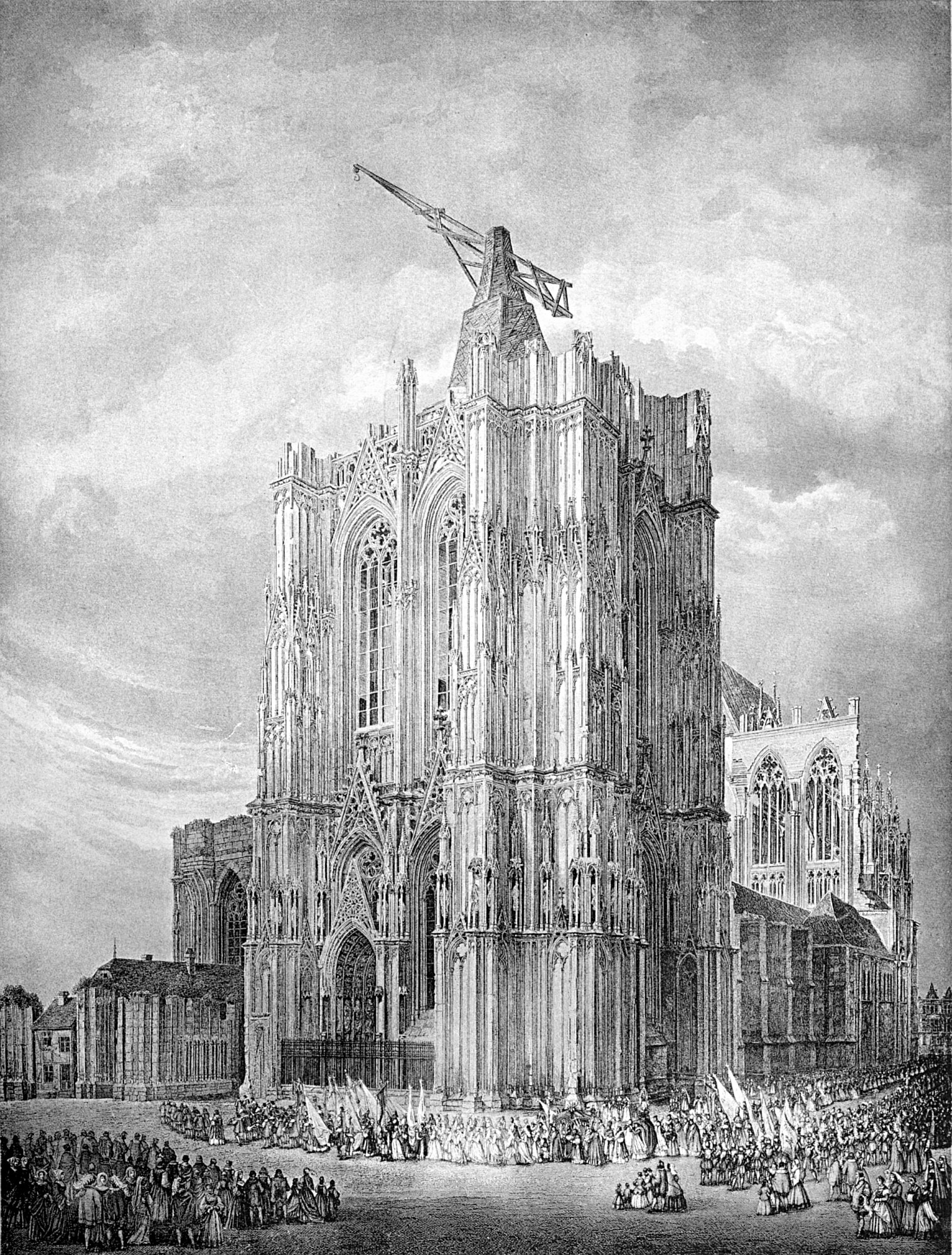
Nach Fassadenriss F: Südturm und Petersportal

Mitte des 14. Jahrhunderts unternahm Erzbischof Wilhelm von Gennep eine neue Initiative, um für den Dom eine Westfassade zu schaffen. Das Fundament für den Südwestturm wurde gegen 1360 gelegt und für die Fassade lag eine erste Planung vor, die wahrscheinlich von Peter Parler gezeichnet wurde. Wegen des Todes des Erzbischofs verzögerten sich die Bauarbeiten dann allerdings und wurden erst nach 1370 mit neuem Elan aufgegriffen, als Friedrich III. von Saarwerden die Baumaßnahmen als Ausdruck seines erzbischöflichen Einflusses gestaltet sehen wollte. Dazu ließ er eine neue, architektonisch konservative, aber besonders imposante Westfassade planen, die auf dem berühmten Fassadenriss F abgebildet ist. Die Planung und die Arbeiten leitete der Dombaumeister Michael von Savoyen, der von 1353 bis 1390 in Köln nachweisbar ist.
Das erste Geschoss des Südturmes wurde zusammen mit dem Petersportal bis Ende des 14. Jahrhunderts fertiggestellt. Um 1375 entstand der Figurenschmuck des Petersportals, das in seinen Archivoltenfiguren Einflüsse der Bildhauerfamilie der Parler zeigt, mit der Michael von Savoyen verwandt war. Erzbischof Friedrich konnte 1401 die Funktion des Domes als Krönungskathedrale hervorheben, in dem er Ruprecht von der Pfalz zum Deutschen König krönte, der dazu feierlich durch das Südschiff in den Bau einziehen konnte.
Ab 1395 war Andreas von Everdingen Dombaumeister († vor 1412). 1410 erreichte der Südturm das zweite Geschoss. 1418 wurde am benachbarten Hochgericht in einem hölzernen Glockenstuhl die erste Kirchenglocke aufgehängt, die Dreikönigen- oder Blutglocke. Als Dombaumeister folgte Nikolaus van Bueren (1380–1445), in dessen Zeit 1437 die Glocken in den Südturm eingehängt werden konnten (Turmhöhe damals 59 Meter). 1448/49 wurden die Großglocken Pretiosa (11.500 kg) und Speciosa (5.200 kg) gegossen und im Südturm in einer Höhe von 57 Metern aufgehängt. Die Arbeiten am Südturm wurden danach weitgehend eingestellt.

### Grundfläche des Langhauses (um 1450–1528)
In der zweiten Hälfte des 15. Jahrhunderts konzentrierten sich die Bauarbeiten darauf, die gesamte Grundfläche des Domes nutzbar zu machen. Die Bauarbeiten leiteten die Dombaumeister Nikolaus van Bueren (1425–1445) und Konrad Kuene van der Hallen (1445–1469). Beim Bau der nördlichen Seitenschiffe des Langhauses wiederholten sie dabei getreulich die Architekturformen aus den südlichen Seitenschiffen. Um die Jahrhundertwende wurden alle Schiffe des Langhauses und des Querhauses mit provisorischen Dächern versehen, so dass die gesamte Grundfläche des Domes nutzbar wurde. In den Jahren 1507 bis 1509 wurden die Glasgemälde in die Langhaus-Nordwand eingesetzt. Um 1500 wurde der Grundstein für den Nordturm gelegt, was vermutlich der letzte bekannte Dombaumeister Johann Kuene van Franckenberg (1469 bis nach 1491) verantwortete. Auch in den Jahren 1512 und 1513 berichten die Quellen von einem geregelten Baubetrieb; nach 1525 allerdings gingen die Einnahmen stark zurück.
Am 5. Januar 1531 fand im fertiggestellten Chor anlässlich der Königswahl Ferdinands I. ein Gottesdienst statt. Jüngere Forschungen nehmen an, dass es bereits zu dieser Zeit einen weitgehenden Baustopp gab, auch wenn noch Geld für Ausstattung und Reparaturen floss. Der Kölner Stadtarchivar Leonard Ennen fand heraus, dass 1559 letztmals Geldmittel für die Bautätigkeit bereitgestellt wurden. Diese kam 1560 vollständig zum Erliegen, nachdem das Domkapitel die Finanzierung weiterer Arbeiten am Dom offiziell beendet hatte.
Der gotische Baustil entsprach nicht mehr dem Geist des Renaissancezeitalters. Nach völlig anderen, neuen Maßstäben für die Kirchenarchitektur wurde seit 1515 am Petersdom in Rom gebaut, zu dessen Finanzierung ein schwunghafter Ablasshandel betrieben wurde. Dieser wiederum war neben anderem Anstoß zur Reformation durch Martin Luther, in deren Folge die Pilgerströme und damit auch der Geldfluss für den Weiterbau des Kölner Doms deutlich abnahmen.

### Bauunterbrechung (1528–1823)

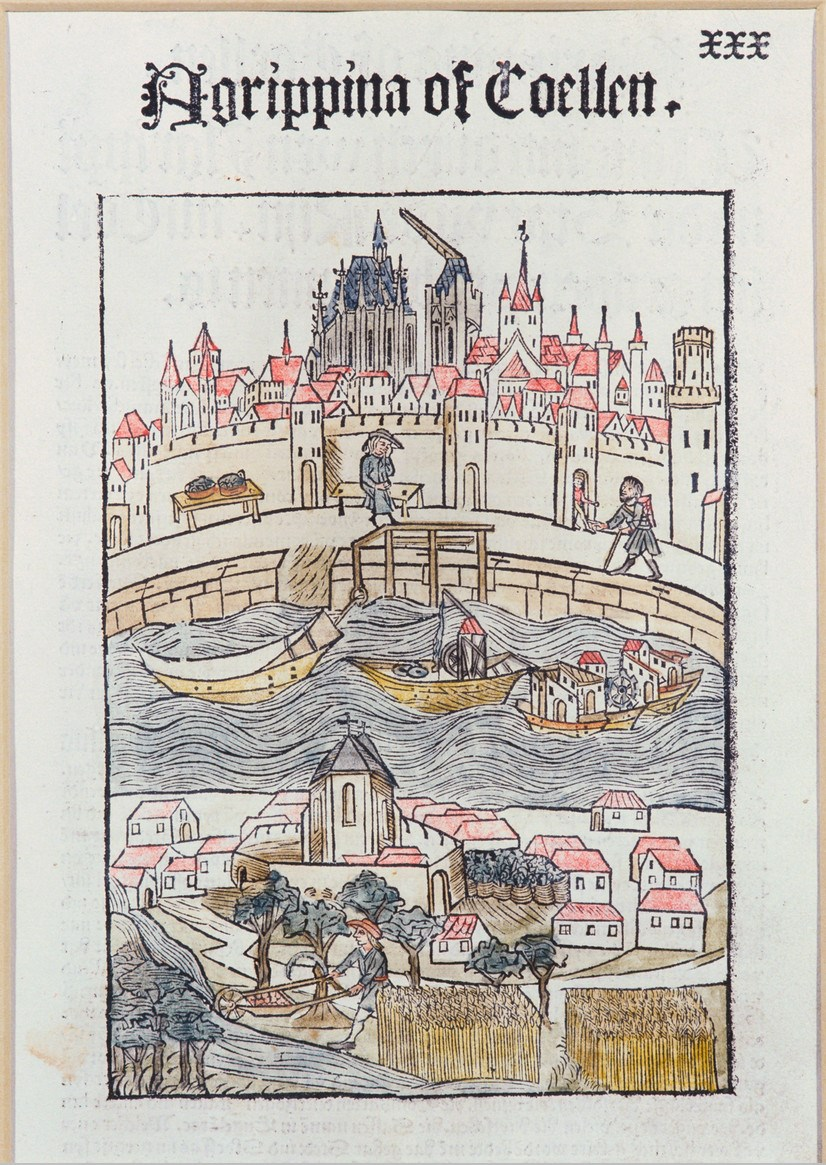
Stadt mit Kran: Kölner Silhouette um 1500

Fast 300 Jahre lang ruhte der Bau des Kölner Doms. Die Stadtsilhouette dominierte der fertiggestellte Chor dennoch. Der Domkran auf dem Stumpf des Südturms aber, eine mehr als 25 Meter hohe hölzerne Drehkonstruktion aus dem 14. Jahrhundert, wurde zum Symbol für eine zurückgebliebene Stadt. Im Innenraum war der Torso nicht als Gesamtraum erlebbar, sondern zerfiel in Einzelräume unterschiedlichen Charakters. Der Chor und der Chorumgang waren vollendet und konnten vom Domkapitel genutzt und von Pilgern und für Prozessionen begangen werden. Vom Langschiff war der Chor allerdings durch eine Mauer getrennt. Dieses, kaum bis zur halben Höhe errichtet und mit einem Notdach geschlossen, erschloss sich nicht mit einem einheitlichen Raumeindruck: das südliche Seitenschiff zeigte sich als eine zweischiffige Halle; das nördliche Seitenschiff war teilweise eingewölbt und wirkte eher kapellenartig; das Mittelschiff zeigte sich als wenig räumlich strukturierte Fläche. Eine solche Situation war nicht untypisch für spätmittelalterliche Großkirchenprojekte; in Köln gab sie Anlass zur Volksweisheit: »Wenn der Dom fertig ist, geht die Welt unter.«
Im 17. Jahrhundert begann die barocke Umgestaltung des Innenraumes, die für die mittelalterliche Ausstattung schwere Verluste bedeutete. Das Domkapitel plante eine Gestaltung des Binnenchores und des Chorumganges, die von einer Ausstattung in farbigem Marmor mit passenden Grossplastiken geprägt werden sollte. Dazu wurden der Altar in der Marienkapelle (1662–1663) und in der Nikolauskapelle (um 1660) barock umgestaltet, der Hochaltar umgebaut und mit einem hohen Altaraufsatz versehen (1665), ein Grabdenkmal für den hl. Engelbert angefertigt (1665), der Dreikönigenschrein in ein barockes Mausoleum gestellt (1668–1683) und neue Altäre in den Chorkranzkapellen aufgestellt. Wesentliche Arbeiten wurden der lokalen Kölner Werkstatt von Heribert Neuss übertragen, die sich stark an italienischen und flämischen Vorbildern orientierte, in der künstlerischen Umsetzung allerdings eine „blockhafte Steifheit“ zeigte und weit hinter den Vorbildern zurückblieb.
Die Tapisserien nach Entwürfen von Peter Paul Rubens gelangten um 1688 als Stiftung von Wilhelm Egon von Fürstenberg-Heiligenberg in den Dom, der damit – allerdings vergeblich – seine Wahl zum Erzbischof unterstützen wollte. Sie wurden im Chor vor den Chorschrankenmalereien aufgehängt, deren hochgotische Darstellung im 17. Jahrhundert als nicht mehr zeitgemäß galt. Von 1744 bis 1770 ließ Erzbischof Clemens August den Innenraum nochmals umfassend nach spätbarockem Geschmack modernisieren. Um 1753 wurden die gotischen Fensterscheiben des Kapellenkranzes entfernt und gegen grünlich-weiße Gläser ausgetauscht, um dem barocken Ideal folgend mehr Licht in die Kirche zu lassen. Alles Steinwerk und zahlreiche Wandmalereien wurden weiß getüncht. Der Lütticher Architekt Etienne Fayn entwickelte um 1770 Pläne für die barocke Umgestaltung des Chores. In der Folge wurden die Maßwerkschranken im Chor durch eiserne Gitter ersetzt, das spätgotische Sakramentshäuschen von Franz Maidburg zerschlagen und der Hochaltar um zwei Seitenaltäre ergänzt, aber dafür an drei Seiten seiner hochgotischen Marmorarkaden entkleidet. Lang- und Querhaus erhielten ein hölzernes Scheingewölbe.
Nach dem Einmarsch französischer Revolutionstruppen in Köln im Oktober 1794 wurde der Dom stark beschädigt. Im November 1796 verfügten die Besatzer die Einstellung der Gottesdienste, das französische Militär nutzte das Gebäude zeitweilig als Pferdestall und Lagerhalle. Am 4. Januar 1804 kehrte der Dreikönigenschrein in den Chor zurück, den das Domkapitel 1794 nach Westfalen hatte in Sicherheit bringen lassen. Jahre später, am 19. Oktober 1820 wurden bei einem Einbruch wertvolle Teile des Schreins herausgebrochen und gestohlen.
Napoleon Bonaparte richtete 1802 das Bistum Aachen ein, zu dem auch das linksrheinische Gebiet des Erzbistums Köln gehörte. Der Dom in Köln wurde 1803 zur Pfarrkirche der Dompfarre (Pfarrgemeinde an der Hohen Domkirche St. Petrus) herabgestuft. Nach Ende der französischen Herrschaft wurde das Bistum Aachen durch den Papst mit der Bulle De salute animarum am 16. Juli 1821 de jure aufgelöst, der Kölner Dom wurde wieder Kathedrale. Im Jahr 1821 übernahm der preußische Staat die Baulast für das Gebäude. Der Dom blieb bis zur Neuordnung der Pfarrseelsorge in der Kölner Innenstadt im Jahre 2009 gleichzeitig Pfarrkirche. Seit 2009 ist er als Kathedral- und Kapitelskirche von der Pfarrseelsorge exemt.

## Baugeschichte im 19. Jahrhundert

### Vollendung als nationale Aufgabe

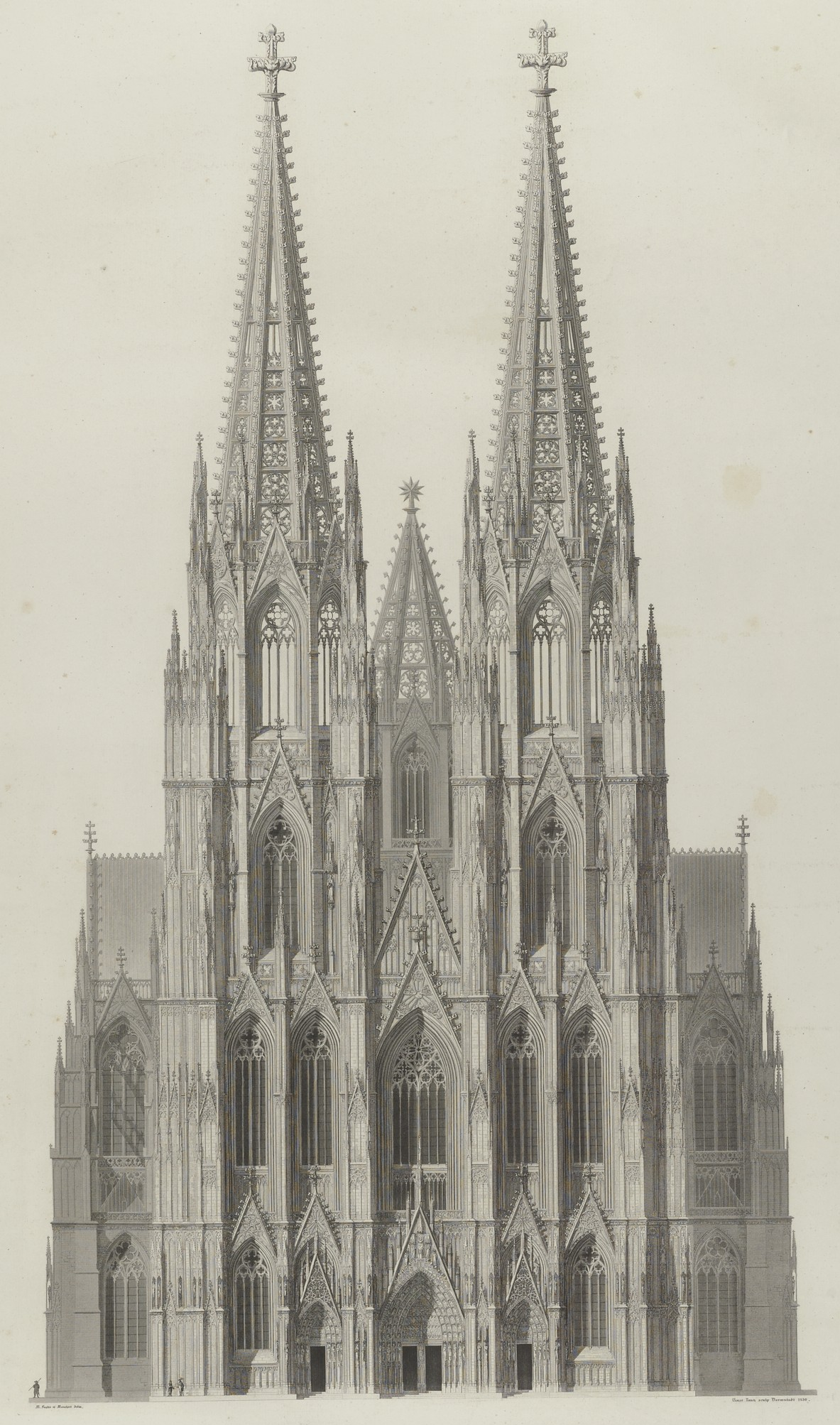
Werbung für die Domvollendung: Ansicht der Westfassade von S. Boisserée, 1821

Johann Wolfgang von Goethe begeisterte sich 1770 für das gotische Straßburger Münster und löste mit seiner Schrift Von Deutscher Baukunst eine romantisch fundierte Neuentdeckung des gotischen Baustils aus. Später feierten Publizisten – wie der Naturforscher und Reiseschriftsteller Georg Forster, der den Dom 1790 gemeinsam mit Alexander von Humboldt besuchte, und der Kulturphilosoph Friedrich von Schlegel (1804) – den Kölner Dom als Kunstwerk, das noch auf seine Vollendung warte. Der katholische Publizist Joseph Görres schließlich verschob die Argumentation, als er 1814 den Dom als nationales Heiligtum pries und ihn damit zu einem Symbol für den gewünschten deutschen Nationalstaat machte.
Im Zentrum des beharrlichen Werbens für die Dom-Vollendung stand Sulpiz Boisserée, ein in Köln beheimateter Kunsthändler. Er begann schon 1808 damit, den Baubestand des Domes zu skizzieren und fragte 1811 selbst bei Napoleon vergeblich um Unterstützung an. Seine Bemühungen erhielten Auftrieb, als Johannes Fuhrer und er 1814 und 1816 den Fassadenriss aus dem Jahre 1370 wieder auffinden konnten, der der Westfassade des Domes zugrunde liegt.
Zwischen 1821 und 1831 gab Boisserée eine Serie von Stichen heraus, die den vollendeten Dom zeigen. Dieses Werk förderte in ganz Deutschland die Begeisterung für den Dombau wesentlich. Die romantische Verklärung des Gotischen, das damals als genuin deutscher Baustil verstanden wurde, und die Stilisierung des Domes zu einem deutschen Nationaldenkmal nahmen schließlich auch den preußischen Kronprinzen Friedrich Wilhelm für das Domprojekt ein. Damit wurde die ursprünglich in Köln betriebene Idee der Domvollendung eine preußische und sogar national-deutsche Angelegenheit und erstmals zu einer realistischen Option.

### Neugotischer Dombau (1842–1880)
Siehe auch Kölner Dombaufest 1848
1823 richtete Friedrich Adolf Ahlert die Dombauhütte wieder ein und begann mit ersten Restaurierungsarbeiten am Chor. Nach seinem Tod 1833 wurde Ernst Friedrich Zwirner zum Dombaumeister berufen. Er musste die heikle Aufgabe meistern, Baupläne für die Domvollendung zu entwickeln, die sowohl dem romantisierenden preußischen König Friedrich Wilhelm IV. als auch dem kostenbewusst denkenden preußischen Baudirektor Karl Friedrich Schinkel, und schließlich noch dem vom Kölner Bürgertum getragenen Zentral-Dombau Verein gefielen. Schließlich setzten sich die romantischen Traditionalisten durch und der Dom wurde „nach dem ursprünglichen Plane“, d. h. einschließlich des Strebewerks und mit baukünstlerisch durchgestalteten Querhausfassaden vollendet. Deren Form isolierte Zwirner aus dem mittelalterlichen Fassadenriss der Westfassade, wobei sowohl der König als auch Sulpiz Boisserée an den Planungen mitwirkten. Heute gilt die aufwendigere südliche Querhausfassade als ein Hauptwerk der Neugotik.
Am 4. September 1842 legten Preußens König Friedrich Wilhelm IV. sowie der Koadjutor und spätere Erzbischof Johannes von Geissel den Grundstein für den Weiterbau des Doms. Der Stein wurde auf den noch unvollendeten Südturm hochgezogen und dort eingemauert. Beim Dombaufest 1848 zum 600. Jahrestag der Grundsteinlegung 1248, zu dem sowohl der preußische König Friedrich Wilhelm IV. als auch Repräsentanten der bürgerlichen Revolution wie Reichsverweser Erzherzog Johann von Österreich und Abgeordnete der Frankfurter Nationalversammlung eingeladen worden waren, wurde der provisorisch fertiggestellte Innenraum der Kathedrale geweiht. Der Dombau schritt schnell fort. 1855 wurden die Südfassade und acht Jahre später das Langhaus vollendet, so dass die Trennwand zum Chor nach 560 Jahren abgebaut werden konnte. Das Einweihungsfest mit ausgesprochen kirchlichem Charakter erlebten weder König Friedrich Wilhelm IV. noch Dombaumeister Zwirner, die beide 1861 gestorben waren.
Die am gotischen Ideal orientierte Bauform hinderte die Baumeister nicht daran, die damals modernsten Baumittel zu verwenden. So wurde der Dachstuhl aus Eisen errichtet, der damit bis zum Bau des Eiffelturms die größte Konstruktion aus Eisenstahl der Welt war. Stiftmosaikplatten für den Bodenbelag wurden von Villeroy & Boch geliefert.

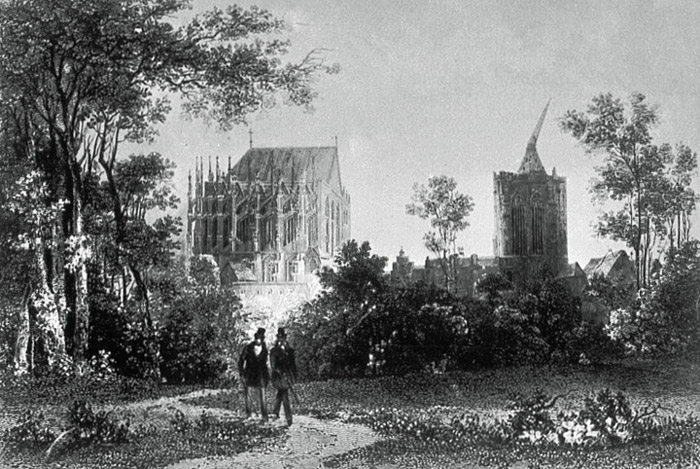
Torso 1820
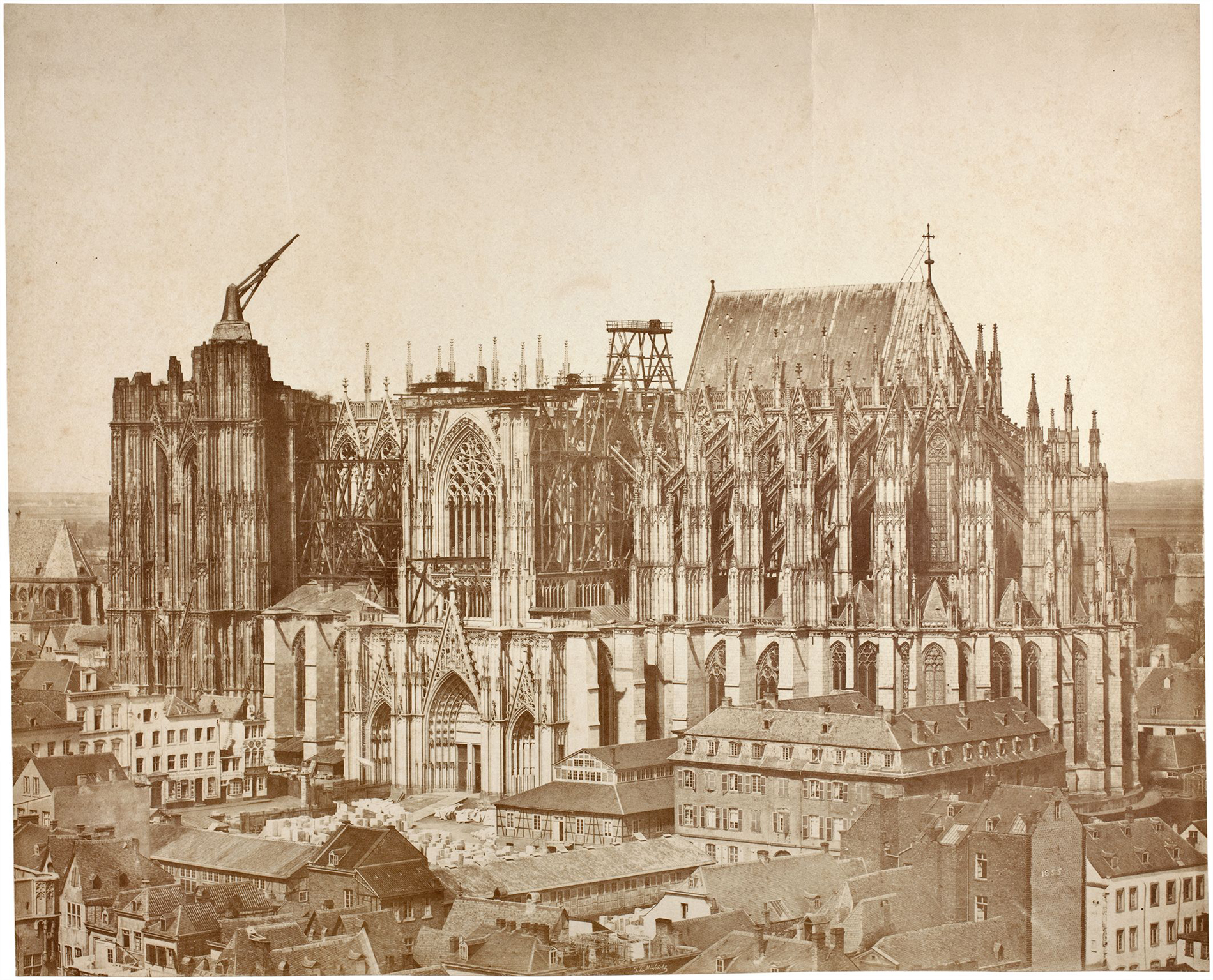
Baustelle 1855
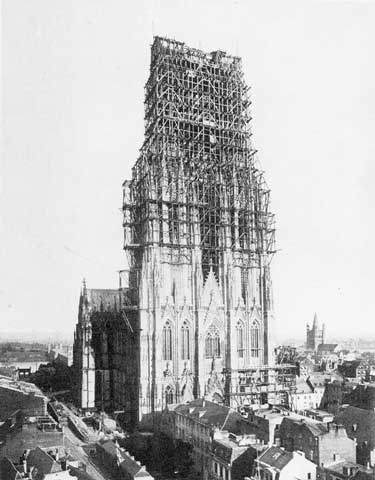
Vor Vollendung 1880
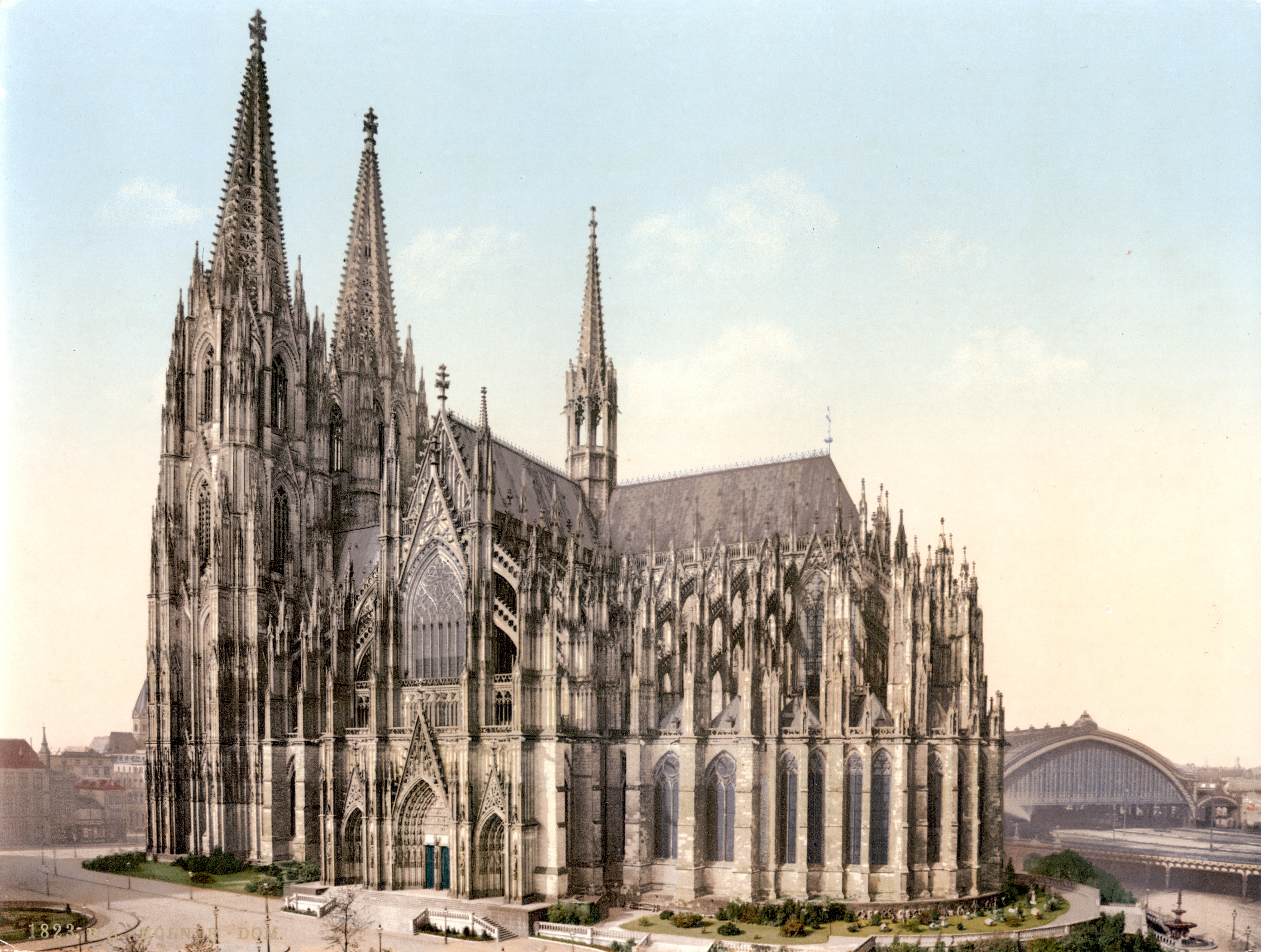
Um 1900
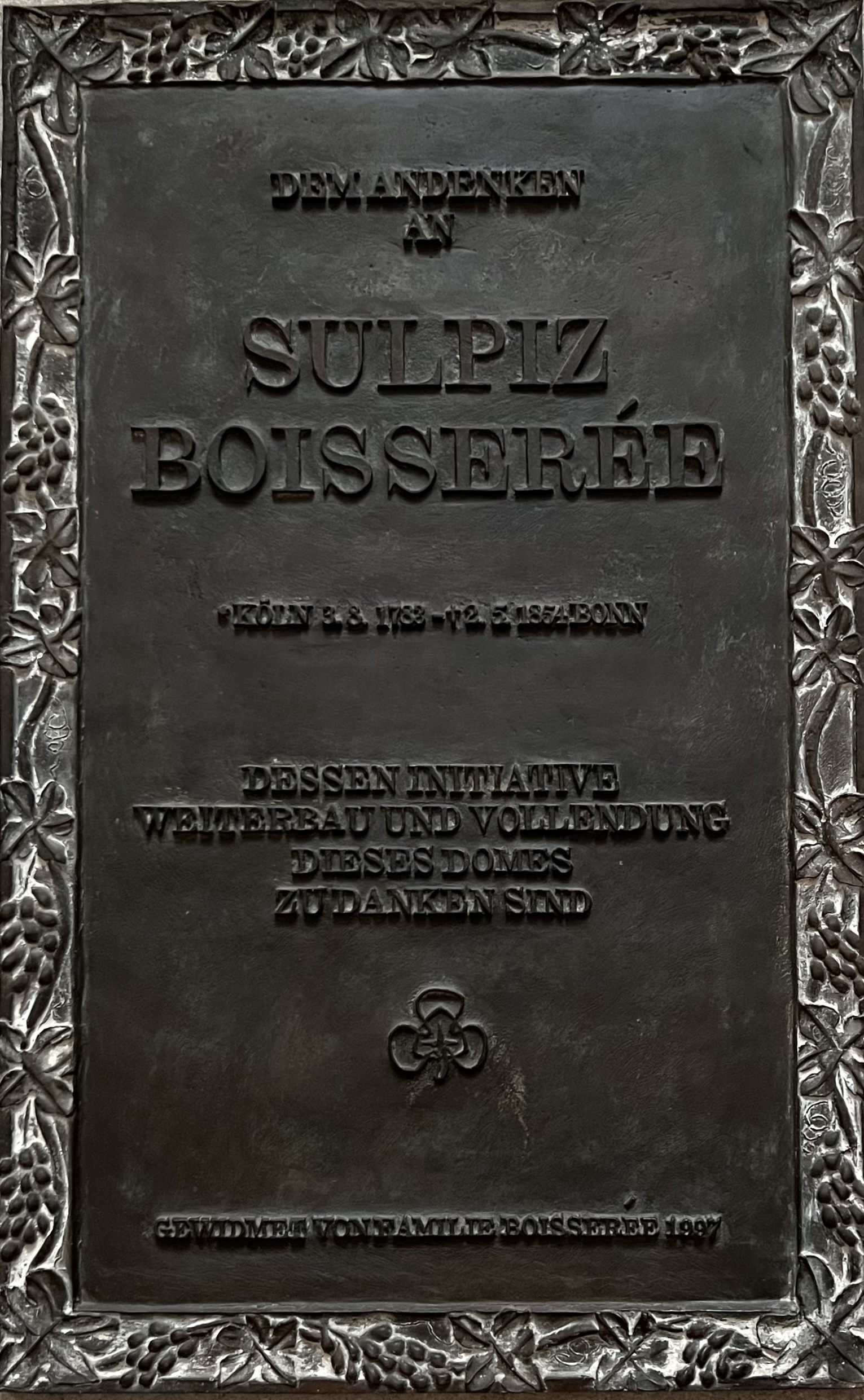
Gedenktafel im Dom für S. Boisseree
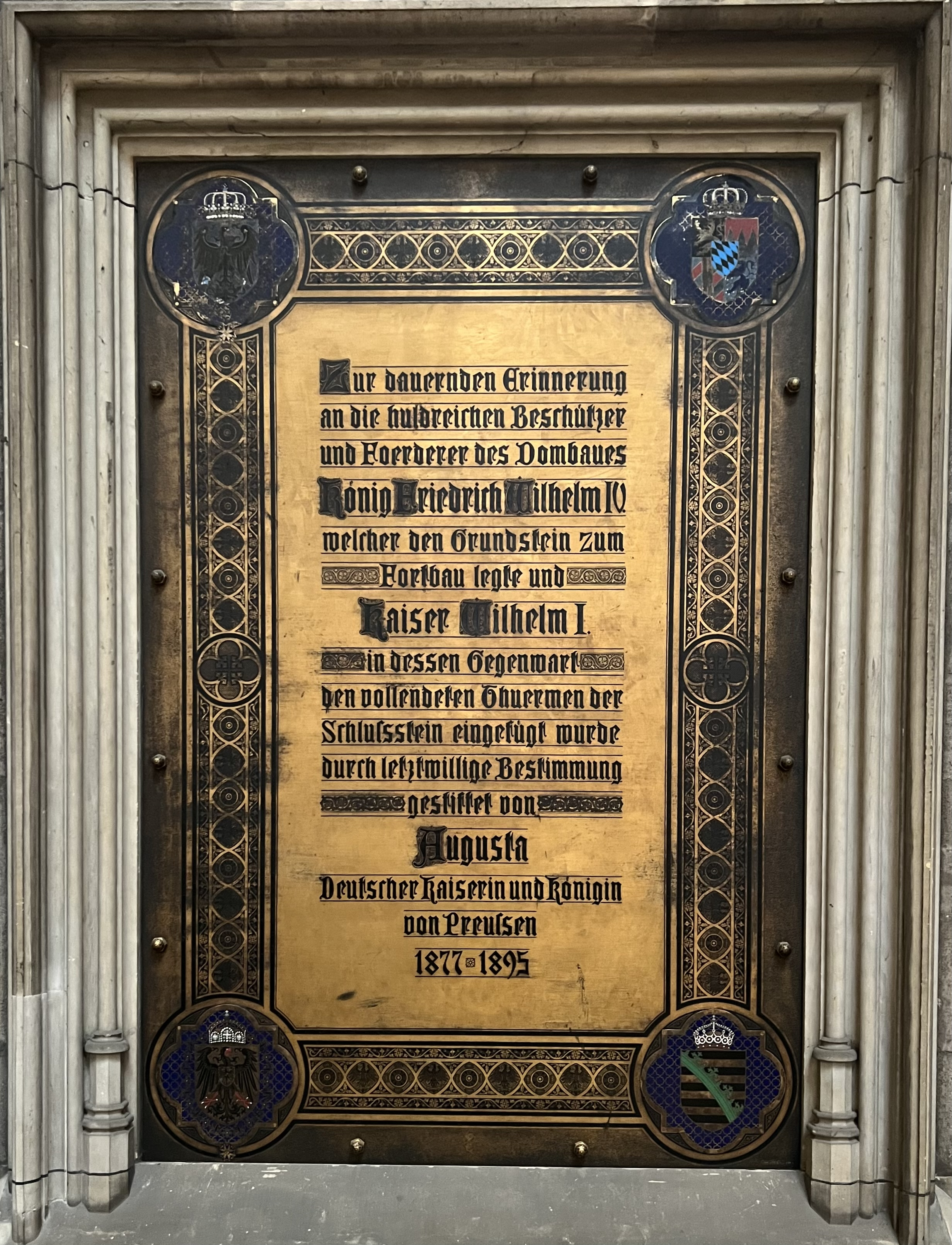
Gedenktafel im Dom für die Hohenzollern

Der Bau der Westfassade mit dem charakteristischen Doppelturm lag in den Händen von Dombaumeister Richard Voigtel. Er folgte der Form nach getreulich dem Fassadenriss von Meister Michael aus dem Jahre 1370. Mit der großzügigen, durch die Domlotterie gestärkten Finanzkraft des Zentral-Dombau-Vereins konnte die Dombauhütte 500 Steinmetze beschäftigen. Durch den zusätzlichen Einsatz moderner technischer Baumethoden – wie beispielsweise einer Dampfmaschine zur Förderung der Werksteine – konnten die Türme bis 1880 ihre Rekordhöhe von 157 Metern erreichen und mit der Kreuzblume fertiggestellt werden. Die Baumaßnahmen allerdings setzten sich noch rund 20 Jahre fort. Das aufwendige Fußbodenmosaik im Chor konnte erst 1899 abgeschlossen werden.
Die offizielle Vollendung des Dombaus wurde am 15. Oktober 1880 gefeiert. Sie fand zu Zeiten des sogenannten Kulturkampfes statt, in dem der Preußische Staat mit der katholischen Kirche im Rheinland um Einfluss rang. Kaiser Wilhelm I. nutzte die Veranstaltung für seine repräsentativen Vorstellungen, um die Einigkeit und Größe des 1871 neu gegründeten Reiches zu demonstrieren. Viele Katholiken, deren kirchliche Würdenträger von der Feier ferngehalten wurden, boykottierten die Feier „in würdiger Zurückhaltung.“

### Finanzierung der Domvollendung

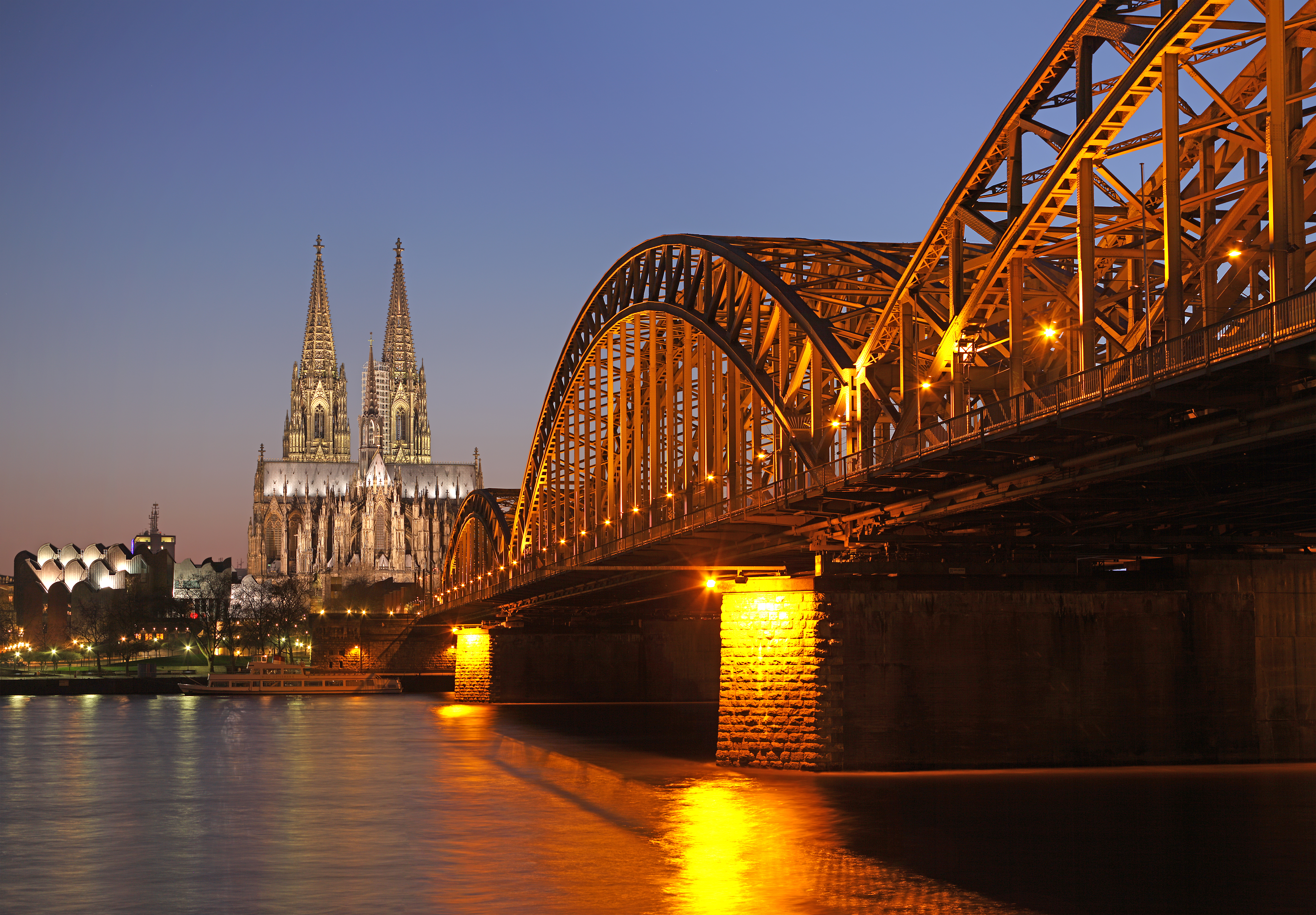
Ostansicht mit Hohenzollernbrücke bei Anbruch der Dunkelheit

Für die Vollendung des Domes wurden zwischen 1823 und 1880 insgesamt 6,6 Millionen Taler aufgewendet; das entspricht nach heutigem Geld rund einer Milliarde Euro (2019). Ursprünglich hatte Dombaumeister Zwirner für die Vollendung des Hauptschiffes 1,2 Millionen Taler veranschlagt und für das Strebewerk nochmals dieselbe Summe. Auf dieser Basis wurden die jährlichen Baukosten mit 100.000 Talern berechnet, von denen der preußische König die Hälfte durch einen Baufonds übernehmen wollte. Zudem bewilligte er einen einmaligen Zuschuss zum Bau des Nordturmes in Höhe von 100.000 Talern. Um die verbleibende Bausumme aufzubringen, wurde der Zentral-Dombau-Verein zu Köln gegründet, der sich zunächst aus Beiträgen finanzierte. Auch der König leistete einen jährlichen Beitrag von 10.000 Talern.
Ab 1845 konnte der Verein allerdings seinen Anteil an der Finanzierung nur noch teilweise aufbringen, so dass ab 1848 nach dem 600-jährigen Jubiläum der Grundsteinlegung die Bautätigkeit deutlich verlangsamt werden musste. Als 1863 der Innenraum vollendet war, zeigten Hochrechnungen, dass bei gleichbleibendem Finanzfluss die Vollendung noch weitere 50 Jahre dauern würde. So entschied sich der Verein, 1864 zur Finanzierung eine Domlotterie einzurichten, die sich als ergiebige Geldquelle erwies. Mit den neuen Mitteln konnte der Dombaumeister in der Domhütte 500 Steinmetze beschäftigen und die Türme bis 1880 fertig bauen. Bis zum Ende der Bauzeit steuerte der Verein zu den Baukosten von rund 6,6 Millionen Taler insgesamt 59,4 % bei. 32,4 % bezahlte der Staat, 6,8 % wurde durch eine Kathedralsteuer und Kollekten finanziert.
Der heutige Dom ist 144,58 Meter lang, 86,25 Meter breit und 69,95 Meter hoch. Seine Turmhöhe beträgt 157,22 Meter. Er bietet 800–1500 Sitzplätze.

## Dom seit Vollendung

### Zwischenkriegszeit
Bereits um 1906 hatten sich gravierende umweltbedingte Verwitterungsschäden am Kölner Dom gezeigt, die ein unmittelbares Einschreiten erforderlich machten. Unter den beiden Dombaumeistern Bernhard Hertel und Hans Güldenpfennig wurde in dieser Zeit das am meisten betroffene Chorstrebewerk erneuert. Dabei wurde eine „Vereinfachung der überreichen Formen“ der im 19. Jahrhundert errichteten Bauteile und eine „selbständige Gestaltung bei der Erneuerung von Einzelformen“ vorgenommen. 1942/43 errichtete Güldenpfennig für den Schutz von Kunstschätzen und Bauplastiken um den Mittelpfeiler der Nordturmhalle aus Ziegelmauerwerk und Beton einen kuppelförmigen Bunker, der bis 1986 bestand.

### Schäden des Zweiten Weltkriegs

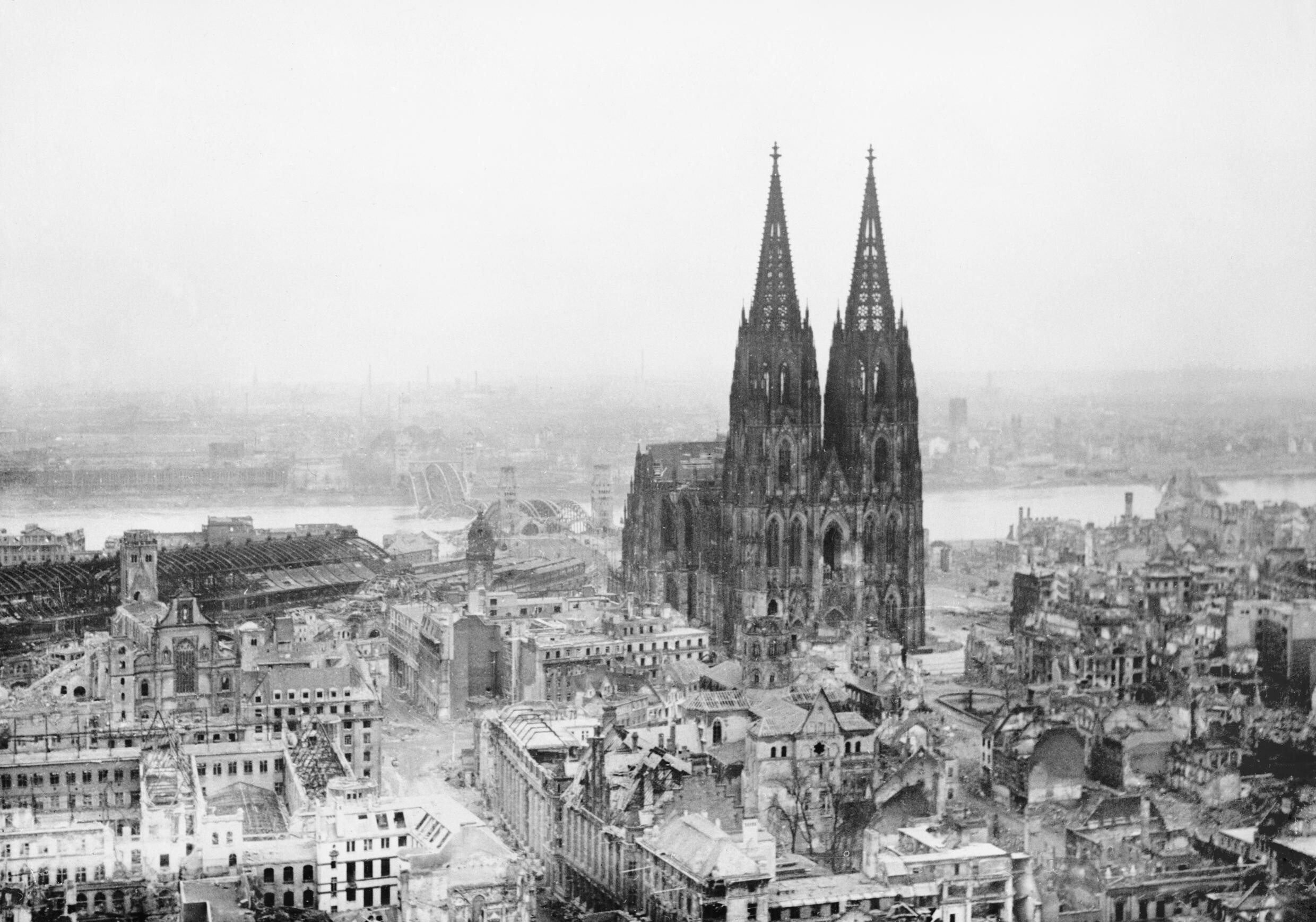
Der scheinbar unzerstörbare Dom im ausgebombten Köln (1945)

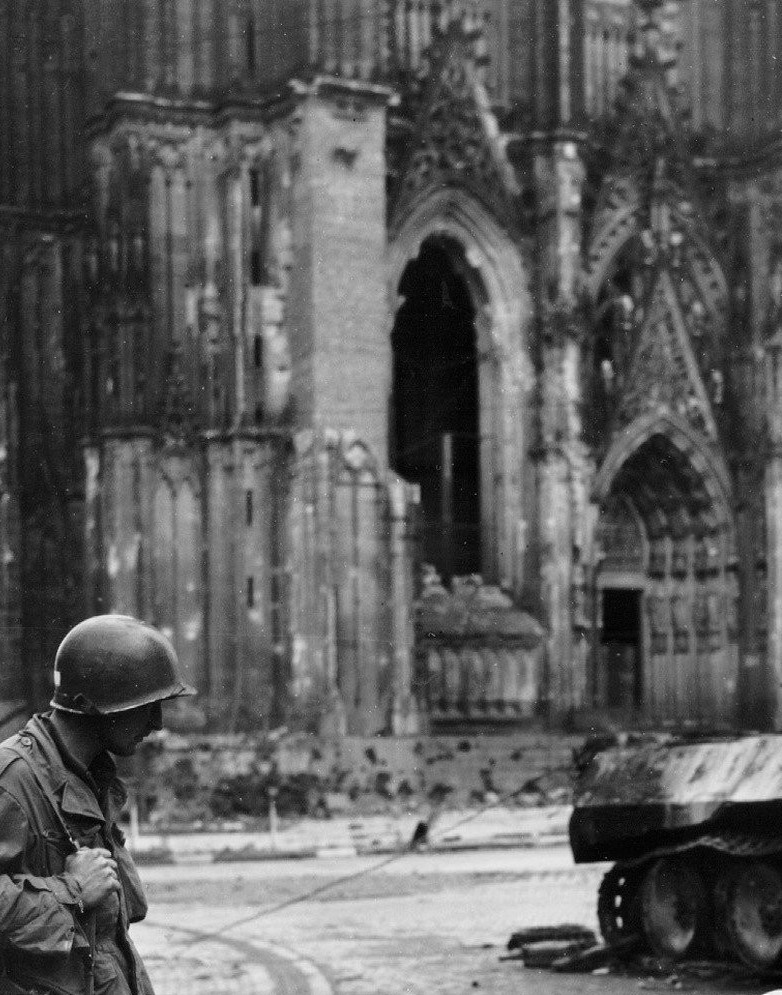
April 1945: Dom mit Plombe

Am Ende des Zweiten Weltkriegs ragte der Dom scheinbar kaum beschädigt aus einer fast vollständig zerstörten Innenstadt auf. Das wurde als „Wunder“ empfunden, und der Dom wurde der Trümmergeneration zu einem Symbol für den Lebenswillen der Stadt. „Zu keiner Zeit dürfte die Identifikation der Bevölkerung mit dem Dom größer gewesen sein als in diesen Jahren.“
Tatsächlich wurde auch der Dom durch etwa 70 Bombentreffer, darunter 14 schwere Fliegerbomben, schwer beschädigt. Von den 22 Gewölben wurden im Langhaus und im Querhaus neun zerstört und sechs stark beschädigt. Der Giebel des nördlichen Querhauses brach herunter; alle Fenstermaßwerke wurden beschädigt. Im November 1943 riss eine Sprengbombe im Nordturm ein etwa 10 Meter hohes Loch in den Eckpfeiler, der wesentliche statische Bedeutung hatte. Das Loch wurde daher noch im Krieg mit einer Ziegelsteinfüllung vermauert, die als sogenannte Kölner Domplombe bis 2005 sichtbar blieb. Dass der Dom nicht einstürzte, lag nach Einschätzung von Fachleuten an mehreren Gründen: Von Brandbomben ausgelöste Brände wurden von Männern der Dombauhütte und freiwilligen Helfern, die in und auf dem Dom postiert waren, sofort gelöscht. Das Dach blieb dank der Stabilität des eisernen Dachstuhls bestehen. Der durch die Explosion von Luftminen hervorgerufene Luftdruck konnte durch die großen Fenster entweichen. Ein Teil der Erschütterungen konnte von dem außerordentlich tiefen Fundament abgefangen werden.
Bis 1948, zum 700. Jahrestag der Grundsteinlegung, konnte nur der Chor wieder nutzbar gemacht werden. Die Wiederherstellung des Lang- und des Querhauses dauerte bis 1956. Die letzten sichtbaren Kriegsschäden wurden bis 2005 beseitigt. Kleinere Beschädigungen werden im Zuge der laufenden Restaurierungen weiterhin repariert.
Um zu untersuchen, ob die Bombardierungen die Fundamente des Domes beschädigt hätten, begannen 1946 archäologische Ausgrabungen unter dem Dom. Die von Otto Doppelfeld geleiteten wissenschaftlichen Arbeiten wurden zu einer der bedeutendsten Kirchengrabungen und konnten erst 1997 abgeschlossen werden. Durch diese wurden auch neue Details zu den Vorgängerbauten des Domes bekannt.

### Schöpferische Denkmalpflege

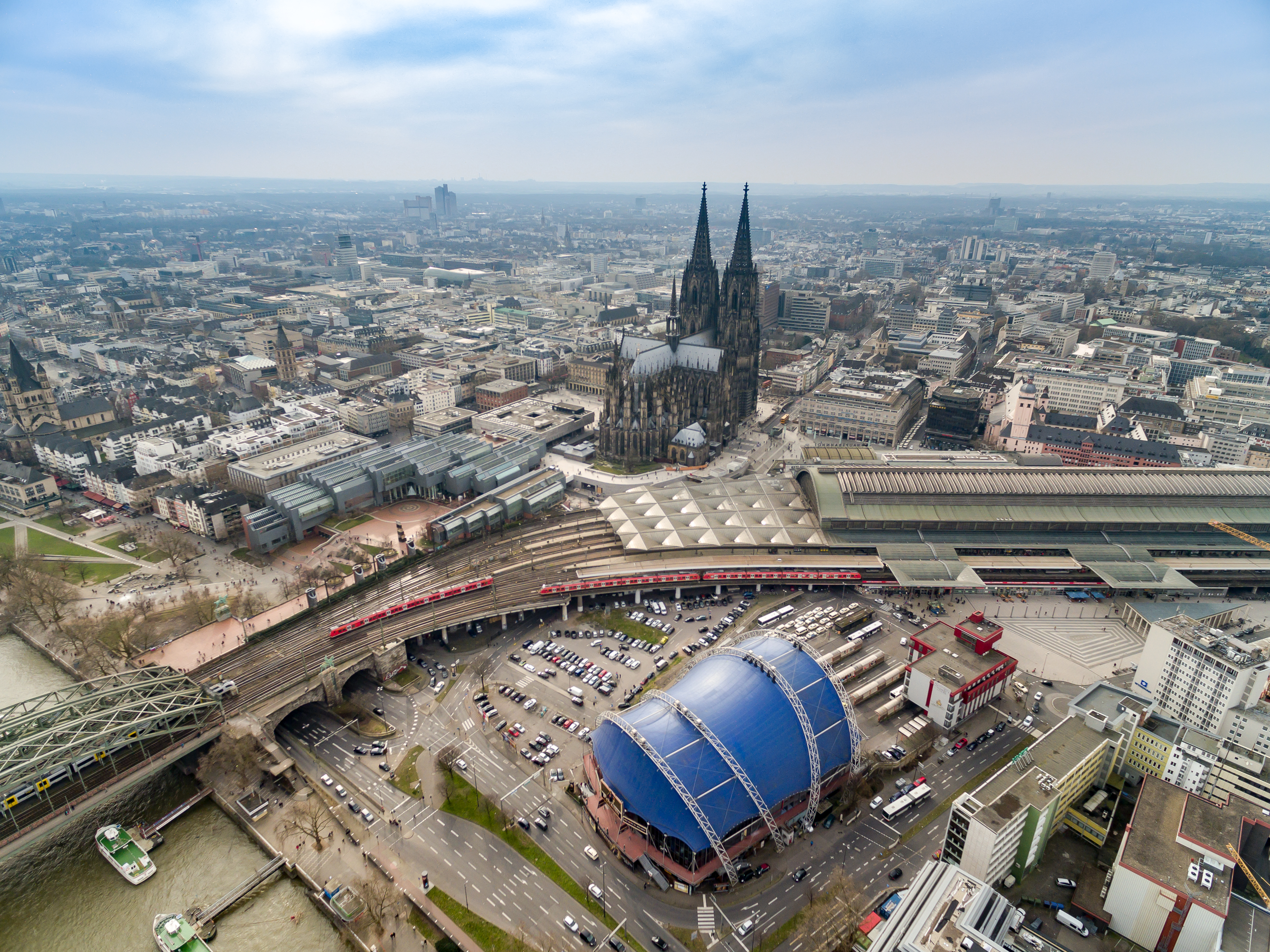
Musical Dome, Dom, Hauptbahnhof und Hohenzollernbrücke aus Nordosten

Um die Schäden durch den Zweiten Weltkrieg am Kölner Dom zu beseitigen, folgte Dombaumeister Willy Weyres (1944–1972) den Grundsätzen der Schöpferischen Denkmalpflege in gemilderter Form. Nach diesem schon 1929 geprägten Konzept soll das Denkmal nicht nur bewahrt, sondern auch als Ganzes verständlich gemacht – und sogar zum Besseren verändert werden. Weyres stellte zwar die Architektur in historischer Form wieder her, ergänzte aber die Ausstattung bewusst in modernem Stil. Dabei gelangen überzeugende und „peinliche“ Werke.
Schon 1947 traf Weyres die Entscheidung, die neugotischen Türen in der Südquerhausfassade gegen moderne auszutauschen, und beauftragte zu deren Gestaltung Ewald Mataré. Dessen Arbeit gilt bis heute als Gewinn für den Dom. Die im Krieg zerstörten Statuen im Nordportal der Westfassade ließ Weyres durch expressionische Figuren moderner Künstler ergänzen, die nicht nur ganze Figuren neu schufen, sondern auch moderne Köpfe auf neugotische Korpora aufsetzten, was teilweise als wenig passend bewertet wurde. Überhaupt ließ Weyres den Steinmetzen große Freiheiten, freiplastische Werke innerhalb der originalen Umrisse nach eigenen Entwürfen originell zu gestalten. Dem verdankt der Dom eine größere Anzahl phantasievoller Figuren, die in die Bauornamentik hineingemeißelt wurden: Musizierende Engel statt Blattfriese, Geißböcke als Wasserspeier und Figuren der Zeitgeschichte in Kapitellen und auf Fialen.

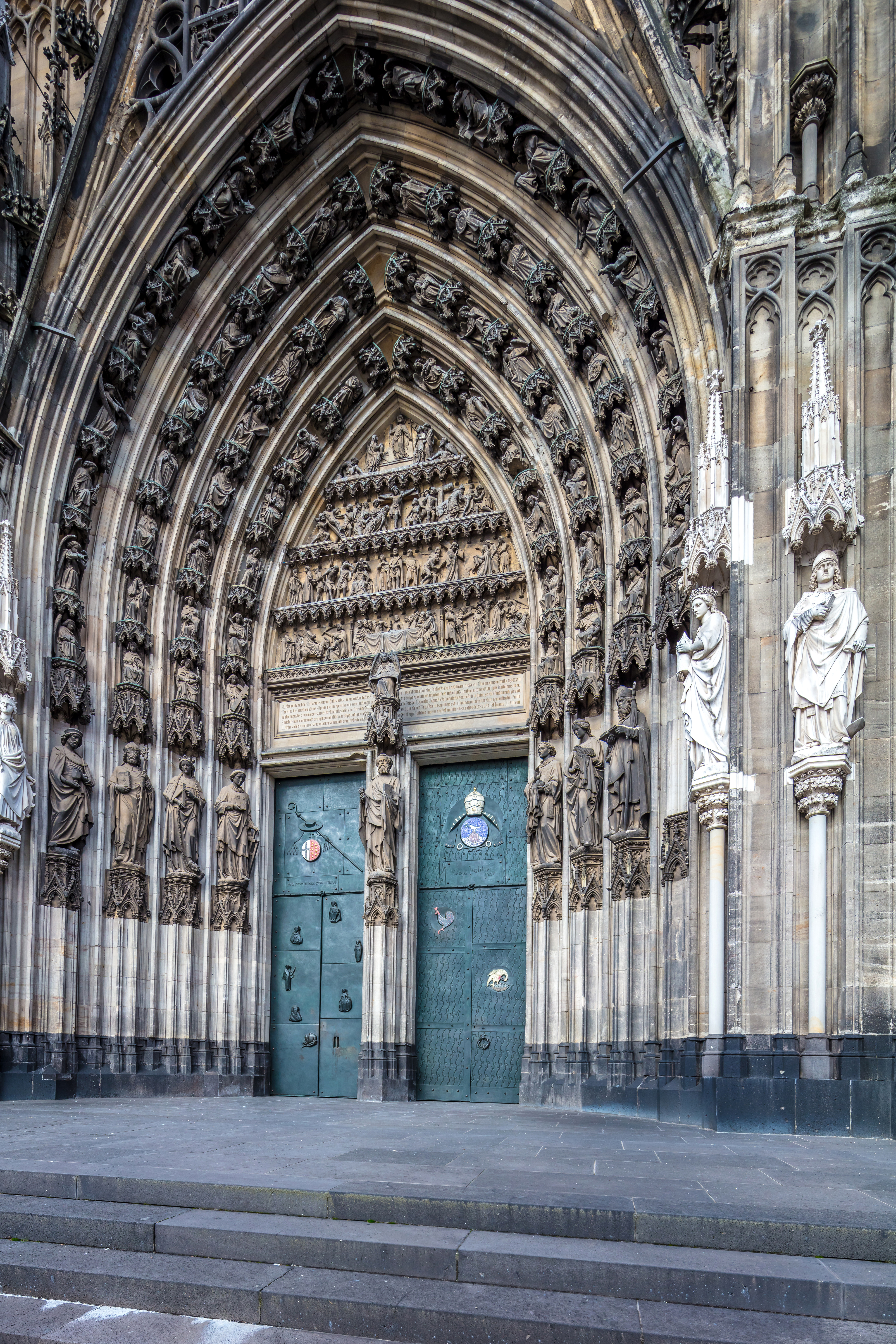
E. Mataré – Türen 1948
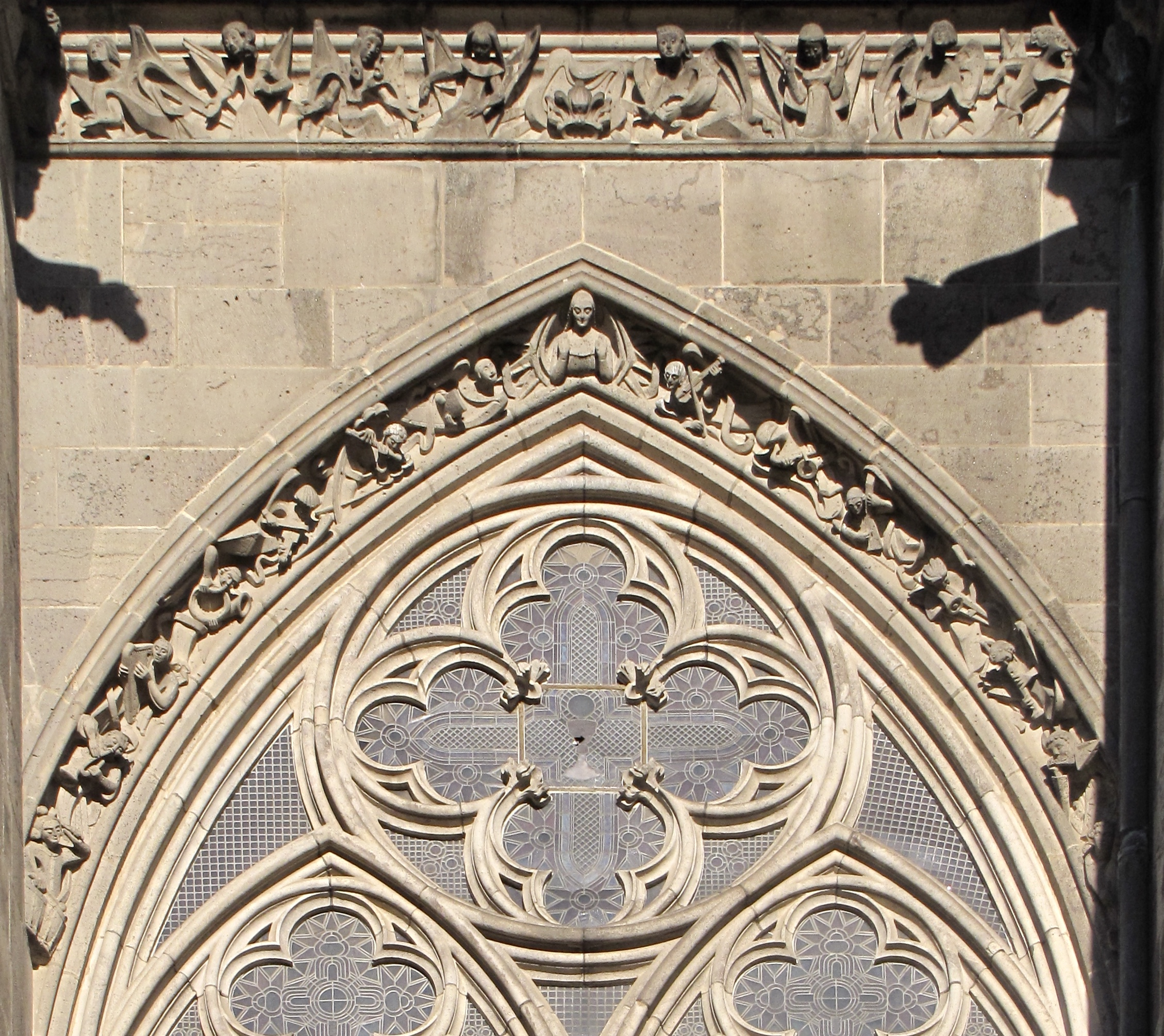
E. Bell, G. Stoll – Laubfries 1954
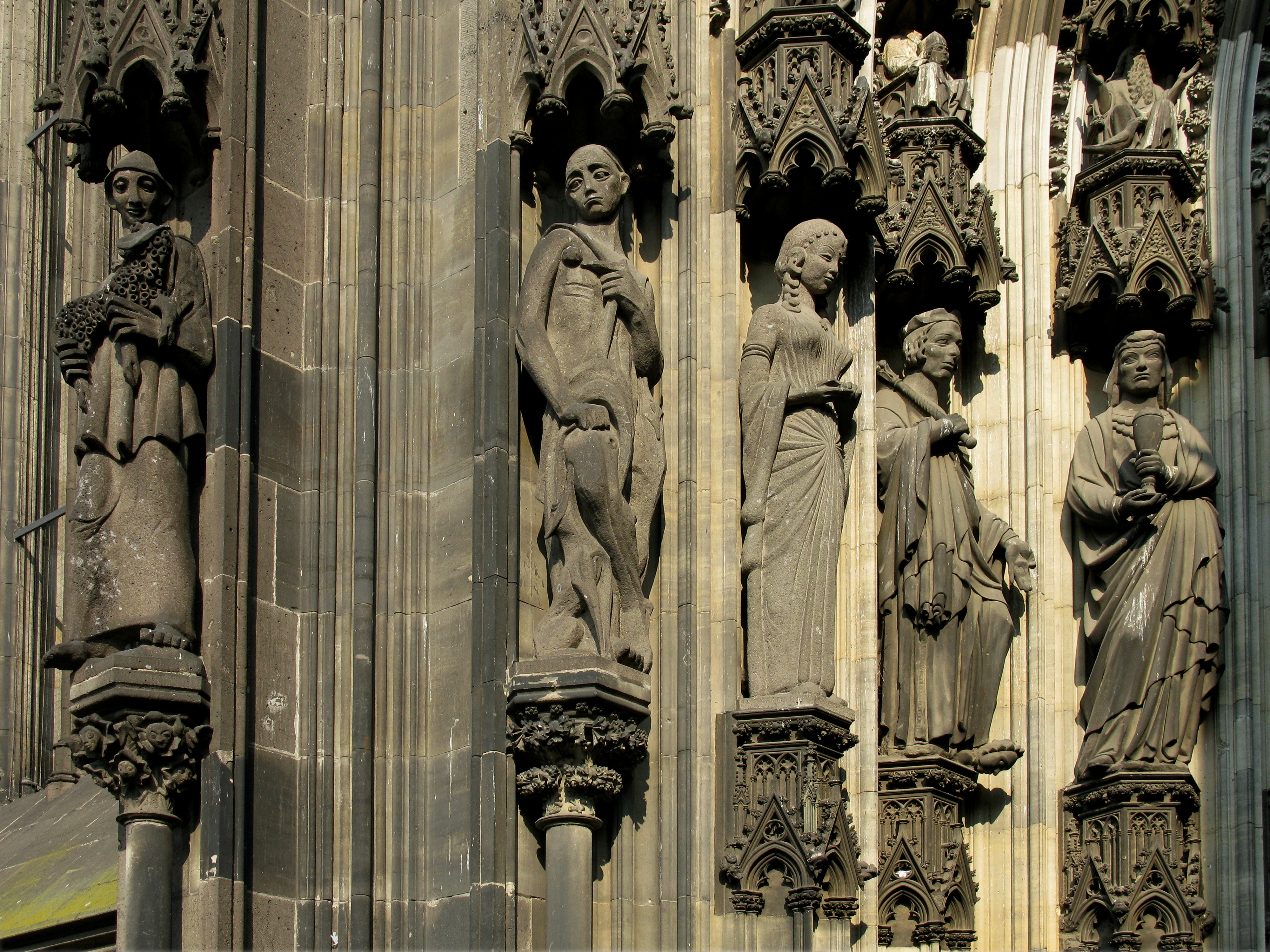
E. Baumeister-Bühler – Statuen 1958–1960
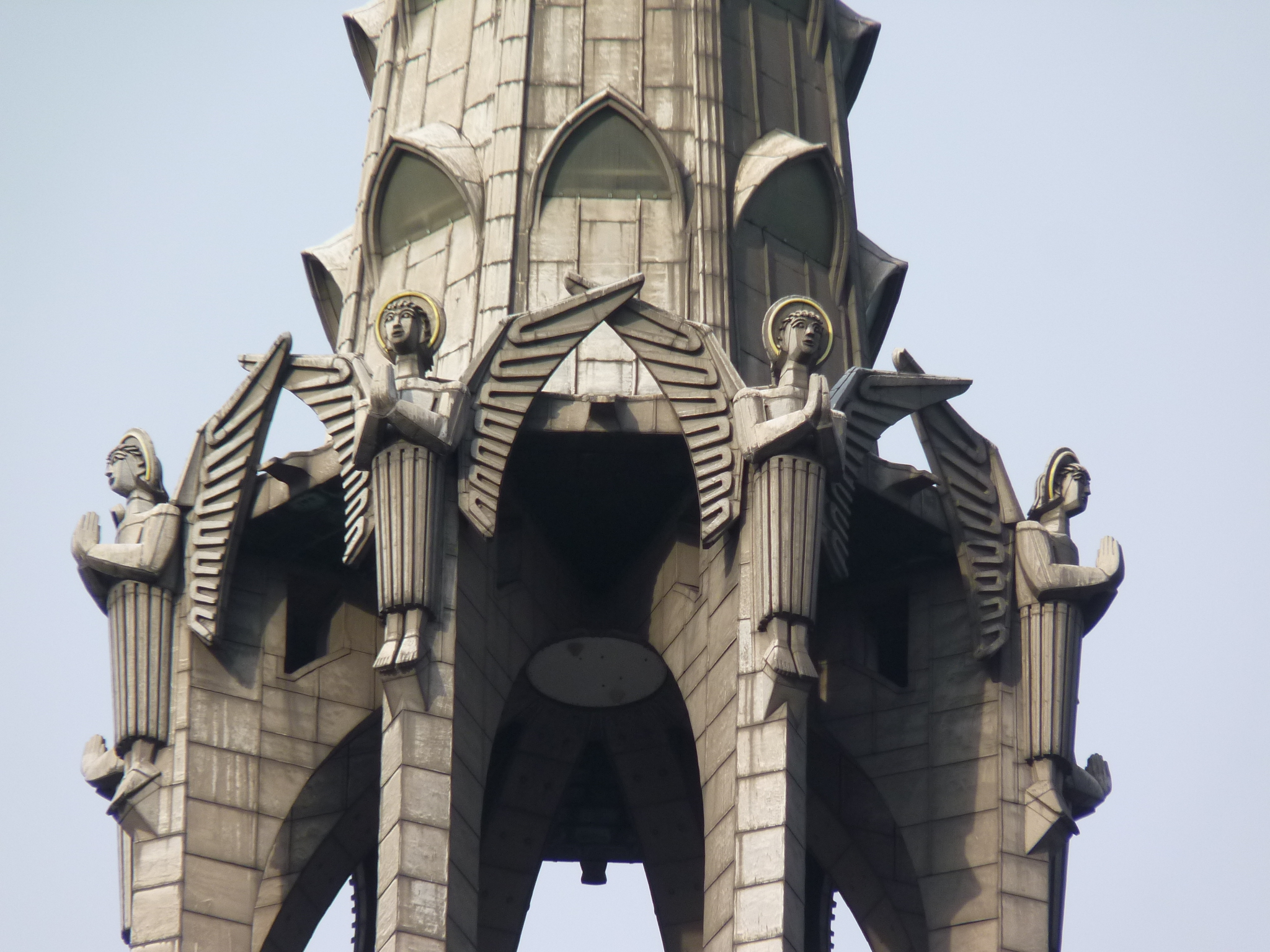
E. Hoppe – Engel 1959–1962

Im Innenraum stellte Weyres eine Orgelempore neben den Hochchor, die von zwei Betonpilzen getragen wird. Diese sind in ihrer Massigkeit bis heute umstritten, da sie den Rhythmus des Raumes unterbrechen und die Sichtachse vom Langhaus in den Chor stören. Auch die vom rheinischen Expressionisten Peter Hecker geschaffene Ausmalung der Betonempore wurde teilweise als wenig überzeugendes Alterswerk bewertet und beispielsweise von Dombaumeister Arnold Wolff so wenig geschätzt, dass er auf eine Beleuchtung der Malerei bewusst verzichtete.
Den im 19. Jahrhundert von Baumeister Ernst Friedrich Zwirner gebauten und im Weltkrieg nur in seinen Dekorationen beschädigten Vierungsturm mochte Weyres nicht wieder herstellen. Er entwickelte eine Verkleidung im modernen Stil, die vom Art déco inspiriert ist. Erlefried Hoppe schuf acht moderne Engelsfiguren, die den Vierungsturm umschließen. Das 1973 vollendete Ensemble wurde kritisiert, weil es nicht zur Gotik der Kathedrale passe, und jüngst als „Warze“ verunglimpft.
Einen noch grundlegenderen Eingriff in die Wirkung der Kathedrale vollzog der Dombaumeister, indem er den Farbklang der Glasfenster im Langhaus vollständig änderte. Weyres begegnete den Fenstern des 19. Jahrhunderts mit großer Zurückhaltung. Er ließ die im Weltkrieg ausgebauten Scheiben weitgehend in den Kisten liegen und verzichtete wo immer möglich auf ihre Wiederherstellung. Die Bayernfenster kritisierte er „sowohl in Bezug auf ihren Maßstab als auch in Bezug auf ihre brutale Farbigkeit.“ Sie seien „wirkliche Fremdkörper im Dom“ und es sei „unvorstellbar“, sie vollständig in das Südschiff zurückkehren zu lassen. Stattdessen suchte Weyres einen modernen, helleren Farbeindruck zu schaffen. Die von ihm in den Tönen blau, grau und grün gehaltenen Fenster im Obergaden erzeugen im Langhaus allerdings ein dumpfes bläuliches Licht.
Die Grenzen der schöpferischen Denkmalpflege wurden bei der Wiederherstellung des Westfensters deutlich. Weyres ließ das im Weltkrieg zerschossene Maßwerk nicht mehr zweischalig, sondern nur in einer Schale wieder herstellen und versuchte damit einer fiktiven mittelalterlichen Idee nahezukommen, die sich selbst beim im 14. Jahrhundert gebauten Südturm nicht zeigt. Zusätzlich schuf Vincenz Pieper 1963 ein modernes Glasfenster, dessen in harten blau-gelb Kontrasten gehaltene großflächige Muster einen Schock auslösten.

### Fortlaufende Renovierung

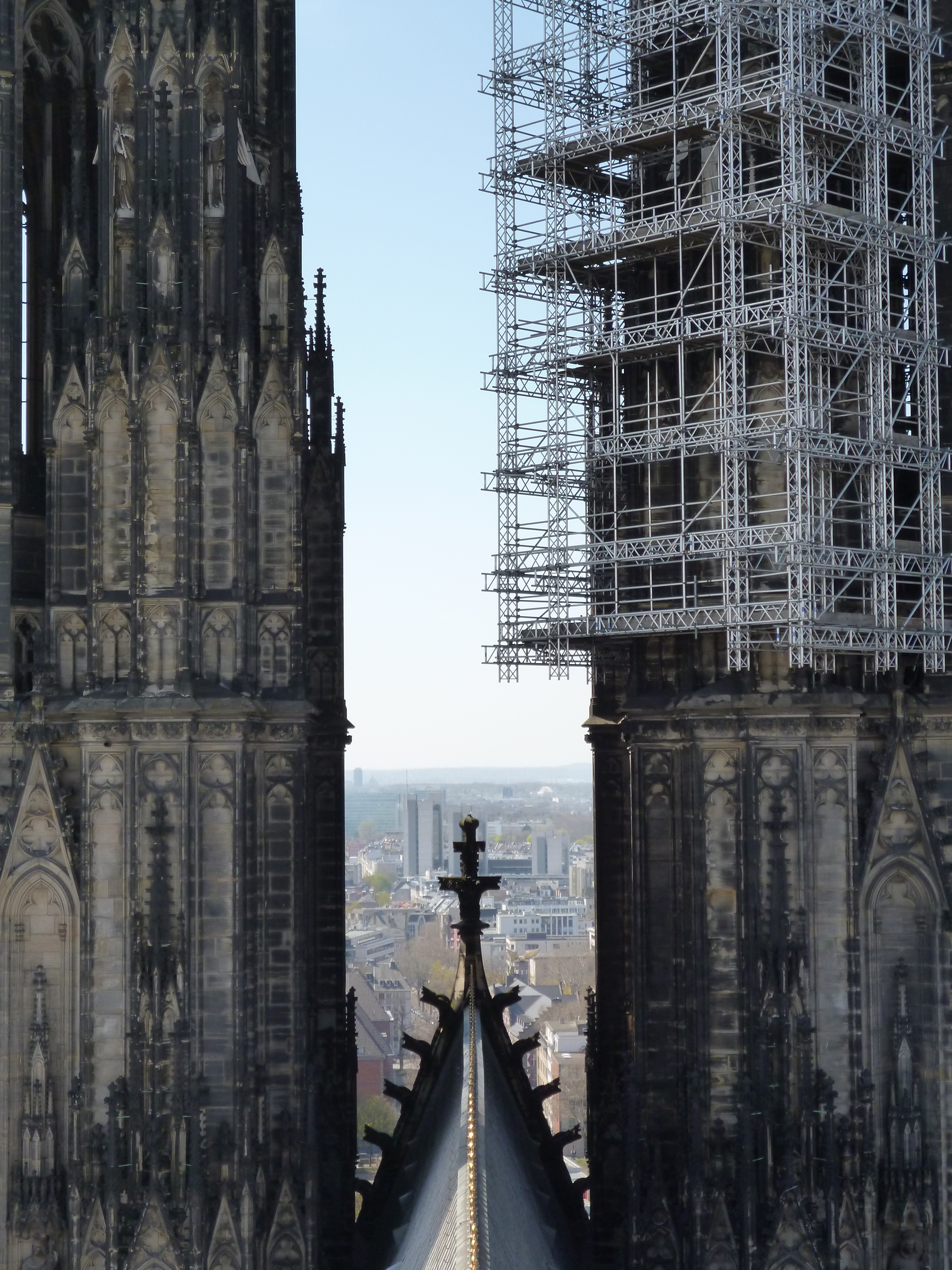
Selten ohne Gerüst, denn die Steine am Dom verlangen kontinuierliche Erneuerung

Der Dom ist ein mittelalterliches Gebäude, das aus statischer Sicht sehr solide errichtet wurde. Gleichzeitig aber benötigt der Steinbau kontinuierliche Pflege und Renovierung. Die Dombaumeisterin Barbara Schock-Werner formulierte: „Der Kölner Dom ohne Gerüst ist keine Wunschvorstellung, sondern eine Schreckensvorstellung. Es hieße nämlich, dass wir uns den Dom nicht mehr leisten könnten.“
Tatsächlich war der vollendete Dom nur wenige Jahre ohne Gerüst zu sehen. Nach der offiziellen Domvollendung 1880 wurden noch rund 20 Jahre Nacharbeiten durchgeführt. Dombaumeister Richard Voigtel stellte kurz vor seinem Tod 1902 öffentlich fest, dass der Dombau endlich abgeschlossen sei. Nachdem aber 1906 die Flügel einer Engelsfigur von der Fassade gefallen waren, nahmen die Dombaumeister die Bausanierung wieder auf.
Der Dom ist aus verschiedenen Gesteinen errichtet, die aufgrund ihrer Eigenschaften unterschiedlich stark verwittern. Die filigranen Strebebögen und Strebepfeiler sind von allen Seiten der Witterung ausgesetzt und werden durch Wasser und den Schwefelgehalt der Luft sowie durch Vogelexkremente angegriffen. Besonders ab den 1960er Jahren setzte der saure Regen den Steinen stark zu und färbte sie zunehmend schwarz. Erst ab den 1990er Jahren nahm die Belastung durch die Maßnahmen zur Luftreinhaltung ab.
Die größten Verwitterungen zeigt der ab 1842 verwendete Schlaitdorfer Sandstein, der für die Querhausfassaden und die oberen Teile von Lang- und Querhaus eingesetzt wurde. Er wird daher fortlaufend erneuert und wurde bis in die 1980er Jahre bevorzugt gegen Londorfer Basaltlava ausgetauscht, die als sehr witterungsfest gilt, allerdings nicht sandbeige, sondern grau gefärbt ist. Dagegen bemühen sich die Dombaumeister seit den 1990er Jahren, die Restaurierung mit Steinen durchzuführen, die dem originalen Sandstein möglichst nahe kommen. Die Dombauhütte testete schon zahlreiche Mittel zur Konservierung der Steine. Eine überzeugende Methode konnte noch nicht gefunden werden. Zudem beginnen auch die Anker und Dübel aus Eisen, die die vielen Teile des Bauschmuckes halten, zu rosten. Sie drohen die Steine zu sprengen und müssen gegen Stahlteile ausgetauscht werden. „Es ist also vorherzusehen, dass niemand der heute Lebenden den Dom jemals ohne Gerüste erblicken wird.“
Regelmäßige Renovierungsarbeiten ergeben sich durch sporadisch auftretende Erdbebenschäden. Beispielsweise brach beim Erdbeben von Roermond 1992 die 400 kg schwere Kreuzblume auf der östlichen Fiale des südlichen Querhausgiebels ab, durchschlug das Dach und beschädigte den Dachstuhl. Vier weitere Kreuzblumen wurden gelockert.
Von Mai bis November 2021 wurden mit einer ferngesteuerten Drohne 200.000 hochauflösende Fotos aus einem Abstand von fünf bis sieben Metern von allen Teilen der Fassade aufgenommen und zu einem digitalen 3D-Modell des Doms zusammengesetzt, das mit 25 Milliarden Polygonen eine sehr genaue Darstellung bietet. Dadurch ist eine präzise Dokumentation des aktuellen Zustands sowie des Konservierungs- und Restaurationsbedarfs auch an entlegenen Stellen möglich. Das 3D-Modell hat eine Größe von 50 Gigabyte. Die Kosten für die Erstellung lagen im sechsstelligen Bereich.

### Feierlichkeiten und Ereignisse

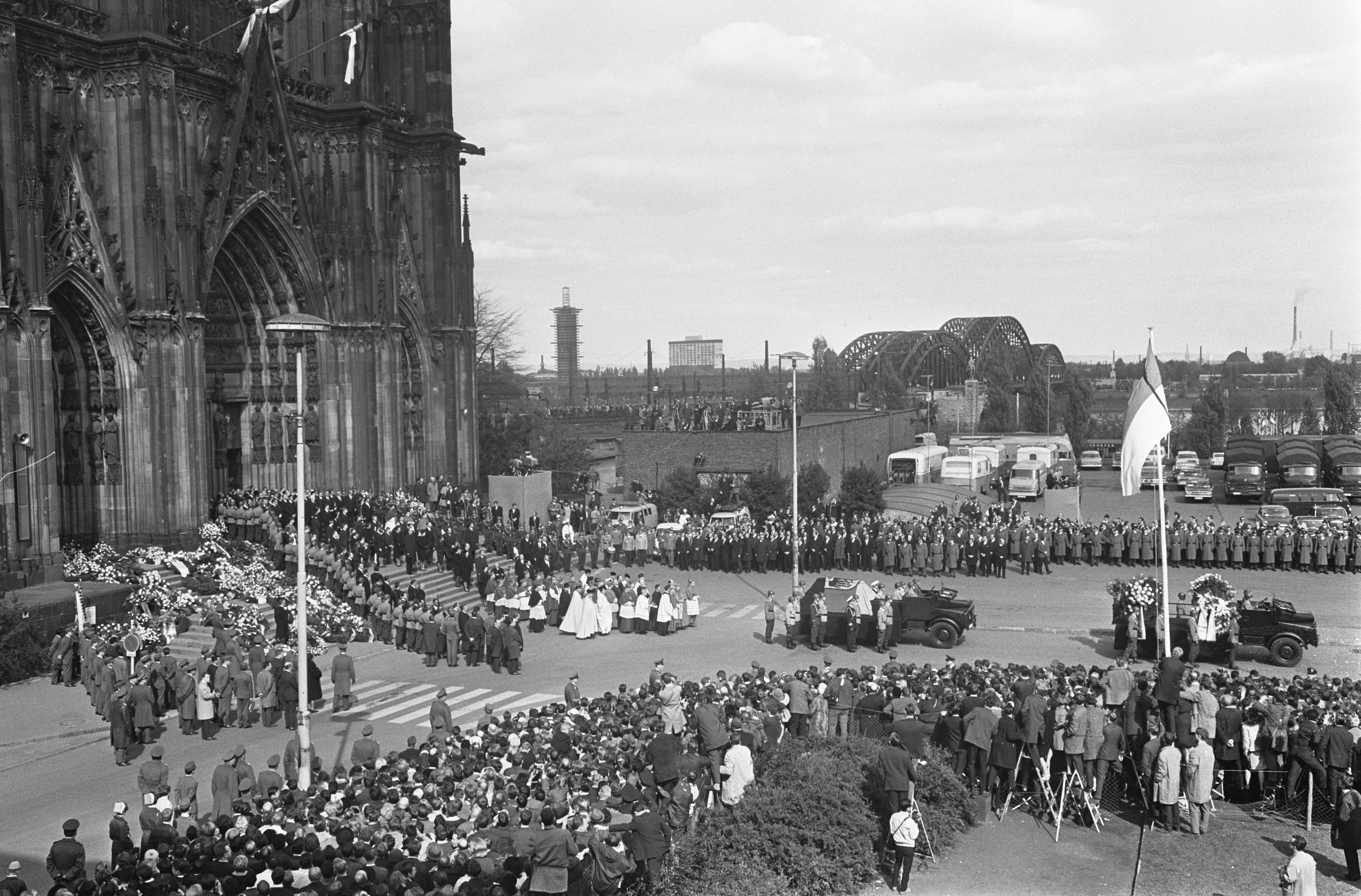
Staatsbegräbnis für Konrad Adenauer

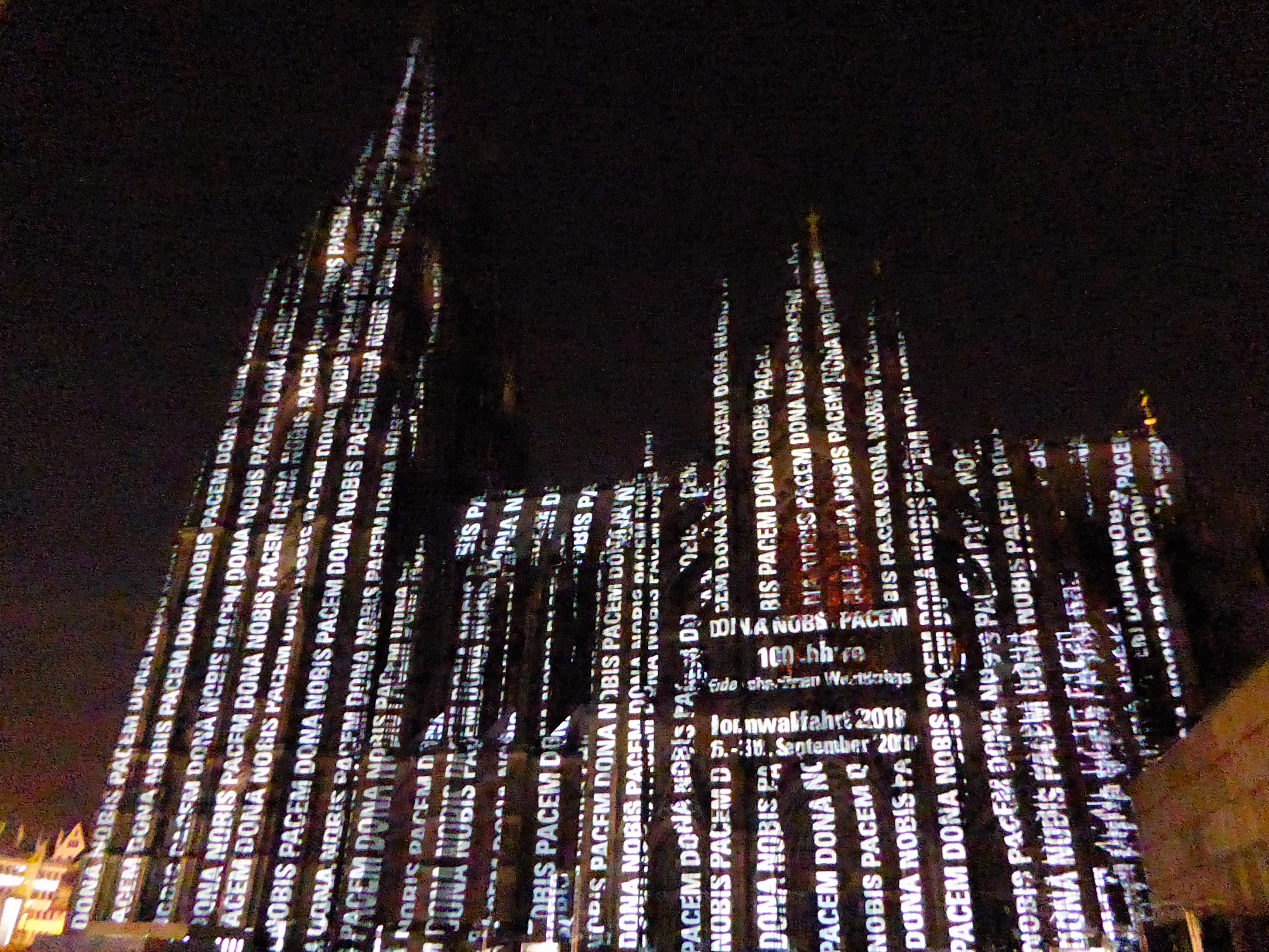
Lichtinstallation am Dom im Jahr 2018

Der Kölner Dom ist seit der Vollendung immer wieder als Kulisse für politische Symbolhandlungen genutzt worden. Schon die Vollendung des Domes 1880 nutzte Kaiser Wilhelm I. zu einer Eröffnungsfeier, die „als pompöse Selbstdarstellung des protestantischen Hohenzollernhauses“ wirkte. Ebenfalls ein politisches Signal war das im Januar 1926 vor dem Dom gegebene Fest, mit dem das Ende der Rheinlandbesetzung gefeiert wurde. Der Dom wurde hier nochmals als „steingewordener Nationalgedanke“ instrumentalisiert.
1948, drei Jahre nach Kriegsende, wurde inmitten der Stadtruinen mit allem damals möglichen Aufwand das 700-jährige Jubiläum der Grundsteinlegung gefeiert, zu dem zahlreiche kirchliche Würdenträger aus dem Ausland in den gerade erst wieder nutzbaren Chor anreisten. Das Fest bedeutete noch nicht die Rückkehr Deutschlands in die Staatengemeinschaft, war aber dennoch ein wichtiges Signal für die fortdauernde katholische Prägung der Stadt und des Rheinlands. Den Auftakt der Feierlichkeiten bildete am 15. August eine Schreinprozession, bei der die großen Kölner Reliquienschreine nach dem Krieg wieder in ihre Kirchen zurückgebracht wurden.
Im Zuge der deutsch-französischen Aussöhnung kam der französische Präsident Charles de Gaulle 1962 nach Köln, um im Dom zu beten. Dabei handelte es sich um den Gegenbesuch nach der „Versöhnungsmesse“, die mit dem deutschen Kanzler Konrad Adenauer wenige Monate zuvor in der Kathedrale von Reims stattgefunden hatte.
Nach Adenauers Tod zelebrierte Erzbischof Joseph Kardinal Frings im Dom am 25. April 1967 das Pontifikalamt mit einem Requiem. Die Inszenierung des Staatsbegräbnisses, die den Sarg vom Dom per Schiff über den Rhein nach Bad Honnef-Rhöndorf führte, wurde als „Beisetzung wie für einen König“ beschrieben.
Als Aufruf für den Frieden wurde der Dom 100 Jahre nach Ende des Ersten Weltkriegs zur Projektionsfläche für die im September 2018 präsentierte Lichtinstallation „dona nobis pacem.“

### Weltkulturerbe
Der Kölner Dom wurde 1996 von der UNESCO als eines der europäischen Meisterwerke gotischer Architektur eingestuft und zum Weltkulturerbe erklärt. Am 5. Juli 2004 wurde er wegen der „Gefährdung der visuellen Integrität des Doms und der einzigartigen Kölner Stadtsilhouette durch die Hochhausplanungen auf der dem Dom gegenüberliegenden Rheinseite“ vom UNESCO-Welterbekomitee auf die Rote Liste des gefährdeten Welterbes gesetzt. Im Juli 2006 entschied das Welterbekomitee auf seiner 30. Tagung im litauischen Vilnius, den Kölner Dom von der Roten Liste des gefährdeten Welterbes zu streichen. Damit wurde den geänderten Bauplänen für das rechtsrheinische Ufer Rechnung getragen; außer dem bereits fertiggestellten Kölntriangle sollen dort keine weiteren Hochhäuser mehr entstehen.

### Päpste am Dom
Im Dom wird an mehreren Stellen auf Päpste Bezug genommen. Ein von Wilhelm Geyer anlässlich des Katholikentages 1956 geschaffenes Fenster in der Marienkapelle zeigt die Päpste Pius IX., Pius X., Pius XI. und Pius XII.
Auf dem Roncalli-Platz an der Südseite des Domes erinnern zwei Gedenktafeln an drei Päpste: Papst Johannes XXIII. hatte testamentarisch einen wertvollen Ring dem Domkapitel vermacht. Eine zweite bronzene Gedenkplatte erinnert an den Weltjugendtag, der 2005 in Köln stattfand. Das Relief von Bert Gerresheim zeigt, wie Papst Johannes Paul II. das Weltjugendtags-Logo an Papst Benedikt XVI. übergibt.
Johannes Paul II. war 1980 der erste Papst, der den Dom besuchte. Um dieses Ereignis zu dokumentieren, wurde 1985 eine von Elmar Hillebrand gestaltete Gedenktafel an einem Langhauspfeiler angebracht. Der Dom besitzt seit dem 9. Dezember 2013 eine Blutreliquie von Papst Johannes Paul II., ein Stoffläppchen mit einem Bluttropfen des Papstes. Das an der Wand des nördlichen Querhauses angebrachte  silberne Reliquiar von Bert Gerresheim stellt den Papst auf seine Ferula gestützt vor einem Portal des Doms dar. Nachdem die Reliquie daraus im Juni 2016 gestohlen worden war, und konnte sie ein Jahr später ersetzt werden.
An den Besuch Papst Benedikt XVI. zum Weltjugendtag 2005 erinnert im Mittelschiff eine von dem Kölner Bildhauer Heribert Calleen gestaltete Bronzetafel. Die Gesichtszüge von Papst Franziskus sind an einer kleinen Steinfigur verewigt, die an einem Baldachin im Hauptportal sitzt.

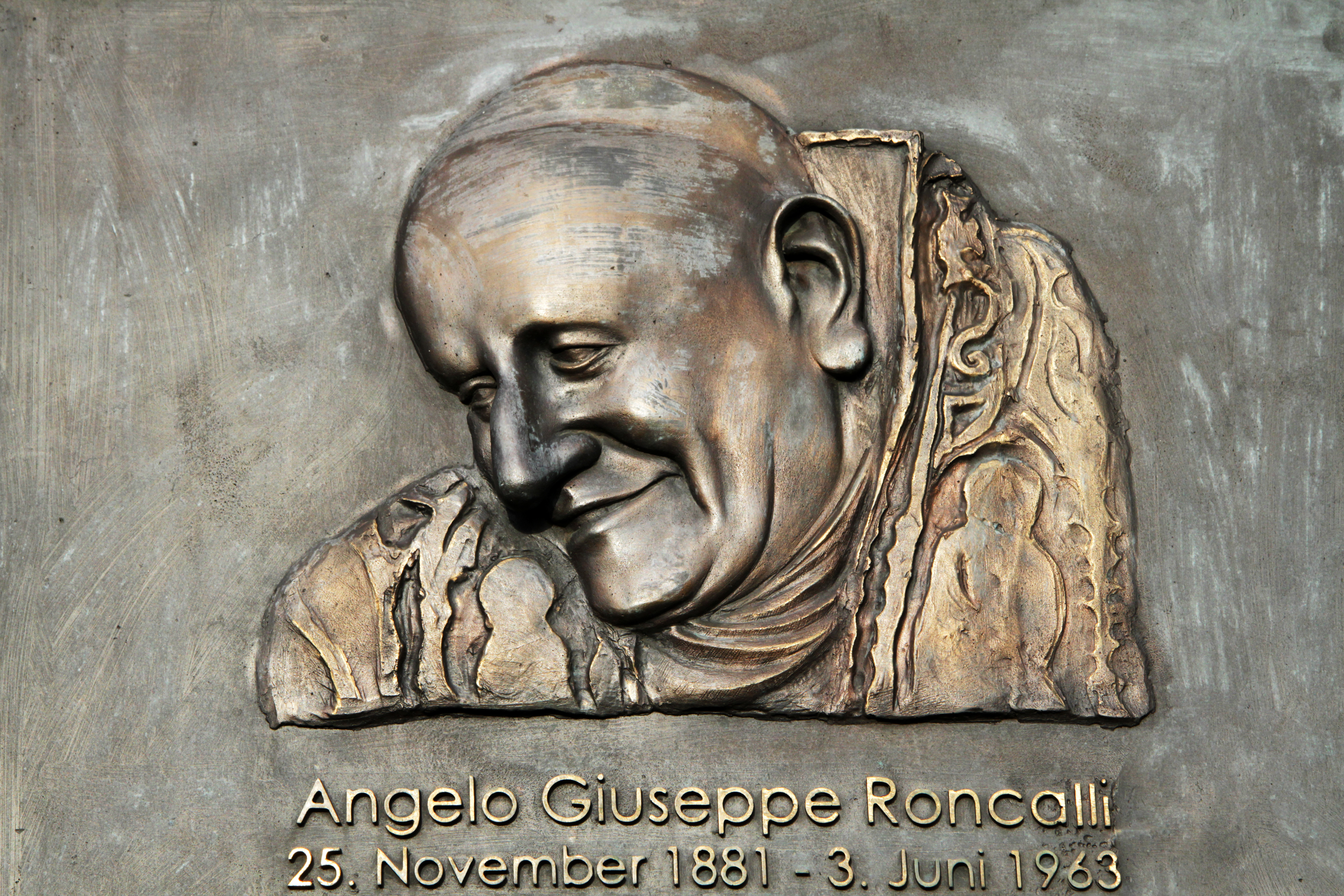
Johannes XXIII.
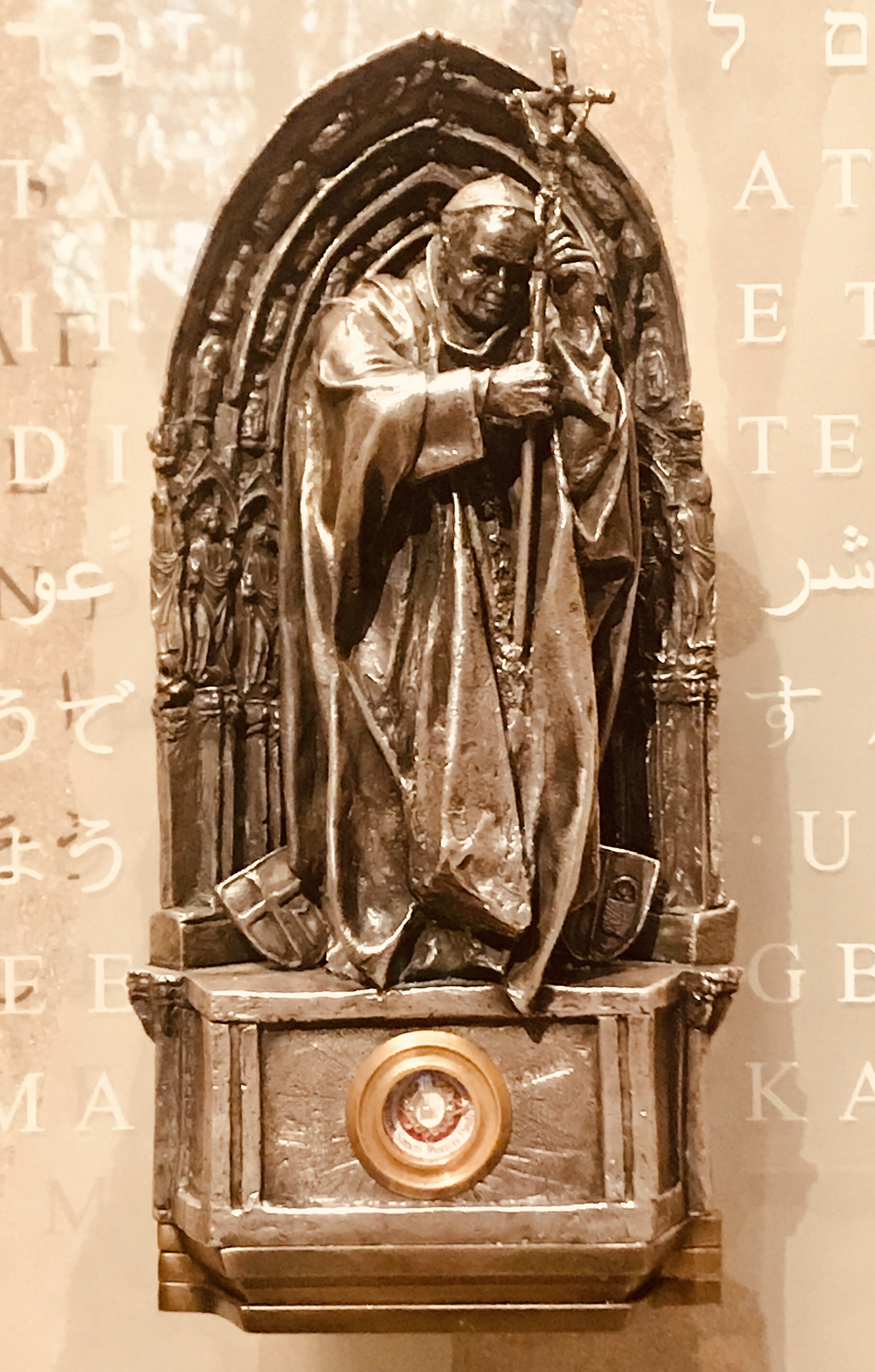
Johannes Paul II.
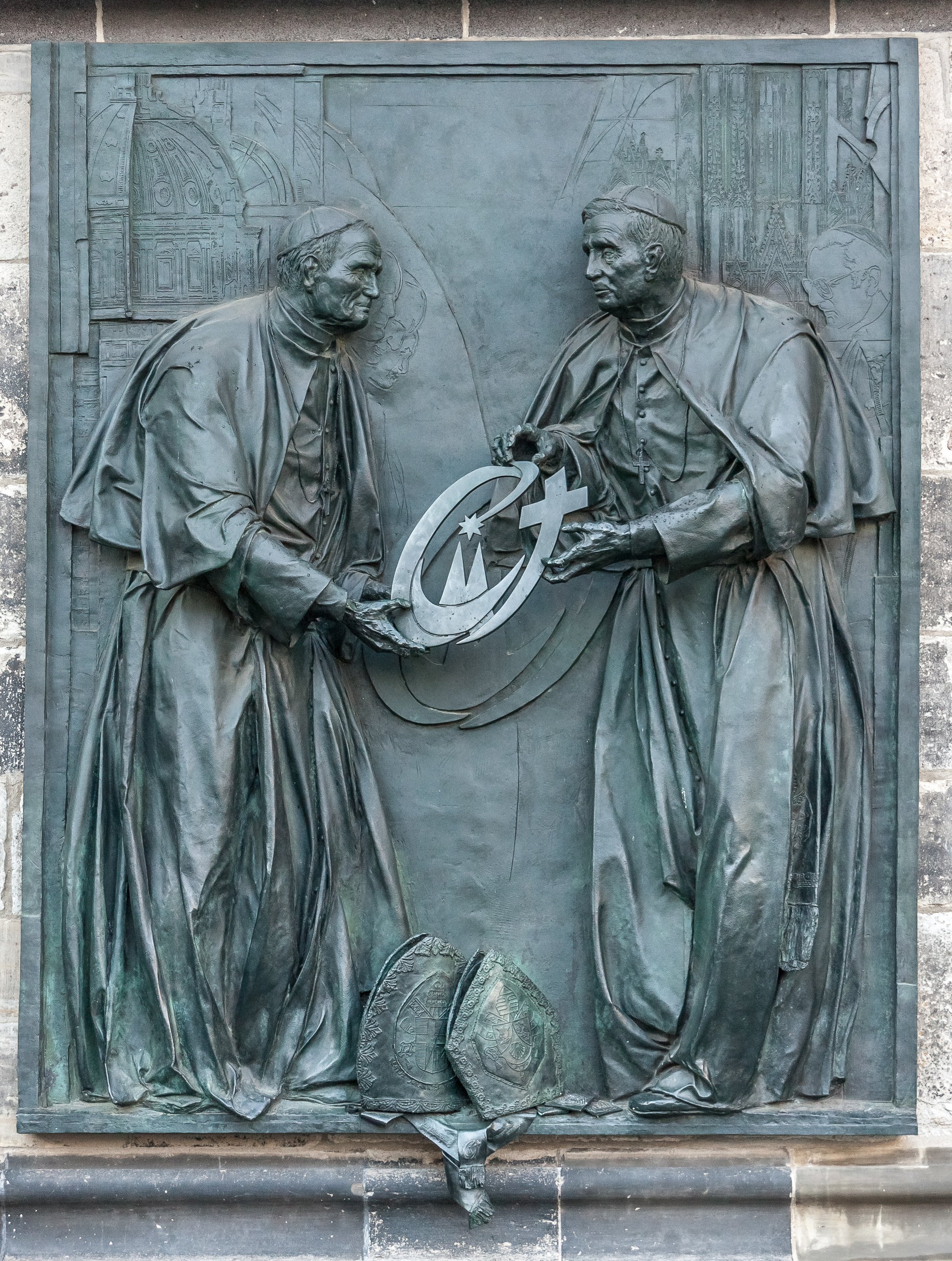
Johannes Paul II. und Benedikt XVI.
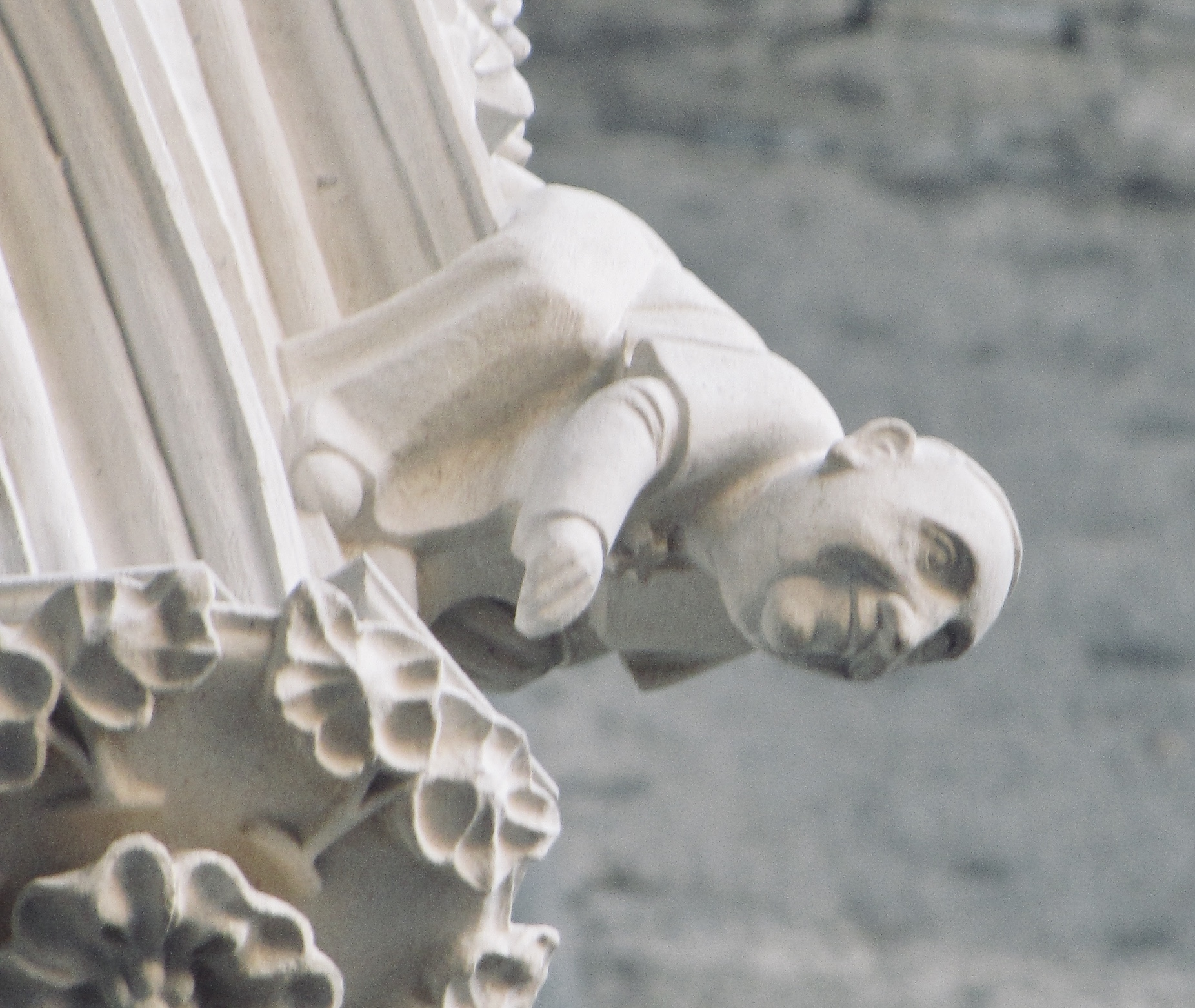
Franziskus

## Gotisches Bausystem

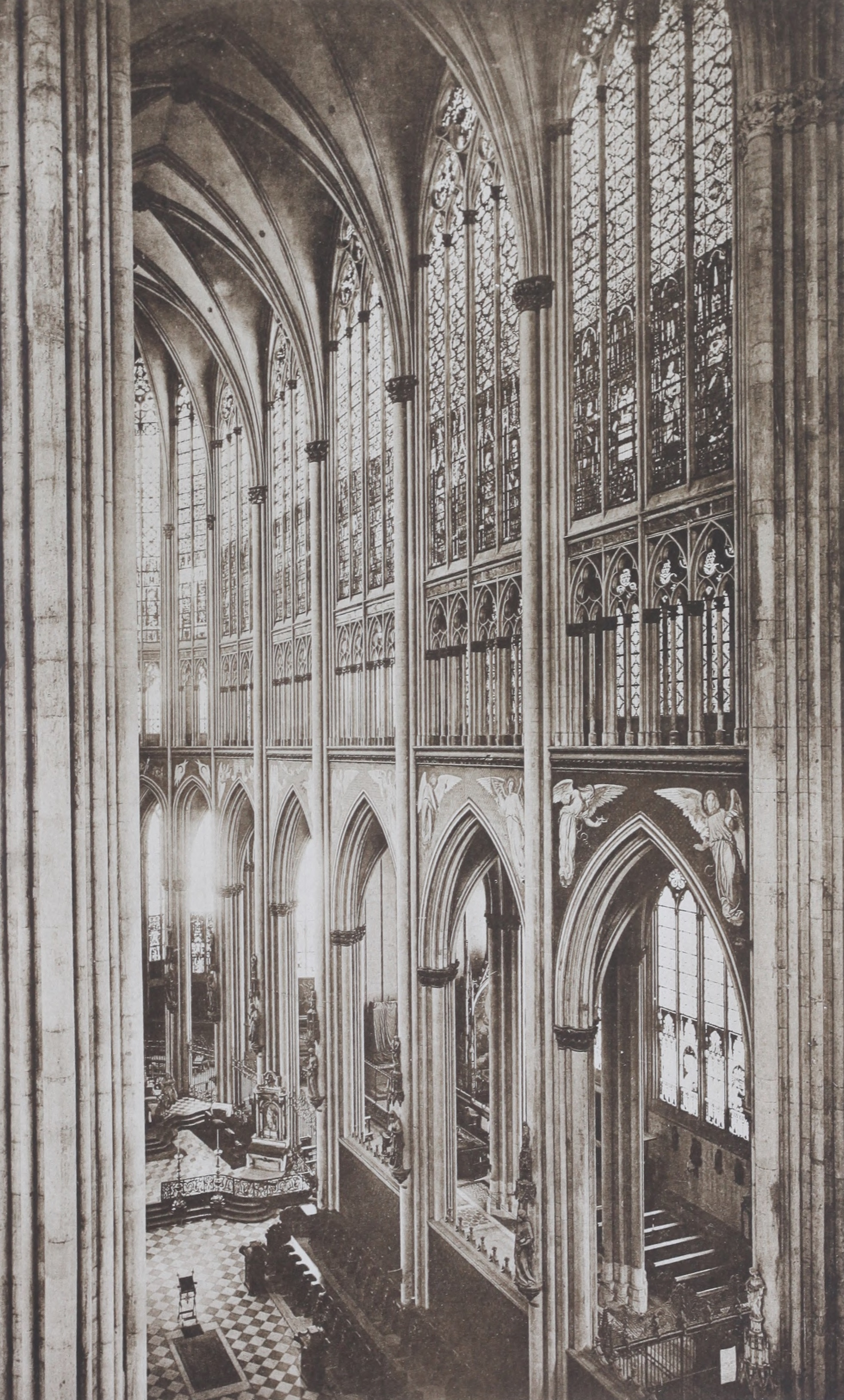
Einheitliche architektonische Gliederung der Wand des Binnenchores (Aufnahme von 1910)

### Wahl der gotischen Form
Der Kölner Dom ist ein Bauwerk der Gotik. Die Wahl des gotischen Baustils im Jahre 1248 war ein radikaler Bruch mit der bis dahin im Rheinland üblichen spätromanischen Bautradition. Ebenfalls ohne Beispiel war es, dass die Planer in Köln sich sowohl im Bausystem als auch in Einzelformen an einem konkreten Bauwerk – nämlich der Kathedrale von Amiens – orientierten. Schließlich löste sich der gotische Dom auch radikal von der liturgischen Ausrichtung des Alten Doms. Dieser war zweichörig gebaut und hatte den Hochaltar mit dem Petruspatrozinium im Westchor positioniert und einen diesem liturgisch untergeordneten Marienaltar im Ostchor. Der gotische Neubau dagegen steht in der Tradition der in Frankreich üblichen Form mit nur einem Chor im Osten, in welchem in Köln nun der neue Hauptaltar mit Marienpatrozinium errichtet wurde, der 1322 auch Funktionen erhielt, die bisher dem Petrusaltar vorbehalten waren. Der Dreikönigenschrein sollte in der Vierung aufgestellt werden, so dass das Domkapitel im Binnenchor zwischen Schrein und Marienaltar sitzen konnte. Mit diesem Konzept konnten die Domherren sinnbildlich Teil des epiphanischen Geschehens zwischen den als Reliquien anwesenden Heiligen Drei Königen und der im Hochaltar vergegenwärtigten Gottesmutter werden.

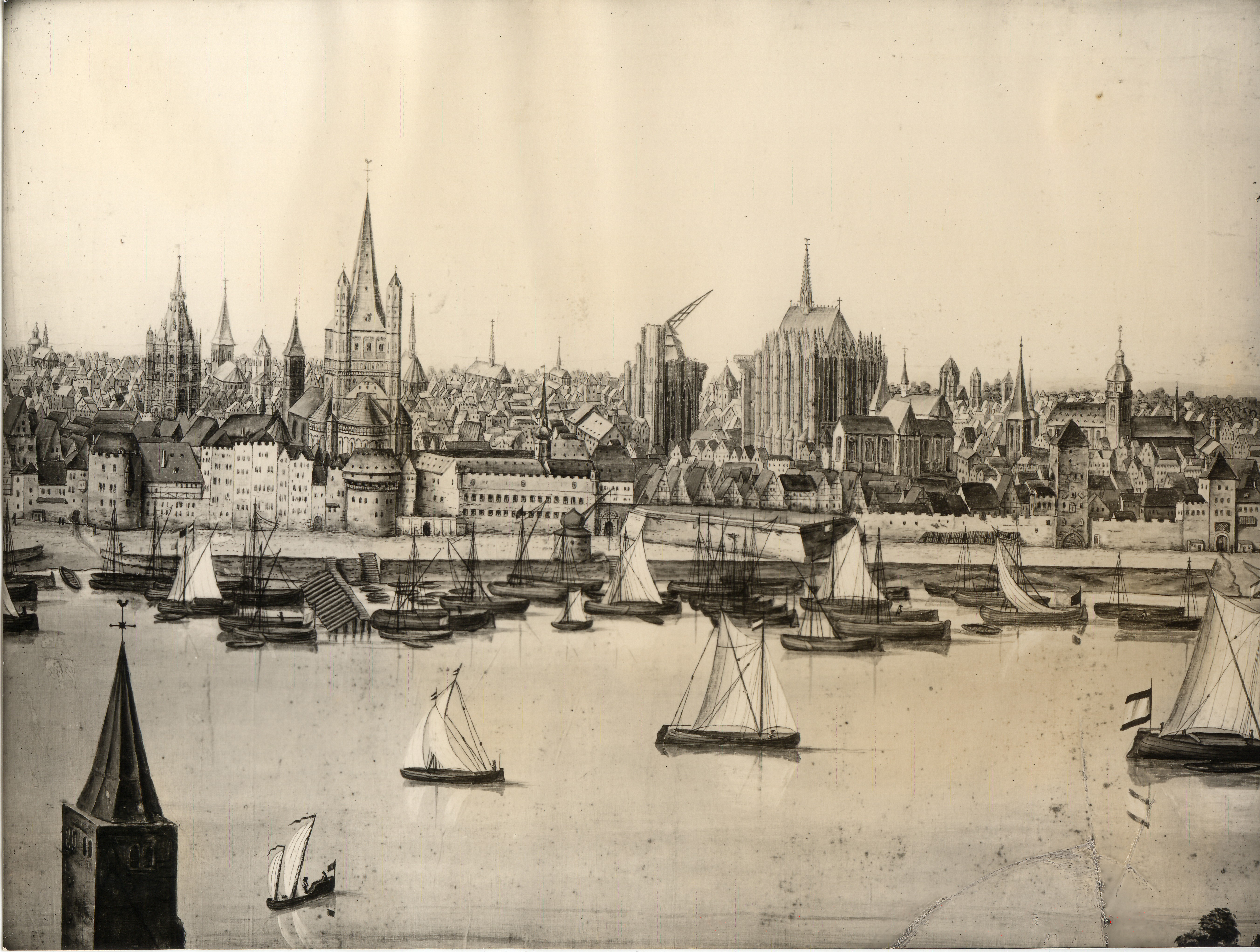
Maßstabssprung der gotischen Architektur

Die neue Bauform wurde vermutlich auch deswegen gewählt, weil die gotische Architektur einen Maßstabssprung erlaubte, der den Dom signifikant über alle bestehenden romanischen Kirchen Kölns hinaushob. Der Vierungsturm von Groß St. Martin dominierte am Ende des „großen Jahrhunderts der Kölner Kirchenbaukunst“ zusammen mit weiteren romanischen Kirchen das Stadtbild und galt zudem als Symbol für die patrizische Selbstverwaltung der Handelsstadt. Demgegenüber ermöglichte die Höhenentwicklung der gotischen Architektur eine neue städtebauliche Dominanz des Domes, wodurch sowohl das Domkapitel, aber vor allem auch der machtbewusste Erzbischof Konrad von Hochstaden ihre Vorrangstellung untermauern wollten. Durch Größe und Form fand der Dom in eine Position, die alle anderen Heiligen und Institute der Stadt erniedrigte.

### Bauhandwerk und Planung
Bauhandwerklich unterscheidet sich der Chorbau in Köln deutlich von den französischen Kathedralen. Deren Bauhütten bemühten sich darum, die aufgehenden Mauern und Pfeiler aus möglichst großen Quadern zusammenzusetzen und die Formen in den Quader hineinzumeißeln. Das taten sie auch dann, wenn waagerechte auf senkrechte Profile stießen. In Frankreich wurden sie aus einem Stein gefertigt. Dort war es üblich, die schlanken Dienste zusammen mit dem dahinterstehenden Pfeiler aus einem Werkstein zu arbeiten.
Die Kölner Bauhütte dagegen führte ihre spätromanische Baupraxis weiter. Für Wände und Pfeiler wurden Wandschalen aus Werksteinen gemauert, die mit Bruchstücken gefüllt wurden. Profile wurden einzeln hergestellt, so dass sie mit einer schmalen Fuge anstießen. Die schlanken Dienste wurden in Köln als einzelne Werkstücke gemeißelt und vor den Pfeiler gestellt.
Daraus wurde abgeleitet, dass der Kölner Dombaumeister Gerhard zwar die Kathedralen in Frankreich besucht habe, allerdings selbst nie in einer französischen Bauhütte gearbeitet, oder sie auch nur betreten habe. Möglicherweise gehörte Gerhard sogar zu einer neuen Generation von Baumeistern, die rein intellektuell arbeiteten und nur Pläne zeichneten.

### Dombaupläne des Mittelalters

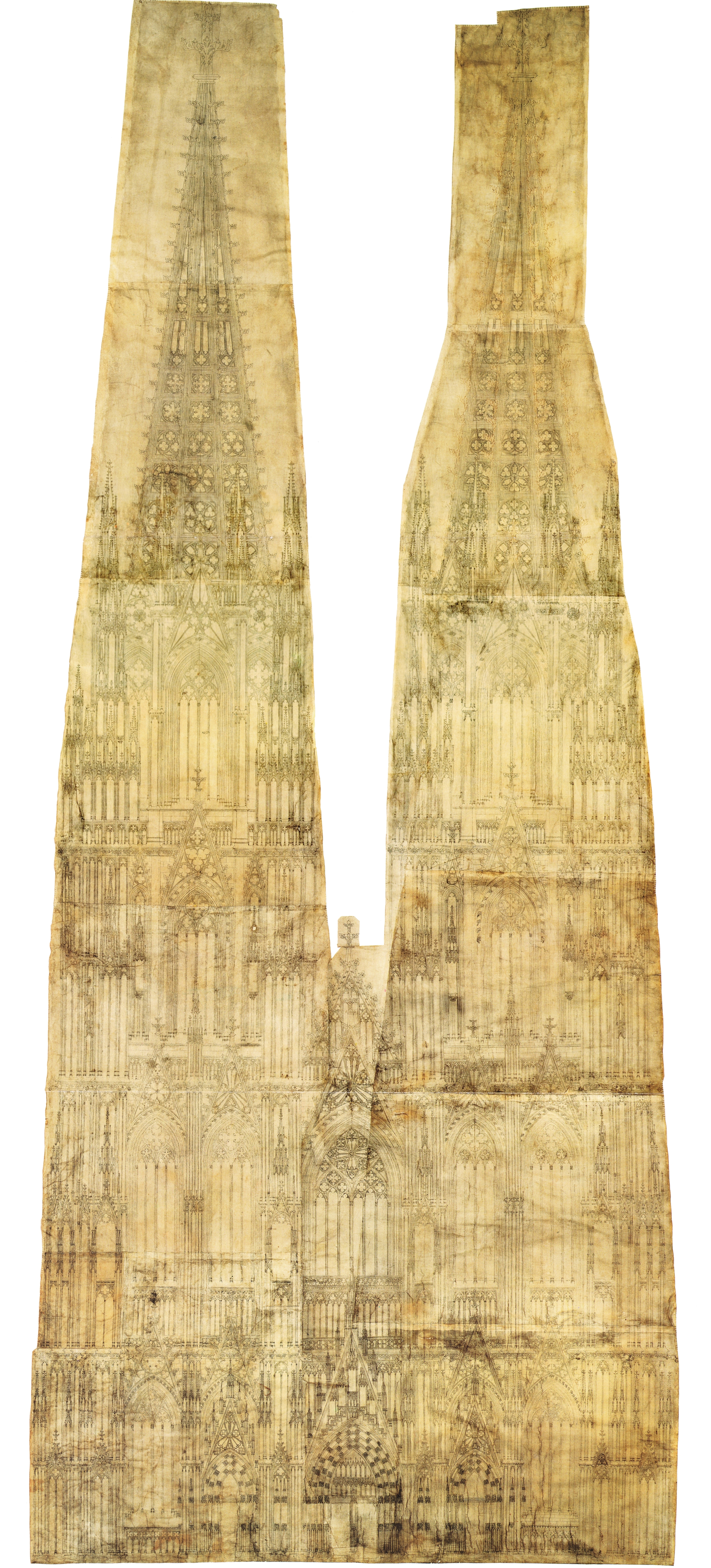
Fassadenriss F von 1370

Der Kölner Dom zeigt eine sehr große Einheitlichkeit im architektonischen Stil aller Bauteile. Darin unterscheidet er sich sehr deutlich von annähernd allen anderen Großprojekten des mittelalterlichen Kirchenbaus. Lange wurde aus dieser Tatsache abgeleitet, dass Dombaumeister Gerhard einen verbindlichen Gesamtplan für den Dom vorgelegt haben müsse, der über Generationen hinweg befolgt worden sei. Dieser „gotische Masterplan“ habe das fünfschiffige Langhaus wie auch die beiden großen Turmbauten der Westfassade enthalten. Diese Sicht wurde in der jüngeren Forschung als hypothetisch und im Ganzen unwahrscheinlich verworfen.
Alle großen Kirchen im Mittelalter sind in einzelnen Bauabschnitten geplant und errichtet worden. Bei einem Baubeginn im Osten wurde nur der Chor geplant und vollendet; für Langhaus und Westfassaden wurden danach neue Planserien erstellt. Der erste Kölner Plan umfasste daher wahrscheinlich auch nur den Chor, der bis 1322 errichtet wurde.
Vermutlich sahen die ersten weiterführenden Planideen überhaupt nur ein dreischiffiges Langhaus mit vergleichsweise schlanken Türmen über den Seitenschiffjochen vor, wie sie auch die französischen Kathedralen besitzen. Das fünfschiffige Langhaus ist vermutlich um 1320 von den Brüdern Johannes und Rutger geplant worden. Dieses neue Raumkonzept wurde dann von jüngeren Kirchenbauten (wie der 1352 neu projektierten Kathedrale von Antwerpen) aufgegriffen.
Am Dom sind die ersten Planungen für die Westfassade (mit fünf Portalen) unter Dombaumeister Bartholomäus von Hamm um 1350 gereift, als die Fundamente des Südturms gelegt wurden. 1370 zeichnete Michael von Savoyen die Westfassade, wie sie heute steht, auf den überlieferten Fassadenriss F. Wegen dieses ausgreifenden Fassadenbaus mussten die bereits fertiggestellten Fundamente nochmals angestückt werden, um die neue Dimension der Strebepfeiler zu gründen. Der Fassadenplan selbst gilt heute als „unumstritten die größte, schönste und bedeutendste Architekturzeichnung des Mittelalters.“

### „Vollkommene Kathedrale“

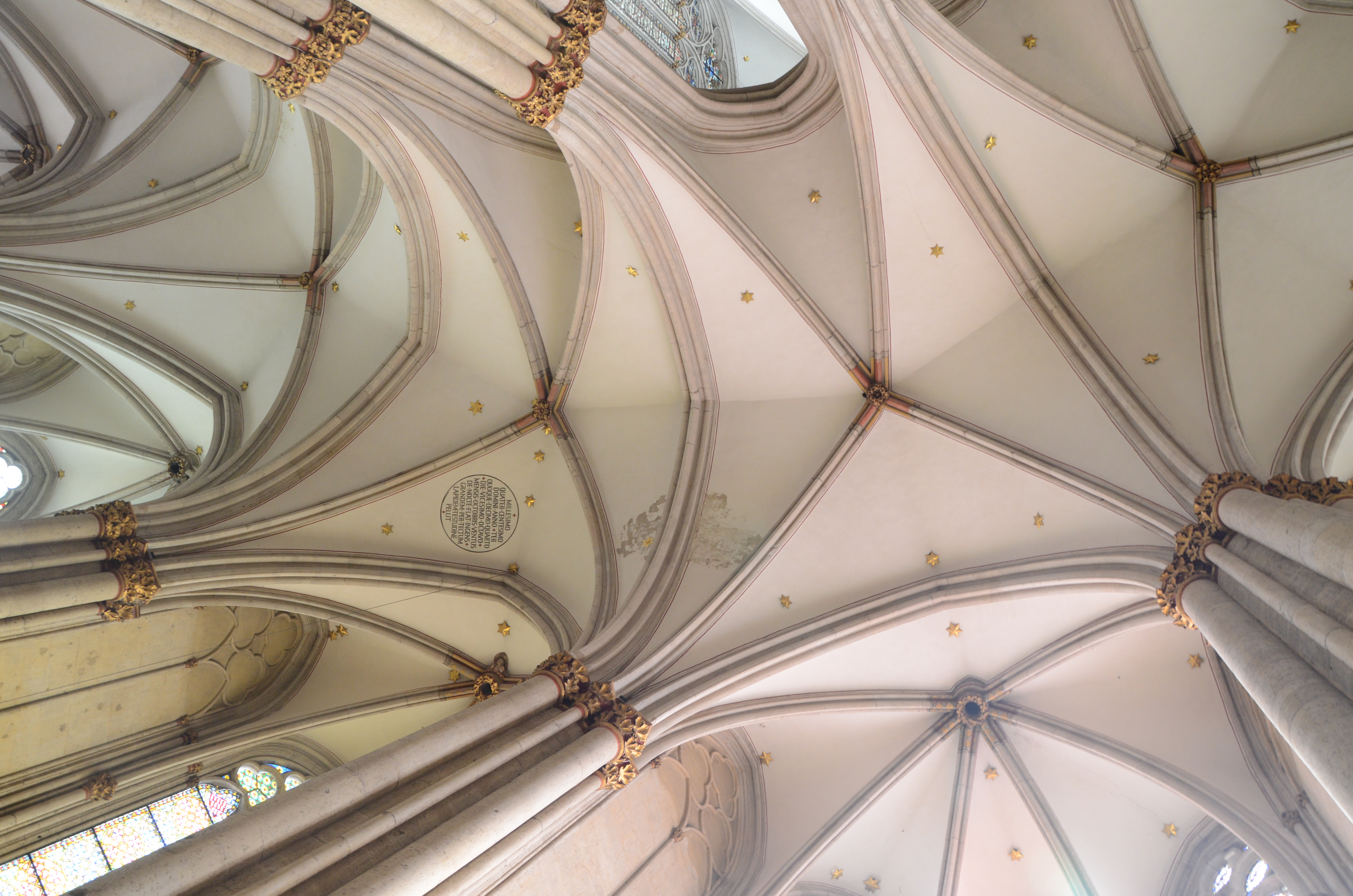
Sieben von Zwölf: Vollkommen regelmäßig gestaltete Kapellen am Chorumgang

Die Architektur des Kölner Doms steht in der Tradition der gotischen Kathedralen Frankreichs, die von Chartres über Reims und Amiens nach Beauvais und Köln führt. Allerdings zeigt der Kölner Domchor eine „unübersehbare, geradezu klassische Reinheit“, die ihn deutlich von den Vorbildern abhebt. Diesen Eindruck hat der Baumeister erreicht, indem er sich mit großer Konsequenz um eine einheitliche formale Ordnung bemüht hat, der eine detaillierte, offenbar geometrisch und mathematisch durchkalkulierte Planung zugrunde lag.
Wie in Amiens hat sich der Kölner Baumeister für einen Bauplan mit sieben Kranzkapellen entschieden. In Frankreich ist der Grundriss allerdings in sieben Segmenten eines ungefähren 13-Ecks gestaltet. In Köln dagegen hat der Baumeister ein regelmäßiges 12-Eck der Planung zugrunde gelegt. Dazu hat er zwei Dreieckraster gebildet, die um 30 Grad gegeneinander gedreht sind. Mit einem solchen Raster lassen sich alle harmonisch aufeinander bezogenen Linien im Chor definieren. Auch die Kapellen entstehen so aus einem einheitliche System, das auf gleichseitigen Dreiecken beruht. In der Folge gelang dem Baumeister eine optisch harmonische Gestaltung aller weiteren Bauteile, Pfeiler und Bögen. Dennoch handelte er nicht dogmatisch: beispielsweise rückte er die Polygonpfeiler ein Stück ein und gab ihnen zudem ein eiförmiges statt eines runden Profils, um für den Betrachter einen einheitlichen Eindruck zu erreichen.
In Köln gelang es dem Baumeister erstmals, für die gesamte Kirche nur einen einzigen Pfeilertyp zu verwenden. Die Pfeiler im Mittelschiff, die Pfeiler zwischen den Seitenschiffen und die Wandpfeiler sind alle als Rundpfeiler gestaltet, denen Dienste vorgeblendet sind (Kantonierte Pfeiler). Auch die Bündelpfeiler der Vierung unterscheiden sich kaum von den Normalpfeilern. Die Dienste sollen optisch die Kraftlinien aus den Kreuzrippengewölben bis auf den Boden leiten. In Köln gelang es erstmals, und zwar einheitlich für das Mittelschiff und die Seitenschiffe, für alle Gurtbögen und Rippen sinnfällig passende Dienste zu planen, die die Pfeiler zu acht oder zu zwölft (und in der Vierung zu 16) umstehen. Die Dienste im Mittelschiff werden ohne optische Unterbrechung mehr als 40 Meter zur Bodenplatte geführt. Die Kapitelle weisen an allen Pfeilern eine einheitliche Höhe auf. Dadurch entstand in Köln der in die Höhe strebende einheitliche Raumeindruck. „In keiner anderen der großen Kathedralen war dies zuvor gelungen und es blieb auch bei späteren Bauten unerreicht.“

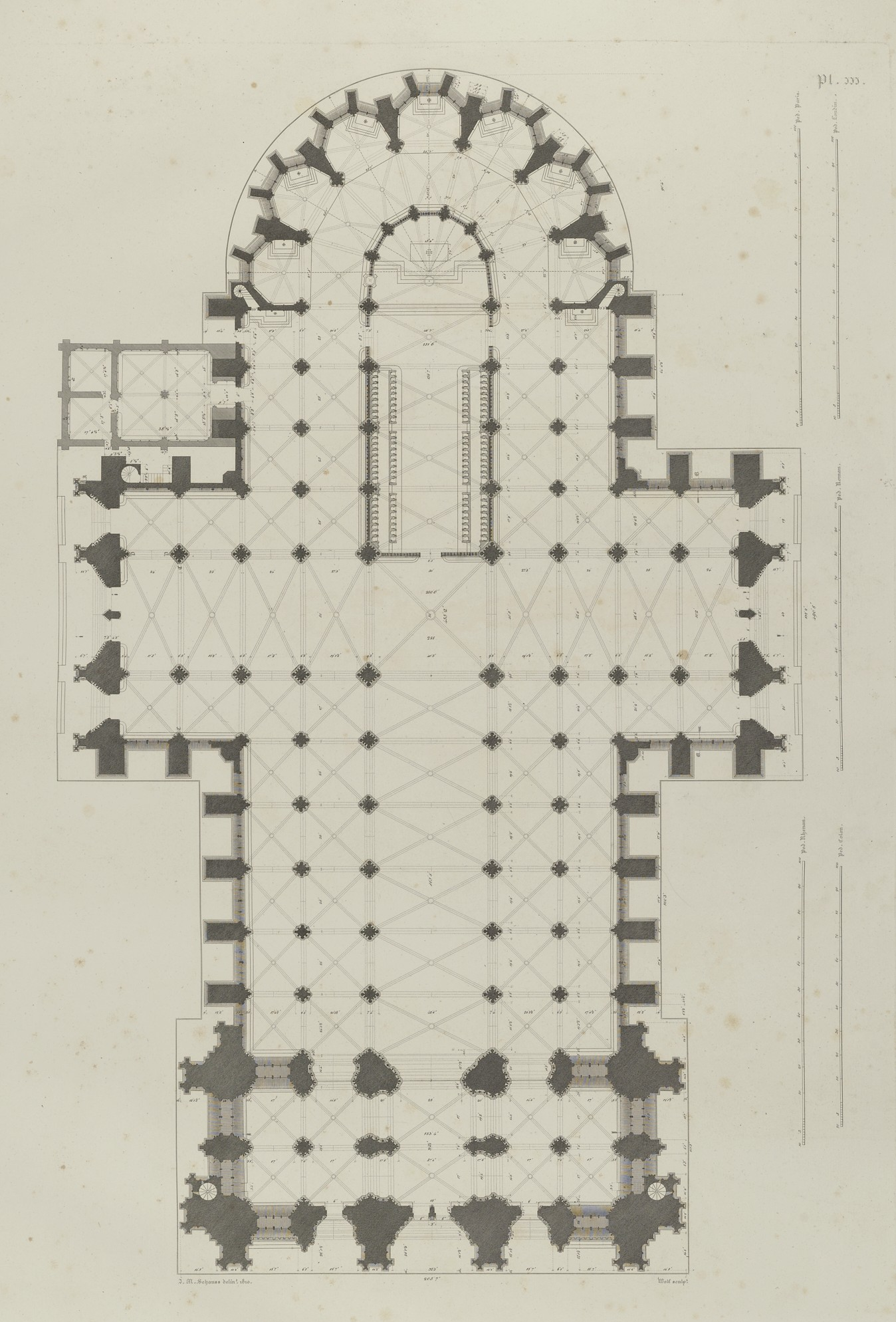
Ideal-Grundriss
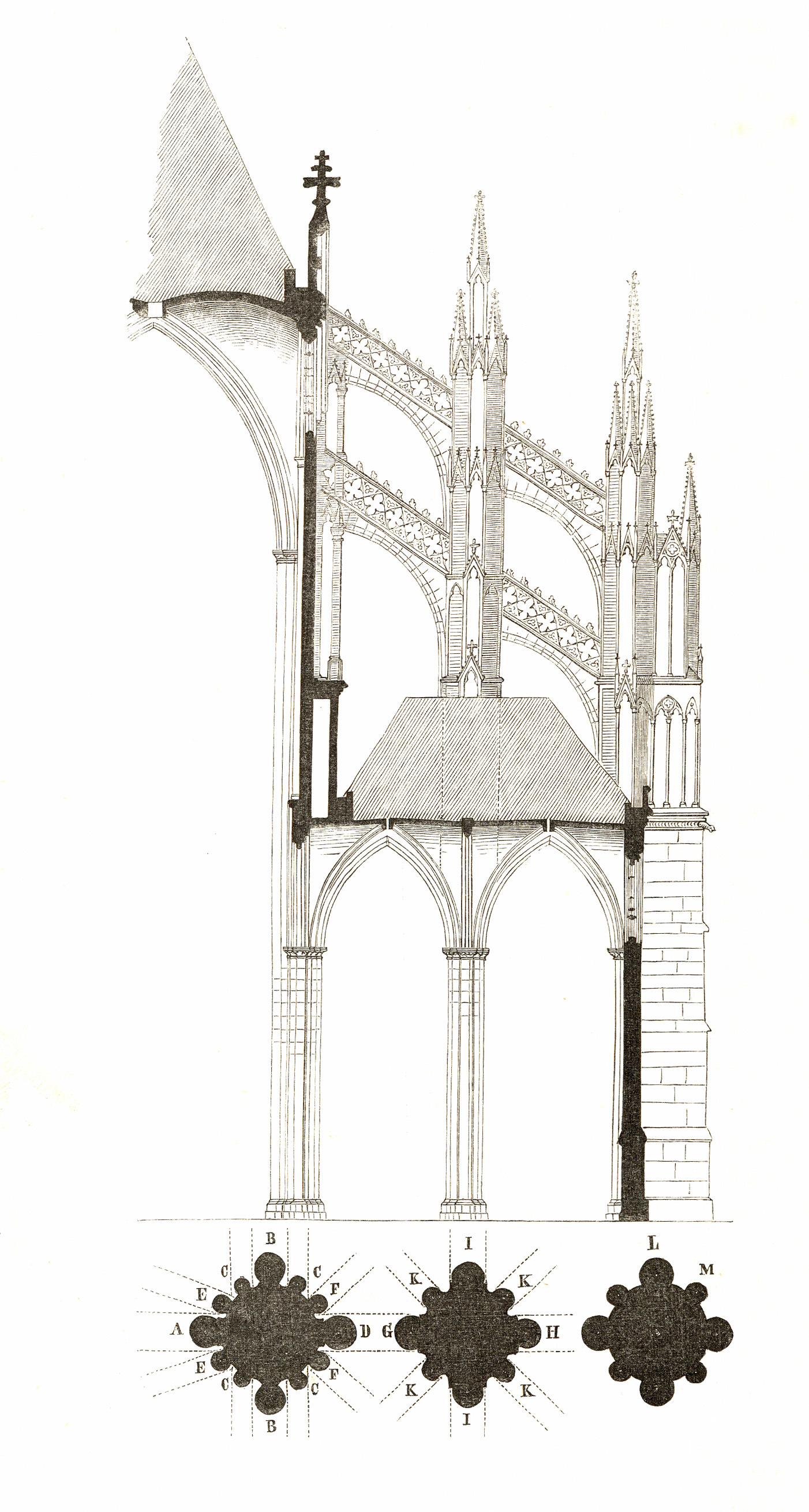
Einheitliche Bündelpfeiler
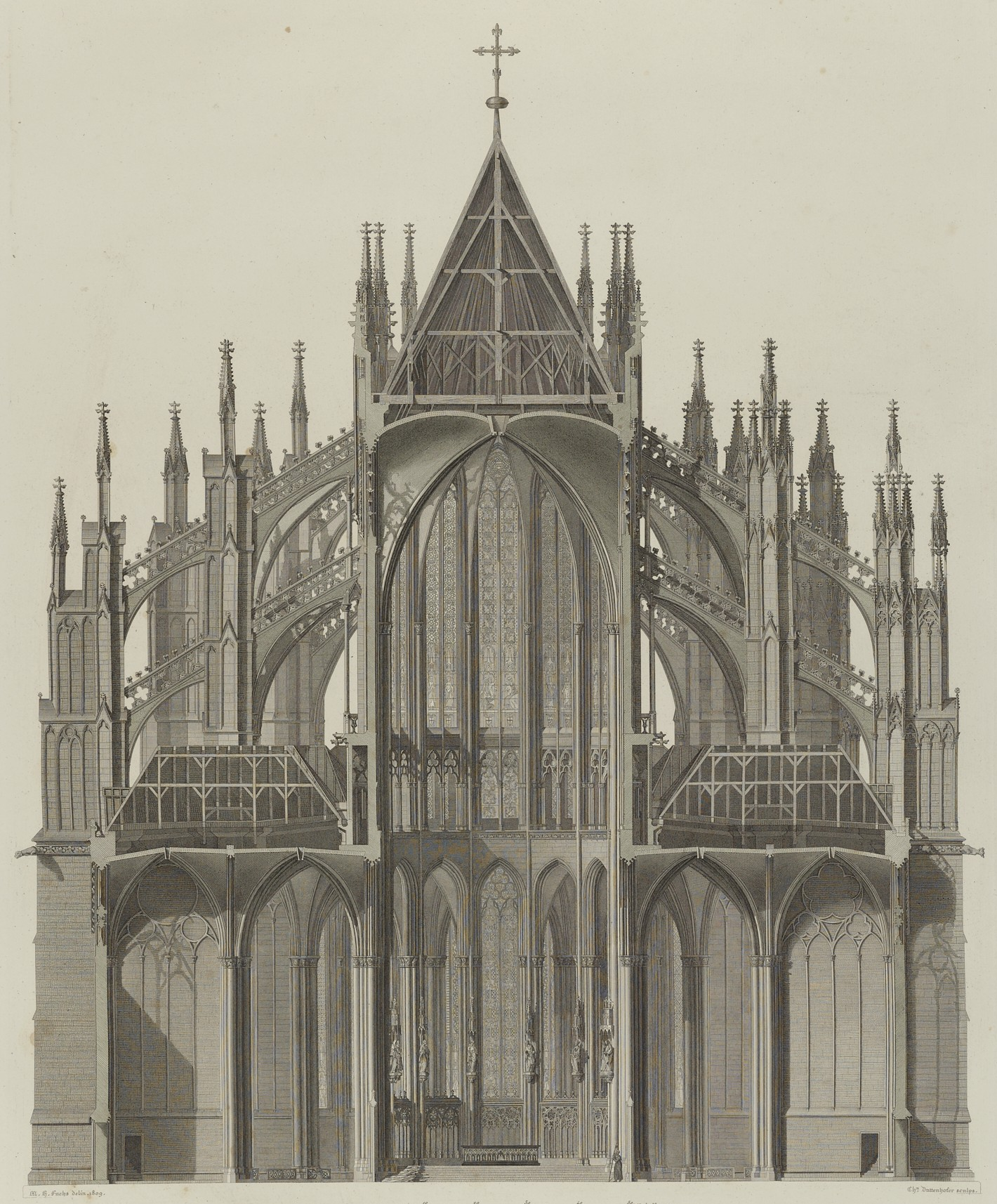
Sanfter Chorschluss
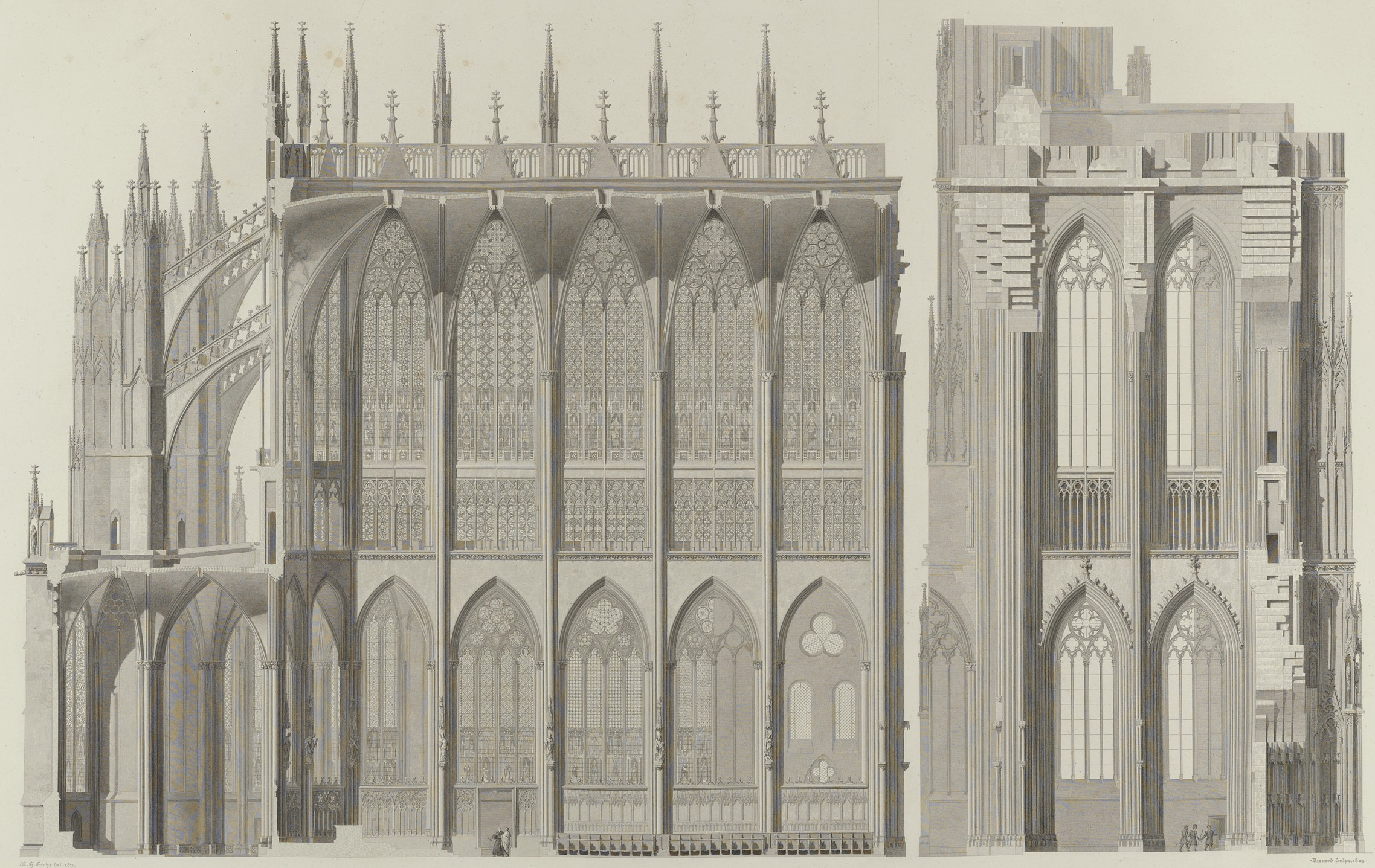
Straffe Wand-Membran

Zwischen den Pfeilern spannt sich in Köln eine Wand- und Glasfläche, deren gleichmäßige Gestaltung ebenfalls die Senkrechte betont. Alle gotischen Kathedralen unterteilen die Seitenfläche in zwei Ebenen: die untere, das sogenannte Triforium, ist ein Laufgang, der mit Maßwerk vom Kirchenraum getrennt ist. Darüber befinden sich die hohen Fenster des Obergadens. Der Kölner Baumeister fand für beide Elemente eine einheitliche Struktur in vier Bahnen, bei denen die vier Fenster im Obergaden senkrecht über den vier Maßwerkfenstern des Triforiums stehen und damit optisch zu einer einzigen, in die Höhe strebenden Fläche werden. Die Fensterstäbe werden elegant über beide Elemente hinweg geführt, so dass sie die volle Höhe von Triforium und Obergaden betonen. Die mittleren Stäbe werden durchgehend von den Obergaden bis zum Sockel des Triforiums geführt. Die beiden seitlichen scheinen in der Fensterbank der Obergaden zu verschwinden und darunter im Triforium wieder aufzutauchen. Zusätzlich sind die Reliefs des Maßwerks besonders flach gehalten. Insgesamt entsteht dadurch der Eindruck, „dass sich Fenster und Triforium straff wie eine Membran“ zwischen die Pfeiler spannen. Aufgrund der Höhe der Fenster hat Köln auch, verglichen mit allen großen gotischen Kathedralen, die größte Fensterfläche im Verhältnis zur Kirchenlänge.

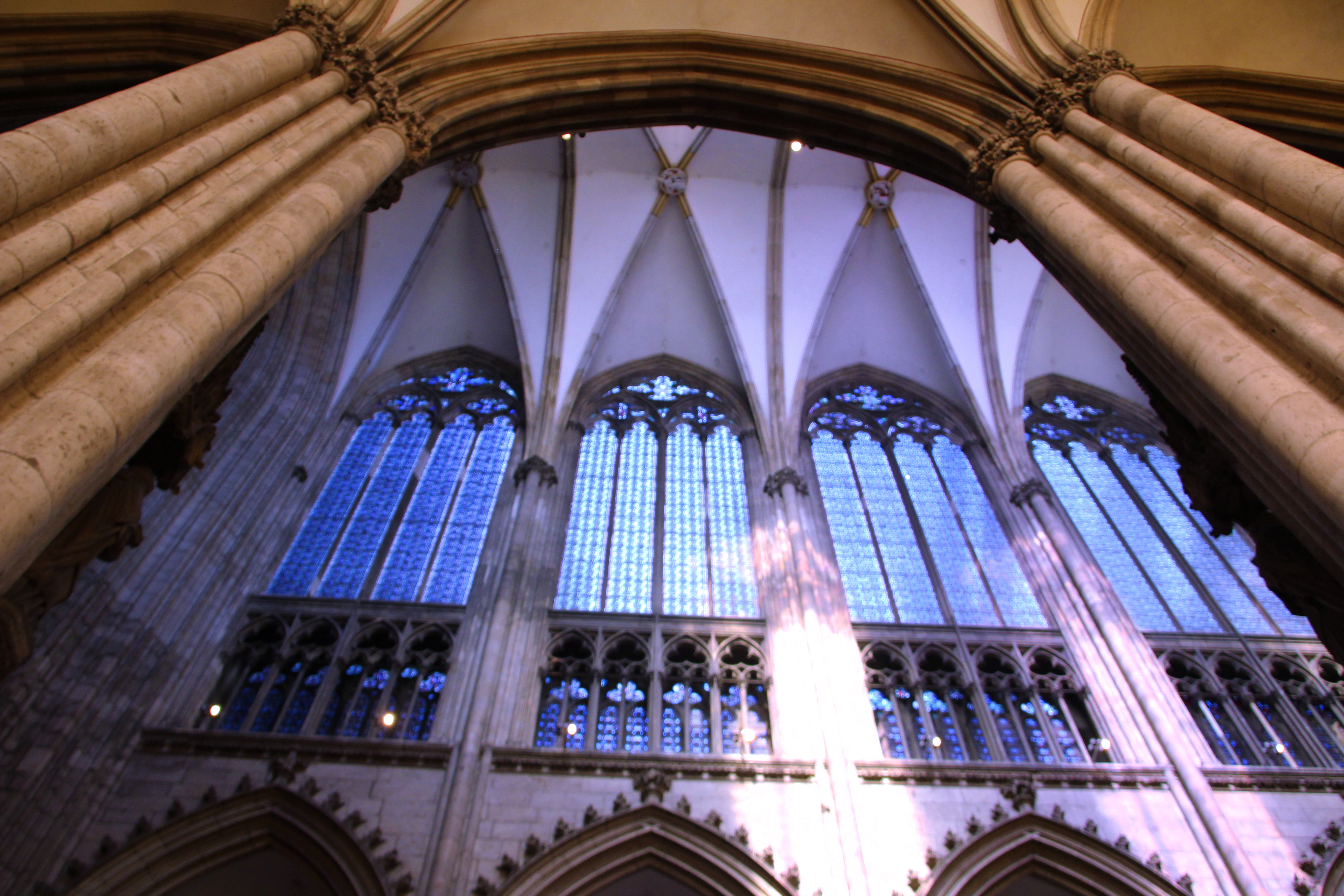
Obergaden und Triforium im Mittelschiff

Alle gotischen Baumeister strebten danach, einen möglichst sanften Chorschluss zu errichten. Der Übergang vom Langchor zum Rundchor sollte die einheitliche Raumgliederung nicht stören. Das bedeutete allerdings eine wesentliche Herausforderung, weil die Gewölbeabschnitte (Joche) im Langchor annähernd doppelt so lang sind wie die im gerundeten Chor. Der Kölner Baumeister fand dazu eine Gestaltung, deren Grundriss scheinbar die Form einer Parabel annimmt. Das erste Joch des Rundchores kippt nur wenig ab. Die Obergadenfenster und die Maßwerke des Triforiums sind so geschickt gestaltet, dass die Grenzen zwischen den Raumteilen verunklärt werden und man optisch nicht mehr entscheiden kann, wo der Langchor aufhört und wo der Rundchor anfängt.
Dombaumeister Arnold Wolff hat geurteilt, dass sich die mittelalterlichen Baumeister beim Bau des Kölner Doms um ein vollkommenes Ideal bemüht hätten. Daher sei der Dom der absolute Höhepunkt des Kathedralbaus und gleichzeitig sein Endpunkt, weil der Dom keine adäquaten Nachfolger mehr gefunden habe. „Ein Versuch, das in Köln Erreichte nochmals zu steigern, wurde nie mehr gewagt.“

### Strebewerk

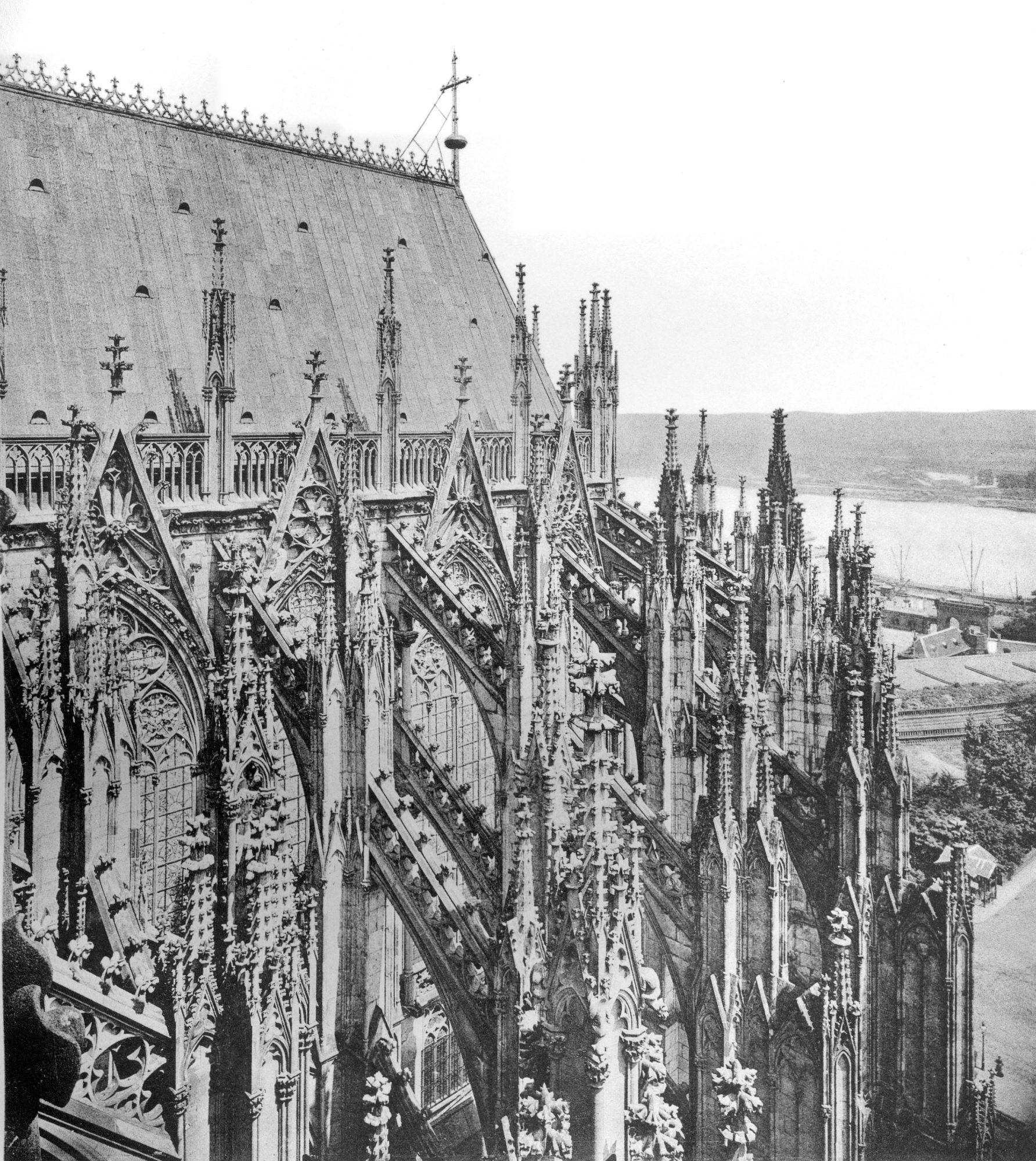
Wirksame Windbremse: Das massige Strebewerk verdeckt das Kirchenschiff fast vollständig.

Der Dom gilt heute als statisch solide errichtetes Gebäude. Zur Bauzeit des Hochchores mussten die Baumeister dazu vollständig ihrem Erfahrungswissen vertrauen, weil es keine statischen Berechnungen gab. Der Kölner Hochchor folgte in seinem Grundkonzept mit weitgehend aufgelösten Wandflächen und einem durchfensterten Triforium sehr weitgehend der statischen Konzeption der Kathedrale von Amiens. Der Durchmesser des Kapellenkranzes, die Proportion des Mittelschiffquerschnitts, die Jochweiten und die Proportion der Arkadenöffnungen sind annähernd gleich. Die Veränderungen im Detail zeigen aber den Kölner Anspruch, das französische Vorbild zu übertreffen. Das Kölner Mittelschiff ist rund einen Meter höher. Wesentlicher aber sind die Veränderungen der Wandgestaltung, die den Obergaden im Verhältnis zum Triforium nochmals vergrößern. Die Baumeister in Köln halbierten das Mauerband zwischen Triforium und Obergadenfenster auf 120 Zentimeter. Das Verhältnis der Fensterflächen zur Länge der Kirche beträgt in Köln 43,8 und im Chor von Amiens nur 39,0. Gleichzeitig werden die Pfeiler in Köln schlanker.
Stabilität erhält das hochstrebende Kölner Glashaus durch das Strebewerk, das der gotischen Baupraxis folgend die Schubkräfte des Gewölbes von außen aufnehmen soll. Die Architektur „erscheint nur noch als filigranhaftes steinernes Gerüst.“
Für die Bauhütte, die sich an empirischen Erfahrungswerten orientierte, war es ein böses Omen, als am 28. November 1284 die Gewölbe der Kathedrale von Beauvais einstürzten. Die Bauarbeiten der beiden Kathedralen in Köln und Beauvais erfolgten etwa zur gleichen Zeit – bei deutlich größerem statischen Ehrgeiz in Nordfrankreich. Die französischen Baumeister hatten nicht nur ein höheres Mittelschiff (48,50 im Vergleich zu 43,35 Metern), sondern auch eine deutlich größere Jochweite projektiert. Nach dem 28. November 1284 musste Dombaumeister Arnold für sich die Frage beantworten, ob er – nach seinen Erfahrungen – solide genug gebaut hatte, um eine ähnliche Katastrophe für Köln zu verhindern. Eine besondere Herausforderung war es, den erheblichen Winddruck abzufangen, denen die hohen Konstruktionen ausgesetzt waren; vom Unglück in Beauvais wurde berichtet, dass die stürmischen Winde am Abend der Katastrophe zum Einsturz beigetragen hätten. Das Strebewerk in Köln ist besonders groß dimensioniert und die Analyse des Baufortschrittes lässt erkennen, dass es im Verlauf der Bauarbeiten nochmals verstärkt worden ist – offenbar als Reaktion auf die Nachrichten aus Nordfrankreich.
Das Kölner Strebewerk besteht aus doppelten Strebepfeilern und zwei Strebebögen. Der äußere Strebepfeiler erhebt sich zwischen den Radialkapellen, der innere ist mit kreuzförmigem Grundriss zwischen den beiden Seitenschiffen errichtet. Der obere der beiden eleganten Strebebögen stützt den Obergaden knapp unter dem Scheitel der Fenster, der untere auf der Höhe der Kämpfer. Insgesamt ist die Konstruktion besonders massig. Köln folgte damit nicht Bourges, Reims oder Paris, wo sich die Bauhütten darum bemüht hatten, die Strebewerke zu verschlanken und auszudünnen, sondern agierte angesichts des deutlichen Höhenzuwachses eher vorsichtig. Zwar bemühte sich Meister Arnold, das Bauvolumen durch reiche Verwendung von Blendmaßwerk aufzulockern. Um der Stabilität Willen aber sind die äußeren Pfeiler als längsrechteckige Mauerzüge konstruiert, die zudem durch Auflast beschwert sind, die als massig wirkende Fialen gestaltet sind. Die statische Bedeutung dieser Auflast wird heute in Frage gestellt. Die dichte Folge von Strebepfeilern, Strebebögen und Fialen aber war zweifellos eine wirksame Windbremse und trug dazu bei, den Winddruck auf den Obergaden deutlich zu mindern.
Der Bauaufwand für das Strebewerk war erheblich. Im 19. Jahrhundert wurde errechnet, dass der Bau des Strebewerks etwa genauso teuer sei wie der des Kirchenschiffs selbst. Die Ästhetik der mit Maßwerk verkleideten, dicht gestaffelten Strebepfeiler wurde sehr unterschiedlich beurteilt. Kritiker monierten, dass das eigentliche Kirchenschiff hinter der massig auftretenden Strebewerk-Folge „als ein unbestimmtes Etwas“ verschwinde. Dagegen lobten poetisch geprägte Beobachter das Strebewerk als „einen heiligen Wald, in dessen Schatten das Gotteshaus ruht“.

### Nachklassisch-hochgotische Westfassade

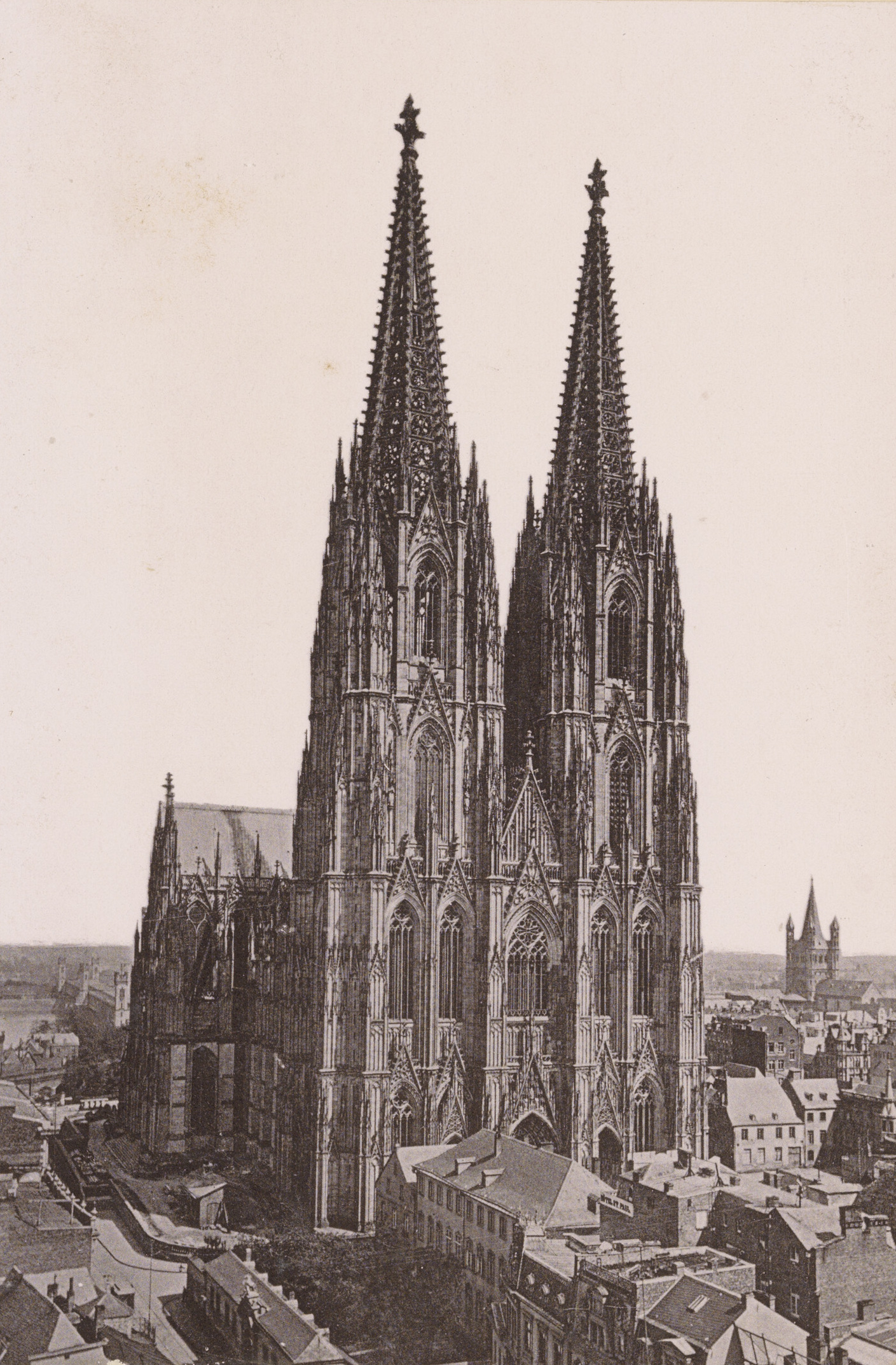
Körperhaft-plastisch: die hochgotische Westfassade von Meister Michael

Um 1350 begannen die Dombaumeister mit den Planungen für die Westfassade, der Michael von Savoyen schließlich 1370 die monumentale Form gegeben hat, die wir heute kennen. Dazu mussten sie einen neuartigen Aufriss finden. Denn für die Fassadengestaltung einer fünfschiffigen hochgotischen Kathedrale mit zwei Türmen gab es im 14. Jahrhundert kein geeignetes Vorbild. Die nordfranzösischen Kathedralen – wie beispielsweise die in Reims – hatten zwar eine Doppelturmfassade mit idealtypisch gotischen Proportionen, waren aber dreischiffig. Die fünfschiffige Kathedrale von Bourges (1209–1324) dagegen hatte eine zerklüftete Fassade, weil ihre Türme nur über den äußeren Seitenschiffen aufgingen. Die Dombaumeister entschieden sich bei ihren Planungen für den Dom daher dafür, dem Konzept der fünfschiffigen Kathedrale Notre-Dame de Paris (Fassade 1220–1250) zu folgen. Sie planten, die Türme jeweils über beiden Seitenschiffen und jeweils vier Gewölbequadraten zu errichten und dabei auch die typisch gotisch-hochstrebende Silhouette der nordfranzösischen Kathedrale anzustreben. Daher wurden die Kölner Türme nicht nur etwa doppelt so breit wie diejenigen in Reims, sondern mussten auch etwa doppelt so hoch sein. Das verlangte in Köln allerdings die achtfache Baumasse. „Die Mittel, die für eine ganze Kathedrale französischen Ausmaßes gereicht hätten, wurden alleine vom Südturm verschlungen, ohne dass man sich dessen so recht bewusst wurde.“
So wurde der mittelalterliche Teil des Südturms auch als Torso zu einem der größten Bauwerke der Gotik. Sein umbauter Raum betrug rund 40.000 Kubikmeter. Das entspricht etwa der Größe des ganzen Altenberger Domes oder der Liebfrauenkirche in Trier. Wegen der massiven Säulen und dicken Wände wurde am Kölner Dom allerdings ungleich mehr Gesteinsmasse verbaut. Auch die mit Maßwerk tief gestaffelte Fassade war am Torso des Südturms deutlich größer als die gesamte Fassade von Notre-Dame oder von Amiens und selbst als die hochbauende Fassade von Straßburg.
Dieser Bauaufwand, der allein für den Torso notwendig war, der nur ein Fünftel der gesamten Westfassade ausmacht, „ist der eigentliche Grund dafür, dass der Kölner Dom nicht vollendet wurde.“
Trotz der Entwurfsplanung im Jahre 1370 wählte Michael von Savoyen hochgotische Architekturformen, die mindestens 100 Jahre zuvor im ausgehenden 13. Jahrhundert üblich waren. Mitte des 14. Jahrhunderts hatte Peter Parler das spätgotische Formensystem für den Prager Veitsdom schon entwickelt. Mit seinem bewussten Rückgriff auf eine auch damals schon klassische Formensprache versuchte der Dombaumeister, dem Dom eine besondere Historizität und damit Ernsthaftigkeit zu geben. Er reagierte damit vermutlich weniger auf die bis dahin vorherrschende Architekturpraxis in Köln als auf die zu seinen Lebzeiten hochaktuelle Architekturentwicklung, die nach 1350 einem ausgeprägten gotischen Historismus folgte. Gleichzeitig pflegte auch sein Auftraggeber, Erzbischof Friedrich von Saarwerden, eine dezidiert konservative Kunstauffassung, und bevorzugte – auch bei der Gestaltung seines Grabdenkmals – die damals schon historische Formensprache der klassischen Hochgotik.
Dennoch gelang es dem Dombaumeister, die Westfassade als spätgotisches Bauwerk erscheinen zu lassen. So schuf er keine flächigen Strukturen, wie sie in der Hochgotik üblich waren, sondern gab der Fassade eine ausgesprochene Körperlichkeit, indem er die Hauptpfeiler zu eigenen Massiven formte, durch die Fialtürme den Eindruck von außerordentlicher Massigkeit erzeugte, und für die tiefen Fensternischen durch die doppelten Maßwerke eine durchklüftete Fassade gestaltete. Die Türme entwickeln sich – flankiert durch mächtige Fialen – aus einer stabilen Baumasse, so dass sich die achteckigen Turmspitzen nur langsam aus einer stabilen Struktur herausbilden. Schließlich gab der Baumeister den Maßwerkhelmen durch die dominierenden Stützen eine Plastizität, die das Freiburger Vorbild nicht zeigt. Michael von Savoyen verschmolz den Formenkanon der Hochgotik perfekt mit der körperhaft-plastischen Bauweise der beginnenden Spätgotik und schuf damit für den Kölner Dom eine Westfassade, die sich konsistent zur hochgotischen Form des Chores fügt. Damit garantierte Meister Michael auch, dass der Gesamtbau des Domes bis heute vollkommen einheitlich wirkt.

### Neugotische Vollendung

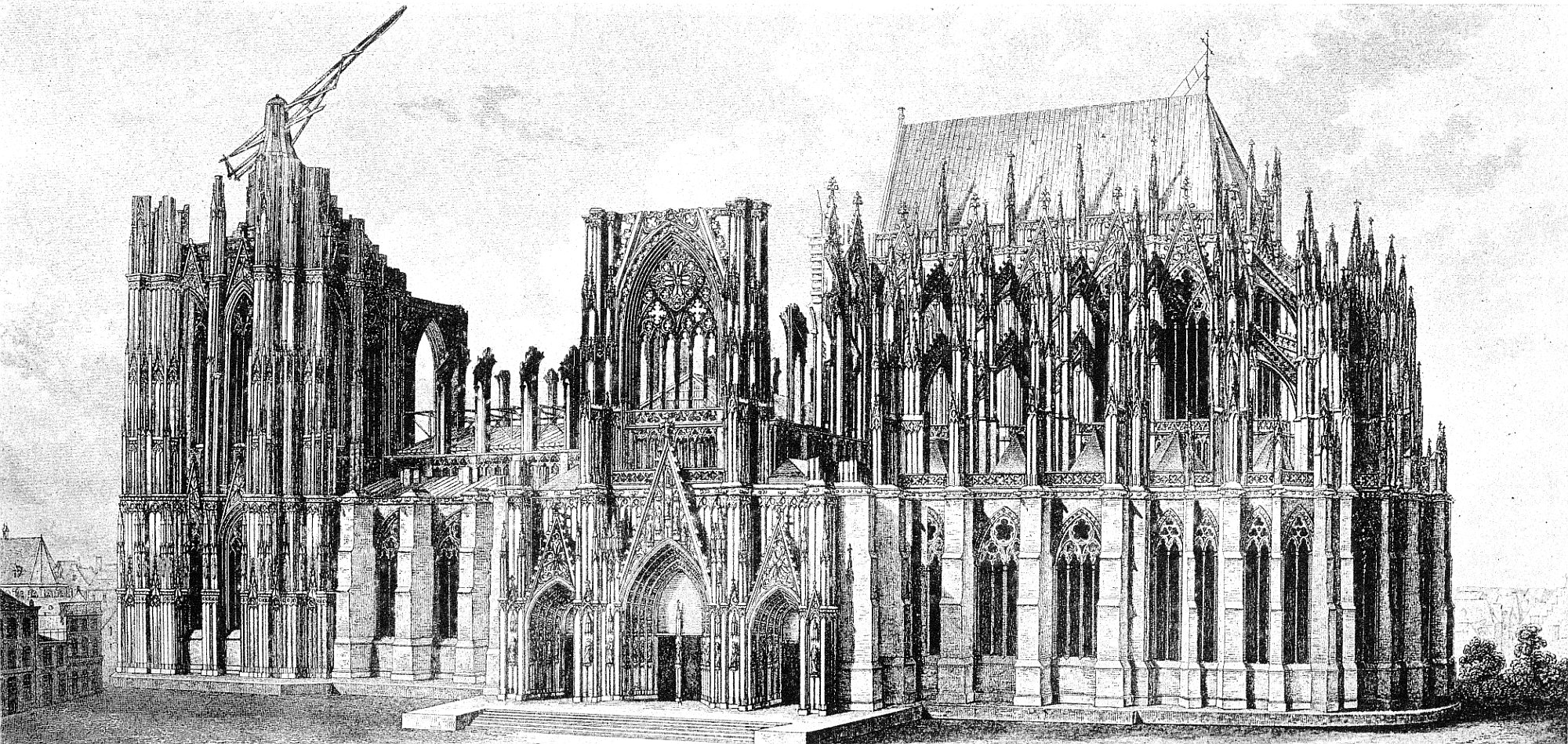
Nach ursprünglichem Plan: Vollendung des Doms in neugotischer Zeit, 1851

Als in den 1830er Jahren der Plan reifte, den Dom fertigzustellen, gab es unterschiedliche Vorstellungen über die Bauform. Auf einer Seite standen Überlegungen, den Dom aufwandsarm fertigzustellen und auch aus Kostengründen die bautechnischen Möglichkeiten des 19. Jahrhunderts zu nutzen. Auf der anderen Seite herrschte eine tiefe romantische Überzeugung, „den idealen Plan Wirklichkeit werden zu lassen, einen Höhepunkt des Mittelalters zu vollenden.“
Die ersten, zusammen mit Karl Friedrich Schinkel entwickelten Entwürfe von Dombaumeister Ernst Friedrich Zwirner sahen beispielsweise vor, die Mittelschiffe ohne Obergaden zu errichten. Ein zweiter Entwurf von 1838 plante zwar mit der vollen Gewölbehöhe von 43,35 Metern, wollte aber auf das Strebewerk verzichten und dafür die damals üblichen Zuganker einsetzen, um die Schubkräfte aufzunehmen. Nach Kostenschätzungen von Zwirner sollte das Strebewerk etwa genauso teuer sein wie die Fertigstellung des Kirchenschiffes. Die Querarme sollten mit schlichten Fassaden geschlossen werden.
Demgegenüber hatte der zwischenzeitlich gegründete Zentral-Dombauverein in seinen Statuten verankert, dass der Dom „nach dem ursprünglichen Plane“ vollendet werden solle. Da der preußische König Friedrich Wilhelm IV. das Statut genehmigt hatte, kam diesem Gesetzeskraft zu. So konnte der Verein – intensiv unterstützt von Zwirner – schließlich gegen die preußische Regierung die Vollendung des Doms in der aufwendigen mittelalterlichen Form durchsetzen.
Zwirner gelang es, die mittelalterliche Planung zu vollenden, indem er direkt auf den Fassadenriss F aus dem Jahre 1370 zurückgriff und seine Entwürfe für die Querhausfassaden – für die keine mittelalterliche Planung überliefert ist – ohne wesentliche Modifikationen daraus isolierte. Auch die Strebepfeiler gestaltete er nach den Vorbildern aus gotischer Zeit. Seine neugotische Vollendung konnte gelingen, weil die Baumeister des Spätmittelalters sich in einer einheitlichen, hochgotischen Architektursprache bewegt hatten, die – obwohl sie keinem allgemeinen gotischen Plan folgte – einer homogenen Idee der idealen Kathedrale verpflichtet schien. „Hätte man um 1500 den Dom in einer Abweichung vom Plan irgendwie fertig gebaut, dann hätte es eine wirkliche Vollendung niemals gegeben.“

## Beschreibung

### Chor

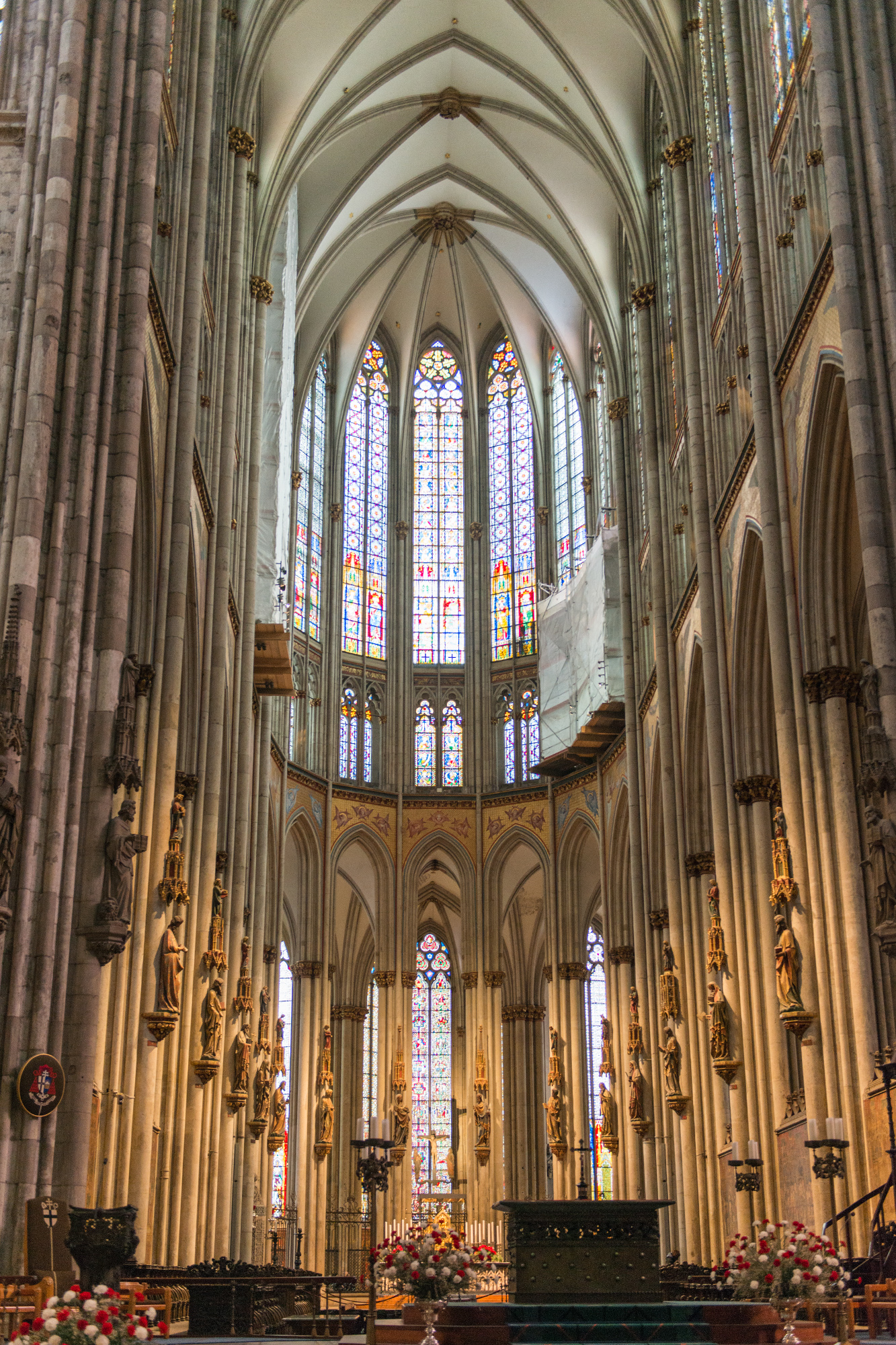
Liturgisches Zentrum: Hochchor seit 1322

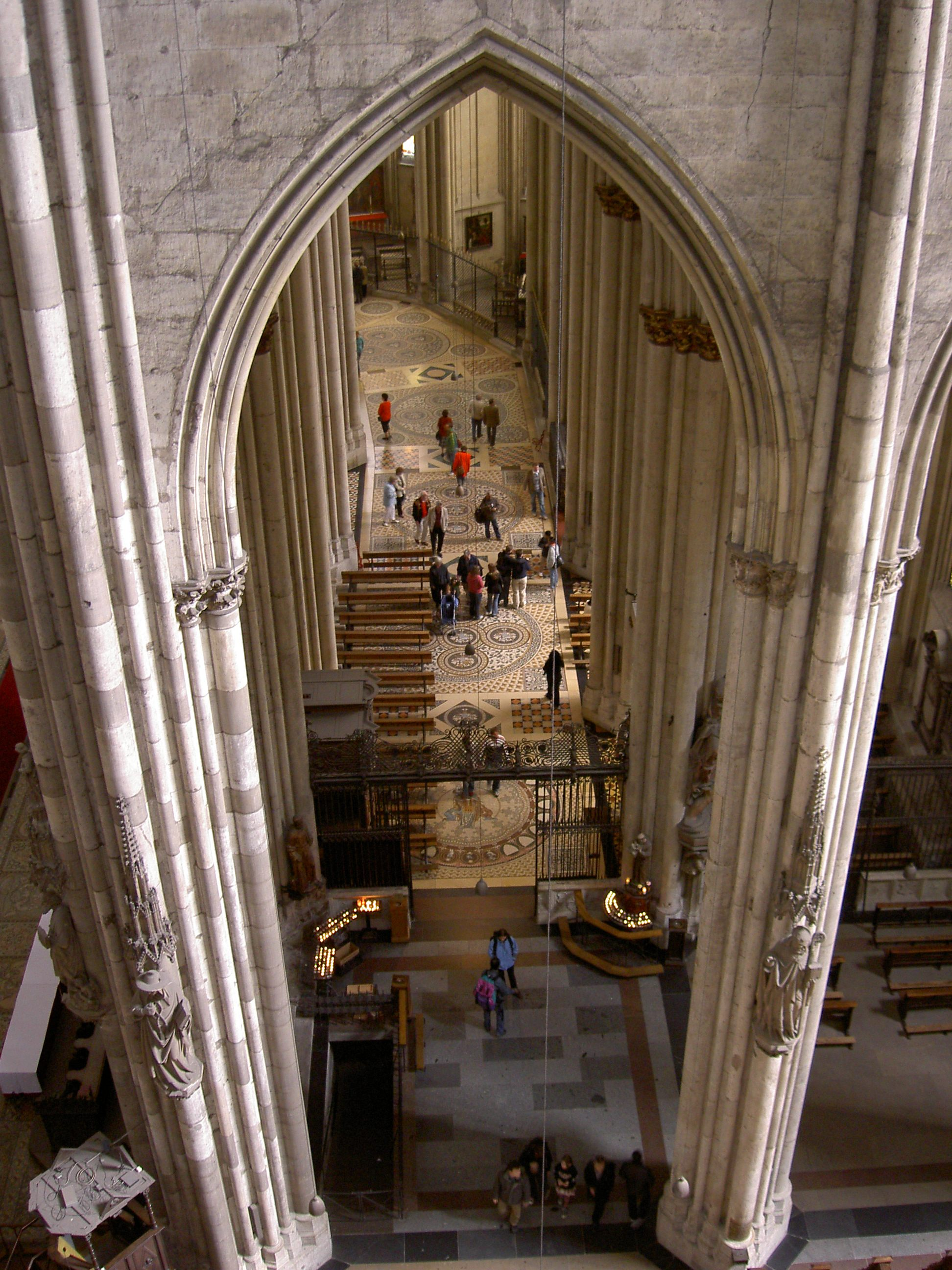
Für die Pilger: Chorumgang seit 1265

Der Hochchor wurde 1322 geweiht; es ist der einzige Teil des Domes, der im Mittelalter vollständig fertiggestellt werden konnte. Heute gilt er als „der architektonisch glanzvollste Teil des Innenraumes.“ Der Chorbau besteht aus dem Binnenchor, dem Chorumgang mit den sieben Chorkapellen, den Chorseitenschiffen und der Sakramentskapelle. Alle Bauteile zeigen eine Perfektion der architektonischen Form, die Dombaumeister Arnold Wolff als „vollkommene Kathedrale“ bezeichnet hat.
Im Unterschied zu den französischen Vorbildern ist dem Kölner Baumeister gelungen, einen sanften Übergang zwischen dem Langchor und dem Rundchor zu bauen. Beide Bauteile gehen so gleitend ineinander über, dass der fließende Raumeindruck nicht beeinträchtigt wird. Der erste Gewölbeabschnitt (Joch) des Rundchores erscheint wie ein verkürztes Joch des Langchores und ist leicht nach innen gedreht. Das Maßwerk des Triforiums ist hier allerdings bereits so gestaltet wie im Rundchor. Die Fenster im Obergaden sind zwar noch vierbahnig, scheinen aber schon die Breite der schmaleren Fenster im Rundchor anzunehmen. Wegen dieses verunklarten Übergangs vermag der Betrachter nicht zu urteilen, wo der Langchor endet und wo der Rundchor beginnt.
Der Hochchor, der einheitlich in einem hellen Ockerfarbton gehalten war, wird deutlich durch senkrechte, in die Höhe strebende Architekturelemente strukturiert. Darin hatten die Baumeister allerdings auf drei horizontalen Ebenen ausgeprägt buntfarbige figurative Bänder vorgesehen: die farbig intensiv gefassten Pfeilerfiguren bildeten die untere horizontale Ebene, der im Obergaden die pastellig leuchtende Reihe der Könige aus den Fenstern entsprach. Die Engel in den Chorarkaden lagen etwa auf halber Ebene zwischen diesen beiden Personengalerien.
Der Chorumgang und die sieben Chorkapellen sind der älteste Teil des Kölner Doms. Dieser Teil des Gebäudes wurde 1248 begonnen und 1265 in Benutzung genommen. Architektur und Gesamteindruck sind unverändert erhalten. Die sieben Chorkapellen haben einen einheitlichen Grundriss; sie bilden sieben Teile eines regelmäßigen Zwölfecks. Direkt an den Langchor schließen im Norden die Engelbertuskapelle und im Süden die Stephanuskapelle an. Diese beiden liegen sich streng gegenüber und sind nicht mehr – wie in den französischen Kathedralen – eingedreht. In der Mittelachse des Kölner Kapellenkranzes befindet sich die Dreikönigskapelle. Sie hat die identische Größe wie alle anderen sechs Kapellen. Darin ähnelt der Kölner Grundriss dem der Kathedrale von Beauvais und nicht dem ansonsten beispielgebenden Entwurf der Kathedrale von Amiens, die eine vergrößerte Achskapelle besitzt. Die Dreikönigskapelle in Köln war zur Entstehungszeit als einzige mit einem farbigen Fensterbild versehen worden. Das ältere Bibelfenster stammt aus der Zeit um 1260 und ist stilistisch noch dem Zackenstil der Spätromanik zuzurechnen. Das älteste Fenster gotischen Stils befindet sich in der Stephanuskapelle. Dieses sogenannte Jüngere Bibelfenster war um 1280 für die Dominikanerkirche gestiftet worden und befindet sich seit 1892 im Domchor. Die Fenster im Kapellenkranz sind erstmals um 1340 vollständig mit farbigen Glasmalereien versehen worden, um die vorbeiziehenden Pilger mit „juwelenhaften Farbakkorden“ zu beeindrucken. Obwohl sich der gotische Farbklang bis heute weitgehend erhalten hat, ist der ursprüngliche, typisch hochgotische Pathos der dreiteiligen Bildkomposition nur noch in der Johanneskapelle und der Michaelskapelle erkennbar.
Die Seitenschiffe des Chores im Süden werden Marienkapelle genannt. Dort befinden sich die Mailänder Madonna, die im Mittelalter das Zentrum der Marienkapelle bildete, sowie an der Ostwand eine Wandmalerei des Marientodes (um 1270), vor der der Altar der Stadtpatrone von Stefan Lochner Aufstellung findet. Die Chorseitenschiffe im Norden werden Kapelle des heiligen Kreuzes genannt, weil hier der Kreuzaltar und das Gerokreuz (um 970) stehen. Dieses gilt als eines der bedeutendsten Bildhauerwerke aus Ottonischer Zeit.
Die Sakramentskapelle wurde 1277 als Kapitelsaal an den Chor angebaut und im selben Jahr von Albertus Magnus geweiht. Der quadratische Raum hat ein Gewölbe mit vier Spitzbögen, die sich auf nur einem Birnstabpfeiler in der Mitte des Raumes abstützen. Die Kapelle zählt zu den qualitätsvollsten Arbeiten der hochgotischen Innenarchitektur.

### Hauptschiff

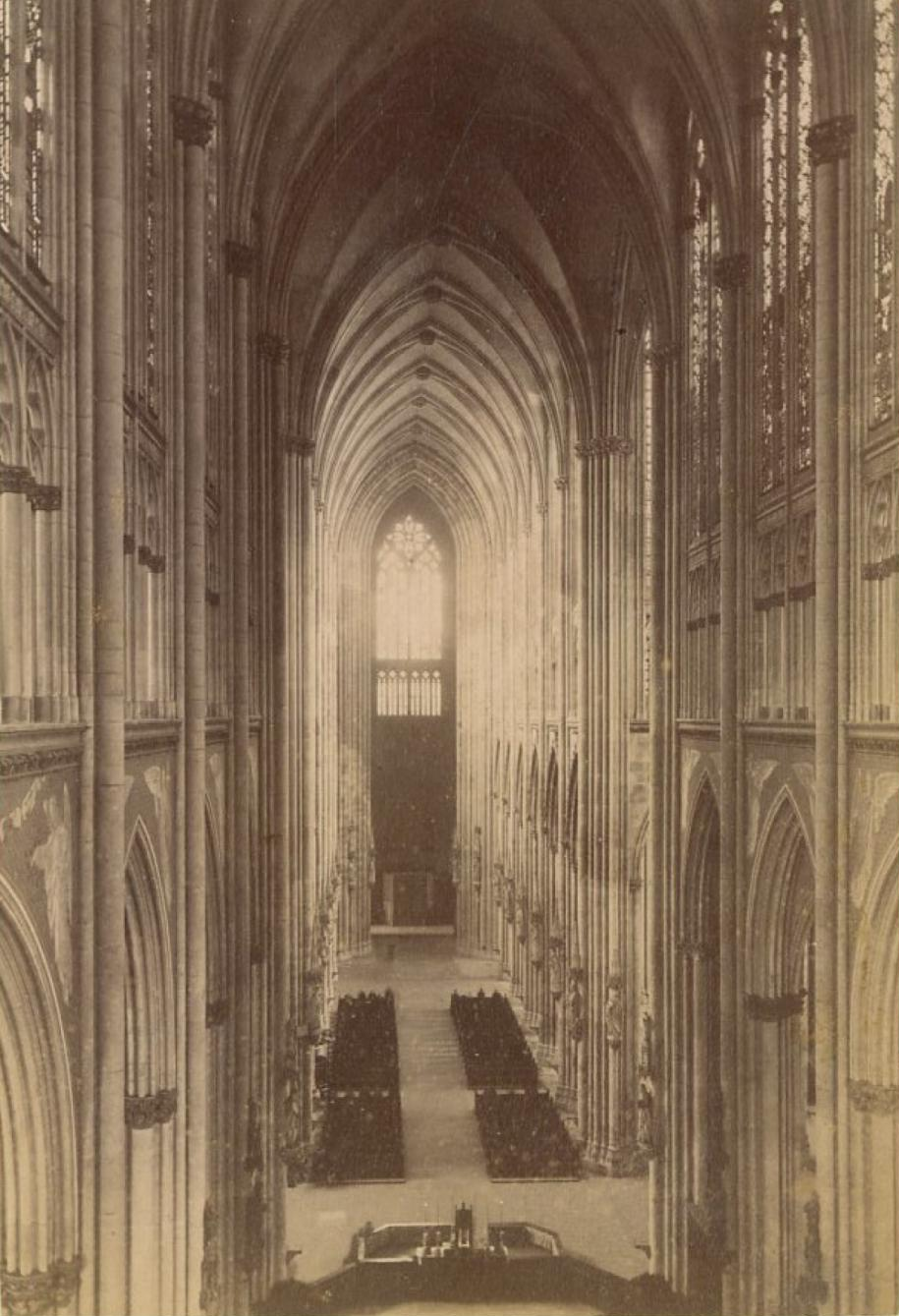
Langhaus gen Westen (um 1870)

Das Hauptschiff des Kölner Doms mit rund 120 Metern Länge wurde im Verlauf von sieben Jahrhunderten in fünf Bauepochen errichtet. Dennoch hat es eine streng einheitliche, hochgotische Form, deren ursprünglicher Plan offenbar so vollendet erschien, dass sich alle späteren Baumeister daran halten mochten. Alle Mittelschiffe des Kölner Domes im Langhaus, im Querhaus und im Chor, haben praktisch die gleichen Abmessungen und eine identische Gliederung. Die Höhe misst 43,35 Meter und die Weite 12,50 Meter. Alle 7,50 Meter steht ein Pfeiler (Jochweite); alle sind sie von identischer Form, als runde Bündelpfeiler gestaltet, die von 12 Diensten umgeben sind.
Die Pfeiler laufen in Spitzbögen zusammen, die die Arkaden bilden. Darüber beginnt in einer Höhe von 19,75 Metern das Triforium. Dieses Zwischengeschoss ist ein etwa einen Meter breiter und 5,80 Meter hoher Gang, der nach außen verglast ist und zum Innenraum ein offenes Maßwerk besitzt. Über dem Triforium erhebt sich der Obergaden mit Fenstern von 17,80 Meter Höhe zwischen denen relativ schmale Wandpfeiler zum Gewölbe streben. Weil Obergaden und Triforium einheitlich gestaltet und senkrecht gegliedert sind, wirken sie wie eine Einheit, was den Raum optisch noch höher erscheinen lässt.
Die schmalen Wandpfeiler allerdings können allein den Schub des Gewölbes nicht tragen. Sie werden daher von außen durch ein System von Strebepfeilern und Bögen gestützt. Es ist zwar reich verziert, soll aber vor allem als Konstruktionsgerüst dienen, das dem Innenraum „zu seiner überirdisch wirkenden Schwerelosigkeit verhilft.“
Die Vierung ist der Ort, an welchem nach ursprünglicher Planung der Dreikönigenschrein aufgestellt werden sollte. Allerdings konnte dieser Teil des Gebäudes im Mittelalter nicht vollendet werden. Die Ostpfeiler wurden im 13. Jahrhundert errichtet, der untere Teil der Westpfeiler entstand im 14. und 15. Jahrhundert; der obere konnte erst im 19. Jahrhundert gebaut werden; das Gewölbe wurde 1863 eingezogen.

### Fenster
Die gesamte Architektur des Kölner Domes ist darauf ausgerichtet, möglichst großflächige Fenster beherbergen zu können. Er ist darum als „überaus harmonisches Glashaus“ bezeichnet worden. Die Fenster bedecken eine Fläche von rund 10.000 m2, was annähernd der Grundfläche des Baus entspricht. Von allen großen Kathedralen hat Köln die größte Fensterfläche im Verhältnis zur Kirchenlänge. Etwa 1.500 m2 der Fensterfläche sind aus dem Mittelalter erhalten.
Die Fenster stammen aus unterschiedlichen Epochen und prägen den Gesamteindruck des Domes. Sie spiegeln deutlich den jeweiligen zeitgenössischen Anspruch an die Gestaltung und die Funktion der Fenster. So wurden die Fenster des Kapellenkranzes, der zunächst ausschließlich Geistlichen vorbehalten sein sollte, um das Jahr 1260 mit Ausnahme des zentralen Achskapellenfensters rein ornamental verglast und erst 1330/1340 mit einem figürlichen Bildprogramm für die durchreisenden Pilger ausgestattet. Das Fenster in der zentralen Dreikönigenkapelle von 1260 ist das älteste erhaltene Domfenster.

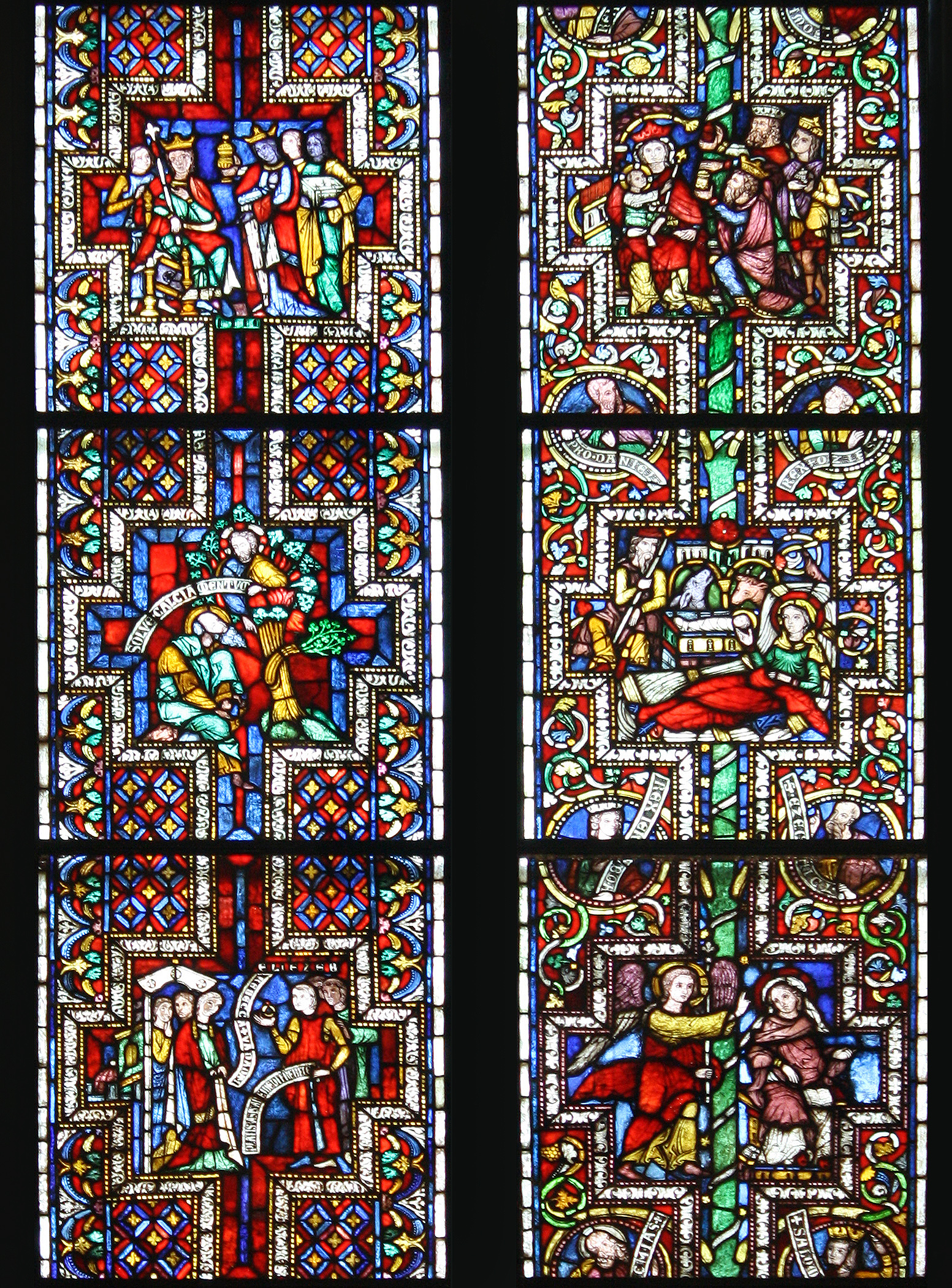
Älteres Bibelfenster, 1250/60
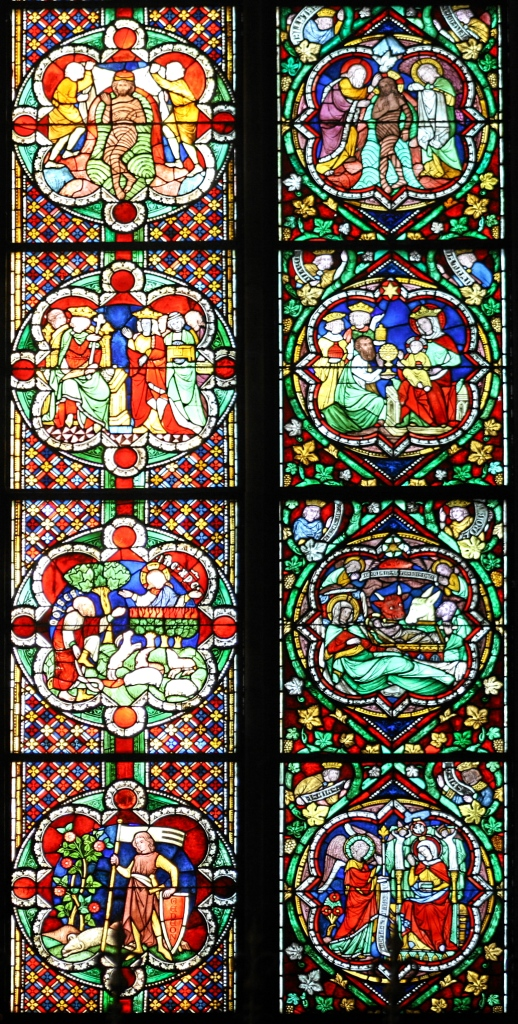
Jüngeres Bibelfenster, 1280
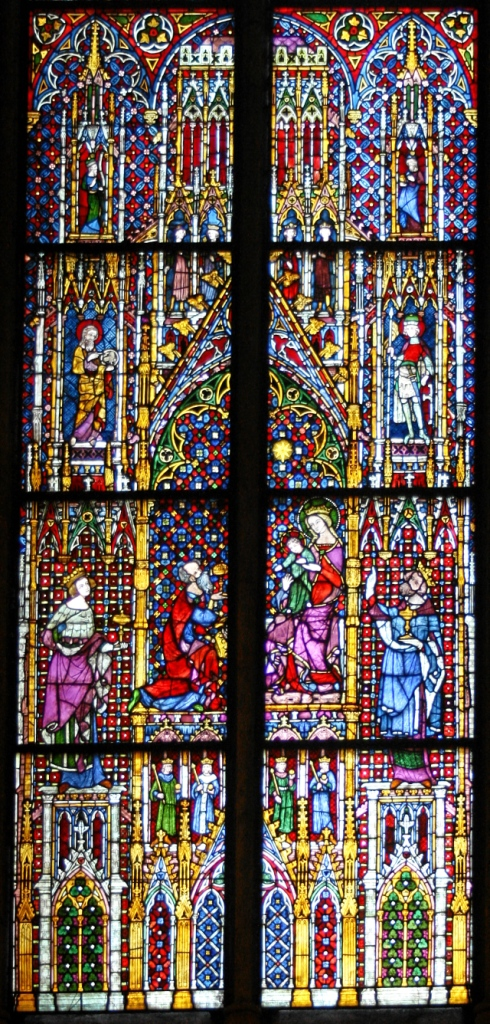
Dreikönigenfenster, 1330/40
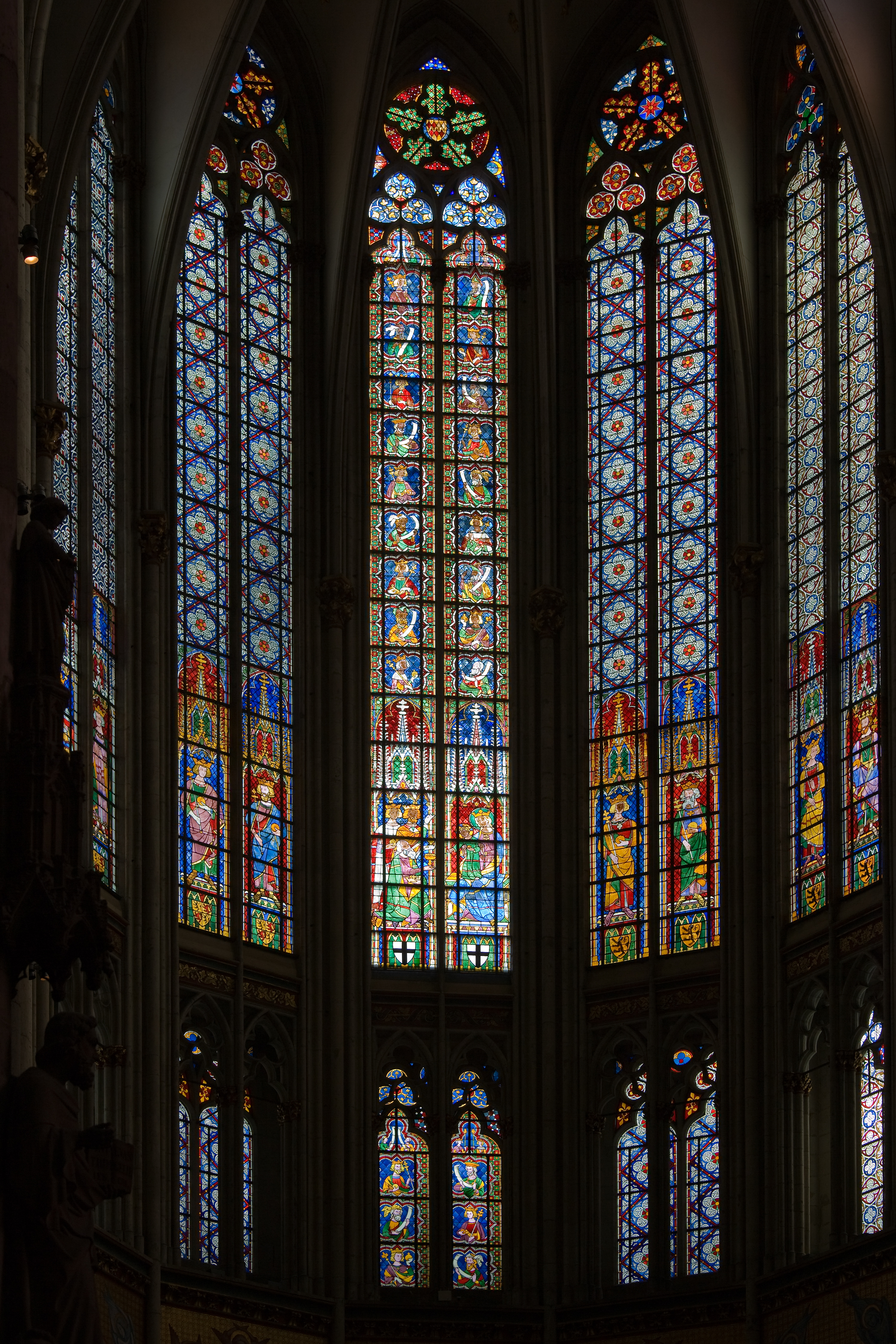
Obergadenfenster, 13. / 14. Jhd.

Zwischen 1304 und 1311 wurden die 17,15 Meter hohen Fenster des Oberchores eingesetzt; sie zeigen 48 Könige abwechselnd mit und ohne Bart. Vermutlich sind die Bärtigen die 24 Ältesten der Apokalypse, die Bartlosen die Könige von Juda, die alttestamentlichen Vorgänger Christi. Die Könige sind ungefähr 2,25 Meter hoch. Das Achsenfenster zeigt die Heiligen Drei Könige, wie sie Maria mit dem Kind huldigen. Die Gesamtfläche der Chorfenster beträgt 1350 m2. Es ist einer der größten erhaltenen Glasmalerei-Zyklen des Mittelalters. Mittlerweile sind zwar viele Einzelheiten verloren gegangen, aber der ursprüngliche Farbklang erhalten.

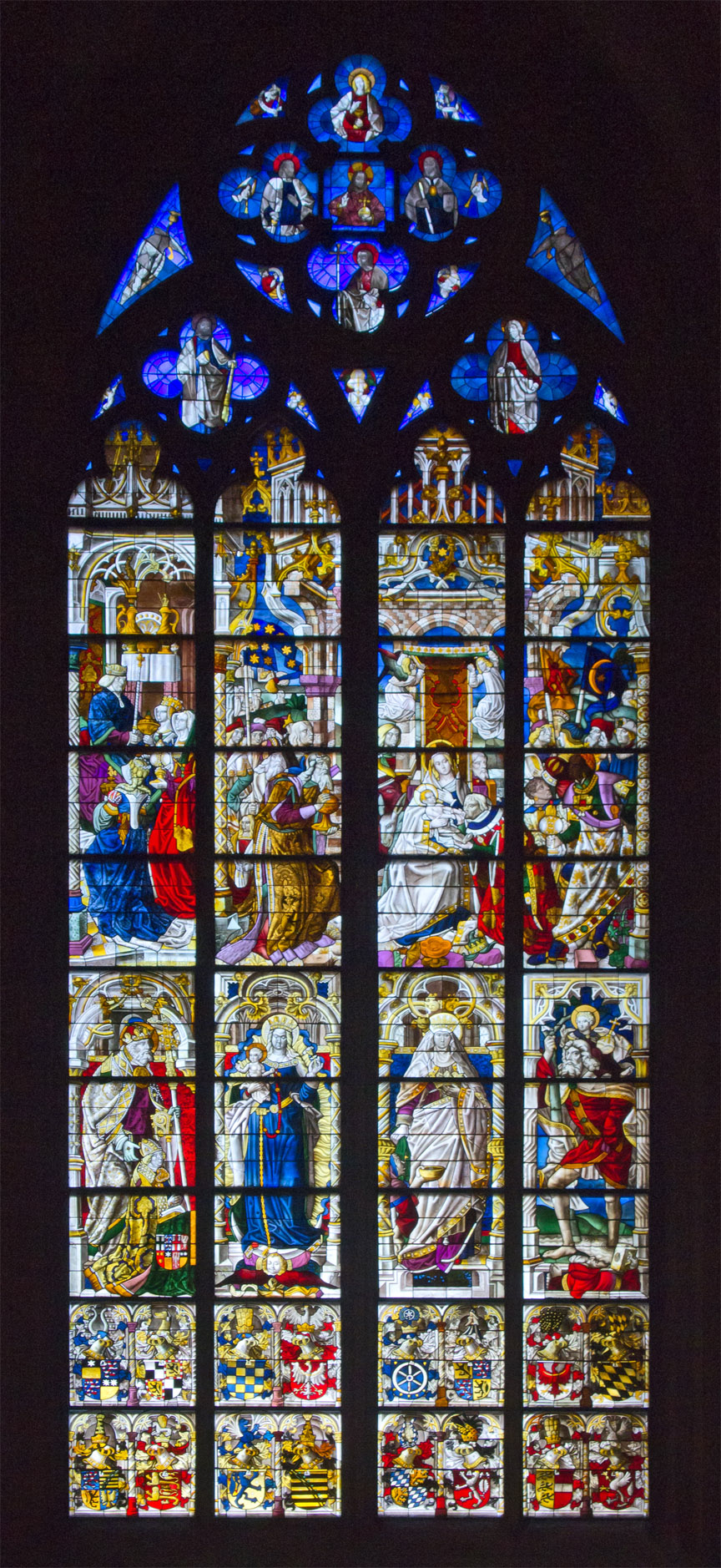
Typologisches Dreikönigenfenster, 1508
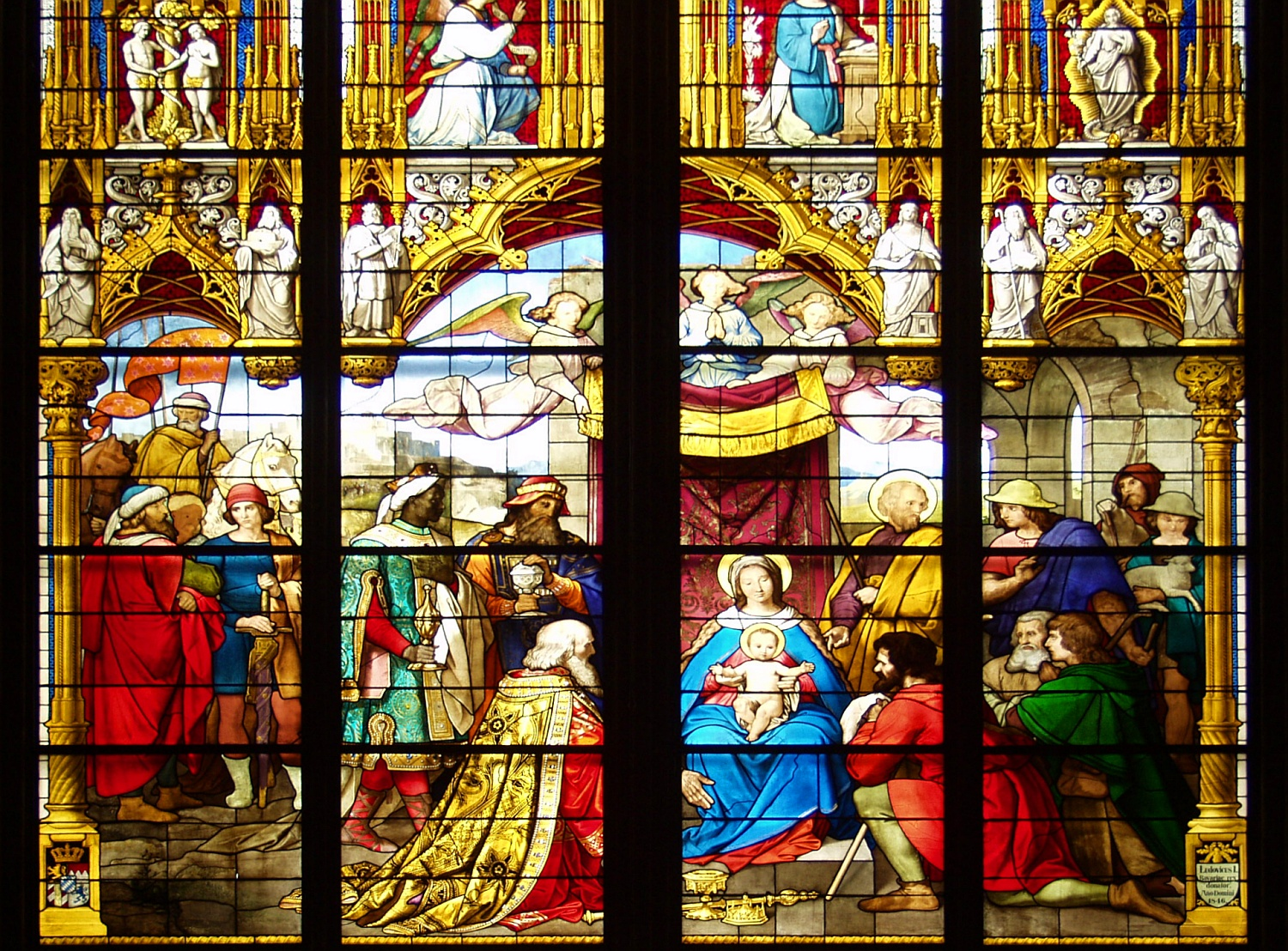
Anbetungsfenster, 1846
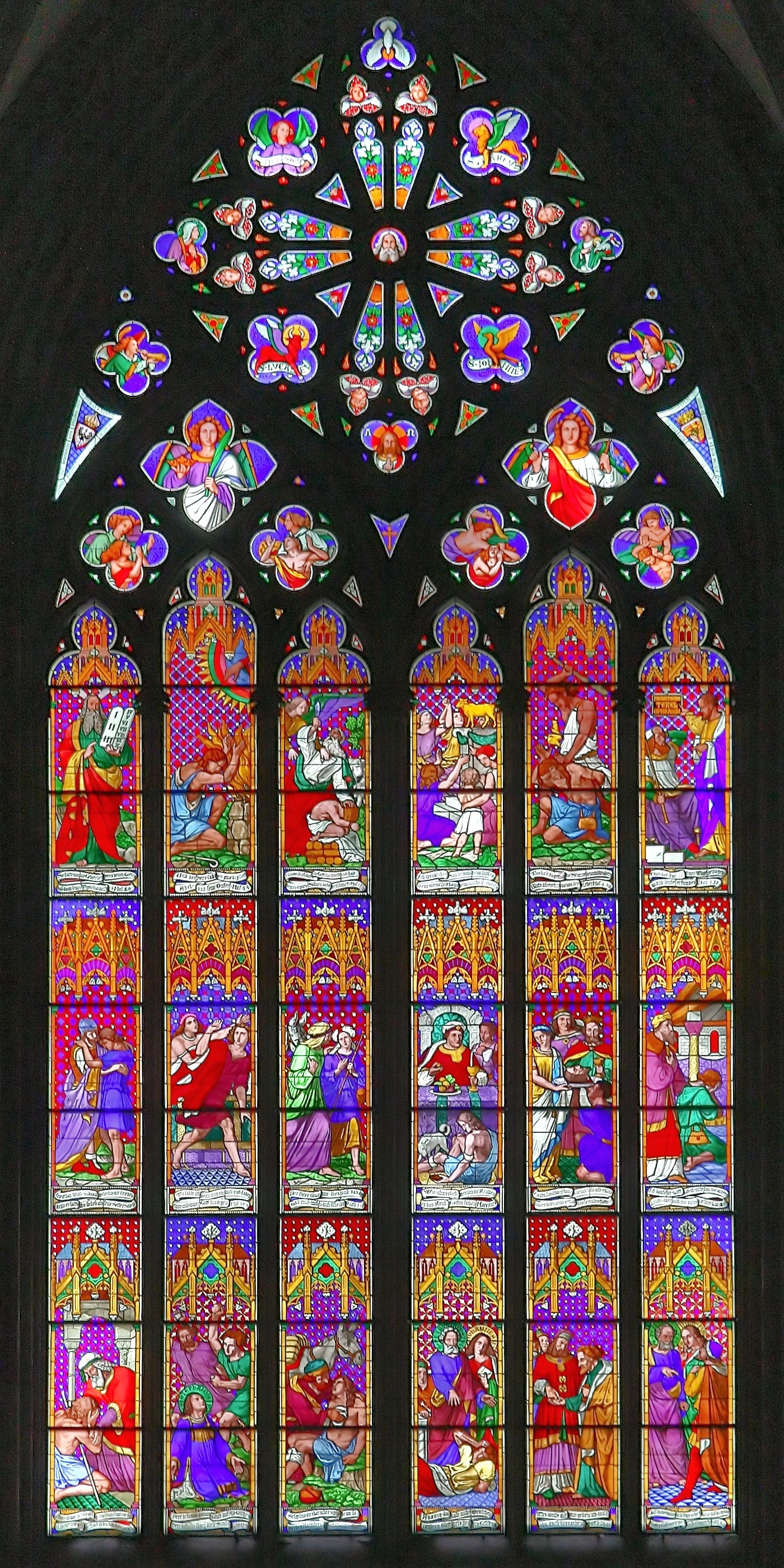
Großes Westfenster, 1865–1870
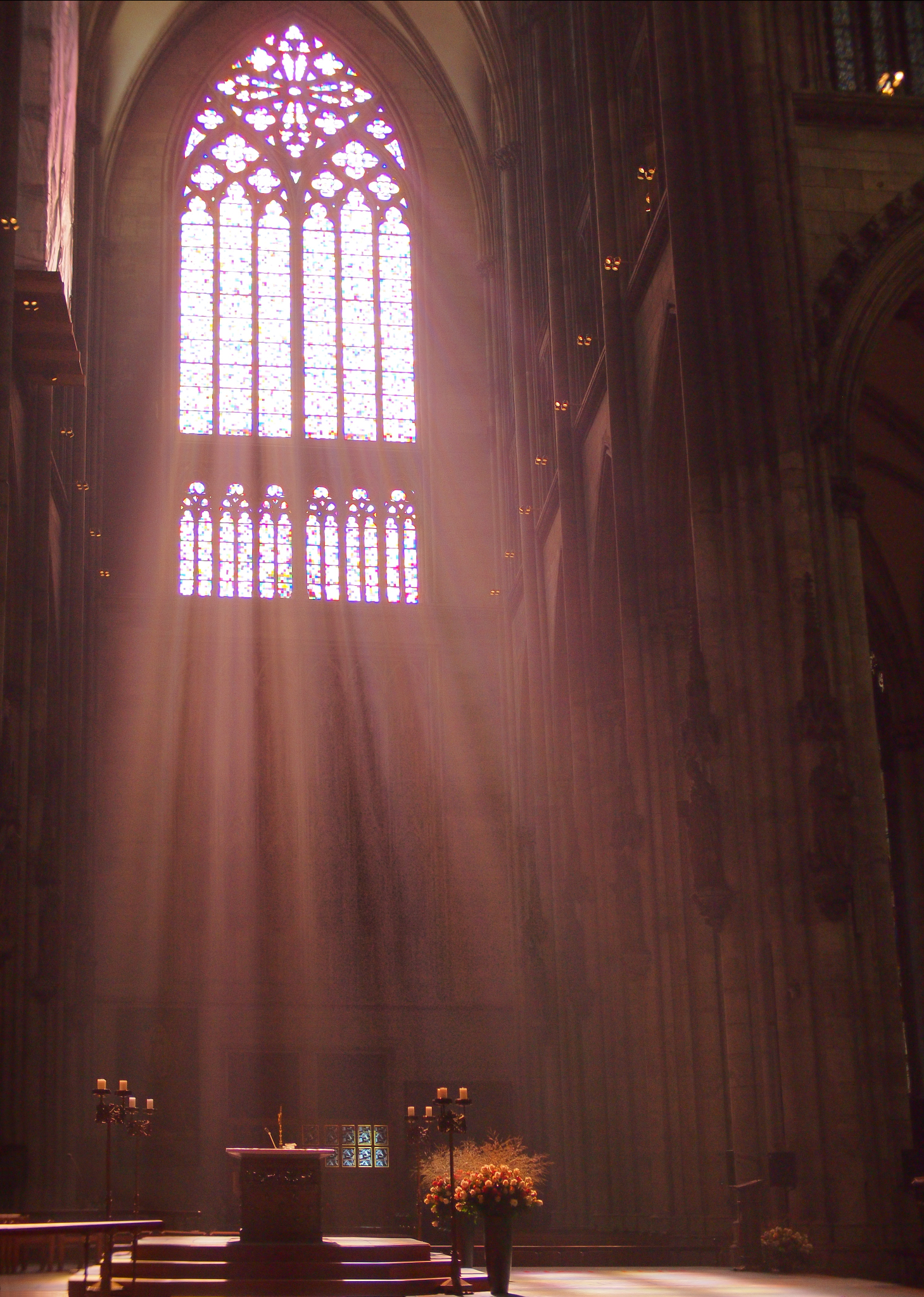
Richter-Fenster, 2007

Die spätmittelalterlichen Fenster im nördlichen Seitenschiff spiegeln das Ende der ersten Bauperiode des Domes wider. Aus der zweiten Bauperiode im 19. Jahrhundert finden sich typische Fenster im südlichen Seitenschiff wie das Bayernfenster. Verluste aus dem Zweiten Weltkriege zeigen sich teilweise bis heute, aber nach und nach werden provisorisch reparierte oder ersetzte Fenster restauriert oder durch moderne Fenster ersetzt. Das Neuste ist in der Südfassade das große Richter-Fenster aus dem Jahr 2007.

### Westfassade

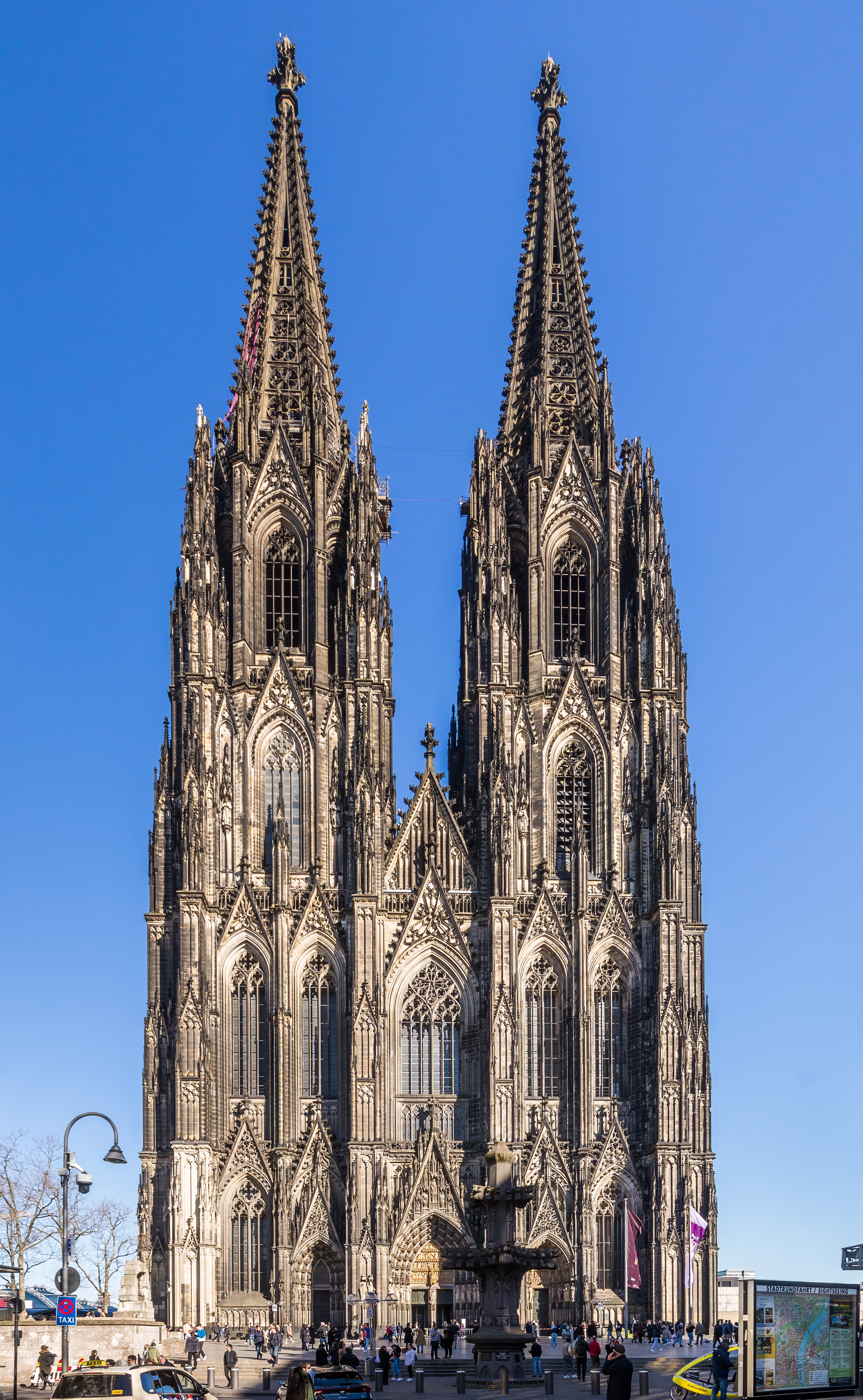
Westfassade (2022); im Vordergrund 1:1-Modell der Kreuzblumen auf der Spitze der beiden Domtürme

Die Westfassade des Doms ist die größte Kirchenfassade, die jemals gebaut wurde. Sie hat eine Fläche von fast 7000 Quadratmetern und wurde erst im 19. Jahrhundert vollendet, folgt aber im Detail der von Dombaumeister Michael von Savoyen entwickelten mittelalterlichen Planung, die 1370 im sogenannten Fassadenriss F aufgezeichnet wurde. Eine Zeit lang wurde die Urheberschaft des Planes Dombaumeister Arnold († 1308) und seinem Sohn und Nachfolger Johannes († 1331) zugeschrieben. 2018 aber identifizierte Johann Josef Böker den Riss als Werk Savoyens, der vom 1370 ins Amt gekommenen Erzbischof Friedrich III. von Saarwerden um einen repräsentativen Entwurf gebeten wurde.
Im Südturm befindet sich das Petersportal. Es stammt von 1370/80 und ist das einzige original mittelalterliche Portal des Kölner Doms. Allerdings sind nicht alle Figuren mittelalterlich, sondern nur die ersten drei türseitigen auf der linken und die zwei ersten auf der rechten Seite des Gewändes. Die anderen Skulpturen stammen aus dem 19. Jahrhundert. Die Figuren unterscheiden sich deutlich in der Farbe und der Bearbeitungsqualität. Die fünf mittelalterlichen Figuren sind deutlich von der Parler-Familie beeinflusst, mit welcher Dombaumeister Michael verwandt war.
Das Mittelportal (Hauptportal) ist 9,30 Meter breit und über 28 Meter hoch. Die Figuren wurden vorwiegend von Peter Fuchs im 19. Jahrhundert geschaffen und von Erlefried Hoppe 1955 ergänzt. Das Nordportal ist das Drei-Königs-Portal. Es wurde von Peter Fuchs zwischen 1872 und 1880 geschaffen.

### Südfassade

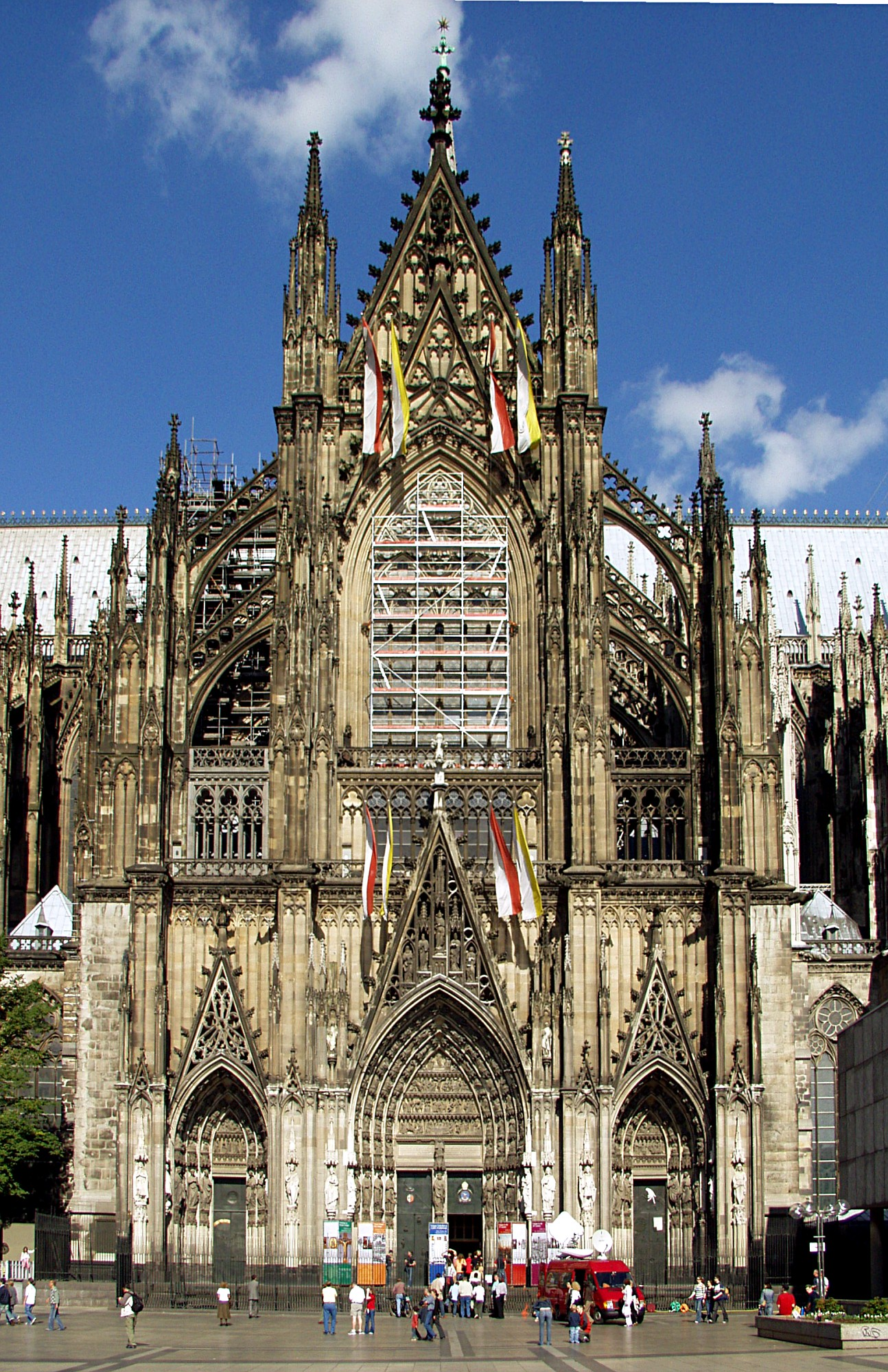
Hauptwerk der Neogotik: Südfassade des Kölner Doms

Die Südfassade ist von Dombaumeister Ernst Friedrich Zwirner entworfen worden, der seine Pläne mit Karl Friedrich Schinkel, Sulpiz Boisserée und König Friedrich Wilhelm IV. abgestimmt hat. Sie wurde zwischen 1842 und 1855 erbaut und gilt heute als eines der bedeutendsten und künstlerisch vollkommensten Werke der Neugotik. In der Fassade befinden sich links das Ursulaportal, in der Mitte das Passionsportal, und rechts das Gereonsportal.
Die Portalskulpturen wurden von Ludwig Schwanthaler 1847 entworfen und von Christian Mohr von 1851 bis 1869 in Stein gehauen. Die Skulpturen stellen einen Höhepunkt romantisch-nazarenischer Bildhauerkunst religiösen Inhalts in Deutschland dar. Die Portaltüren erneuerte 1948 Ewald Mataré. Ihm half dabei sein damaliger Schüler Joseph Beuys. Mataré hatte eine starke Umgestaltung und Vereinfachung der Südfassade mit Beseitigung der reichen Schmuckformen beabsichtigt, die nicht ausgeführt wurde.

### Nordfassade

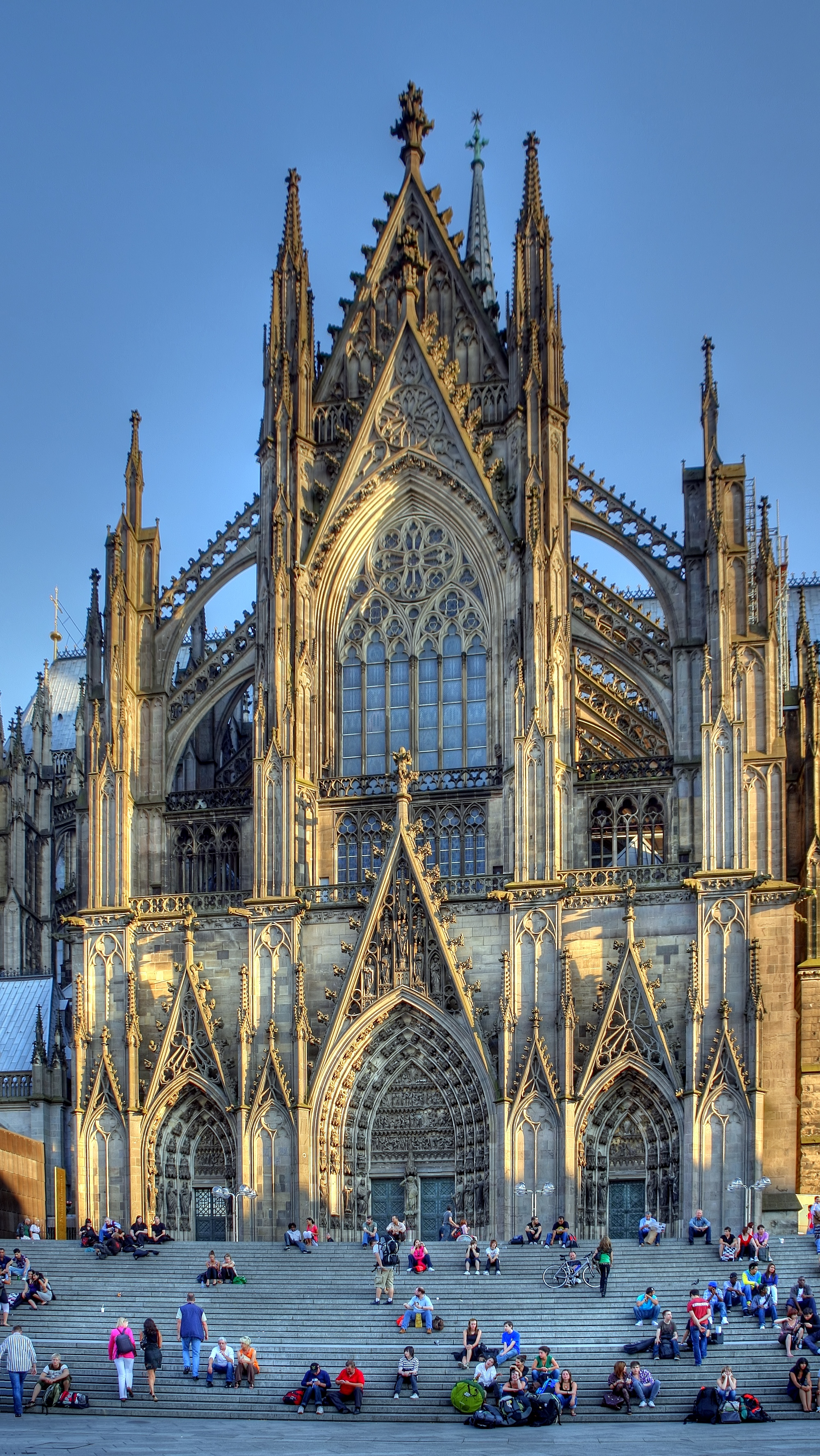
Fünf Jahrhunderte Bauzeit: Nordfassade des Kölner Doms

Mit dem Bau der Nordfassade war bereits im 14. Jahrhundert begonnen worden. Dombaumeister Ernst Friedrich Zwirner versuchte, diese in neugotischen Formen zu vollenden, die daher gegenüber der Südfassade Vereinfachungen zeigen. Links befindet sich das Bonifatiusportal, in der Mitte das Michaelsportal, rechts das Maternusportal.
Den Figurenschmuck der Nordquerhausfassade schuf der Bildhauer Peter Fuchs zwischen 1878 und 1881. Das Gesamtprogramm befasst sich inhaltlich-thematisch mit der Gründungsgeschichte des Christentums. Es beginnt mit der Übergabe des Hirtenamtes an Petrus. Das Maternusportal zeigt speziell die Entstehung der Kölner Kirchenprovinz. Maternus gilt als erster Schüler Petri und war der erste Bischof Kölns. Er übertrug das „apostolische Lehramt auf den Kölner Stuhl“. Die sich darum herum gruppierenden Heiligen fungieren dabei als Zeugen für dieses Ereignis.

### Turmhelme

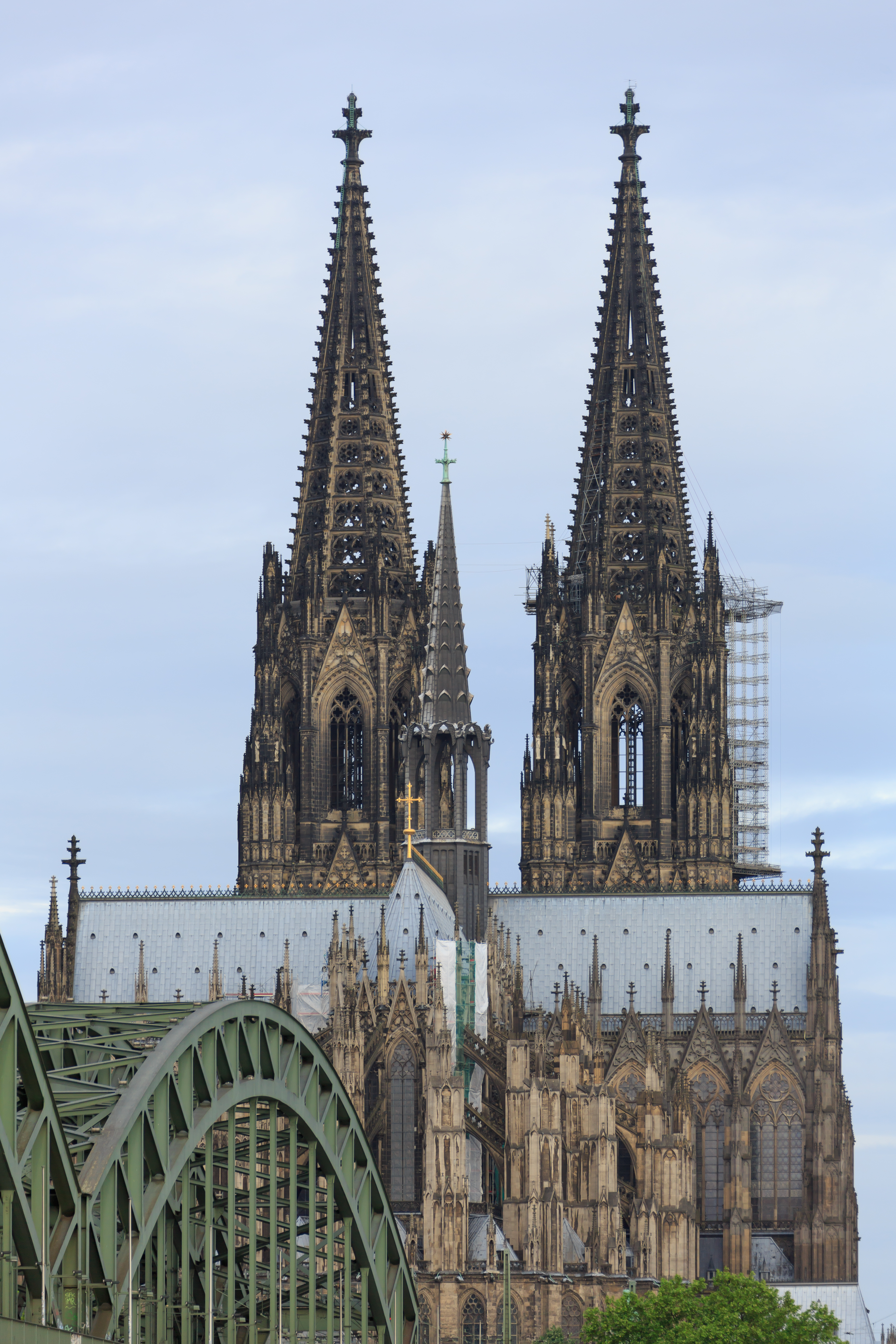
Hochgotische Planung: Doppeltürme mit Maßwerkhelmen

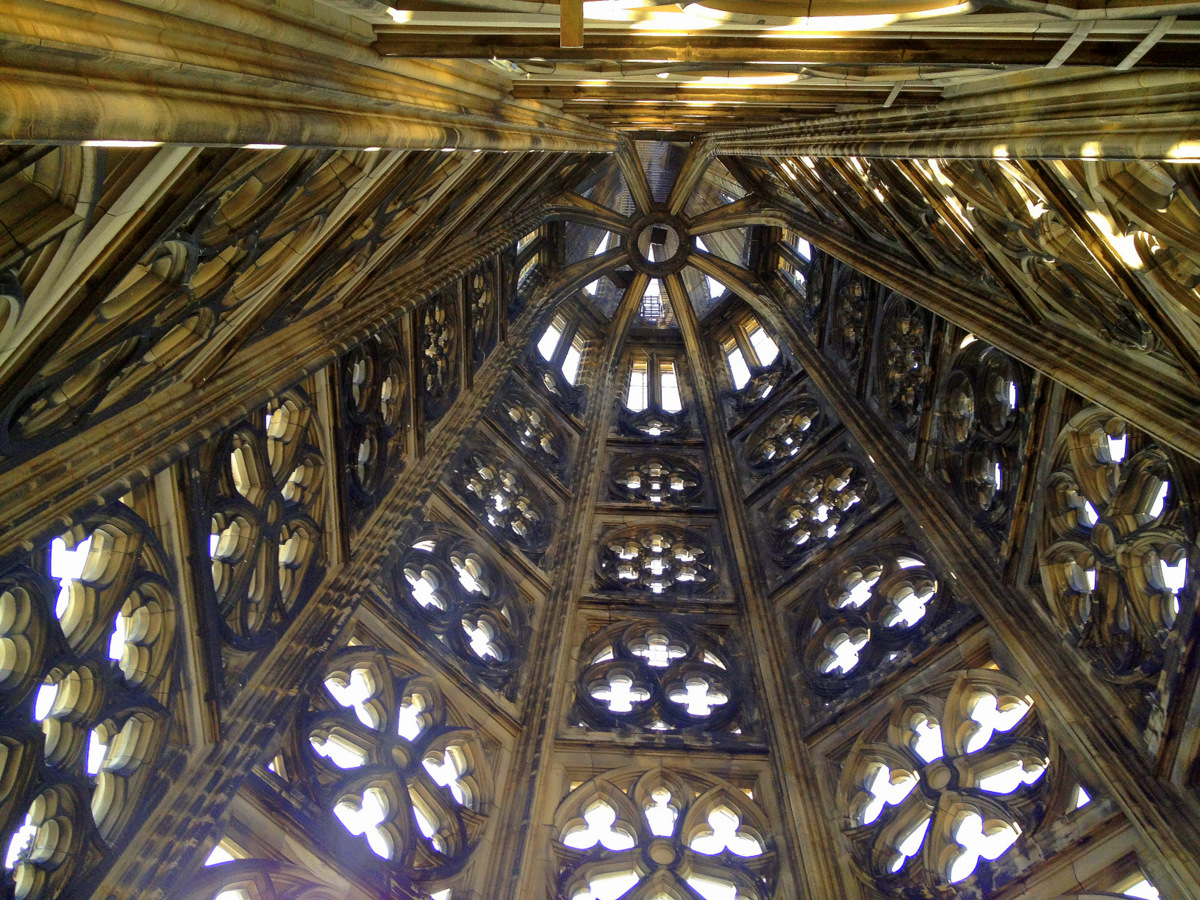
Maßwerkhelm von innen

Charakteristisch für die Silhouette des Kölner Domes ist die Doppelturmfassade mit den beiden spitz aufragenden Turmhelmen. Sie wurden bei der Vollendung des Domes bis 1880 errichtet und sind daher eine Arbeit aus neugotischer Zeit. Die Realisierung folgte allerdings bis ins Detail der mittelalterlichen Planung, die in dem um 1370 von Michael von Savoyen entwickelten Fassadenriß F dargestellt ist. Meister Michael hatte einen achteckigen, vollkommen durchbrochenen Turmhelm aus Maßwerk entworfen, der von einer mehrstufigen Kreuzblume bekrönt wird. Offenkundig kannte er den von Erwin von Steinbach geplanten Turm des Freiburger Münsters und dessen Maßwerkhelm, entwickelte für Köln allerdings eine massigere Form, bei der das Oktogon sich nur schrittweise aus dem Viereck des Turmes herauszuentwickeln scheint. Die aus Maßwerk gestalteten Turmhelme waren offensichtlich von der Goldschmiedekunst inspiriert, die vergleichbare Formen für Reliquiare oder Ziborien gefunden hatte. Nach objektiven funktionalistischen Kriterien waren durchbrochene Turmhelme nicht sinnvoll, weil sie keinen Schutz vor Niederschlag boten und das Maßwerk ursprünglich keine statischen Aufgaben übernehmen konnte. Dennoch wollten die Architekten mit diesen Lösungen, die die Grenzen des technisch Möglichen ausloteten, unterstreichen, dass das Gebäude ein „ins Monumentale gesteigerte Reliquienschrein sein will“, der die Heiligen Drei Könige in seinem Inneren beherberge.
Es wird angenommen, dass die um 1370 durchgeführte, für damalige Zeit sehr aufwendige und in großer Genauigkeit vollzogene Planung nicht vom Dombaumeister allein, sondern unter Beteiligung mehrerer Meister erarbeitet wurde. Denn zahlreiche Motive und Gestaltungselemente dieser Planung wurden an anderen Gebäuden dieser Zeit realisiert, obwohl dieser Teil des Kölner Doms im Mittelalter nicht vollendet werden konnte. Der Maßwerkhelm im Freiburger Münster blieb der einzige größere Maßwerkhelm, der im 14. Jahrhundert errichtet wurde. Weitere bedeutende Maßwerkhelme schufen in Köln geschulte Baumeister im 15. Jahrhundert auf dem Straßburger Münster und auf der Kathedrale von Burgos. Die anderen bekannten Turmhelme – wie in Ulm oder in Regensburg – sind Werke der Neugotik.

### Dach und Vierungsturm

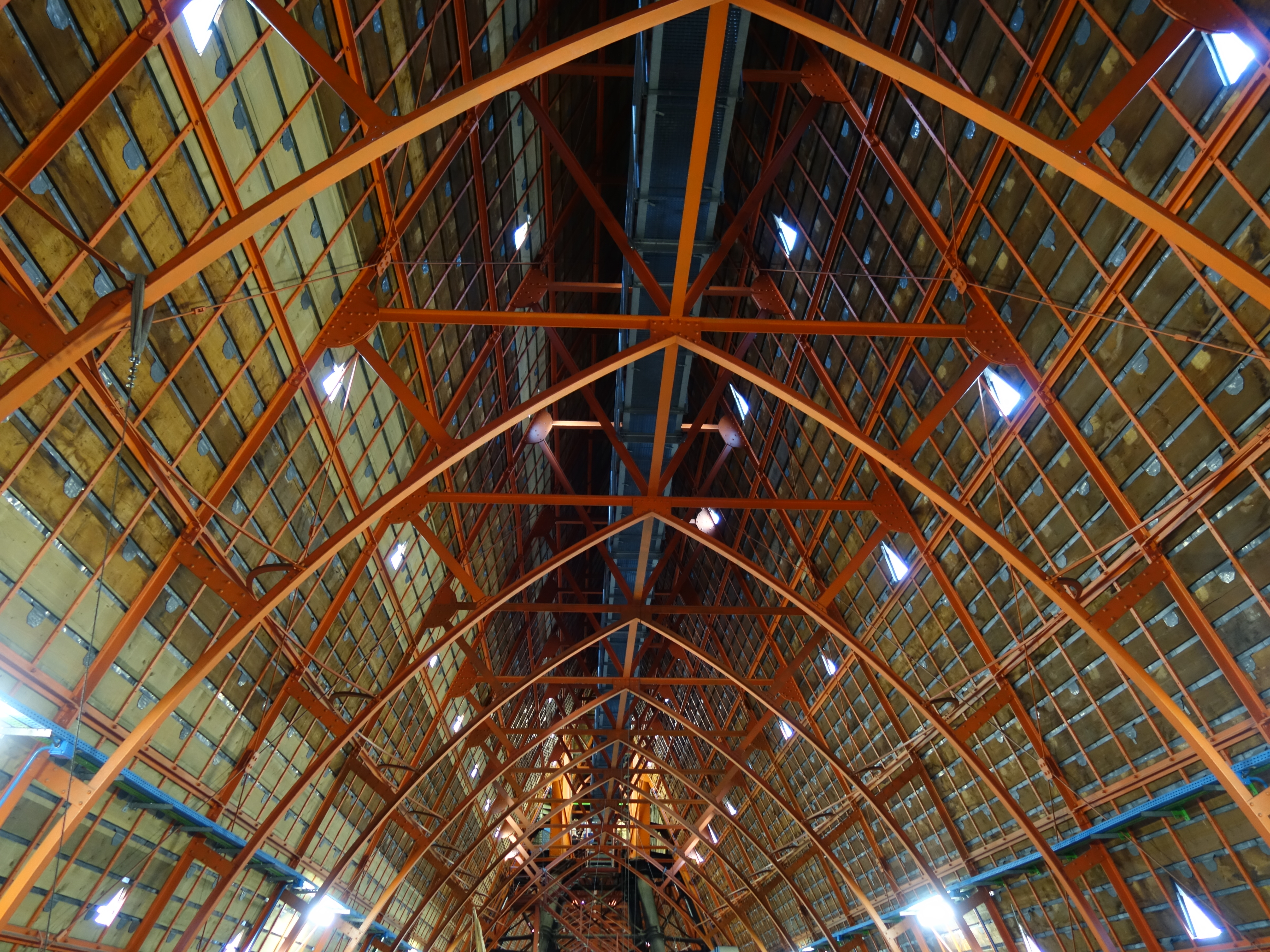
Eisenträger-Konstruktion des Dachstuhls

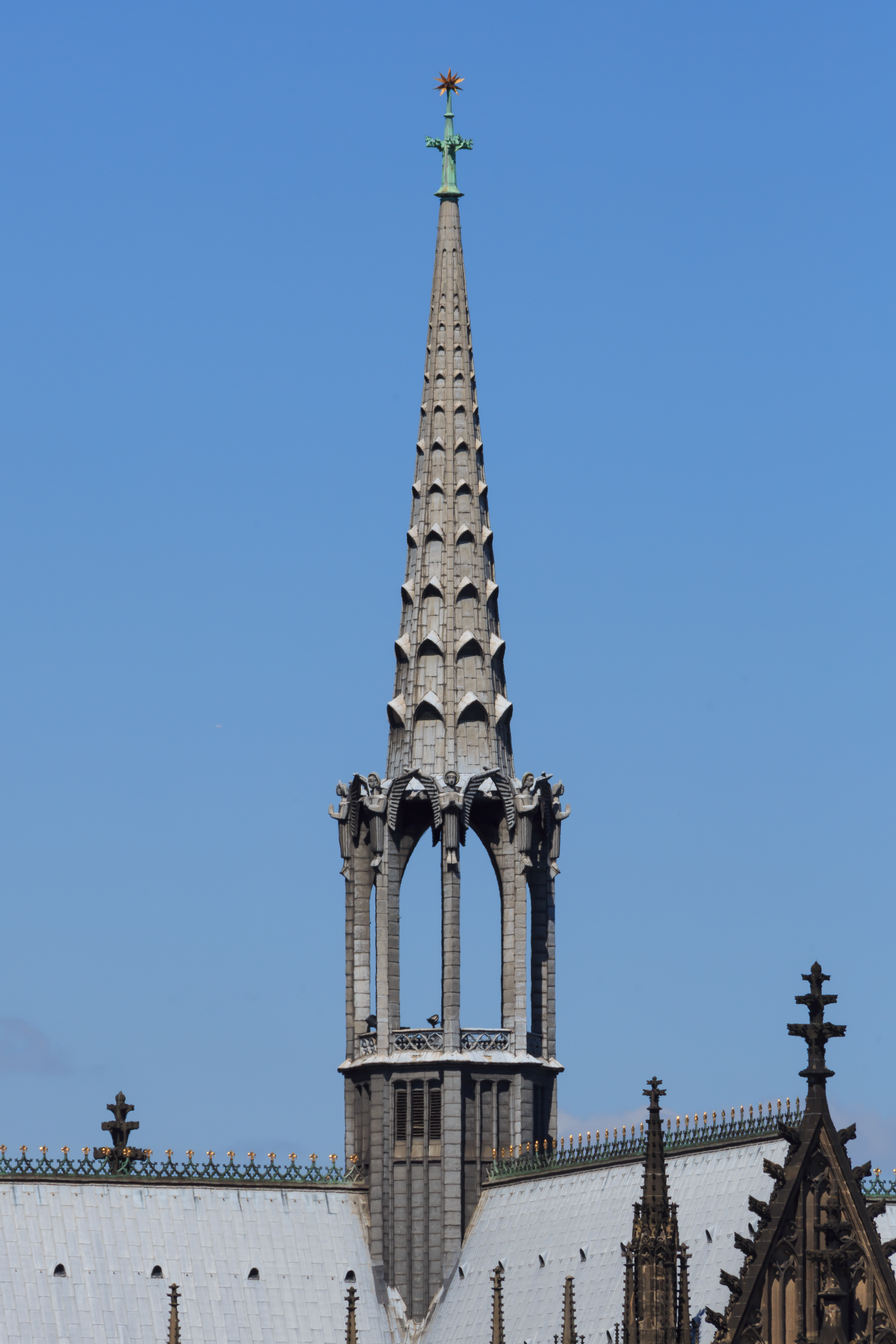
Modern verkleidet: Vierungsturm mit acht Engeln (1965–1971)

#### Dach und Dachstuhl
Die Dachflächen des Kölner Doms nehmen über 12.000 m2 ein. Sie sind mit großformatigen 3 mm dicken Bleiplatten gedeckt, die zusammen rund 600 Tonnen wiegen. Der Dachstuhl ist nicht aus Holzbalken, sondern aus Eisenträgern zusammengesetzt.

#### Vierungsturm
Bereits der unvollendete mittelalterliche Dom hatte einen Dachreiter auf dem Chor, der 1744 durch einen barocken ersetzt wurde. Der barocke Dachreiter wurde 1812 wegen Baufälligkeit abgebrochen. Ein neuer eiserner Turm wurde über der Vierung von 1860 bis 1861 im Stil des Historismus errichtet. Er wurde mit Zink gedeckt und war mit Wimpergen, Fialtürmchen und Wasserspeiern neugotisch dekoriert. Die Dekoration wurde im Zweiten Weltkrieg stark beschädigt. Das Turmäußere wurde von 1965 bis 1971 nach einem an den Art déco angelehnten Entwurf des Dombaumeisters Willy Weyres neu gestaltet: Die Wimperge wurden durch acht vom Dombildhauer Erlefried Hoppe entworfene Engel ersetzt. Die Engel wurden von Hubert Bruhs aus Lärchenholz gefertigt und mit Blei verkleidet. Sie wiegen je 2,25 Tonnen und sind 4,10 Meter hoch. Auf dem Vierungsturm befindet sich anders als bei vielen Kirchen kein Kreuz, sondern ein Stern als Anlehnung an die Weihnachtslegende um die Heiligen Drei Könige.

### Skulpturen und Bauplastik am Außenbau
Von den zahlreichen Skulpturen am Außenbau sind im Mittelalter nur die Figuren am Petersportal entstanden. Alle anderen wurden erst beim Weiterbau im 19. Jahrhundert geschaffen. Sie folgten dabei dem Figurenprogramm, das Sulpiz Boisserée entworfen hatte. Die über 1000 Einzelwerke gelten als das größte Ensemble und der umfangreichste Zyklus, der im 19. Jahrhundert geschaffen wurde. Die wichtigsten beteiligten Künstler waren Ludwig Schwanthaler, Christian Mohr und Peter Fuchs. Einzelne Statuen – vor allem am nördlichen Portal der Westfassade – wurden in den 1950er Jahren in modernem Stil ergänzt.

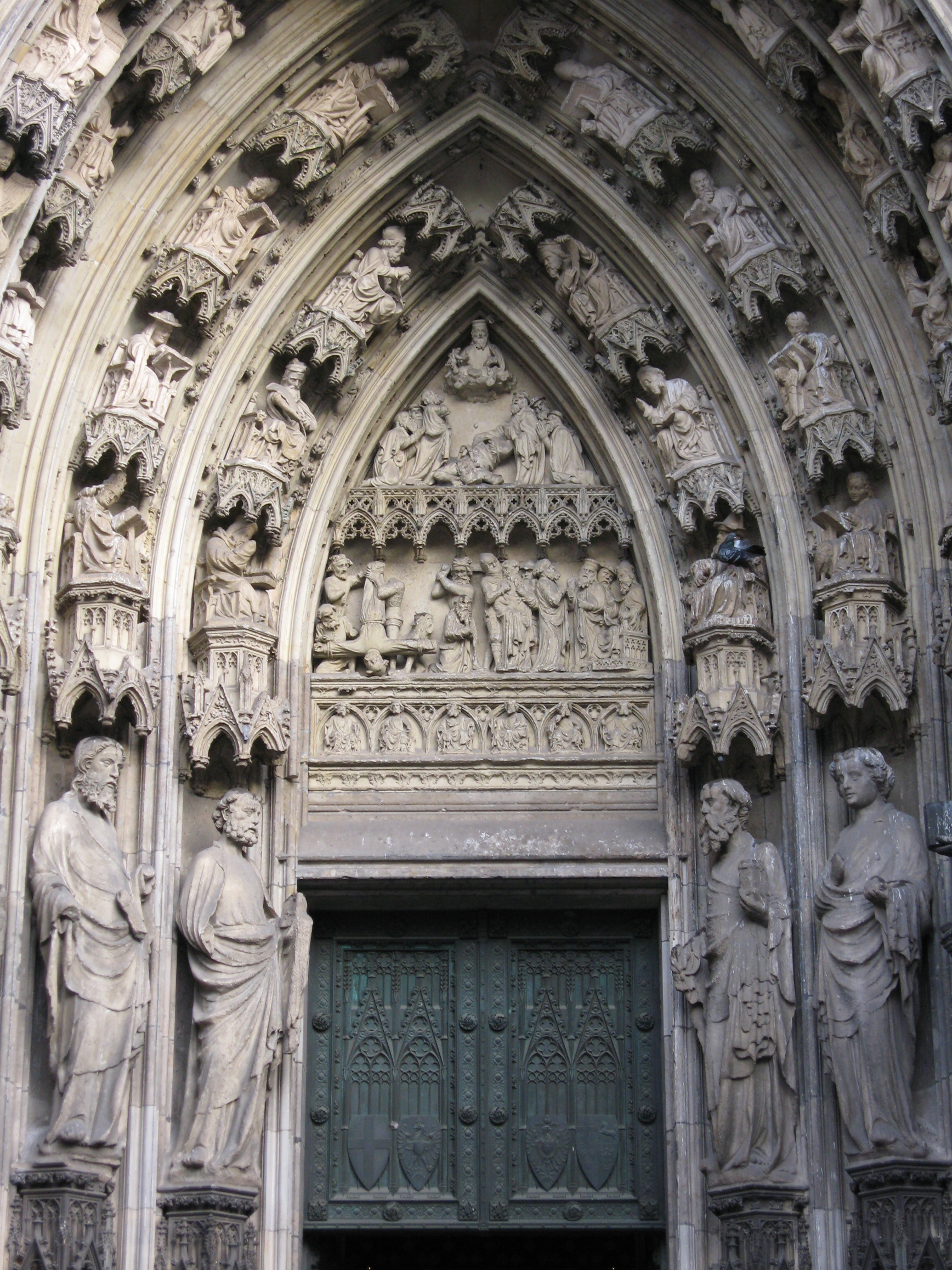
Skulpturen der Parler (1370–1380)
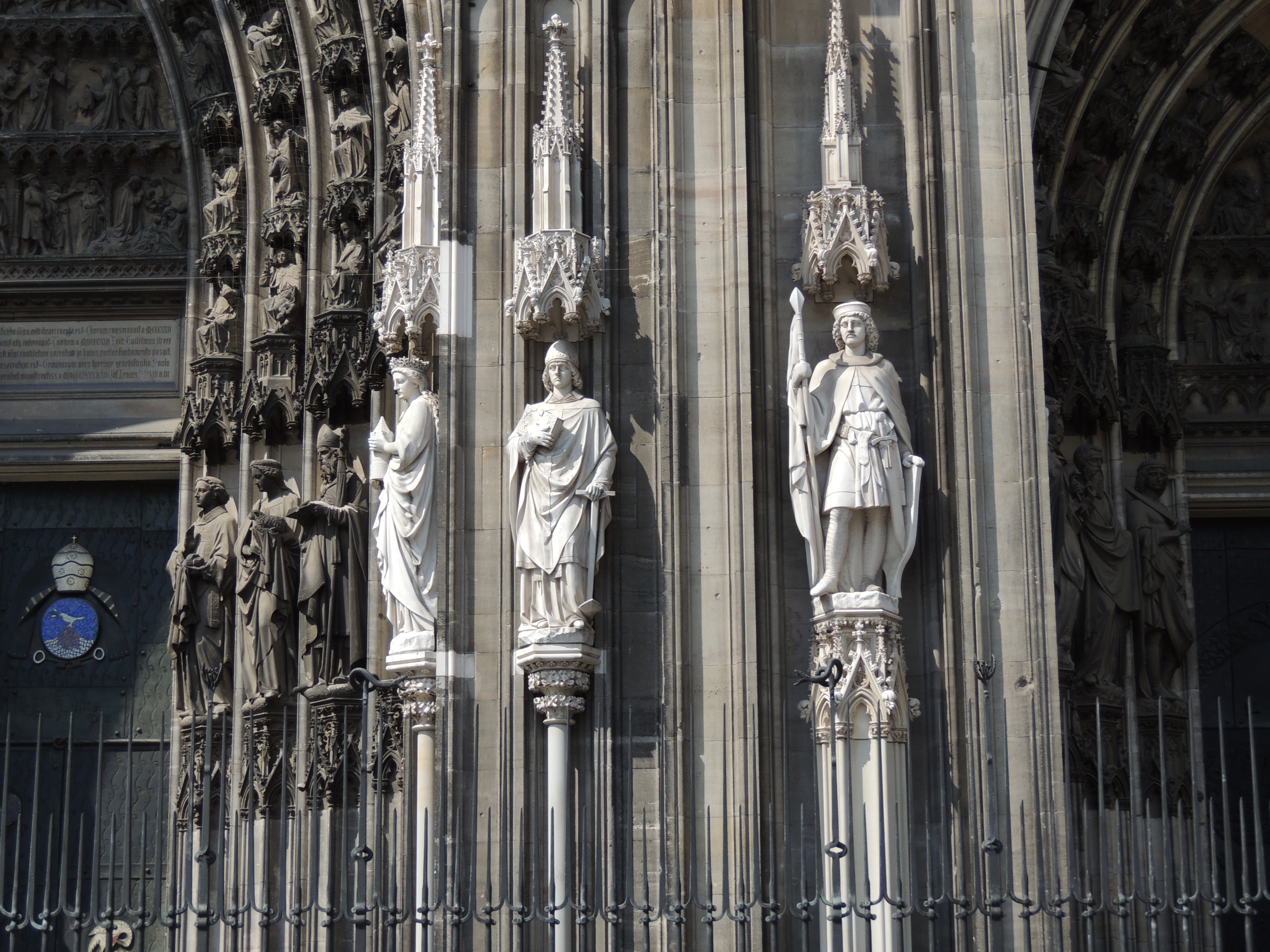
Klassizismus am Südportal (1847/48)
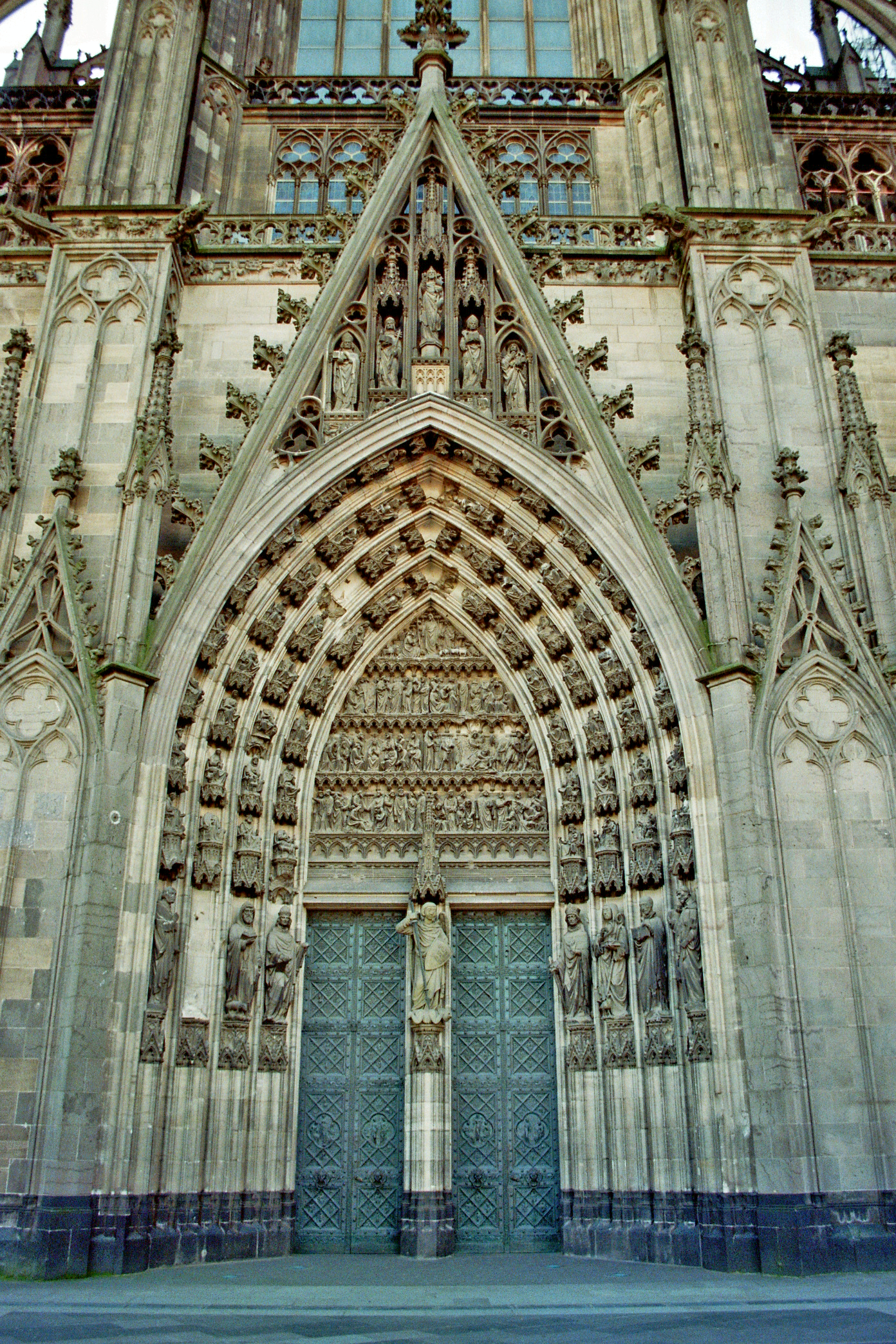
Neogotik am Nordquerhaus (1878–1881)
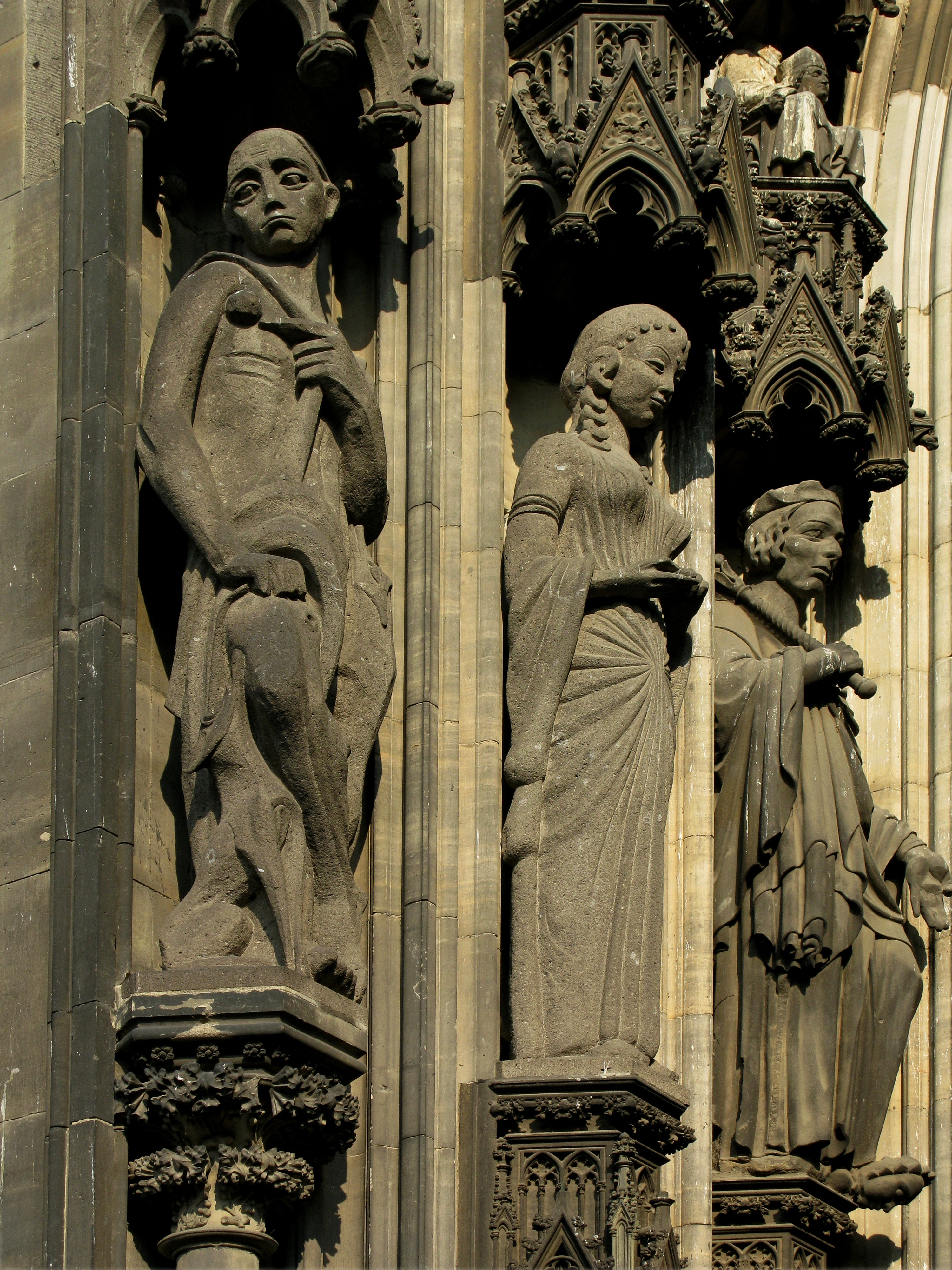
Moderne am Drei-Königs-Portal (1958/60)

#### Skulpturen des Petersportals

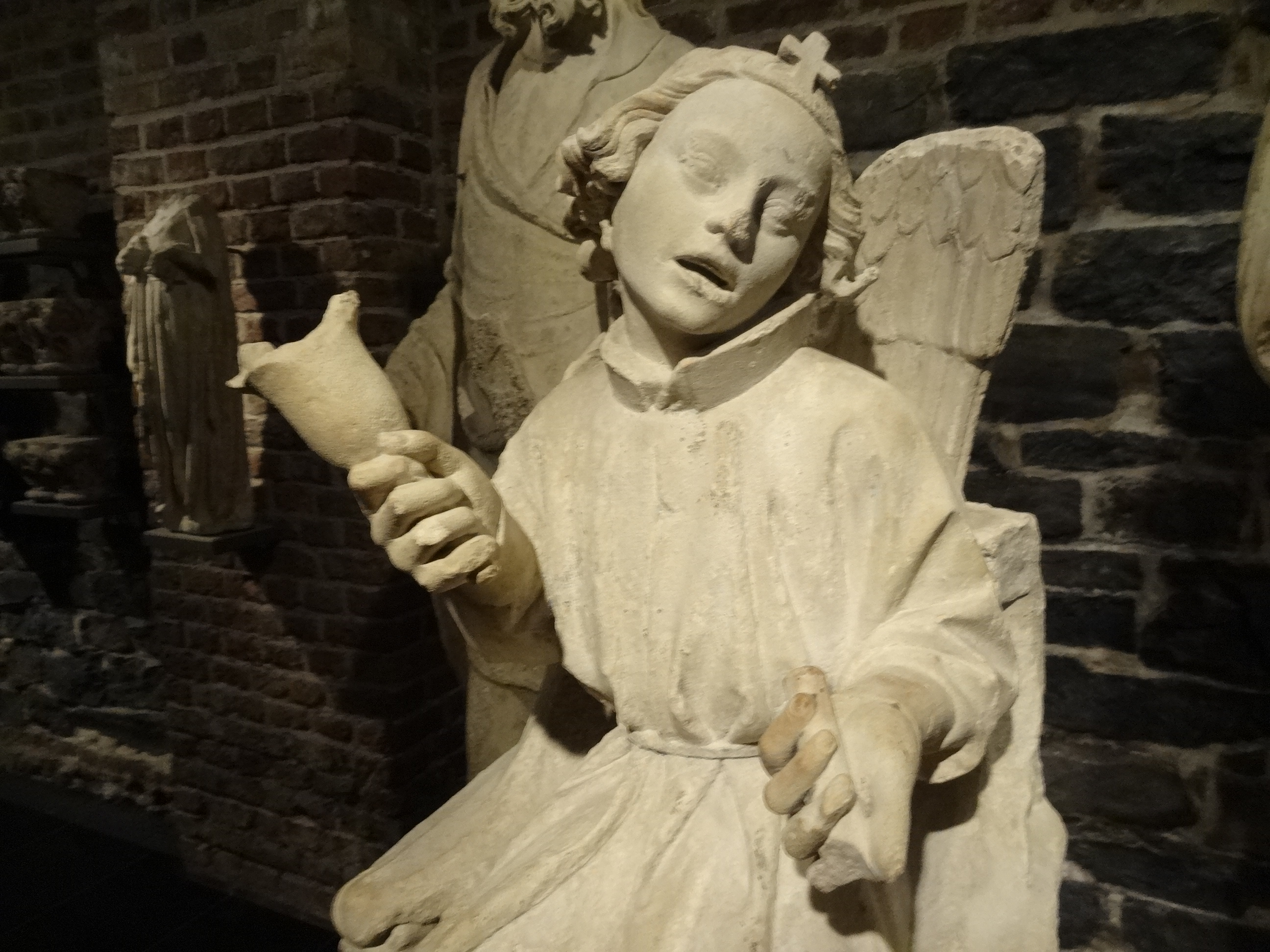
Elegante Formensprache des Rheinlands: Glockenschwinger-Engel aus dem Petersportal (um 1380)

Das einzige im Mittelalter fertiggestellte Portal ist das bis 1380 erbaute Petersportal im Südturm. Es wurde bereits im 14. Jahrhundert mit Skulpturen ausgestattet, an denen wahrscheinlich drei Bildhauer arbeiteten. Mindestens zwei von ihnen gehörten der führenden Baumeisterfamilie jener Zeit an, die sowohl den Dombaumeister in Köln, Michael von Savoyen, als auch den Baumeister des Veitsdoms, Peter Parler stellte. Von den überlebensgroßen Figuren stammen insgesamt fünf Skulpturen aus dem Mittelalter: Petrus, Andreas und Jakobus d.Ä. auf der Nordseite sowie Paulus und Johannes auf der Südseite des Portals. Sie zeichnen sich durch eine schwingende Haltung aus und durch eine fein gearbeitete Gestaltung der Gewänder, bei denen scharfe Saumkanten mit einem weicheren Faltenwurf kombiniert sind. Auch die Heiligen und Engel, die über den Figuren und in den Archivolten thronen, überzeugen durch ihre lebendige Darstellung. Die Bildhauer wollten durch ihre Darstellung erreichen, dass das Figurenprogramm nicht als flächige Schauwand, sondern als plastisch gestalteter Raum wahrgenommen wird, wenn der Besucher hindurchgeht. Die heilige Katharina lässt sich einem Neffen Peter Parlers namens Heinrich zurechnen, der 1381 eine Tochter des Kölner Dombaumeister Michaels geheiratet hatte. Dessen ebenfalls Michael getaufter Sohn darf als der Prophetenmeister gelten, der die Sitzfiguren von Propheten in Stein geschnitten hat, und der sich dabei an dem vergleichsweise rustikalen Stil seines Schwiegervaters Peter Parler orientierte. „Bildhauerkunst vom Feinsten, das Berückenste und Schönste, was es an Steinplastik aus jener Zeit gibt“ zeigt der Glocken schwingende Engel. Diese von einem dritten Meister geschaffene Figur vereint den Prager Stil mit der eleganteren Formensprache des Rheinlands. Seit den 1970er Jahren werden die mittelalterlichen Figuren aus konservatorischen Gründen in der Domschatzkammer gezeigt; am Portal selbst befinden sich Kopien.

#### Besondere Steinmetzarbeiten
Im Laufe der Jahre haben die diversen Kölner Domsteinmetze ihre Handschrift hinterlassen. Sie schufen in vielen Kapitellen und auf den beiden Türmen ein wahres Sammelsurium deutscher und vor allem Kölner Originale. Sie verewigten an der Fassade des Doms u. a. folgende Personen: Paul von Hindenburg, John F. Kennedy, Nikita Chruschtschow, Charles de Gaulle, Harold Macmillan, Dombaumeister Arnold Wolff sowie zahlreiche weitere bekannte Personen aus Sport, Politik und Köln.

## Ausstattung

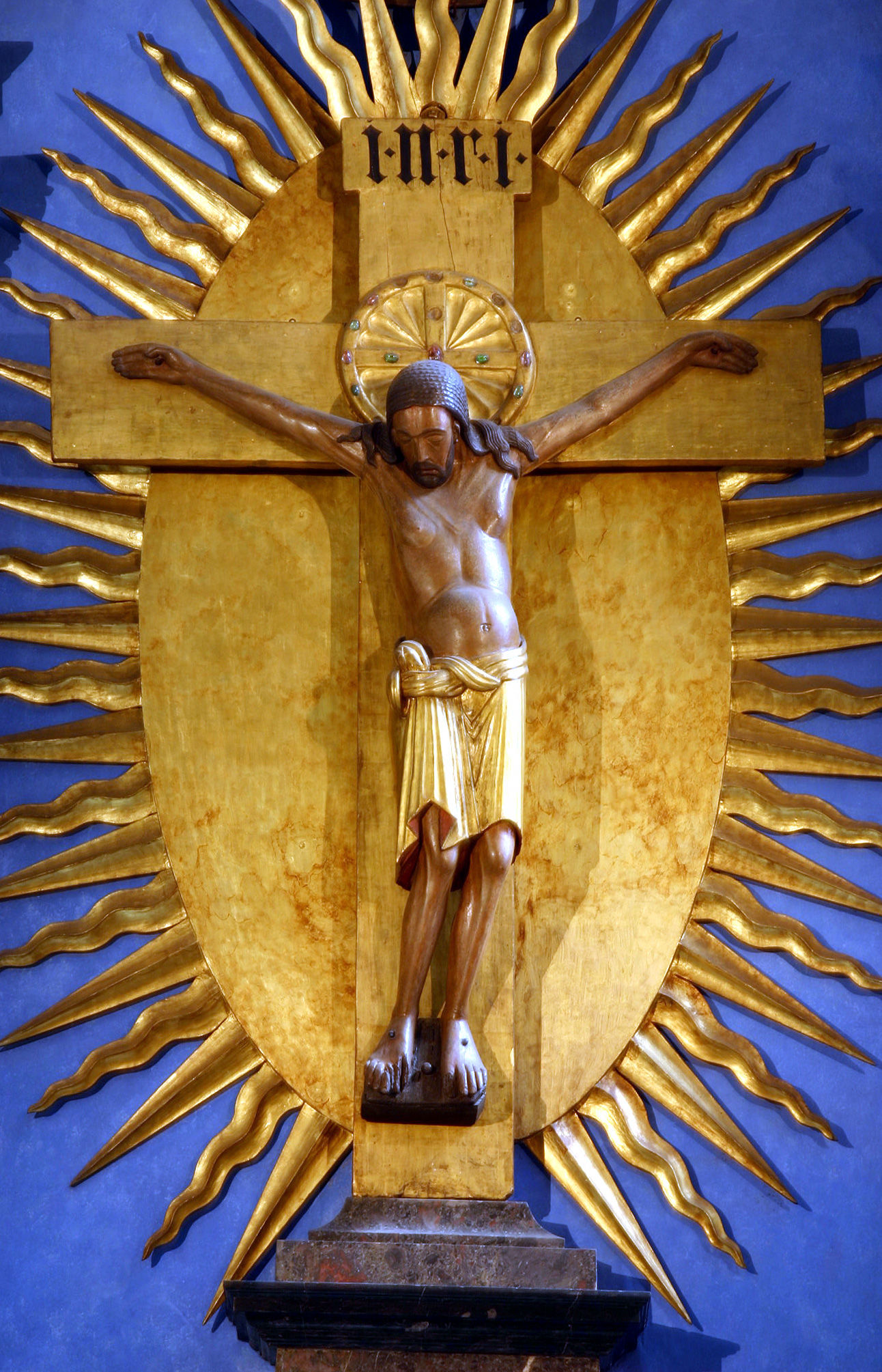
Christusfigur am Gerokreuz

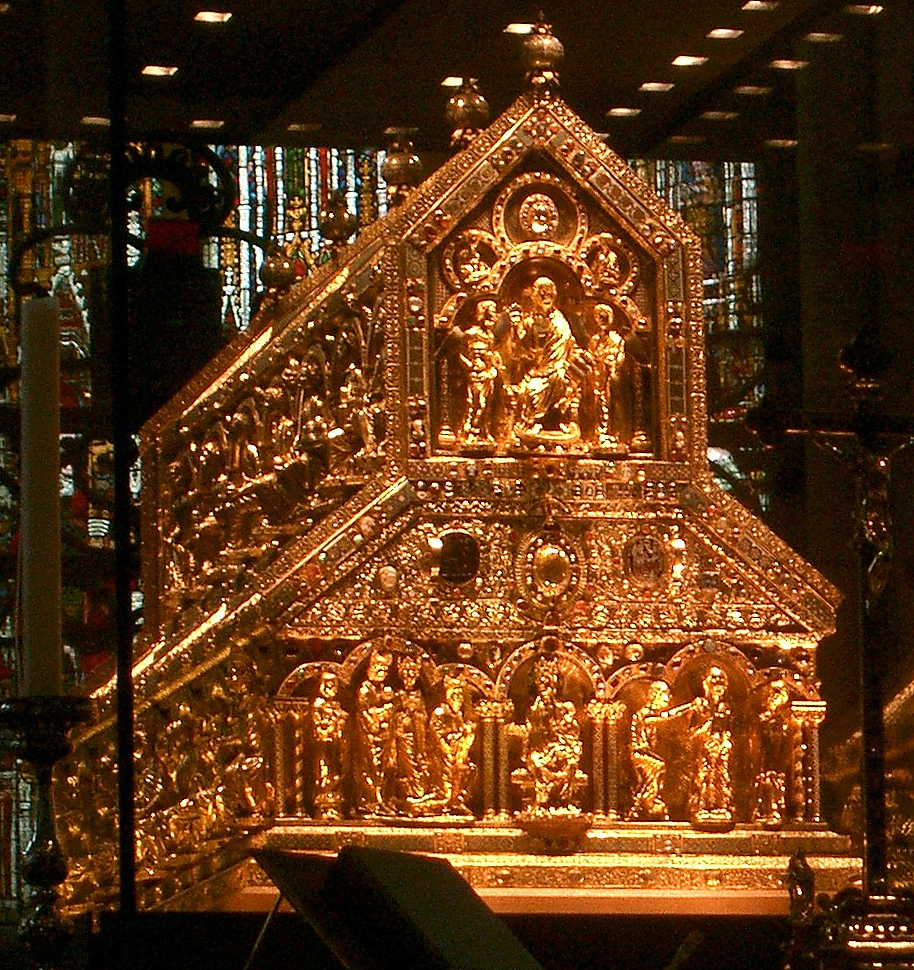
Dreikönigenschrein des Nikolaus von Verdun

Der Kölner Dom ist die zentrale Kirche des Erzbistums Köln und verfügt daher über eine überaus reiche künstlerische Ausstattung. Das bedeutendste Ausstattungsstück ist seit jeher der Dreikönigenschrein, der die Gebeine der Heiligen Drei Könige enthalten soll. Der Bau der gotischen Kathedrale kann sogar als steinernes Reliquiar verstanden werden, das um diese Reliquien herum geplant worden ist. Im Mittelalter galten das Gerokreuz aus ottonischer Zeit und die sogenannte Mailänder Madonna (um 1290) ebenfalls als besondere Objekte der Verehrung. Heute werden zusätzlich zu den bedeutendsten Werken der Domausstattung gezählt der von Stefan Lochner geschaffene Altar der Stadtpatrone (nach 1426) und der Klarenaltar (um 1350), die beide um 1810 in den Dom gelangt sind.

### Dreikönigenschrein
Der Dreikönigenschrein ist im Chorraum zentral aufgestellt und dominiert ihn dadurch. Er stammt aus dem 13. Jahrhundert und ist in Europa die größte mittelalterliche Goldschmiedearbeit.
Der Schrein ist 220 cm lang, 110 cm breit, 153 cm hoch und im Stile einer Basilika gestaltet. Ihn schmücken 74 getriebene Figuren aus vergoldetem Silber. Den kostbaren Schrein gliedern und umschließen gegossene Metallkämme an den Giebelfeldern der Front- und Rückseite, farbige Bänder aus Emailstreifen, blaugoldene Inschriftenzeilen und edelsteinbesetzte Filigranplatten. Über 1000 Edelsteine und Perlen erhöhen seinen Glanz. Zahlreiche antike Gemmen und Kameen stellen schon alleine mit 300 geschnittenen Steinen weltweit die größte Bildsammlung antiker Bildsteine des Mittelalters dar. Der Schrein beherbergt die als Gebeine der Heiligen Drei Könige verehrten Reliquien. Vom Dreikönigstag (6. Januar) bis zum Fest der Taufe des Herrn (dem Sonntag nach dem Dreikönigstag) ist die trapezförmige Platte auf der Vorderseite des Schreins geöffnet, sodass hinter einem Gitter die „Schädel der Heiligen Drei Könige“ sichtbar werden.

### Gerokreuz
Das in der Kreuzkapelle aufgestellte Gerokreuz stammt aus der Zeit um 970. Es gilt als eine der ältesten monumentalen Darstellungen eines Gekreuzigten und als älteste nachantike Großplastik des Abendlandes. Sie zeigt Christus als Toten mit gesenktem Haupt. Das Antlitz mit gebrochenen Augen und leicht geöffnetem Mund gilt als sehr ausdrucksstark. Damit ist die Plastik ein herausragendes Beispiel für die damals neuartige Form, die Christus nicht mehr als Sieger, sondern leidend und menschlich zeigt. Das Kreuz ist nach Erzbischof Gero benannt, da er es für den Kreuzaltar im Alten Dom gestiftet haben soll. Dort war das Kreuz sehr prominent im Mittelschiff aufgestellt. Im gotischen Dom fand es einen weniger dominanten Platz, genoss als Gnadenbild aber weiterhin große Verehrung. Das Gerokreuz gilt heute als bedeutendstes Werk der Bildhauerkunst aus ottonischer Zeit.

### Mailänder Madonna
Im Mittelalter galt die sogenannte Mailänder Madonna nach Dreikönigenschrein und Gerokreuz als drittes Objekt der Verehrung im Dom. Heute ist die um 1290 geschaffene hochgotische Holzstatue an der Südwand des südlichen Chorseitenschiffes in der Marienkapelle aufgestellt. Die farbig gefasste Holzfigur ist das älteste Mariengnadenbild des gotischen Doms. Sie hat ihren Namen erhalten, weil sie vermutlich als Ersatz gedacht war für eine von Rainald von Dassel mit den Gebeinen der Heiligen Drei Könige aus Mailand mitgebrachte Statue, die beim Brand des Alten Doms vernichtet worden war.
Die gotische Statue ist in Körperhaltung und der Gewandgestaltung den Chorpfeilerfiguren eng verwandt und ihr Stil als „überfranzösisch“ beschrieben worden. Sie gilt als ein Höhepunkt der hochgotisch-manieristischen Skulptur. Die farbliche Fassung sowie Szepter und die Kronen wurden bei einer Restaurierung um 1900 geschaffen.

### Ausstattung des Chores

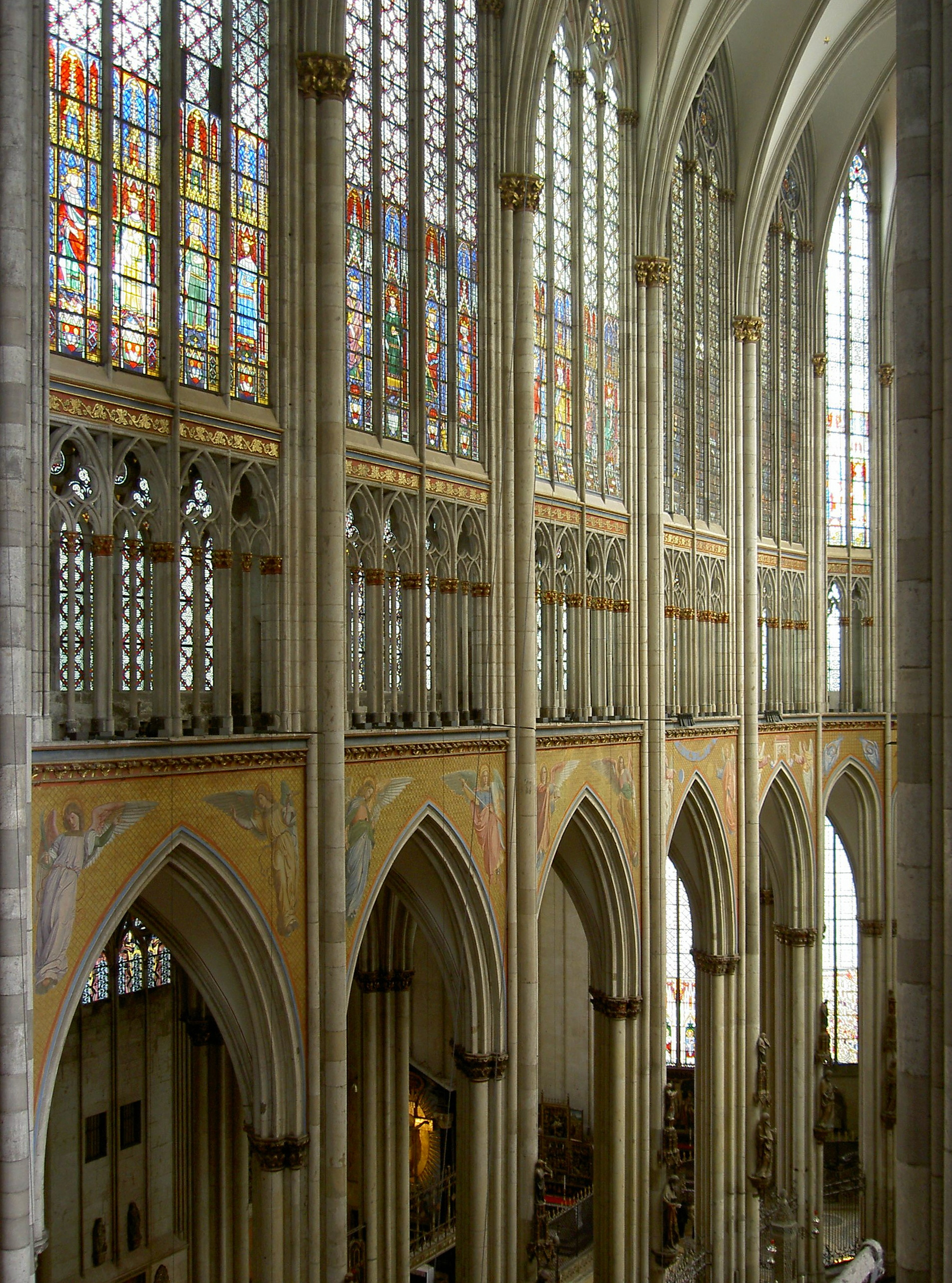
Neun Chöre der Engel: Engelszyklus auf den Arkadenzwickeln (1843–1845)

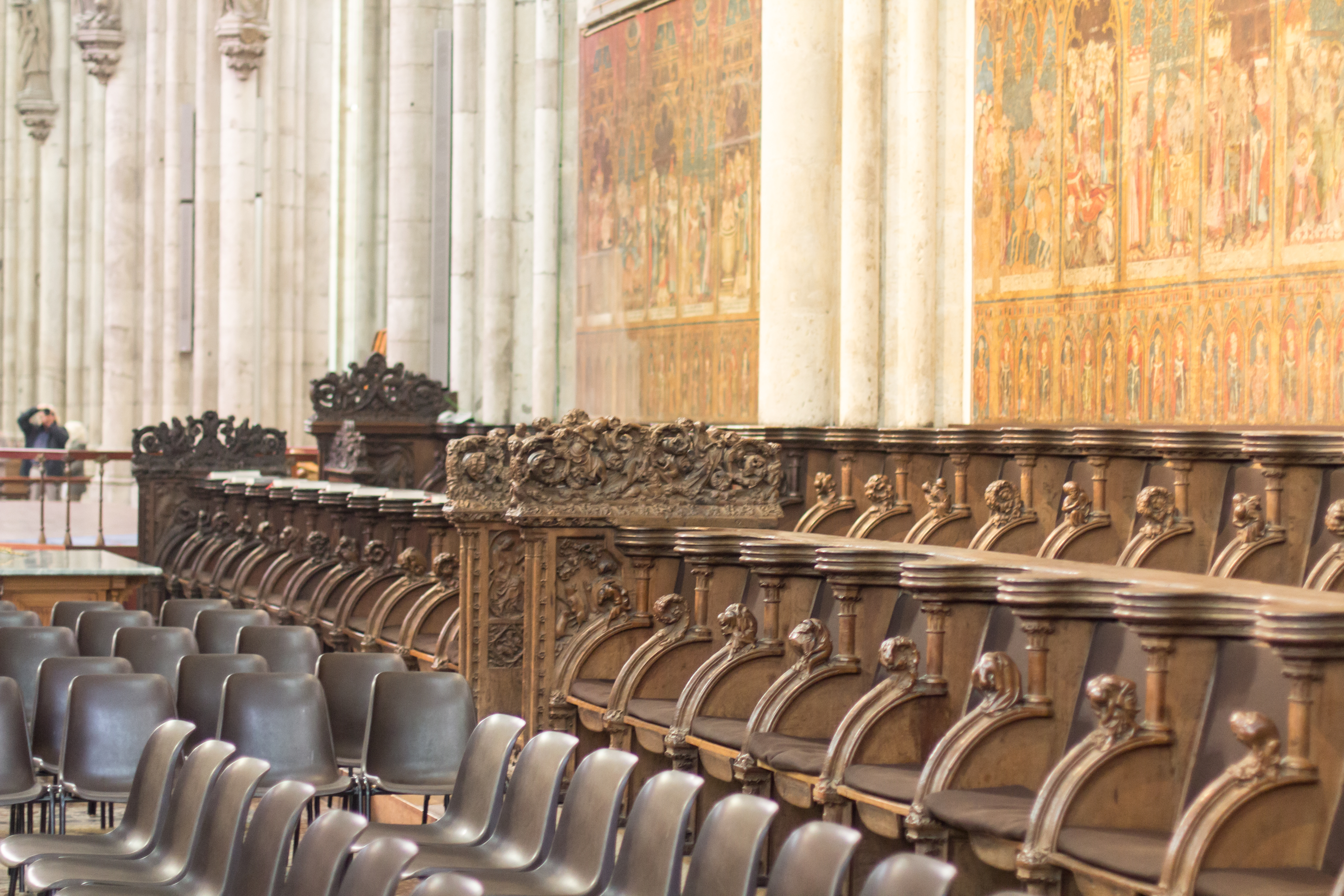
104 Plätze: Chorgestühl (1308–1311) vor Chorschrankenmalerei (um 1322)

Um den Kölner Dom zu einer Königskathedrale zu machen, strebten die mittelalterlichen Künstler auch bei der Ausstattung nach höchstmöglichem künstlerischen Ausdruck. „Ihre herausragende Qualität umgibt die Ausstattungsobjekte des Kölner Domchores, darunter die Chorpfeilerfiguren, das Chorgestühl und Chorschrankenmalereien, mit einer Aura der Unnahbarkeit.“
Das Bildprogramm des Chores ist in horizontalen Ebenen formuliert, das von der bodennahen Welt des Menschen mit zunehmender Höhe in himmlische Bereiche vordringt und sich schließlich im Gewölbe vollständig vergeistigt. Das Chorgestühl zeigt in seinen Schnitzereien, neben ornamentalem Rankenwerk auch Figuren in Alltagsszenen, Tiere und viele groteske Fabelwesen. Die Apostel sind als Chorpfeilerfiguren gleichzeitig als die geistigen Stützen der Kirche anzusehen. Darüber sorgen die Engel für eine himmlische Musik und die Engelabbildungen in den Arkadenzwickeln leiten zu den himmlischen Ebenen über. Die Figuren in den Obergadenfenstern dürfen als himmlischer Hofstaat verstanden werden, der sich um den Thron Gottes versammelt hat. Der Farbklang aus den Maßwerkfenstern schließlich soll die metaphysische Präsenz Gottes versinnbildlichen.

#### Chorgestühl
Das spätmittelalterliche Chorgestühl ist mit 104 Sitzplätzen das größte in Deutschland und reserviert als Besonderheit jeweils einen Platz für den Papst und den Kaiser. Es wurde zwischen 1308 und 1311 vollständig aus Eichenholz hergestellt. Das Gestühl zeigt ein umfangreiches Schnitzwerk sowohl an den Wangen aber vor allem auch an den Stützbrettern (Miserikordien). Die Künstler schufen Abbildungen mit Menschen, Tier- und Fabelwesen, die zum Teil von Szenen aus dem Alten Testament, aber auch aus der Antike und vom Volksglauben inspiriert sind. Wie bei Miserikordien üblich, zeigten die Bildschnitzer eine ungezügelte Phantasie, um reizvolle und derbe Motive mit tanzenden, kämpfenden, bettelnden, spottenden und liebenden Menschen zu gestalten.

#### Chorschrankenmalerei

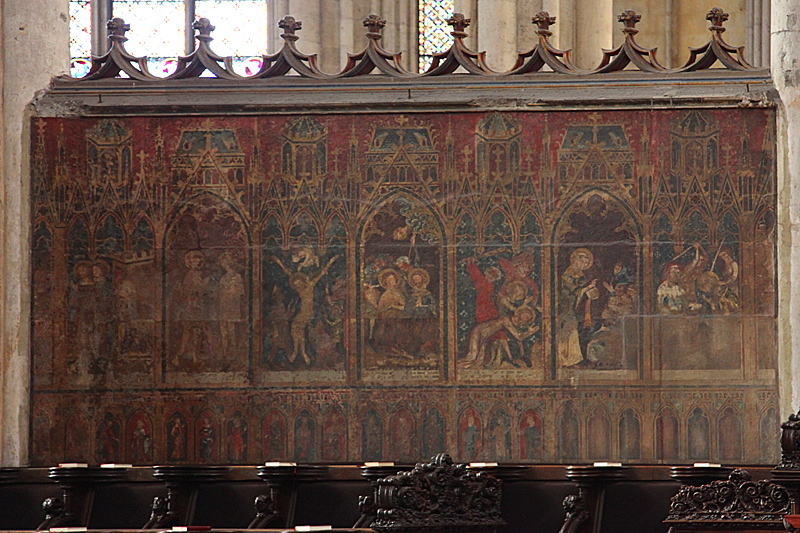
Temperafarbe auf geschliffener Kreide: Malereizyklus auf den Chorschranken

Hinter dem Chorgestühl befinden sich die gemauerten Chorschranken, die mit einem großformatigen Bilderzyklus von über 30 Metern Breite geschmückt sind. Die sechs Chorschrankenflächen sind je 5,65 m breit und 2,84 m hoch. Hinzu kommt ein 20 cm hoher Streifen mit Inschriften, der vom Chorgestühl verdeckt wird. „Die Chorschrankenmalereien sind das entwicklungsgeschichtlich wichtigste und dazu das künstlerisch höchststehende Werk der deutschen Monumentalmalerei aus der 1. Hälfte des 14. Jahrhunderts.“ Es befinden sich drei Wandgemälde auf der nördlichen und drei auf der südlichen Seite des Chores. Die Malereien bilden die Rückwand des Chorgestühls; ein gemaltes gotisches Rahmensystem, das von Maßwerkformen inspiriert ist, schafft Bildfelder, die mit knapp 60 Zentimeter jeweils ebenso breit sind wie ein Sitz des Gestühls.
Alle Bilder sind in drei horizontale Zonen unterteilt. Die Sockelzone zeigt eine Reihe von Kaiser- und Bischofsfiguren. Auf der Hauptzone werden in je sieben Arkaden pro Schranke die Geschichten von Heiligen dargestellt. Eine Baldachinzone mit alternierenden Architekturdarstellungen bildet den oberen Abschluss der Malerei. In der Sockelzone auf der Südseite sind alle römischen und deutschen Kaiser beginnend mit Cäser über dem Sitz des Kaisers zu sehen. Auf der Nordseite sind Kölner Bischöfe und Erzbischöfe abgebildet, beginnend mit Maternus über dem Sitz des Papstes. Der letzte In der Reihe ist der 55. Bischof Walram von Jülich (1332–1349). Die Bilder der Südseite zeigen Szenen aus dem Leben Marias, die Geschichte der Heiligen Drei Könige und der Überführung ihrer Gebeine nach Köln, sowie die Martyrien der Heiligen Felix, Nabor und Gregor von Spoleto. Auf den Bildern der Nordseite sind Szenen der Petrus- und Pauluslegende, die Silvesterlegende und Szenen aus dem Leben von Konstantin mit der konstantinischen Schenkung und seine Mutter Helena dargestellt.
Die Künstler verwendeten eine Temperatechnik und trugen die Farbe direkt auf einen geschliffenen Kreidegrund der Steinwände aus Drachenfelstrachyt auf. Sie übertrugen damit die Maltechnik der Tafelmalerei auf das Wandgemälde. Leider sind Kreidegrund und Malerei an vielen Stellen abgeplatzt. Da die Werke nie übermalt wurden, wohl auch weil sie vom 17. Jahrhundert bis 1923 unter Teppichen verborgen waren, sehen wir nur die Originale. Fehlstellen wurden im Ton der Umgebung dezent geschlossen. Insgesamt gelang es den Malern durch die Verwendung der Temperafarben, sowohl auf eine größere Farbpalette zurückzugreifen als auch Details darzustellen, die der Buchmalerei kaum nachstehen.
Motive und Darstellungsweise lassen erkennen, dass die Maler Arbeiten ihrer Kollegen aus Flandern, Italien und England kannten, vor allem aber von den Kunstströmungen in Paris inspiriert wurde. Sie fügten alle Impulse zu einem eigenständigen Stil zusammen, der die Chorschrankenmalerei zum ältesten Beispiel für die später so bekannte Kölner Malerschule machen.
Das Chorgestühl und die als Rückwand (Dorsale) konzipierte Chorschrankenmalerei sind im Gesamtkonzept durch verwendete Motive, aber auch in stilistischen Details eng miteinander verknüpft. Daher ist es wahrscheinlich, dass beide Ausstattungen gemeinsam unter der Aufsicht von Dombaumeister Johannes von Köln geplant und auch die Chorschrankenmalereien bis zur Chorweihe 1322 geschaffen wurden.

#### Pfeilerskulpturen im Chorbereich

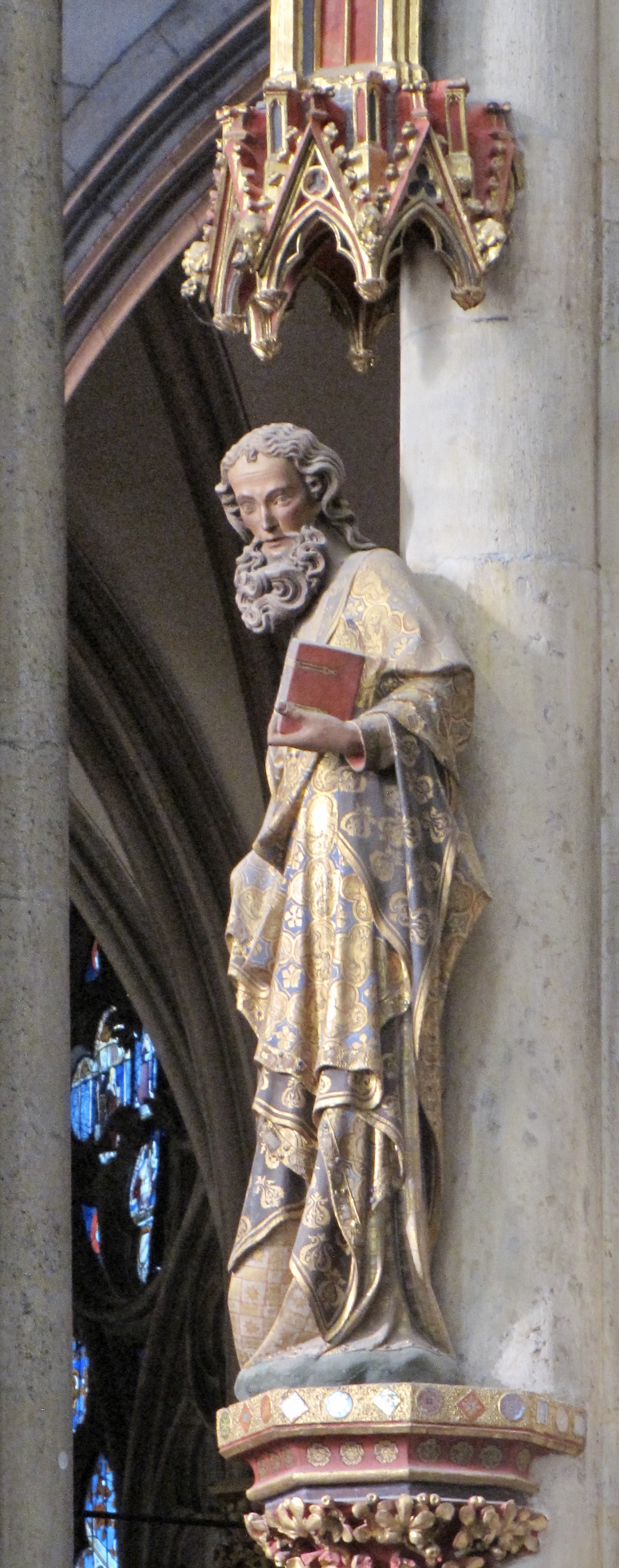
Überschlanke Gestalt: Chorpfeilerfigur (14. Jhd.)

An den Pfeilern des Hochchores befinden sich 14 Skulpturen, die Maria, Christus und die zwölf Apostel zusammen mit zwölf musizierenden Engeln darstellen. Diese Chorpfeilerfiguren wurden zwischen 1320 und 1340 in der Kölner Dombauhütte unter der Aufsicht des Dombaumeisters Johannes von Köln geschaffen und werden heute zu den Hauptwerken Europäischer Skulptur im frühen 14. Jahrhundert gezählt. Um die Mitte des 13. Jahrhunderts einen Apostelzyklus für einen Chorbau zu planen, hatte Seltenheitswert. Das Mittelalter hatte zwar grundsätzlich die Vorstellung entwickelt, die Aposteln als geistige Stützen der Kirche mit den Säulen eines Gewölbes zu vergleichen. Diese Symbolik im Kirchenbau zu verwirklichen hatte aber 1248 erstmals die Sainte-Chapelle in Paris geleistet, was in Köln von Meister Gerhard aufgegriffen wurde. Auch in ihrer außerordentlich reichen Farbigkeit scheint die Sainte-Chapelle wichtige Impulse für die Fassung der Chorpfeilerfiguren gegeben zu haben. Die Engel wurden dem Ensemble erst um 1300 hinzugefügt; sie wurden als Musikanten verstanden, die überirdische Musik machen.
Die 14 Figuren sind der Inbegriff hochgotischer Skulptur, die dem Anspruch der idealen gotischen Kathedrale am reinsten entsprechen. Der Kunststil der Figuren muss im Zusammenhang mit der Architektur des Domes bewertet werden, weil die Statuen Werke der Kölner Dombauhütte sind, und als fester Bestandteil des Chorbaues entworfen wurden. Der Größe der Kathedrale entsprechen auch die monumentalen Ausmaße der Figuren, die jeweils rund 2,15 Meter hoch sind und im Ensemble mit Konsole, Baldachin und bekrönendem Engel eine Höhe von 5,25 Meter haben.
Die Figuren stehen auf einer Blattkonsole. Über den Aposteln erhebt sich je ein Baldachin, die einen Engel mit Musikinstrument tragen. Der Künstler hat die Figuren aus Tuffstein gearbeitet, der bunt angemalt wurde. Die aktuelle, 1841/42 aufgebrachte Bemalung darf als regelrechte Kopie der mittelalterlichen Vorbilder gelten. Die gezeigten 39 verschiedenen Stoffmuster lassen sich alle im Mittelalter nachweisen.
Die überschlanken Figuren in prachtvollen Gewändern lassen sich in ihrem Stil sowohl in die Tradition der Pariser als auch der Reimser Skulpturenkunst stellen. Es wurde gewürdigt, dass sie in himmlischer Entrücktheit und lebhafter Gestik Zwiesprache untereinander zu halten scheinen. Teilweise wurde allerdings angemerkt, dass die Figuren eine „geradezu penetrant zur Schau getragene Affektiertheit“ kennzeichne.
Jedem der zwölf Aposteln ist ein musizierender Engel zugeordnet, der den Baldachin des Figurenensembles bekrönt. Ursprünglich waren die Engel nicht vorgesehen; sie wurden allerdings noch zur Bauzeit des Chores eingeplant. Die Engel wirken in der Ausführung einfacher und in der Körperhaltung weniger artifiziell als die Apostel. Auch die Gewänder der Engel sind bedeutend schlichter und zeigen nur je ein einfaches Untergewand und einen über die Schulter gelegten Mantel. Der Gesichtsausdruck der durchweg blond gelockten Engel ist als seliges Lächeln beschrieben worden, das zeige, wie sie verklärt der himmlischen Musik lauschten. Jeder Engel spielt ein anderes Musikinstrument. Dargestellt sind u. a. das Psalterium, das Portativ, die Citole, die Fidel, die Sackpfeife, die Glocke, die Schellentrommel, die Harfe, die Quinterne und die Schalmei.

#### Chorarkadenmalerei

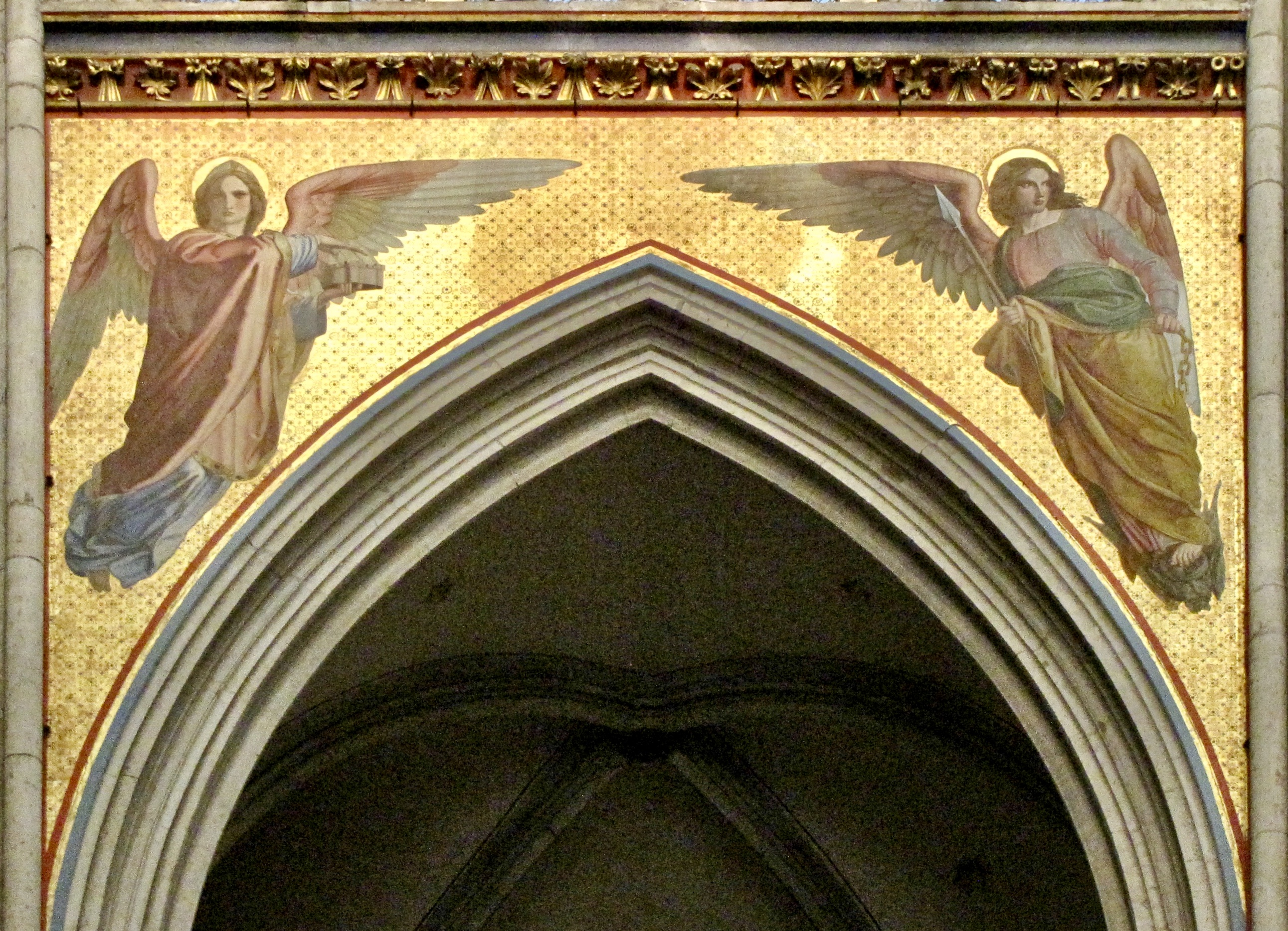
Engel auf goldenem Grund: neugotische Chorarkadenmalerei (E. v. Steinle, 1843–1845)

Auf den Arkadenzwickeln des Hochchores ist ein Zyklus von Engelsfiguren auf goldfarbigem Grund abgebildet. Diesen Zyklus hat im 19. Jahrhundert der Maler Edward von Steinle als Fresko geschaffen. Die mittelalterliche Ausmalung aus dem 14. Jahrhundert hatte Engel mit Musikinstrumenten und Weihrauchfässern gezeigt, war aber im 18. Jahrhundert übertüncht worden und galt bei Entdeckung 1841 als ruiniert. Der Neuentwurf zeigt in den 15 Arkadenfeldern die Neun Chöre der Engel in ihren unterschiedlichen Hierarchien, wie sie Pseudo-Dionysius Areopagita im 6. Jahrhundert formuliert hatte. Danach bilden Engel, Schutzengel und Erzengel die erste Rangordnung der Engel. Sie finden sich in den Zwickeln der beiden nördlichen Arkaden. Ihnen folgen die Engelschöre (Virtutes, Dominationes, Potestates), die über die Ordnung des Weltalls wachen in den mittleren Arkaden. In den fünf Arkaden des Chorhauptes sind die Seraphim und Cherubim dargestellt, die man sich im Mittelalter als Geisterwesen aus Liebe und Feuer vorgestellt hat, die jeder Erdhaftigkeit enthoben sind. Edward von Steinle war ein Künstler, der den Spätnazarenern zugerechnet wird. Er schuf sein Bildprogramm 1843 bis 1845. Die Engelsfiguren scheinen über einem goldenen Ornamentgrund zu schweben, der die kompositorische Einheit des Zyklus bildet. Das in allen Arkaden variierte Ornament-Muster war in den Putz gedrückt und mit Blattgold überzogen worden.

#### Fußbodenmosaik im Chor

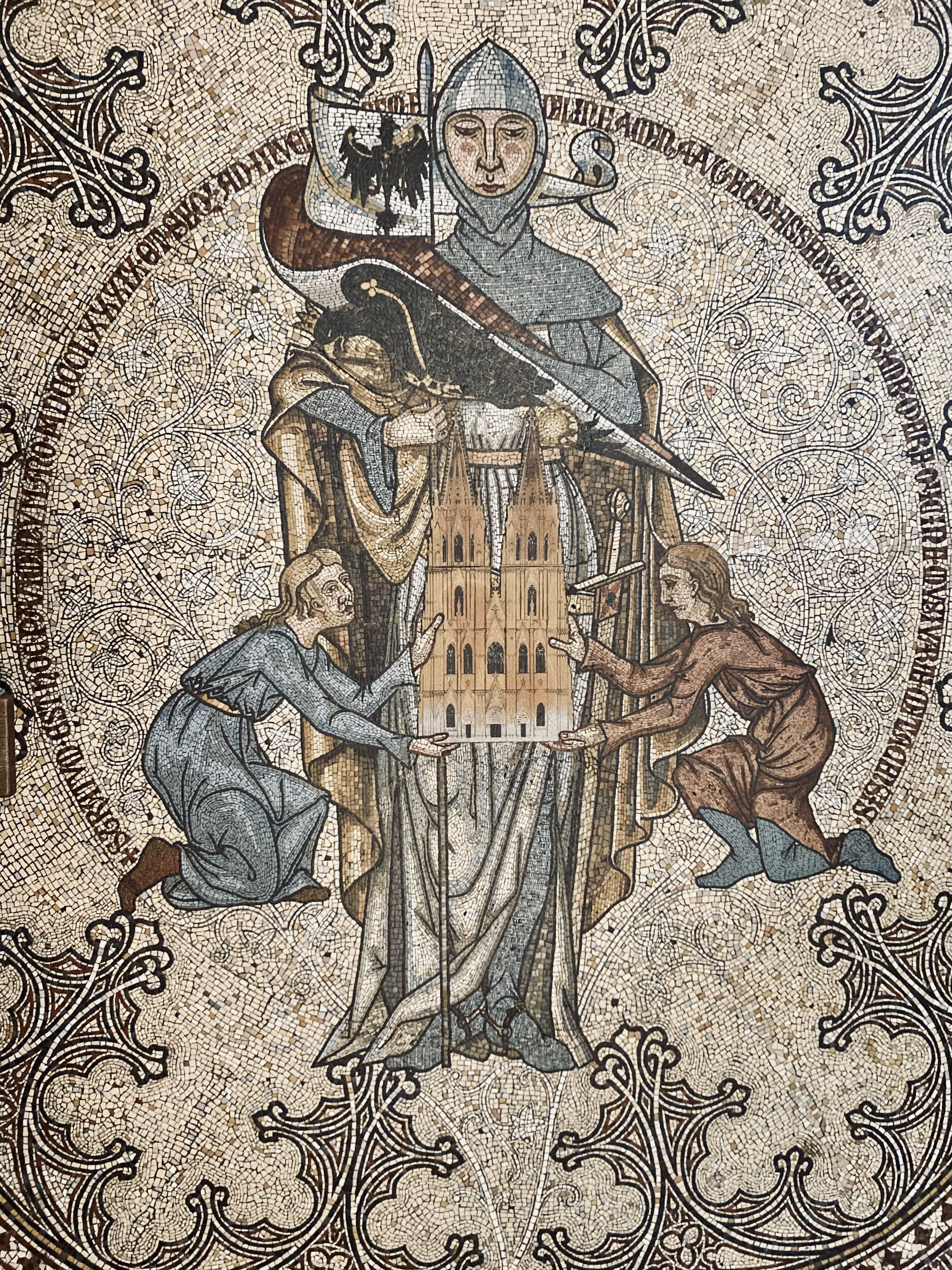
Preußischer Schutzschirm: Mosaik zeigt die Dom-Vollendung

Das Fußbodenmosaik des Chores ist etwa 1300 m2 groß. Es wurde von 1885 bis 1892 von August Essenwein entworfen und von der Firma Villeroy & Boch in Mettlach verlegt.
Das Fußbodenmosaik im Chor zeigt in einem umfangreichen theologisch-metaphorischen Bildprogramm das gesamte geistliche und weltliche Leben nach der Art des mittelalterlichen Weltbilds. Dazu gehören Kaiser und Papst. Vom Papst ausgehend, durchziehen den Chor die vier Paradiesflüsse. Der Kaiser ist umgeben von den sieben freien Künsten und den Hauptkirchen der christlichen Nationen. Davon westlich werden die Lebensalter des Menschen und seine Tätigkeiten gezeigt. Im Chorumgang ist die Geschichte der Kirche in Köln anhand eines Katalogs der Bischöfe und Erzbischöfe abgebildet. In der Vierung sind die Tageszeiten, die vier Winde und die vier Elemente dargestellt. Dort ist das Mosaik durch das Altarpodest verdeckt. In der Achskapelle wurde das Mosaik 1947 bei Ausgrabungen zerstört und ist nur noch in Bruchstücken vorhanden. Es wurde durch einen Bodenbelag aus Mettlacher Tonplatten ersetzt.

### Ausstattung der Chorkapellen

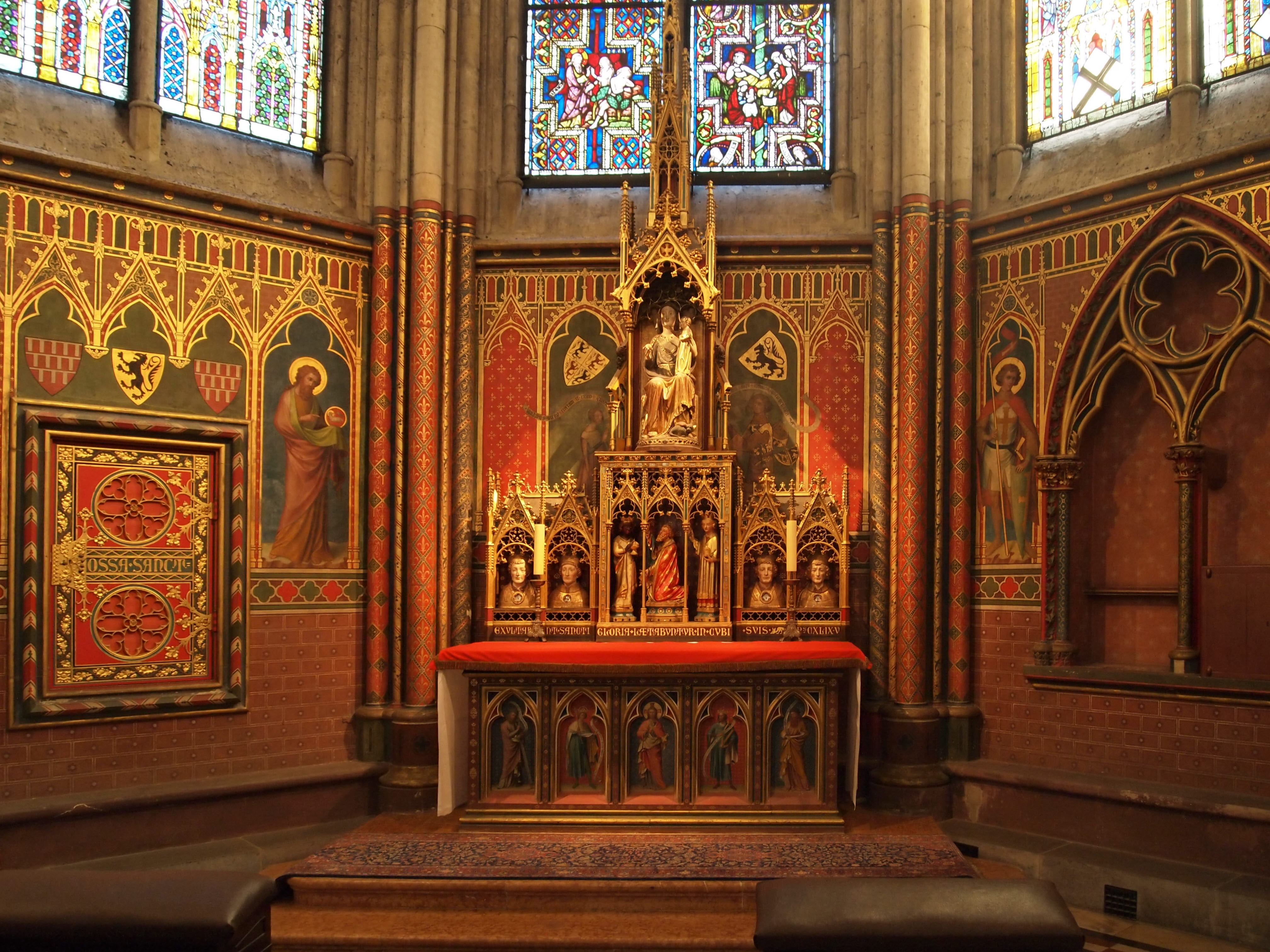
Gesamtkunstwerk: Achskapelle in neugotischer Ausstattung (1892–1908)

Die sieben Chorkapellen werden zusammen mit dem Chorumgang seit etwa 1265 genutzt; die Kapellen waren offenbar von vornherein als Grablege gedacht. Noch vor Vollendung des Hochchores wurden die Gräber von fünf hochadligen Erzbischöfen und der als Heiligen verehrten Irmgardis aus dem Hildebold-Dom in die Kapellen umgebettet. Auf dem Ehrenplatz in der Achskapelle wurde die Tumba Konrads von Hochstaden aufgestellt, der den Grundstein für den Dom gelegt hatte.
Die herausgehobene Bedeutung der Dreikönigenkapelle in der Achse des Domes wurde schon in der Bauzeit dadurch betont, dass sie als einzige ein farbiges Glasgemälde erhielt. Dieses Ältere Bibelfenster ist das älteste erhaltene Fenster im Dom. 1322 wurde der Dreikönigenschrein in der Achskapelle aufgestellt und Konrads Grab wurde in die benachbarte Johanneskapelle verschoben. Dem Schrein wurde eine gesondert gefertigte Gitterkapelle mitgegeben, die 1660 durch ein barockes Mausoleum ersetzt wurde. Ihre aktuelle Anmutung erhielt die Kapelle Ende des 19. Jahrhunderts, als die Neugotik sie in ein Gesamtkunstwerk der idealisierten Gotik zurückversetzen wollte. Das barocke Mausoleum wurde 1889 abgebaut; Friedrich Stummel erneuerte und ergänzte 1892 die hochgotische Wandbemalung und ließ sich dabei von der Sainte-Chapelle in Paris inspirieren. Den neugotischen Altar schuf Friedrich Wilhelm Mengelberg 1908 und verwendete dazu vier kölnische Reliquienbüsten. In einem Tabernakel fand er Platz für die Füssenicher Madonna aus dem 13. Jahrhundert.
In den anderen Chorkapellen sind die mittelalterlichen Hochgräber bis heute die kunsthistorisch bedeutendsten Ausstattungsstücke: Der schlichte Steinsarkophag (um 1260) des Erzbischofs Gero (969–976) befindet sich in der Stephanuskapelle. In der Agneskapelle fand die heilige Irmgardis von Süchteln (gestorben 1085) ihre letzte Ruhe in einem Trachyt-Sarkophag (um 1280), den die Kölner Dombauhütte geschaffen hat. Philipp I. von Heinsberg (1167–1191) erhielt eine Tumba (um 1320) in Gestalt einer ummauerten Stadt in der Maternuskapelle. In der Johanneskapelle ruht auf dem Hochgrab für Konrad von Hochstaden (1238–1261) die jugendliche Liegefigur des Erzbischofs als das wohl bedeutendste Bronzewerk des 13. Jahrhunderts in Deutschland. Den letzten freien Platz in den Chorkapellen belegte Walram von Jülich (1332–1349) in der Michaelskapelle, wo eine aus Carrara-Marmor gearbeitete Liegefigur seine Tumba schmückt. Daraus ist geschlossen worden, dass die Neugestaltung des Chorumgangs als Pilgerweg und die vollständige Ausstattung der Kapellen mit didaktisch wirksamen, figürlichen und bunten Glasfenstern in seiner Zeit entstanden und sogar von ihm inspiriert worden ist.
In der Nähe des Eingangs zur Sakramentskapelle ist heute eine in Stein gehauene Urkunde aus dem Jahr 1266 zu sehen, das Kölner Judenprivileg, durch das Erzbischof Engelbert II. von Falkenburg der jüdischen Bevölkerung der Erzdiözese Köln bestimmte Rechte gewährte. Geregelt wurden das Friedhofs- und Bestattungsrecht, Zollbestimmungen und das Geldleihmonopol. Dort befindet sich auch eine frühbarocke Liegefigur des Märtyrers und Erzbischofs Engelbert I. von Berg aus braungeädertem Marmor von Heribert Neuss von 1665.
In der Maternuskapelle befindet sich das Altarbild „Anbetung der Könige“, das um 1520 von einem Antwerpener Meister geschaffen wurde. Seitlich der Anbetungsszene der Heiligen Drei Könige knien der Stifter Philippe de Nevers und seine Gattin, dahinter die Tochter. Das Werk zeigt eine Fülle von Einzelheiten; im Hintergrund ist die Reise der Könige dargestellt und die Geschichte der Heiligen Familie, von der Verkündigung bis zur Flucht nach Ägypten. Das in der Form eines Triptychons gestaltete Bild befindet sich seit 1960 im Dom.

### Wandgemälde von Andrea Büttner
2025 gewann Andrea Büttner (* 1972) den „Internationalen Kunstwettbewerb Kölner Dom“ zum christlich-jüdischen Verhältnis. Sie wird ein Wandgemälde für die Marienkapelle über dem Altar der Stadtpatrone gestalten: Ein Steinfundament des Thoraschreins der ehemaligen mittelalterlichen Synagoge in Köln in Originalgröße.

### Altäre

#### Hochaltar

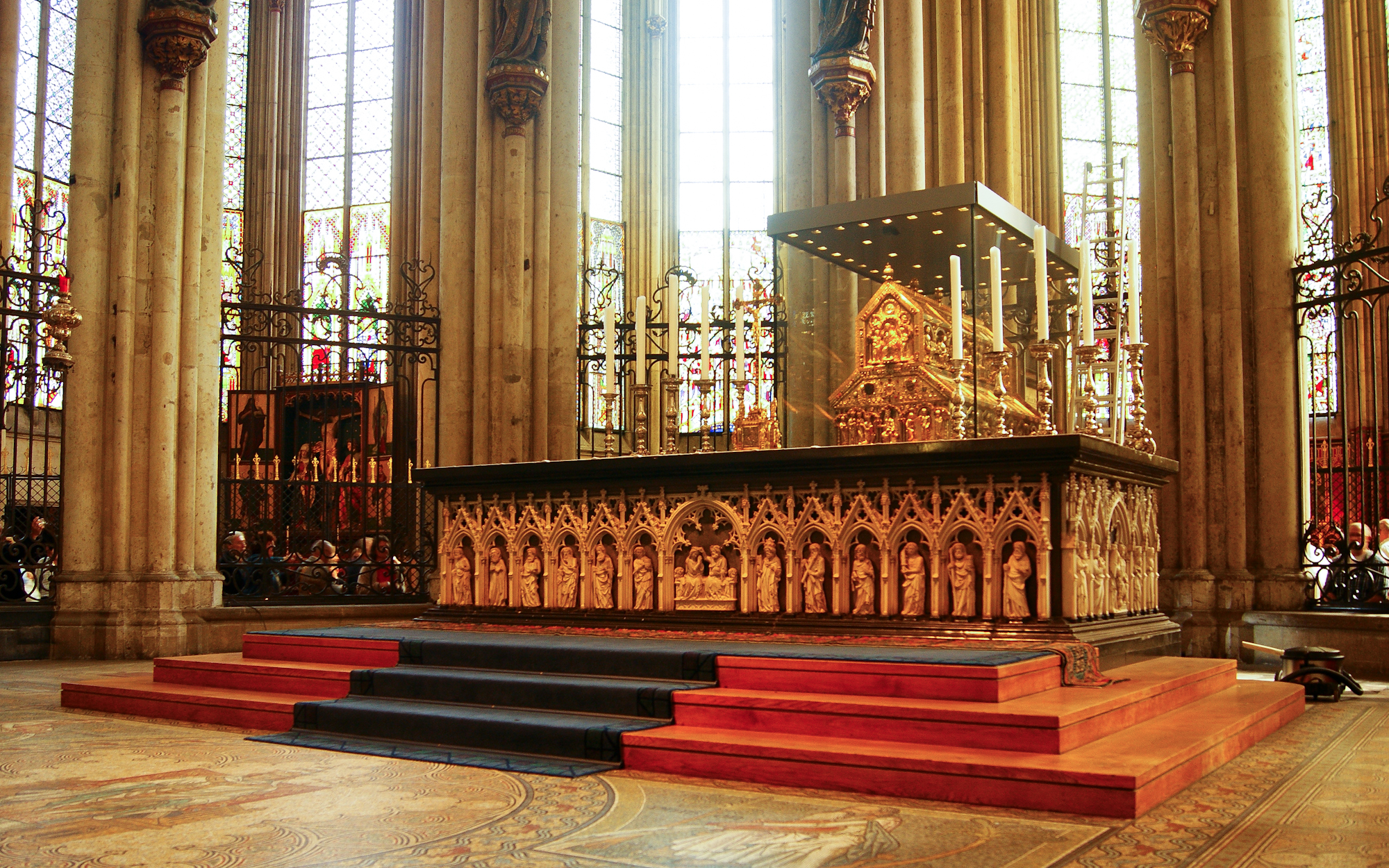
Größter Stein im Dom: Hochaltar aus schwarzem Marmor (um 1310)

Der Hochaltar im Kölner Dom besitzt im Gegensatz zum üblichen Altar des Mittelalters keinen Altaraufbau (Retabel). Denn der Kölner Erzbischof hatte das Recht, hinter dem Altar stehend die Messe mit dem Blick zu den Chorherren zu zelebrieren. Vermutlich wurde aus diesem Grund der Altartisch (Mensa) besonders groß und mit einem ausnehmend reichen Figurenschmuck errichtet. In seinem Standardwerk zum christlichen Altar bewertete ihn Joseph Braun als „zweifellos den herrlichsten und großartigsten Altar, den das Mittelalter nicht bloß in Deutschland, sondern überhaupt schuf.“
Der Hochaltar wurde um 1310 gefertigt und am 27. September 1322 geweiht. Seine 25 cm dicke Altarplatte wurde aus einem Stück schwarzen Marmors gehauen. Sie misst 452 cm × 212 cm bei einer Gesamtfläche von 9,58 m2 und ist damit der größte Stein des Domes und der größte bekannte Altarstein des Mittelalters. Ringsum ist der Altar mit gotischen Arkaden verziert, in denen sich kleine Statuetten befinden, die Apostel, Propheten und Heilige sowie Szenen aus dem Marienleben darstellen. Der Figurenschmuck ist aus weißem Carrara-Marmor geschnitzt, der zum schwarzen Marmorstein des Altarkorpus in einem sehr wirkungsvollen Kontrast steht. Die Einzelfiguren sind in deutlicher Bewegung mit gedrehtem Corpus dargestellt, der in einem reichen, in vielen Falten gelegten Gewand verborgen ist. Stilistisch sind sie damit den Chorpfeilerfiguren verwandt, auch wenn sie eine etwas gedrungener wirkende Körperlichkeit zeigen.
Die Vorderseite des Altares ist noch original erhalten und zeigt im Zentrum die Marienkrönung mit je sechs Aposteln auf jeder Seite in den Arkaden. Der Figurenschmuck der Seitenwände wurden im Zuge der Barockisierung entfernt. Um 1900 schuf Alexander Iven Kopien der im Museum Schnütgen aufbewahrten Originale, als der Altar im Zuge der Domvollendung wieder in seine hochgotische Form zurückgebaut wurde.

#### Klarenaltar

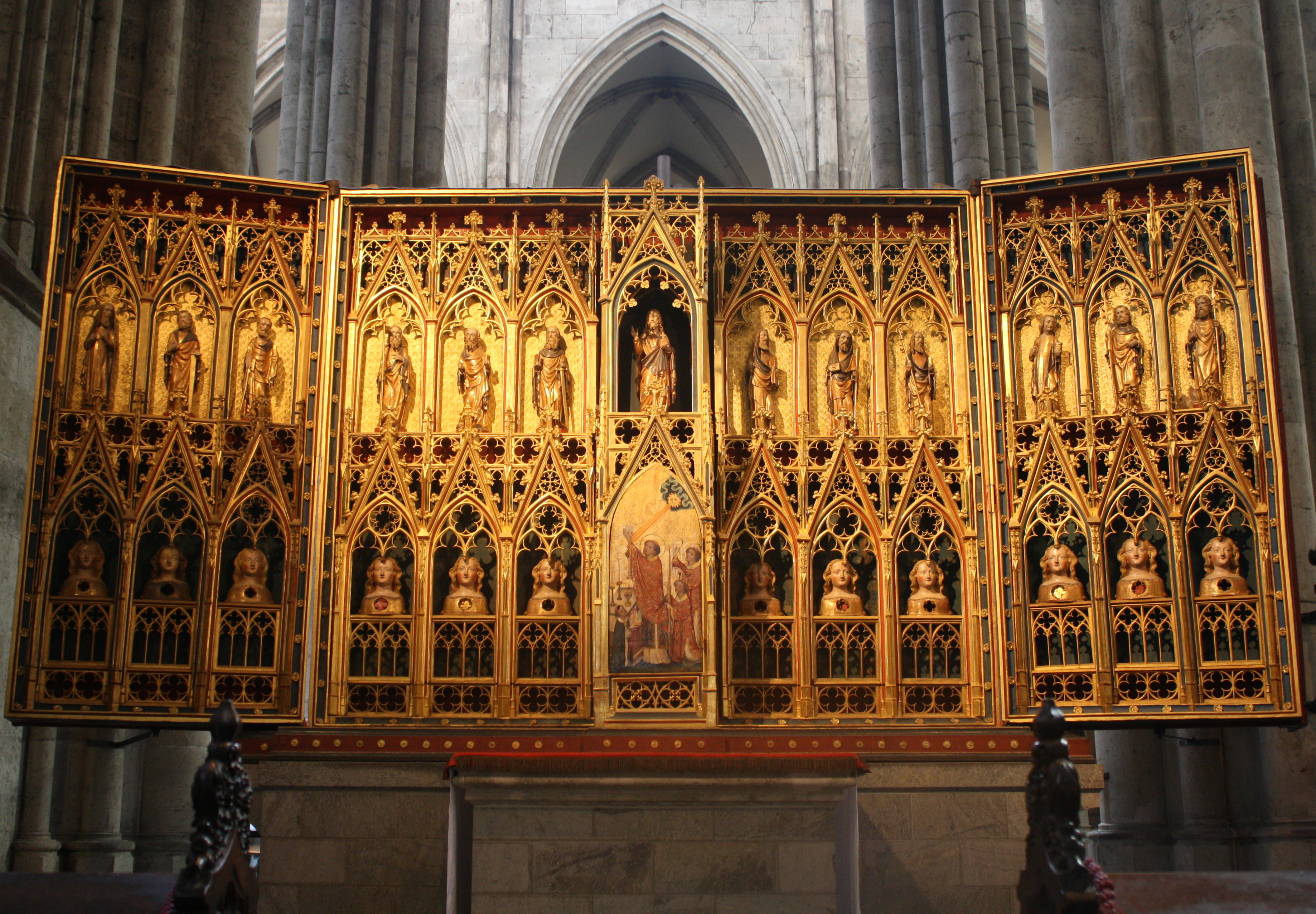
Schreinkasten mit doppeltem Flügelpaar: der sechs Meter breite Klarenaltar (um 1350)

Der Klarenaltar (andere Schreibweise: Clarenaltar) ist um 1350 entstanden. Er gilt als einer der bedeutendsten Flügelaltäre des 14. Jahrhunderts in Deutschland, dessen Flügeltüren zu den ältesten Leinwandgemälden der Gotik zählen. Ursprünglich war er für die Kölner Klarissenkirche St. Clara gestiftet worden. Nach St. Claras Abriss 1804 gelangte er in den Dom. Dort ist er heute an der Nordseite vor dem beginnenden Querhaus aufgestellt.
Der Klarenaltar, der mit seinen Flügeltüren drei unterschiedliche Ansichten – die Werktagsseite, die Festtagsseite und die Hochfestseite – ermöglicht, zeigt ein komplexes Bildgefüge, das das Himmlische Jerusalem abbilden soll. Das Grundmaß seines Abbildungszyklus ist die Zahl Zwölf: Der Altar zeigt zwölf Heilige, zwölf Szenen aus der Kindheit Jesu und zwölf weitere aus der Passion, zwölf Apostel und zwölf Reliquien. Die Abbildungszyklen werden von einem in der Mitte des Altars fest eingebauten Tabernakel strukturiert, dessen Tür mit der selten dargestellten Martinsmesse bemalt ist. Dombaumeisterin Barbara Schock-Werner hat das Retabel als „Altar der Superlative“ bezeichnet.
Stilistisch gilt der Klarenaltar als eines der Schlüsselwerke der frühen Kölner Malerschule, wobei die Meister deutlich von der Chorschrankenmalerei und den Dompfeilerfiguren beeinflusst wurden. Die erzählerische Malerei, die zum Teil vermutlich vom Meister der heiligen Veronika gemalt wurde, gehört „zum Besten, was die deutsche Kunst jener Zeit aufzuweisen hat.“ Auf der Rückseite des Altars wurde 1905 das Gemälde der Allerheiligsten Dreifaltigkeit von Friedrich Wilhelm Mengelberg hinzugefügt, das das jüngste neugotische Kunstwerk im Dom ist.

#### Altar der Stadtpatrone

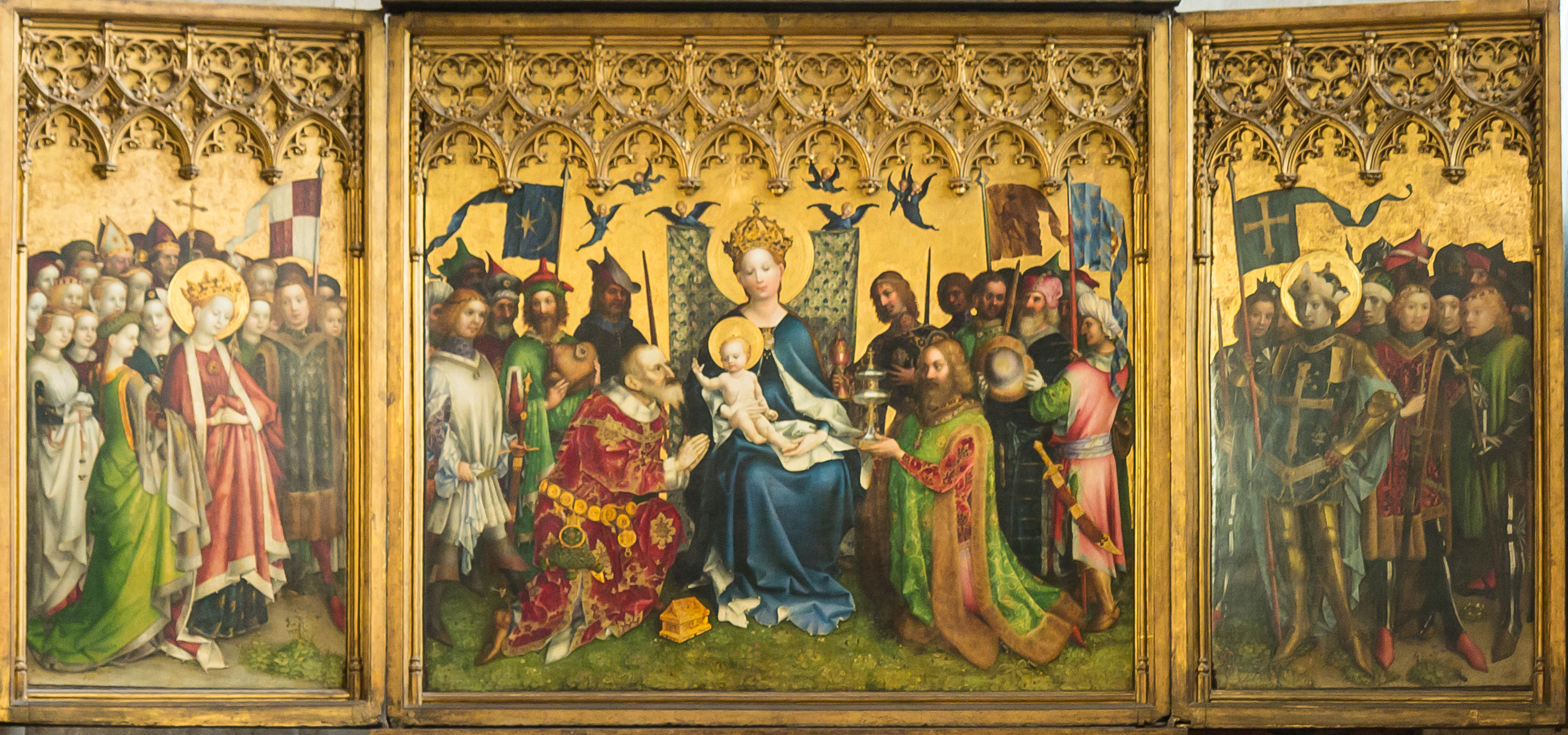
Referenzwerk der Kölner Malerschule: Altar der Stadtpatrone von Stefan Lochner (nach 1426)

Der Altar der Stadtpatrone gilt als wichtigstes Werk von Stefan Lochner und als ein Höhepunkt der mittelalterlichen Malerei in Köln. Es ist ein dreiflügliges Retabel, das seit 1809 im Dom steht. Der Altar wurde nach 1426 vom Rat der Stadt in Auftrag gegeben, um in der Ratskapelle aufgestellt zu werden. Auf dem Mittelbild thront die Gottesmutter Maria mit dem Jesusknaben, den die Heiligen Drei Könige anbeten. Die Brosche an ihrem Mantel zeigt ein Einhorn. Auf den Seitentafeln sind die Stadtheiligen abgebildet. Links findet sich die heilige Ursula mit Aetherius und einer großen Anzahl jungfräulicher Begleiterinnen. Auf dem rechten Außenflügel ist der heilige Gereon mit Angehörigen der Thebaischen Legion abgebildet. Bei geschlossenem Altar ist die Verkündigung Mariens zu sehen. Mit der Darstellung wollte die Stadt Köln ihren Besitzanspruch an den Reliquien der Heiligen Drei Könige verbildlichen. Lochner verschmolz in seinem Altarbild italienische Farbigkeit und flämischen Realismus in meisterlicher Weise mit der ihm eigenen idyllischen Heiterkeit und schuf mit dem Dreikönigsaltar ein Referenzwerk der sogenannten Kölner Malerschule.

#### Agilolphusaltar und Agilolphusschrein

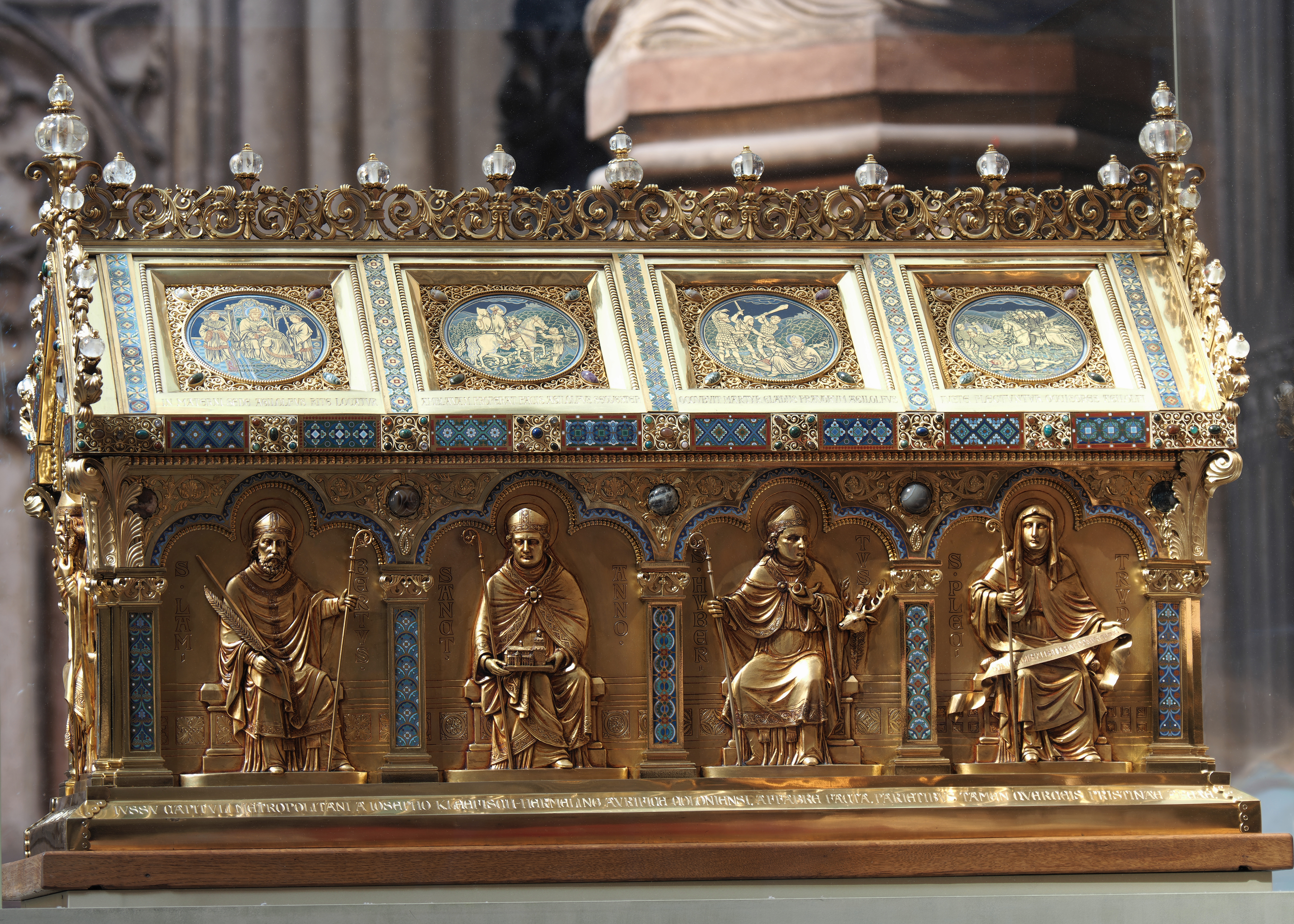
Agilolphusschrein

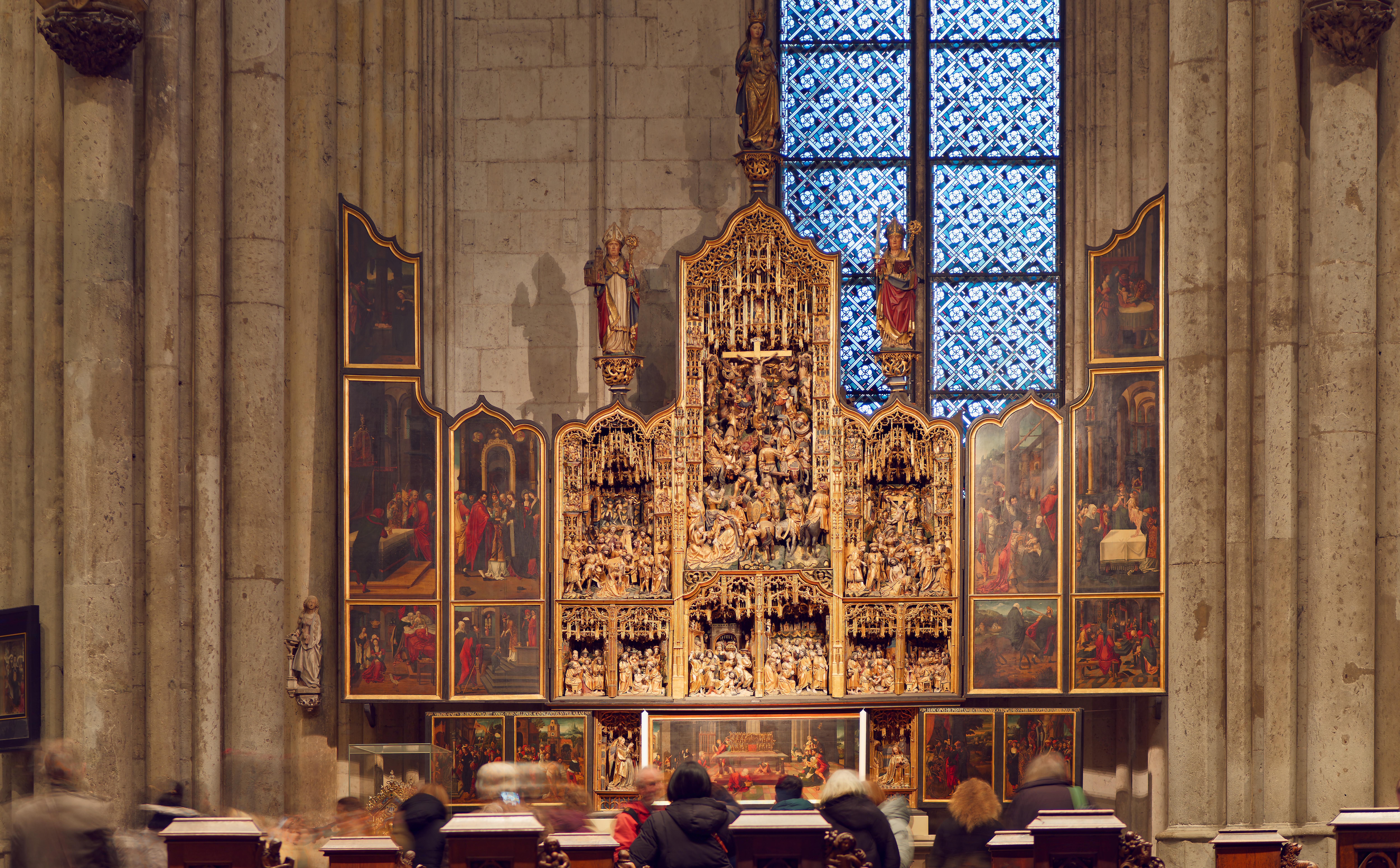
Antwerpener Retabel: Der 6,80 Meter breite Agilolphusaltar (1520)

Der Agilolphusaltar ist nach dem Kölner Bischof Agilolf aus dem 8. Jahrhundert benannt. Er entstand um das Jahr 1520 und ist ein Antwerpener Retabel. Er ist einer der größten und bedeutendsten Antwerpener Schnitzaltäre mit Szenen aus dem Leben und der Passion Christi (ca. 5,50 m hoch und knapp sieben Meter breit). Er war einst der Hauptaltar im gotischen Ostchor der nahe dem Dom gelegenen Stiftskirche St. Maria ad gradus. Nach ihrem Abbruch 1817 gelangte er vermutlich in den Kölner Dom. Er wurde umfangreich restauriert und im Juli 2012 mit einem Festgottesdienst im südlichen Domquerhaus eingeweiht.

#### Altar der Schmuckmadonna
Zu den wenigen Ausstattungsstücken aus dem Barock, die im Dom erhalten sind, gehört der Altar der Schmuckmadonna im nördlichen Seitenschiff. Die Altarwand aus schwarzem Marmor und weißem Alabaster hatte der Kölner Künstler Heribert Neuss zwischen 1668 und 1683 ursprünglich als Front für das Mausoleum geschaffen, in dem der Dreikönigenschrein aufgestellt war. Nachdem das Mausoleum 1889 abgebrochen worden war, wurde die Front 1920 im Seitenschiff als Altar wieder aufgebaut; bis 1939 war durch das Gitter der in der dahinter liegenden Schatzkammer aufgestellte Dreikönigenschrein zu sehen. Seit 1963 wird im Altar die so genannte Schmuckmadonna, ein reich mit Schmuck behängtes Gnadenbild aus dem 18. Jahrhundert, verehrt. Über dem Hauptgeschoss des Altars mit vier Säulen zeigt ein Alabasterrelief die Anbetung der Heiligen Drei Könige. Die seitlich stehenden Marmorstatuen der Heiligen Felix und Nabor hat 1699 Michel van der Voort hinzugefügt.

### Ausstattung der Vierung

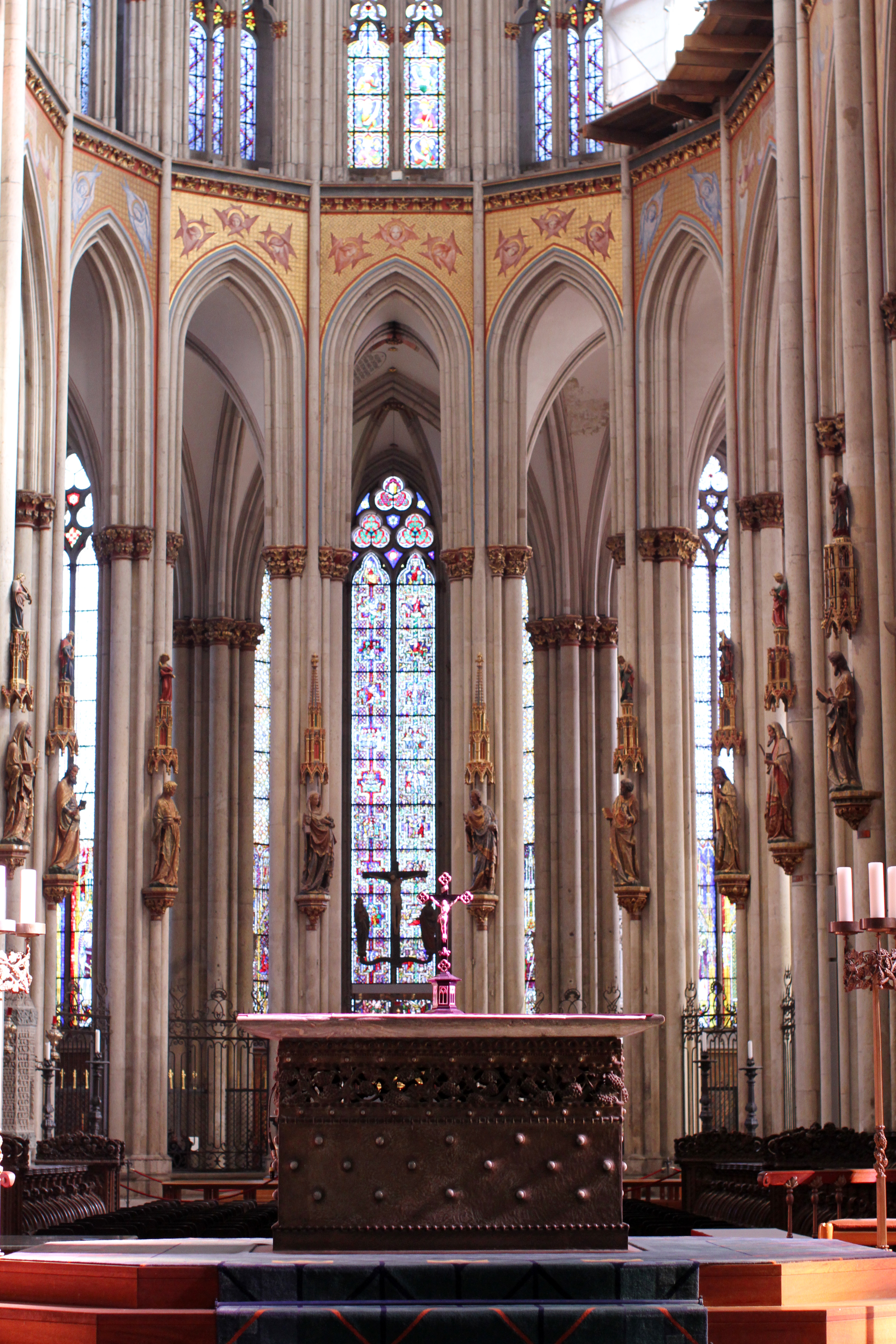
Vierungsaltar

In der Vierung sollte ursprünglich der Dreikönigsschrein aufgestellt werden. Da sie im Mittelalter allerdings nicht vollendet wurde, ließ man davon ab. Die Vierung wurde Anfang der 1960er Jahre zum neuen liturgischen Zentrum des Domes umgebaut.
Beim Umbau kam in den Dom auch der Vierungsaltar. Er wurde 1960 von Elmar Hillebrand gestaltet. Seine Seiten bestehen aus vier Bronzeplatten, welche mit stilisierten Trauben und Ähren sowie mit Kugeln aus Cipollino verziert sind. Aus Cipollino ist auch seine Mensa (Altarplatte) geschaffen. Seine zierliche Größe (1 Meter hoch, 1,80 Meter breit und 1,18 Meter tief) ermöglicht auch weiterhin vom Kirchenschiff eine freie Sicht auf das Chorhaupt.
Vor dem nordöstlichen Vierungspfeiler steht die Kathedra des Erzbischofs, die in poliertem Kirschbaumholz ausgeführt und von Willy Weyres entworfen wurde. Auf ihr zeigen zwei Reliefs die Schlüsselübergabe von Christus an Petrus und die Schlüsselübergabe von Petrus an Maternus, den ersten Bischof Kölns, der, einer Legende zufolge, Schüler Petri war. Über der Kathedra hängt das Wappen des amtierenden Erzbischofs.
Gegenüber der Kathedra ist die Kanzel aus Eichenholz angebracht, die auf das Jahr 1544 datiert ist und damit aus der Renaissance stammt. Sie ist mit Reliefs von Petrus und Paulus verziert.
Die Vierung besitzt außerdem einen Ambo und ein Lesepult, die am westlichen Ende der Altarinsel stehen, welche in ihrer heutigen Form aus dem Jahr 1990 stammt.
In der Vierung stand ursprünglich auch das Sakramentshaus, das 1964 von Elmar Hillebrand geschaffen wurde. Es besteht aus Savonnier Kalkstein und wurde später in den Chor, an die Stelle des gotischen Sakramentshauses von 1508 versetzt, das bei der Barockisierung entfernt wurde.

### Statue des Christophorus
Die Statue des heiligen Christophorus im Kölner Dom ist eine monumentale Skulptur aus Tuffstein. Sie ist um 1470 entstanden und wird der Werkstatt des Meisters Tilman zugeschrieben. Sie ist am Übergang des südlichen Querhauses in den Chorumgang des Kapellenkranzes an einer Säule aufgestellt.

### Pfeilerskulpturen im Langhaus
Die Pfeilerfiguren im Langhaus stellen Heilige des Frankenreiches dar. In den Turmhallen sind Gestalten aus dem Alten Bund dargestellt. Die meisten der insgesamt 46 Figuren stammen von Peter Fuchs, die sechs des nördlichen Querhauses von Anton Werres, die Konsolen und Baldachine wurden bereits im 14./15. Jahrhundert geschaffen.

### Rubens-Teppiche

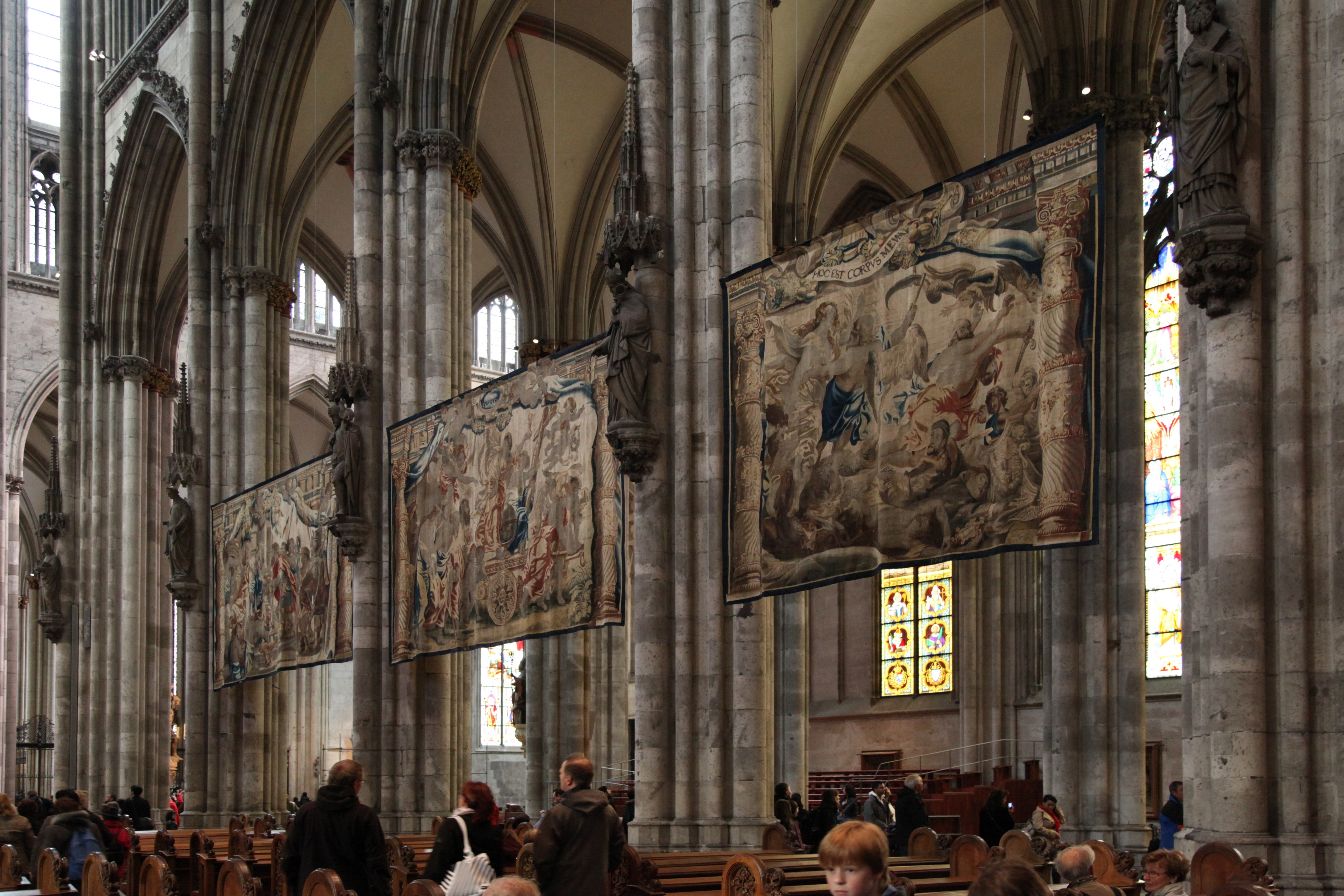
Triumph der Eucharistie: Tapisserien von Peter Paul Rubens

Im Langhaus werden während der Osterzeit acht große Tapisserien aufgehängt, die nach Entwürfen von Peter Paul Rubens gearbeitet wurden. Vier der Rubensteppiche zeigen Szenen des Alten Testaments, die auf die Eucharistie bezogen gedeutet werden, vier weitere Teppiche zeigen allegorische Darstellungen des Triumphs der Eucharistie. Die Bildwirkereien haben Formate von jeweils etwa vier Meter Höhe und drei bis mehr als sieben Meter Breite. Die spanische Infantin Isabella hatte 1627 bei Rubens zwanzig Wandteppiche für ein Kloster in Madrid in Auftrag gegeben. Die Brüsseler Teppich-Manufaktur Frans van den Hecke fertigte nach Rubens’ leicht abgewandelten Entwürfen über Jahrzehnte einzelne Teppiche und kleinere Zyklen, die 1687 gelieferten Rubens-Teppiche sind der größte erhaltene dieser Zyklen. Die Tapisserien hatte Wilhelm Egon von Fürstenberg, der Fürstbischof von Straßburg, dem Kölner Domkapitel geschenkt, vermutlich um seine angestrebte Wahl zum Kölner Erzbischof zu erreichen. Die Barockteppiche waren ursprünglich an den Chorschranken befestigt, gerieten dann aber in Vergessenheit und sind erst seit ihrer Restaurierung 1974 bis 1986 wieder im Dom zu sehen.

### Orgeln

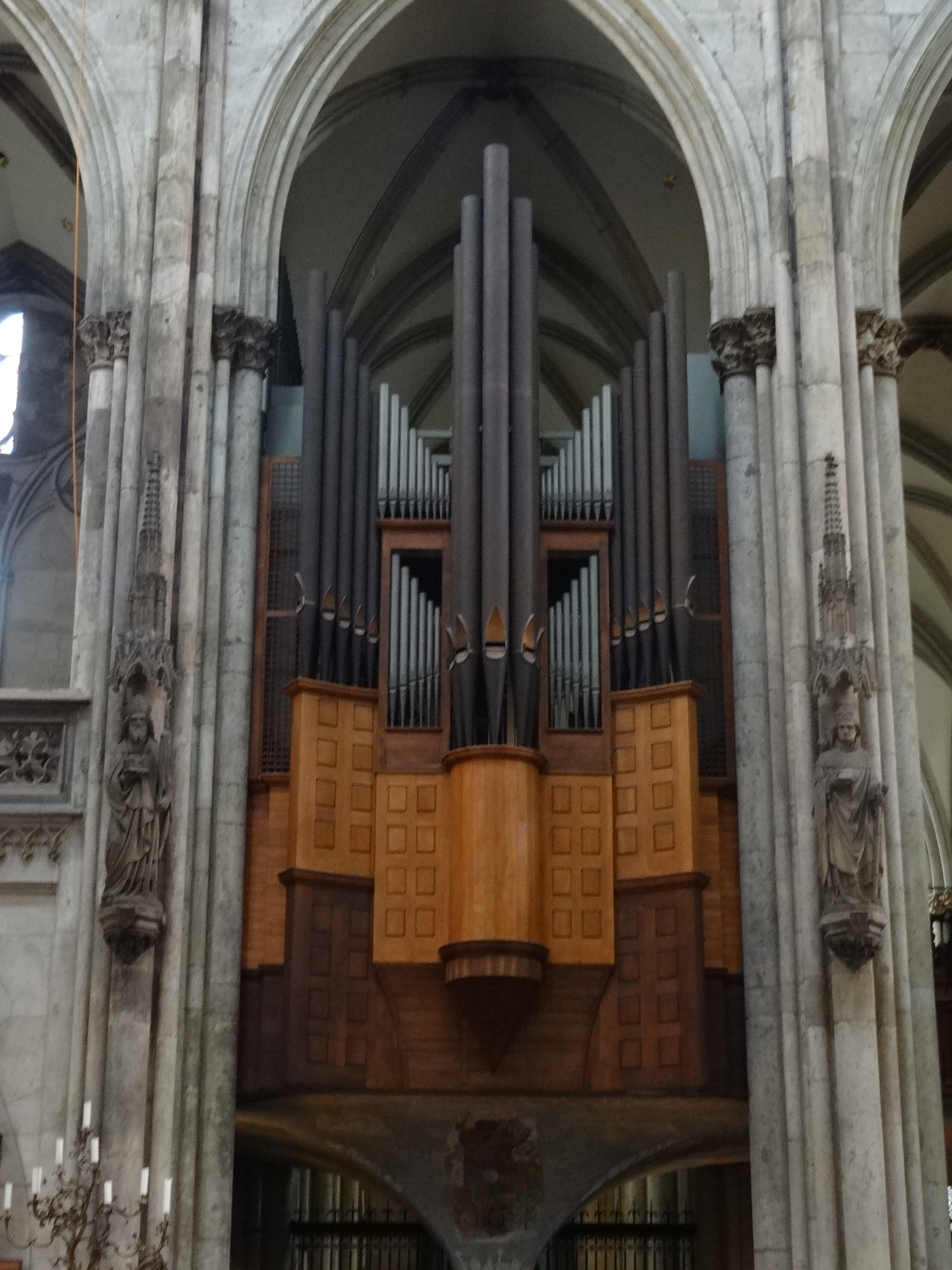
Auf der Empore: die Querhausorgel

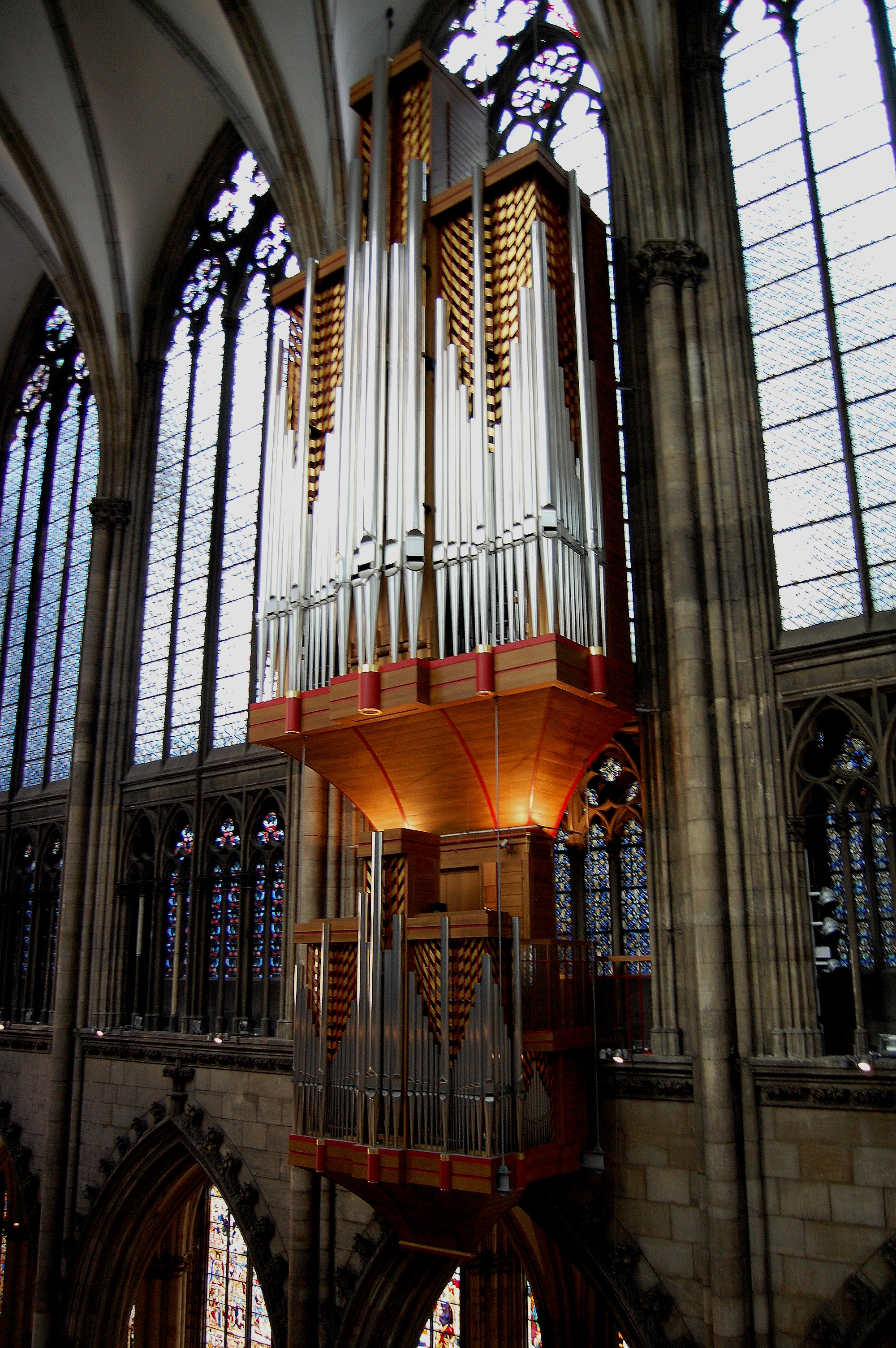
Akustisch gut im Langhaus positioniert: die Schwalbennestorgel

Der Kölner Dom besitzt zwei Hauptorgeln, die von der Orgelmanufaktur Klais aus Bonn errichtet wurden: Die Querhausorgel wurde 1948 auf einer Empore in der nördlichen Vierung fertiggestellt, die Langhausorgel wurde 1998 als Schwalbennestorgel im Langhaus aufgehängt. Beide Orgeln lassen sich von einem gemeinsamen Spieltisch aus anspielen, ebenso ein Hochdruckwerk, das 2006 im Westbau des Domes eingebaut wurde.
Die Querhausorgel wurde nach dem Zweiten Weltkrieg in der nordöstlichen Ecke der Vierung gebaut, als der Dom noch nicht wiederhergestellt war, sondern das Langhaus noch durch eine Schildwand vom Querhaus und Altarraum getrennt war. Die Querhausorgel wurde 1948 anlässlich der 700-Jahr-Feier des Domes eingeweiht. Sie wurde 1956 und 2002 erweitert und verfügt heute über 88 Register auf vier Manualen und Pedal.
Die Langhausorgel wurde im Jahre 1998 als Schwalbennestorgel mit 53 Registern gebaut. Sie behob die unbefriedigende Klangsituation der Nachkriegszeit insbesondere des liturgischen Orgelspieles. Sie ist im gotischen Kirchenraum akustisch gut positioniert, allerdings unterbricht sie das von den Neugotikern des 19. Jahrhunderts gewünschte Raumkontinuum von Langhausmittelschiff, Vierung und Hochchor. Im Jahr 2006 wurde schließlich das Orgelensemble im Dom um ein Hochdruckwerk (Bombardewerk) mit zwei Hochdruckregistern erweitert.
Domorganist ist seit 2002 Winfried Bönig, der Clemens Ganz nachfolgte. Zweiter Organist ist seit 1994 Ulrich Brüggemann.
Zusätzlich besitzt der Dom zwei kleine Orgeln, die in der Marienkapelle und in der Sakramentskapelle aufgestellt sind.

### Glocken

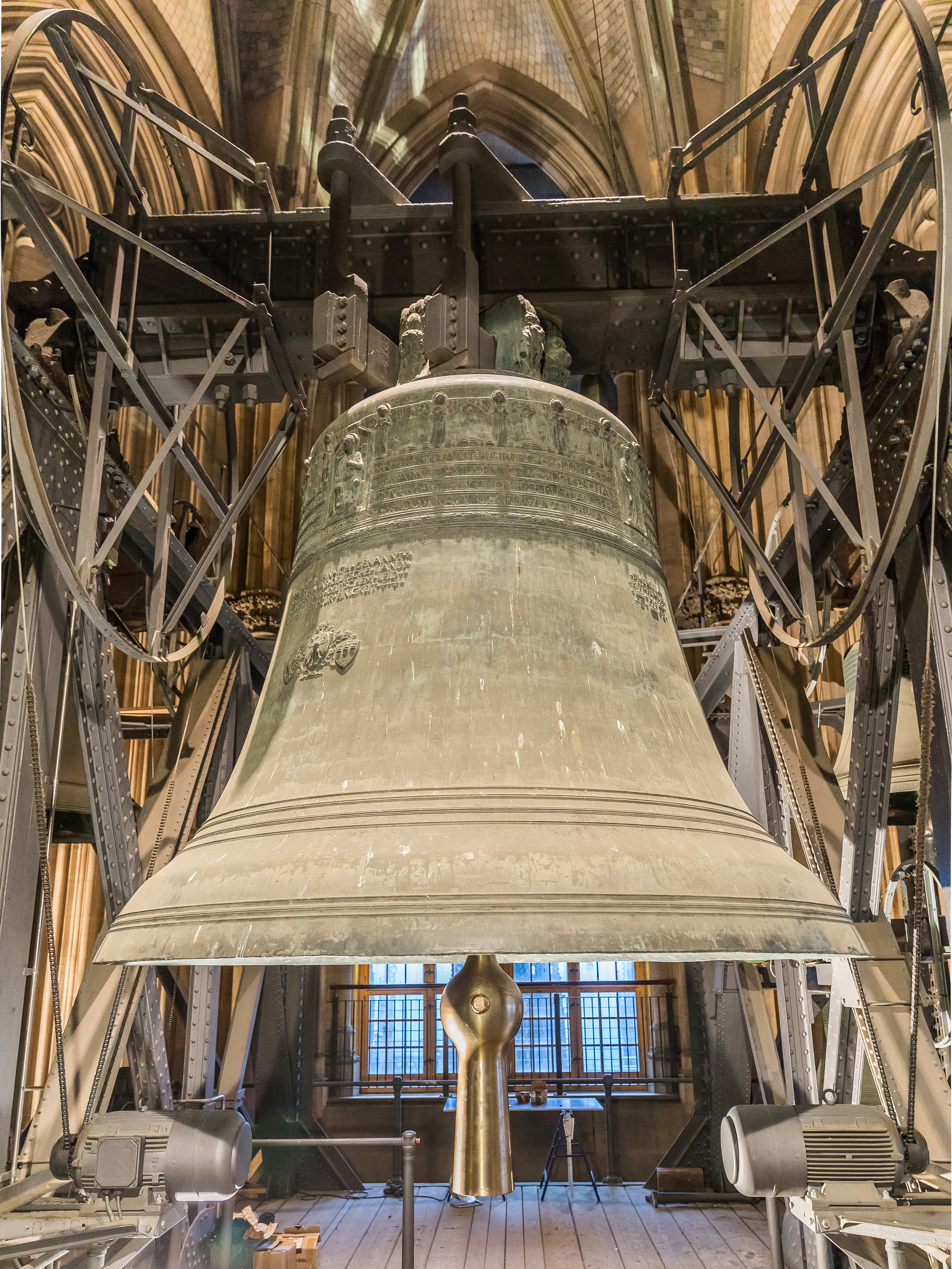
Petersglocke (Dicker Pitter) (Glockenstube Südturm)

Der Kölner Dom hat zwölf Glocken. Acht hängen im Südturm und bilden das Hauptgeläut. Darunter ist seit 1924 die Petersglocke, die von den Kölnern liebevoll als D’r decke Pitter oder einfach als decker Pitter (d. h. dicker Peter) bezeichnet wird. Sie ist eine der größten schwingend geläuteten Kirchenglocken weltweit und wiegt rund 24 Tonnen. Sie wurde 1923 von Glockengießermeister Heinrich Ulrich in Apolda gegossen. Sie ersetzte die etwa 26 Tonnen schwere Kaiserglocke (Gloriosa) von 1875, deren Klöppel am 8. Juni 1908 abfiel und den Glockenturm beschädigte, und die 1918 zu Rüstungszwecken eingeschmolzen wurde.
Im Südturm hängen auch zwei große spätmittelalterliche Glocken: Die Pretiosa von 1448 und die Speciosa von 1449. Im Jahr 1911 goss Karl (I) Otto von der Glockengießerei Otto aus Hemelingen/Bremen die neue Kapitelsglocke und Aveglocke.
Vier weitere Glocken hängen im Dachreiter über der Vierung: Die kleine Mettglocke von 1719 und die beiden ältesten Glocken des Domes: die Angelusglocke und die Wandlungsglocke, beide aus dem 14. Jahrhundert. Seit 2023 hängt im Vierungsturm auch wieder die Klaraglocke von 1621.

### Domuhr

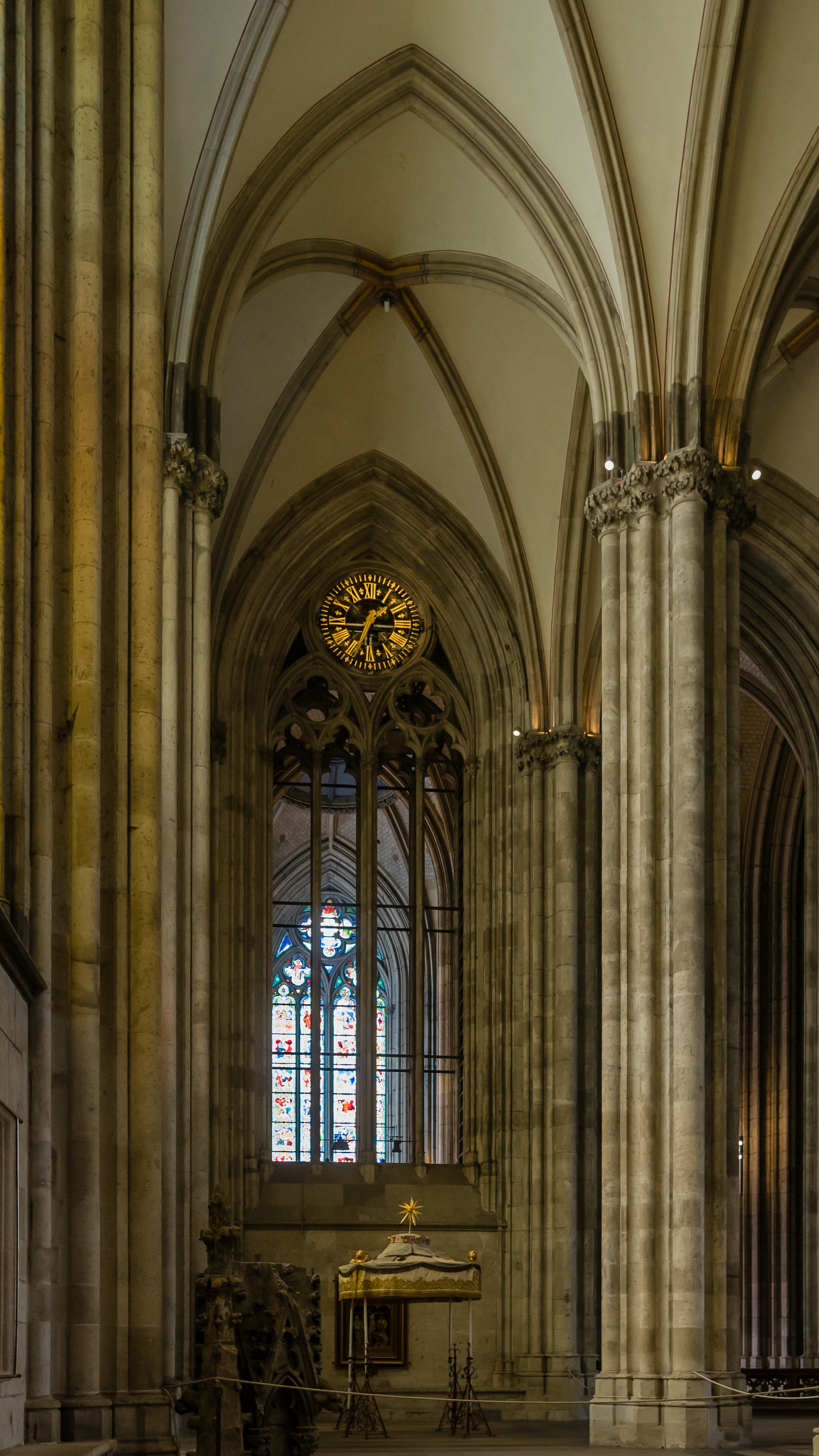
Im Langhaus: Kölner Domuhr von Johann Mannhardt

Der Kölner Dom besaß schon im 14. Jahrhundert eine große astronomische Kunstuhr, welche zur Mittagszeit den Figurenumlauf der Heiligen Drei Könige zeigte, die dem Christkind huldigten. Um 1750 wurde diese Uhr abgebrochen und der Legende nach im Rhein versenkt. Der Kölner Uhrmacher Siegmund Bertel fertigte 1787 eine schmiedeeiserne Uhr an, die bis 1877 im Betrieb blieb. Von ihr ist ein großes, polychrom bemaltes Holzzifferblatt mit Stundenzeiger und barocker Umrandung erhalten. Aufgrund von konstruktionsbedingten Ungenauigkeiten und ständigen Reparaturen wurde 1878 beschlossen, ein vollständig neues Uhrwerk bei der Königlich-bayerischen Hof=Thurmuhrenfabrik von Johann Mannhardt anfertigen zu lassen. Das große Uhrgehäuse aus Eichenholz in neugotischer Ausgestaltung entwarf der Bildhauer Richard Moest.
Die Uhrenanlage, die sich über eine Höhe von insgesamt fast 60 Metern erstreckt, wurde am 9. April 1880 in Betrieb genommen. Nach einigen Anlaufschwierigkeiten, welche dazu führten, dass dem Erbauer ein gewünschtes Zeugnis über die erfolgreiche Arbeit an der Uhr verweigert wurde, läuft die Uhr einwandfrei. Das Uhrwerk ist eines der letzten in Betrieb befindlichen Uhrwerke Mannhardts und ist im ursprünglichen Zustand erhalten. Es besitzt ein sogenanntes Freischwingendes Pendel, welches eine extrem hohe, nahezu wetterunabhängige Ganggenauigkeit besitzt. Es wurde 1862 von Johann Mannhardt vorgestellt. Durch das Fehlen von Schmierstoffen wie Öl und Fett an dieser Pendeleinrichtung reagiert das Uhrwerk kaum auf Wettereinflüsse. Johann Mannhardt lieferte unter anderem auch Turmuhren für die Frauenkirche München, das Rote Rathaus in Berlin, oder in den Vatikan in Rom. Die ursprüngliche Erfindung des Freischwingenden Pendels geht jedoch auf den Geistlichen Josef Feller (1823–1893) zurück.
Das Zifferblatt ist zusammen mit den Schlagglocken im Innern des Doms am Maßwerk angebracht, das das äußere südliche Seitenschiff von der Turmhalle trennt. Daher wird die Uhr auch Langhausuhr genannt. Die Zifferblattanlage wurde im Zweiten Weltkrieg beschädigt. Das Uhrwerk blieb erhalten und wurde zunächst ohne Zifferblatt als Stundenschlagwerk weitergenutzt, bis im Januar 1989 durch die Firma Royal Eijsbouts in Asten (Niederlande) das Uhrwerk gereinigt und ein neues durchbrochenes Zifferblatt nach den noch existierenden historischen Plänen angefertigt wurde. Im Gegensatz zum Original wurde dieses aber nur noch einseitig rekonstruiert.
Der Viertel- und Stundenschlag erfolgt im Dominnenraum auf zwei historische Uhrschlagglocken, die von einer der Vorgängeruhren stammen. Der Schlag im Glockenstuhl des Südturmes erfolgt auf die Ave- bzw. Kapitelsglocke (Fa. Otto, Bremen-Hemelingen, 1911). Der Aufzug der drei schweren Gewichte erfolgt täglich von Hand mittels einer Kurbel. Die Domuhr überzeugt auch heute noch durch eine große Ganggenauigkeit, ohne Zuhilfenahme von elektrischen Zusatzeinrichtungen. Eine erneute Restaurierung, bei der die in der Vergangenheit verlorenen Vergoldungen des Uhrwerks wieder hergestellt wurden, erfolgte im Frühjahr 2018.
Die Kölner Domuhr wird traditionell von einem angestellten Uhrmacher betreut und bewacht. Das Amt des Domuhrmachers wird aktuell durch Uhrmachermeister Christian Schnurbus ausgeübt.

### Beleuchtung
Das Dominnere, das ansonsten vor allem in den Abendstunden recht düstern ist, wird seit Oktober 2008 computergesteuert von mehr als 1000 Leuchten erhellt, damit „nicht immer eine Stimmung ist wie Allerseelen“, wie Kardinal Meisner die Lichtverhältnisse im Dom einmal kommentierte. Die neue Beleuchtung hat 80 programmierbare Einstellungen, die verschiedene Beleuchtungseffekte ermöglichen. Sie wurde mit rund 1,2 Millionen Euro vom Zentral-Dombau-Verein unterstützt.
Von außen wird der Dom dank des Vereins Leuchtendes Rheinpanorama als einziges öffentliches Bauwerk Kölns die ganze Nacht angestrahlt.

## Grablege und Krypta
Im Dom fanden und finden die Erzbischöfe von Köln ihre letzte Ruhestätte. Im und unterhalb des Domes sind 33 Erzbischöfe, eine polnische Königin, zwei weltliche Fürsten und eine Volksheilige bestattet.

### Grablege
Das Hochgrab des Erzbischofs Konrad von Hochstaden in der Johanneskapelle zeigt den Erzbischof als jugendliche Bronzefigur. In der Maternuskapelle ist das Hochgrab des Erzbischofs Philipp I. von Heinsberg inmitten einer Stadtmauer dargestellt, was als nachträgliche Billigung des Baus der Kölner Stadtmauer interpretiert wird. Das Hochgrab von Erzbischof Friedrich von Saarwerden findet sich in der Marienkapelle. Die große bronzene Liegefigur der ungewöhnlich hohen Tumba zeigt Gesichtszüge, die als Porträt desjenigen Erzbischofs gelten, der die Westfassade 1370 beauftragt hat. Das gotische Hochgrab Rainald von Dassels aus Sandstein befindet sich an der Außenwand der Marienkapelle. 1905 schuf Alexander Iven die Liegefigur aus Kalkstein anstelle der Ende des 18. Jahrhunderts zerstörten mittelalterlichen Bronzefigur.

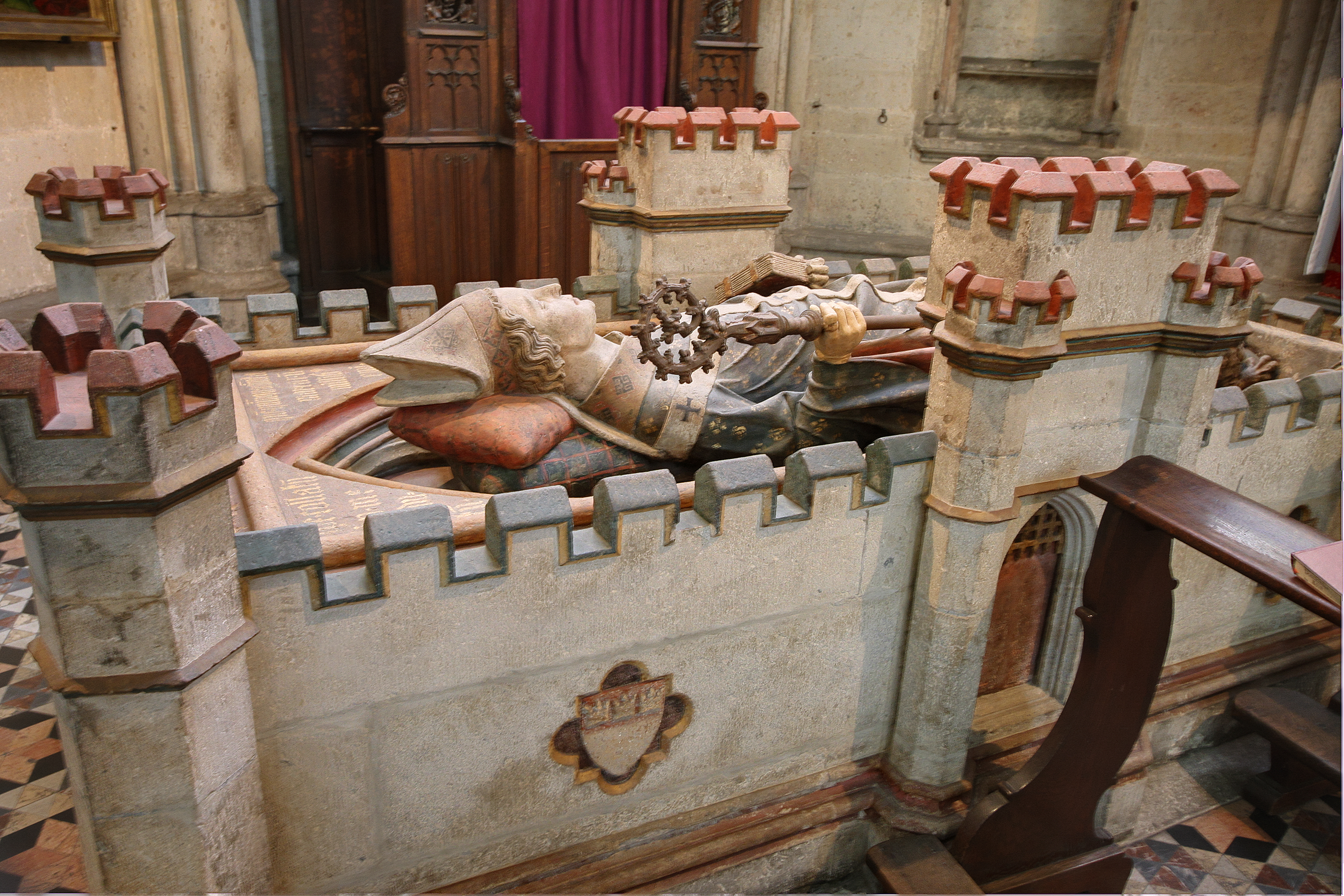
Philipp von Heinsberg, 1130–1191
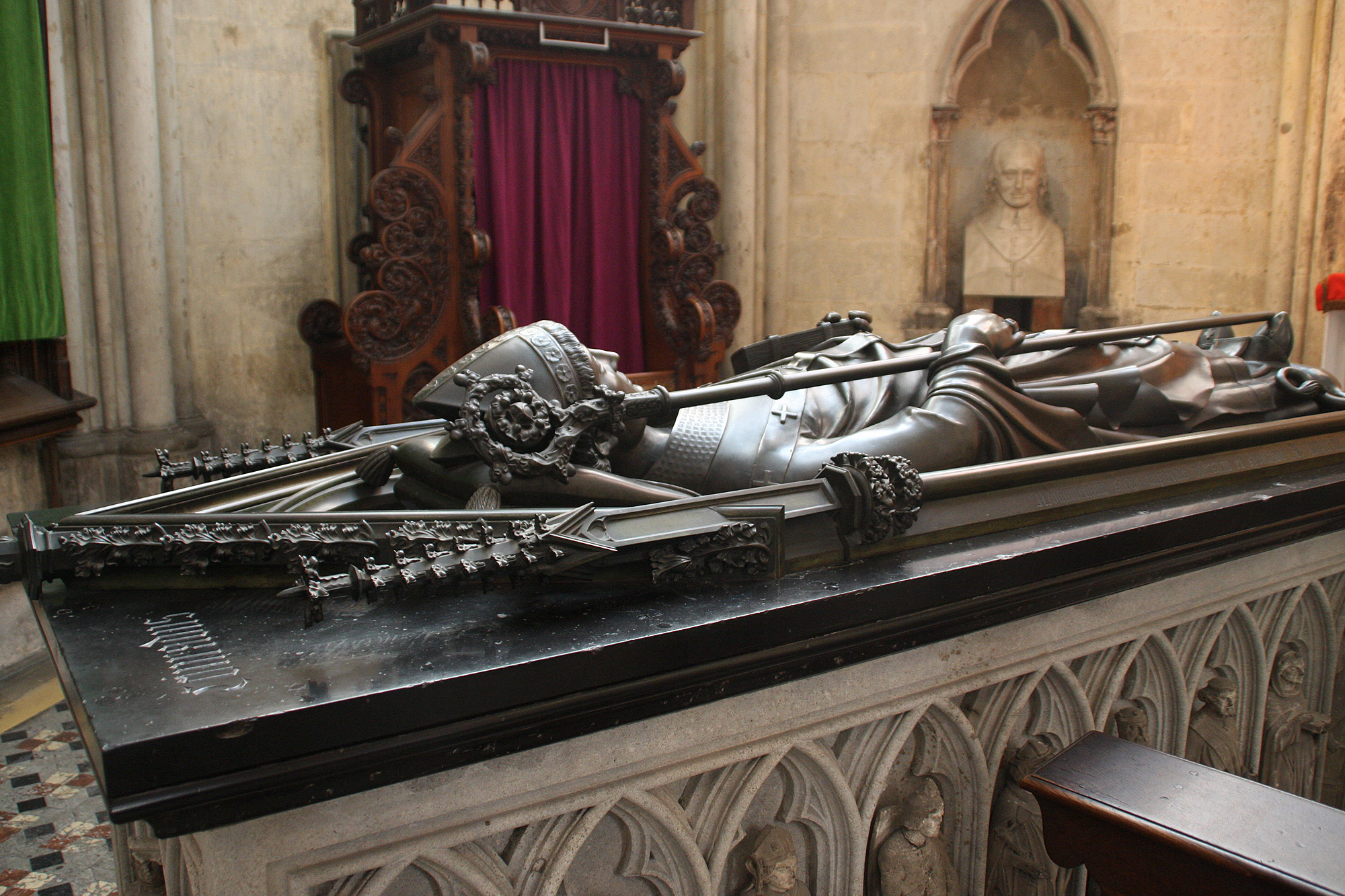
Konrad von Hochstaden, 1205–1261
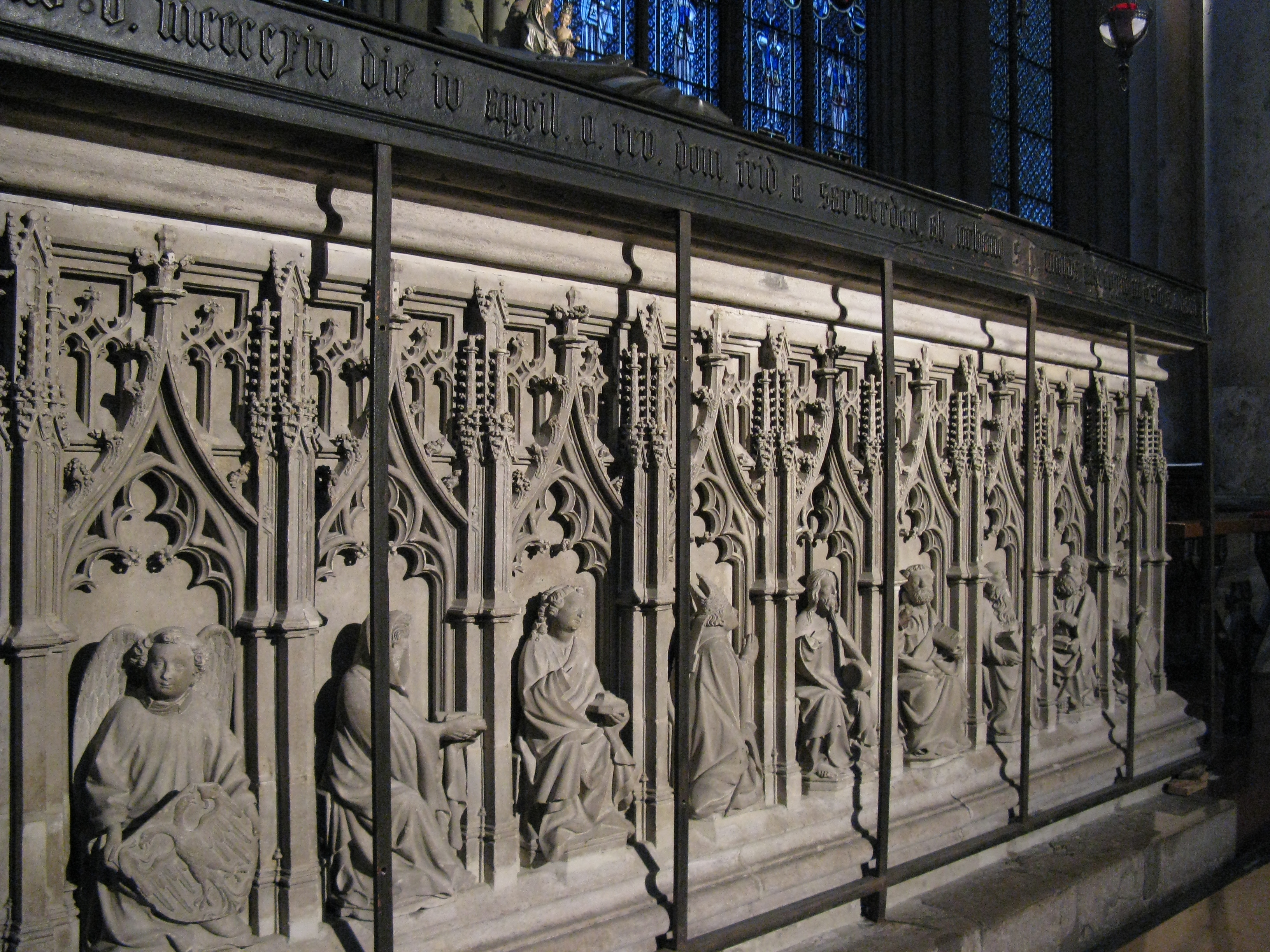
Friedrich von Saarwerden, 1348–1414
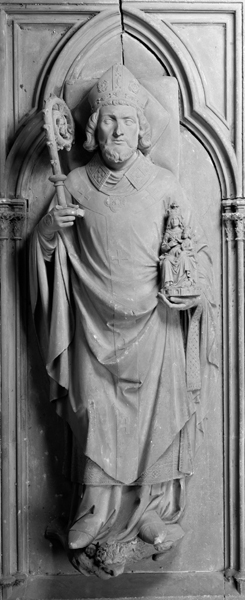
Rainald von Dassel, 1114–1167

### Krypta
Eine moderne dreischiffige Krypta entstand 1960 in einem Teil des Ausgrabungsbereiches unter dem Hochchor. Die Krypta wurde von Dombaumeister Weyres entworfen und im leicht erhöhten Mittelschiff von Erlefried Hoppe mit einer Stuckdecke gestaltet.
Östlich schließt sich hinter einem schmiedeeisernen Gitter von Paul Nagel die erzbischöfliche Gruft an. Sie entstand zwischen 1958 und 1969 auf Initiative von Joseph Kardinal Frings und enthält die Grabkammern mehrerer Erzbischöfe seit dem 19. Jahrhundert.

### Bestattete Personen
Im Dom sind die folgenden Personen bestattet:
- Gero
- Rainald von Dassel
- Philipp I. von Heinsberg
- Engelbert von Berg
- Konrad von Hochstaden
- Irmgard von Süchteln
- Walram von Jülich
- Wilhelm von Gennep
- Engelbert III. von der Mark
- Friedrich III. von Saarwerden
- Dietrich II. von Moers
- Hermann IV. von Hessen
- Philipp II. von Daun
- Adolf III. von Schaumburg
- Anton von Schaumburg
- Ernst von Bayern
- Ferdinand von Bayern
- Maximilian Heinrich von Bayern
- Joseph Clemens von Bayern
- Clemens August von Bayern
- Maximilian Friedrich von Königsegg-Rothenfels
- Ferdinand August von Spiegel
- Johannes Kardinal von Geissel
- Paulus Kardinal Melchers
- Philipp Kardinal Krementz
- Hubert Theophil Simar
- Antonius Kardinal Fischer
- Felix Kardinal von Hartmann
- Karl Joseph Kardinal Schulte
- Josef Kardinal Frings
- Joseph Kardinal Höffner
- Joachim Kardinal Meisner

Einzige im Dom beigesetzte weltliche Fürsten sind
- Richeza, Königin von Polen (995–1063)
- Gottfried IV. (1318–1368), letzter Graf von Arnsberg, der erbenlos seine Grafschaft an das Erzbistum verkauft hatte (siehe Grabmal des Grafen Gottfried IV. von Arnsberg).
- Graf Emundus von Friesheim (um 829), der seinen Gau dem Kölner Erzstift vermachte.

## Anbauten

### Eingangsbauwerk (Turmbesichtigung)

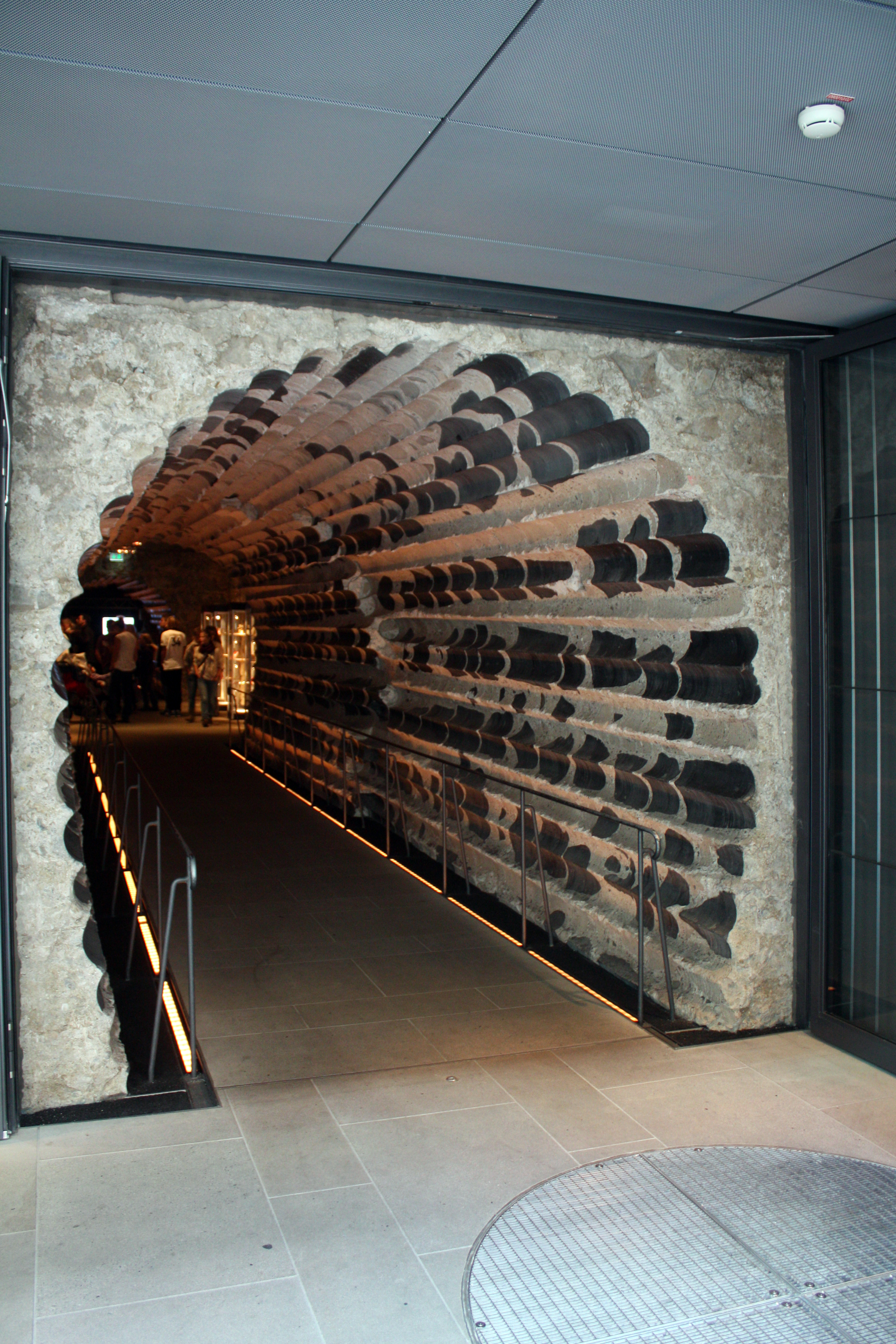
Durch das Steinfundament wurde mit vielen kreisförmig angeordneten Kernbohrungen ein Zugang geschaffen. Schwarzer Basalt und relativ elastischer Tuff mit Kalkmörtel verbunden bilden ein Fundament, das Bodenerschütterungen abfedert.

Jährlich wird der Südturm von rund 500.000 Touristen besucht. Da der Aufstieg lange Zeit im Innenraum des Domes begann, störte dies häufig die Gottesdienste. Daher wurde 2009 ein separater Eingang durch ein neben dem Turm errichtetes Bauwerk eröffnet, mit dem der Kölner Architekt Kaspar Kraemer einen Weg durch die mittelalterlichen Fundamente des Turms zu einem 120 m2 großen Raum geschaffen hat. Hier befinden sich die Zugänge zur Besteigung und zu den umfangreichen Ausgrabungen unter dem Fußboden des Doms sowie ein Kiosk. Außerdem sind das Dom-Parkhaus und eine Toilettenanlage erreichbar.
Der Südturm kann zu den Öffnungszeiten bestiegen werden. Durch den Turm führt eine enge Wendeltreppe, auf der zwei Personen gerade aneinander vorbeikommen. Nach 291 Stufen ist auf einer Höhe von circa 53 Metern der Glockenstuhl erreicht, wo das Domgeläut besichtigt werden kann. Nach weiteren 95 Stufen endet die Wendeltreppe in etwa 70 Metern Höhe. Von hier führt eine Metalltreppe zur Plattform des Südturms in rund 97 Metern Höhe, von wo Aussicht auf die Umgebung besteht. Insgesamt sind es bis dorthin 533 Stufen.

### Domschatzkammer
Die neue Domschatzkammer hat sechs Räume auf drei Etagen mit etwa 500 Quadratmetern Ausstellungsfläche. Ausgestellt sind kostbare Reliquiare, liturgische Geräte und Gewänder sowie Insignien der Erzbischöfe und Domgeistlichen vom 4. bis zum 20. Jahrhundert, mittelalterliche Skulpturen und fränkische Grabfunde. Die Domschatzkammer wurde in den ausgebauten historischen Kellergewölben des 13. Jahrhunderts neu eingerichtet und am 21. Oktober 2000 eröffnet. Sie liegt an der Nordseite des Domes. Ihr Eingangsbereich ist ein von dunklen Bronzeplatten umhüllter, umstrittener Kubus.
Die alte Domschatzkammer lag im nördlichen Querhaus. In sie wurde in der Nacht zum 2. November 1975 eingebrochen, obwohl sie damals als optimal gesichert galt. Drei Einbrecher drangen mit Strickleitern und Bergsteigerausrüstung durch einen Lüftungsschacht ein. Sie stahlen wertvolle Monstranzen und Kreuze und konnten mit Hilfe der Kölner Unterwelt gefasst und zu hohen Freiheitsstrafen verurteilt werden. Sie hatten jedoch bereits einen Teil ihrer Beute, wie die goldene Monstranz von 1657, eingeschmolzen.

## Verwaltung des Doms
Das Domgebäude gehört einer juristischen Person des öffentlichen Rechts, der Hohen Domkirche zu Köln. Da diese keine eigenen Vertretungsorgane besitzt, bedient sie sich des Kölner Domkapitels, das selbst eine eigene Körperschaft des öffentlichen Rechts ist. Das Domkapitel vertritt die Hohe Domkirche im Rechtsverkehr und nimmt das Hausrecht wahr. Es besteht aus 16 Domherren (zwölf residierende und vier nichtresidierende Domherren). An dessen Spitze stehen ein Dompropst und ein Domdechant. Als Dompropst wurde Msgr. Guido Assmann am 20. September 2020 von Domdechant Robert Kleine in das Amt eingeführt.
Für Ordnung und Sicherheit im Dom sorgen Domschweizer, seit dem Frühjahr 2019 auch Domschweizerinnen, unterstützt von einem privaten Sicherheitsdienst.
Vor aufziehenden Stürmen wird die Domplatte regelmäßig gesperrt, weil dann ein erhöhtes Risiko des Herunterfallens von Steinbrocken besteht. Auch feuchtes Wetter sowie starke Temperaturschwankungen begünstigen das Loslösen von Fassadenteilen. Trotz häufiger Kontrollen der Fassaden mit Drohnen, Hebebühnen und anderen Mitteln stürzen immer wieder Gesteinsbrocken ab. 2012 fiel ein schuhkartongroßer Brocken in die Tiefe und zerschellte an der Fassade. Die Bruchstücke verletzten einen Mann vor dem Hauptportal. Im November 2014 stürzte ein 1,5 kg schweres Steinstück auf den Roncalliplatz, ohne jemanden zu verletzen.
Den Kölner Dom zu erhalten, kostet etwa zwölf Millionen Euro pro Jahr. Rund 60 % davon sind für Restaurierungsarbeiten notwendig, 40 % für Personal- und Nebenkosten (ohne Priestergehälter).
Von diesen Ausgaben muss etwa 5 Millionen Euro (rund 43 %) das Domkapitel aufbringen. Dazu nutzt es die Eintrittsgelder für die Turmbesteigung, für die Schatzkammer und für die Domführungen, die Gelder aus den Kerzenopfern und aus Kollekten. Etwa ein Viertel der Summe kann aus Kapitalerträgen gedeckt werden. Um die benötigte Summe vollständig aufbringen zu können, wurde 2011 die Kulturstiftung Kölner Dom gegründet, die weitere Spenden einwirbt. Das Stiftungsvermögen lag Ende 2017 bei 1,55 Millionen Euro.
Aus den Kirchensteuer-Einnahmen des Erzbistums erhält der Dom rund 2 Millionen Euro. Rund 3,7 Millionen Euro finanziert der Zentral-Dombau-Verein zu Köln, der einen Teil hiervon aus staatlichen Lotteriemitteleinnahmen erhält, und knapp 1,1 Millionen Euro übernehmen das Land Nordrhein-Westfalen und die Stadt Köln. Die Gelder des Vereins und die öffentlichen Gelder werden ausschließlich für Baumaßnahmen verwendet. Für alle Arbeiten am Dom ist die Kölner Dombauverwaltung zuständig; durchgeführt werden sie von der Dombauhütte.
In der Bilanz des Erzbistums Köln wird das Gebäude des Domes nur mit einem symbolischen Euro geführt, weil die Kathedrale keinen Marktwert habe. Wenn der Dom nochmals neu gebaut werden müsste, würde dies rund 10 Milliarden Euro kosten.

## Ökologie

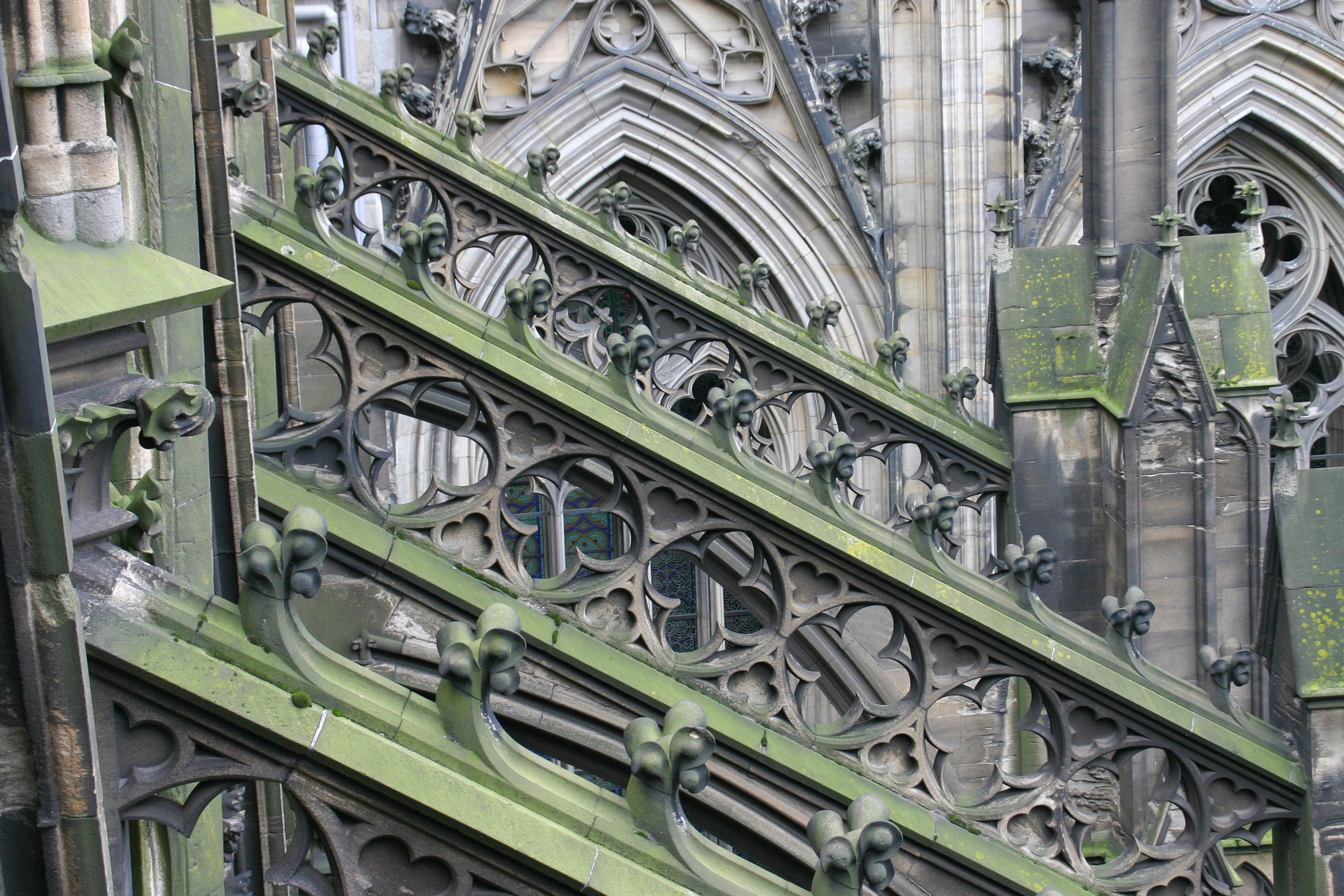
Moose und Flechten am Kölner Dom

Der Kölner Dom ist laut der Biologin Iris Günthner „ein 157 Meter hoher Felsen, an dem Dutzende Tier- und Pflanzenarten leben“. Sie erforschte 14 Jahre lang Flora und Fauna rund um dem Dom. Der Dom ist von Lebewesen aller Art besiedelt: Von verschiedenen Insektenarten zu Mäusen, Möwen, Turmfalken, Ringeltauben, Hausrotschwänzen, Zwergfledermäusen und Krähen. Auch wurden Hinterlassenschaften einer Schleiereule gefunden. Zudem leben dort Bakterien, Flechten und Moose bis hin zu Blütenpflanzen wie Flieder, Sträuchern und kleinen Bäumen. Der Dom weist geschätzt 1000 Tonnen Biomasse auf und erhält seine „farbenfrohe Patina“ von chlorophyllhaltigen Pflanzen.
Dass am Dom wieder Flechten wachsen, zeigt laut der ehemaligen Dombaumeisterin Barbara Schock-Werner auch, dass der saure Regen nachgelassen hat. Auf den Domsteinen wachsen auch Cyanobakterien, die sich durch Sonnenstrahlung dunkel verfärben und Photosynthese betreiben: „Mithin produziert der Dom Sauerstoff und trägt zur Luftverbesserung der Kölner Innenstadt bei“, vergleichbar mit der Sauerstoff-Produktion eines Wäldchens, so Günthners Kollege Bruno P. Kremer.
Über einer Werkstatt der Dombauhütte wurde im Sommer 2014 ein Bienenvolk angesiedelt, im Jahr darauf zwei weitere, so dass 2015 rund 120.000 „Dombienen“ 50 Kilogramm Honig produzierten, der allerdings nicht frei verkauft wird.

## Domumgebung

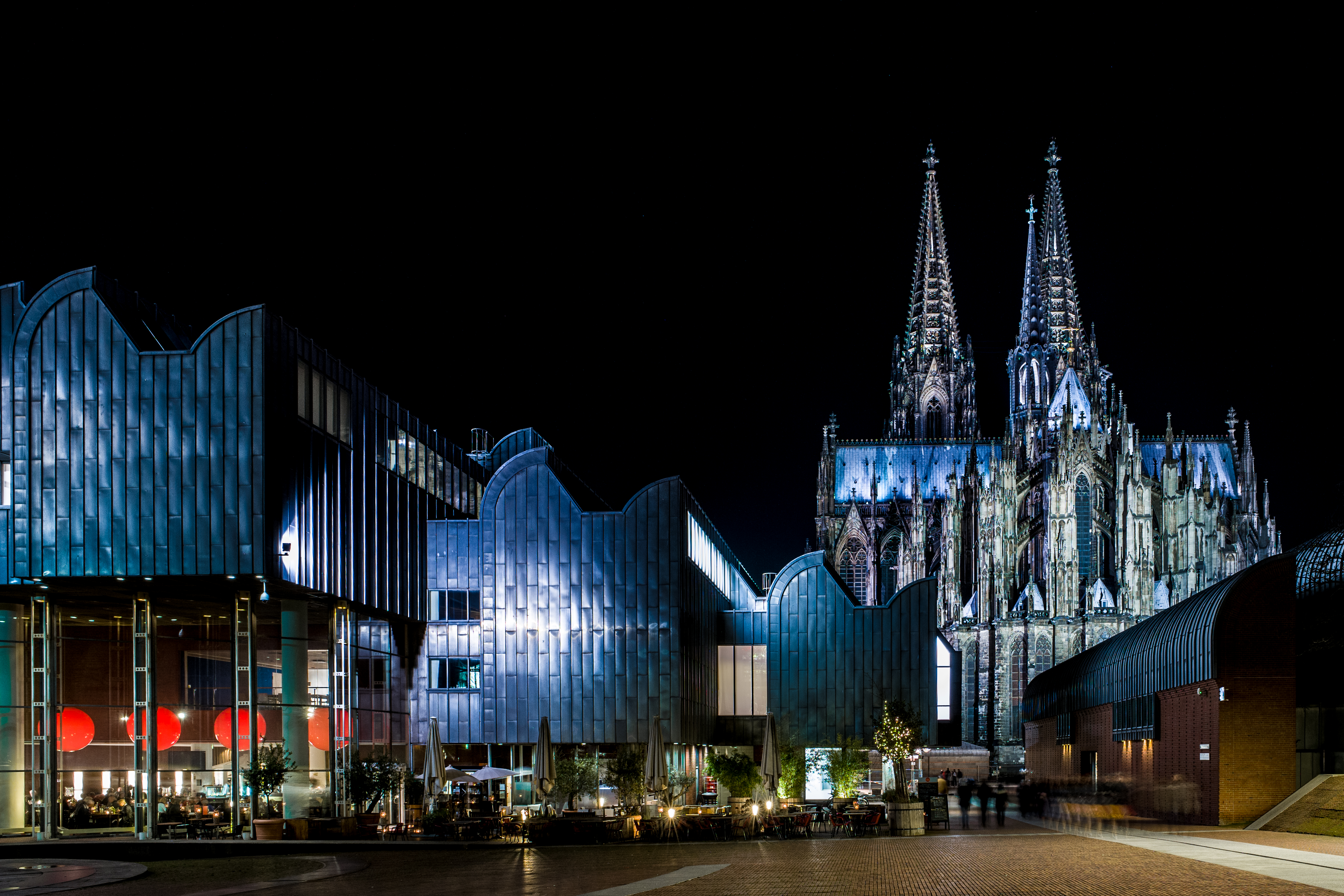
Auf Höhe des Domes: Platzsituation von Osten

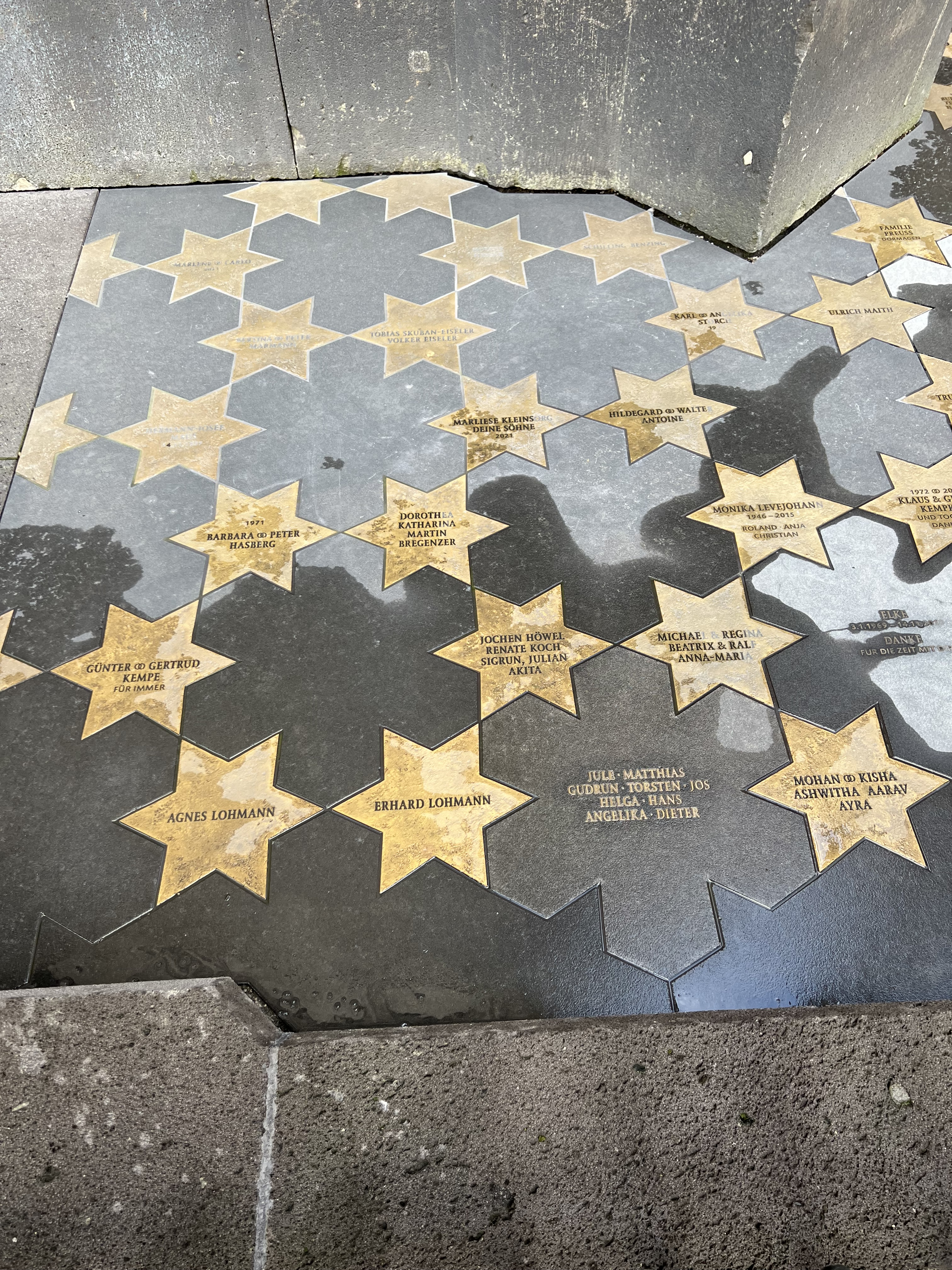
11.000 Sterne für den Kölner Dom

Im Mittelalter war der Torso des Domes eng umbaut. Lediglich die Fassaden des Domes standen frei. Das Portal im Westen konnte ebenerdig betreten werden; zum Südportal gab es einige Stufen. Lediglich im Norden musste ein größerer Höhenunterschied mit einer Treppe von 28 Stufen überwunden werden, um zum Domportal zu gelangen. Im 19. Jahrhundert wurde der Dom als nationales Denkmal freigestellt. Rings um den Dom wurden axiale Plätze frei geräumt und als Grünanlagen gestaltet. Gleichzeitig wurde das Höhenrelief verändert und der Dom auf einen Hügel gestellt, so dass der Eindruck eines Denkmals entstand, das sich über der Stadt frei erhebt. Dies folgte dem Verständnis des Historismus von monumentaler Architektur. Mit zunehmendem Stadtverkehr wurde der Dom allerdings zu einer umbrandeten Verkehrsinsel.
Nach dem Weltkrieg mühte sich der mit dem Wiederaufbau beauftragte Architekt Rudolf Schwarz, den Dom aus seiner räumlichen Isolation zu befreien. Allerdings konnte erst mit der von Fritz Schaller bis 1970 verwirklichten Domplatte „die Domumgebung vollkommen neu erfunden“ werden, indem die Stadt auf die Höhe des Domes angehoben wurde. Das mit Granitplatten gestaltete Plateau für Fußgänger band den Dom zwar an die Fußgängerzone an, schuf an ihren Kanten mit Tunneln, Passagen und dunklen Ecken allerdings sehr unbefriedigende Stadträume, die zunehmend kritisiert wurden. Erst durch eine umfassende Stadtreparatur, die 2006 mit dem Neubau einer großzügigen Treppenanlage zum Bahnhofvorplatz begann und noch andauert, konnte das Bild des Domhügels in moderner, zeitgemäßer Kontur wiedergewonnen werden.

## Literarische Verarbeitung

### Domsage
Über den Dombau sind im Mittelalter mehrere Sagen entstanden, die auf phantasievolle Weise den Wagemut des Bauprojekts, den Unfalltod des ersten Kölner Dombaumeisters Gerhard und die lange Bauzeit mit der Nichtvollendung des Domes verbanden. Erstmals gedruckt wurden sie unter dem Titel s:Der Dom zu Cöln in der Sammlung Deutsche Sagen der Brüder Grimm. In der Version von Ludwig Bechstein ließ sich der Baumeister vom Teufel zu einer Wette überreden, dass dieser eine Wasserleitung von Trier bis Köln bauen könne, bevor der Dom fertig werde. Als Gerhard entdecken musste, dass er die Wette verloren hatte, habe er sich vom Baugerüst gestürzt; die Baupläne seien verbrannt. Im 19. Jahrhundert wurden unter dem südlichen Querhaus des Domes die Reste einer römischen Wasserleitung und eines Bassins gefunden – dies könnte der Kern der Sage sein. An einem Pfeiler des Chores haben Steinmetze einen Wasserspeier gestaltet, der als Darstellung der Sage interpretiert wird.

### Johann Wolfgang von Goethe
Johann Wolfgang von Goethe ließ sich von dem Enthusiasmus seines Bekannten Sulpiz Boisserée anstecken und unterstützte dessen Bemühungen, den Dom zu vollenden. Fünfzig Jahre nach seiner Schrift Von Deutscher Baukunst über das Straßburger Münster notierte er 1823 in einem Text mit demselben Titel:

„Ich will nicht leugnen, daß der Anblick des Kölner Doms von außen eine gewisse Apprehension in mir erregte, der ich keinen Namen zu geben wüßte. Hat eine bedeutende Ruine etwas Ehrwürdiges, ahnen, sehen wir in ihr den Konflikt eines würdigen Menschenwerks mit der stillmächtigen, aber auch alles nicht achtenden Zeit, so tritt uns hier ein Unvollendetes, Ungeheures entgegen, wo eben dieses Unfertige uns an die Unzulänglichkeit des Menschen erinnert, sobald er sich unterfängt, etwas Übergroßes leisten zu wollen.
Selbst der Dom inwendig macht uns, wenn wir aufrichtig sein wollen, zwar einen bedeutenden, aber doch unharmonischen Effekt; nur wenn wir ins Chor treten, wo das Vollendete uns mit überraschender Harmonie anspricht, da erstaunen wir fröhlich, da erschrecken wir freudig und fühlen unsere Sehnsucht mehr als erfüllt.“

### Annette von Droste-Hülshoff
Annette von Droste-Hülshoff kam erstmals 1825 bei einem längeren Aufenthalt in Köln bei ihrem Stiefonkel Werner von Haxthausen, einem Freund von Sulpiz Boisserée, mit dem Dombauprojekt in Berührung. Im gleichen Jahr hatte ihr Onkel, der Komponist Maximilian Friedrich, im Kölner Dom zur Einführung von Erzbischof Ferdinand August von Spiegel sein Drittes Te Deum uraufführen lassen. Zunächst regte sie dies zu ihrem „Notturno“ Meister Gerhard von Köln von 1841 und später zu dem Gedicht Die Stadt und der Dom. Eine Carricatur des Heiligsten an. Hatte Annette den Weiterbau des Doms in dem Notturno aus dem „Geist vergangner Jahre“ noch als eine Aufgabe, „wo tausend Hände sind wie eine, […] wie einer alle Pulse klopfen,“ unterstützt, verglich sie ihn in der „Carricatur“ mit dem Turmbau zu Babel.
| Die deutsche Stadt, der deutsche Dom, Ein Monument, ein Handelsstift, Und drüber sah wie ein Phantom Verlöschen ich Jehovas Schrift. | Und wer den Himmel angebellt, Vor keiner Hölle je gebebt, Der hat sich an den Kran gestellt Der seines Babels Zinne hebt. |  |

### Heinrich Heine
Heinrich Heine kritisierte 1844 das Vorhaben, den Dom zu vollenden, als ahistorisch. In Caput IV seines Versepos Deutschland. Ein Wintermärchen schrieb er:
| Doch siehe! dort im Mondenschein Den kolossalen Gesellen! Er ragt verteufelt schwarz empor, Das ist der Dom von Köllen. Er sollte des Geistes Bastille sein, Und die listigen Römlinge dachten: In diesem Riesenkerker wird Die deutsche Vernunft verschmachten! | Da kam der Luther, und er hat Sein großes »Halt!« gesprochen – Seit jenem Tage blieb der Bau Des Domes unterbrochen. Er ward nicht vollendet – und das ist gut. Denn eben die Nichtvollendung Macht ihn zum Denkmal von Deutschlands Kraft Und protestantischer Sendung. |  |

### Heinrich Böll
Kritisch äußerte sich noch 1965 der spätere Literatur-Nobelpreisträger Heinrich Böll zur Domvollendung. In seinem Essay zu der elfteiligen Holzstockwand Der Rhein von HAP Grieshaber im „Raucherfoyer“ der Oper Bonn heißt es:
„[…] der Kölner Dom hat auf Ihrem Holzschnitt keine Türme; ohne Türme wäre er ja auch viel schöner; ein solches Bauwerk baut man doch nicht fertig. Der romantische Traum von der geeinten Nation und der Wacht am Rhein mußte diese peinliche Perfektgotik nicht nur planen, auch noch vollbringen; ordentlich, fix und fertig, wo der Rhein doch der Fluß der Romanik ist und Köln eine Stadt der romanischen Kirchen. Und nicht einmal diese Zugabe an Barmherzigkeit hat der unbarmherzige Bombenkrieg gebracht: diesen geschichtlichen Irrtum der Domtürme wenigstens zu korrigieren, […] diese ganz und gar unrheinischen Gebilde --“

## Besonderheiten
- Der Dom ist heute keine Pfarrkirche der Domgemeinde mehr. Seit 2010 ist er von der Pfarrseelsorge exemt.[360]
- Innerhalb der katholischen Kirche wird das Amt des Dompredigers nur noch am Kölner Dom besetzt. Er hat die Aufgabe, die heilige Messe an allen Sonn- und Feiertagen um 12 Uhr zu zelebrieren.[361]
- Für den Bonner Bundestag hatte der Bundeskanzler Konrad Adenauer an jedem Donnerstag um 8:40 Uhr einen Gottesdienst festgesetzt, zu dem die Glocken des Kölner Doms geläutet wurden. Das Abspielen des Glockengeläutes hat der Bundestag auch nach seinem Umzug nach Berlin beibehalten. Dies geschieht dort im Andachtsraum des Reichstagsgebäudes.[362]
- Im Verlauf des vom 14. bis zum 16. August 1848 gefeierten Festes zur 600. Wiederkehr der Grundsteinlegung verunglückte am 15. August eine Frau, wie die Düsseldorfer Zeitung zwei Tage später berichtete: „Ein von dem Thurme des Domes gestürzter Stein traf ein unter der Menge von Zuschauern am Thurme stehendes Frauenzimmer auf den Kopf, so daß dasselbe, ohne ein Lebenszeichen von sich zu geben, todt zur Erde fiel.“
- Mitte der 1960er-Jahre stellte der Kölner Dom seine beiden nördlichen Seitenschiffe auch islamischen Gottesdiensten türkischer Arbeitsmigranten zur Verfügung. So breiteten beispielsweise zum Ende des Ramadan 1965 um die 400 Muslime ihre Gebetsteppiche im Kölner Dom aus, um mit Gebeten und religiösem Gesang das Ende des Fastenmonats zu feiern.[363][364][365][366]
- 1794 bis 1811 trug der Dom die Hausnummer 2583½. Der Zusatz „½“ wurde bei öffentlichen Gebäuden verwendet, für die keine Steuern zu entrichten waren. Die steuerpflichtige Küsterwohnung im Nordturm hatte Nummer 2583.[367]

## Zahlen und Fakten
| Bauzeit               | 632 Jahre (1248–1880)                                                                               | Mit rund 300 Jahren Bauunterbrechung (1528–1823) Vermutlich nach dem Bau der Chinesischen Mauer die längste Bauzeit eines Gebäudes                                                                               |
| Außenmaße             | 144,58 m Gesamtlänge 86,25 m Gesamtbreite                                                           | 1125 Fialen mit über 3 Metern Höhe |
| Westfassade           | 61,54 m Breite fast 7000 m2 Fläche                                                                  | Die Kölner Westfassade ist die größte Kirchenfassade der Welt. |
| Höhe                  | Nordturm 157,18 m Südturm 157,22 m Vierungsturm 109,12 m                                            | Der Dom war von 1880 bis zur Fertigstellung des Washington Monument (1884) das höchste Gebäude der Welt. 533 Stufen bis zur Turmspitze (97,25 m = 152,5 m ü. NN) Breite der Kreuzblume auf der Turmspitze 4,60 m |
| Querhausfassaden      | Höhe 69,95 m Breite 39,95 m                                                                         | |
| Innenraum Maße        | 43,35 m Höhe Mittelschiffe 19,80 m Höhe Seitenschiffe 45,19 m Breite Langhaus                       | Nachhallzeit 13 Sekunden |
| Fläche                | 7914 m2 überbaute Fläche 6166 m2 innere Nutzfläche                                                  | |
| Bauvolumen            | ca. 407.000 m³ umbauter Raum (ohne Strebewerk)                                                      | |
| Gewicht mit Fundament | ca. 300.000 t                                                                                       | 120.000 t Gewicht des aufgehenden Mauerwerks, mindestens nochmals so viel für das Fundament |
| Fenster               | ca. 10.000 m2                                                                                       | Glasfläche entspricht der eines 30-stöckigen Hochhauses Ältestes Fenster aus dem Jahre 1260 (Bibel-Fenster) Jüngstes Fenster aus dem Jahr 2007 (Richter-Fenster)                                                 |
| Dach                  | Dachfirst in 61,10 m Höhe ca. 12.000 m2 Dachfläche ca. 600 t Gewicht der Bleideckung                | Der Dachstuhl aus Stahl war bis zum Eiffelturm (1889) die größte Stahlkonstruktion der Welt 108 Wasserspeier zur Ableitung der Niederschläge                                                                     |
| Glocken               | 11 läutbare Glocken Größte Glocke Ø 3,22 m, 24.000 kg                                               | Der „Decke Pitter“ („Dicker Peter“) war bis 2018 die größte freischwingende Glocke der Welt. |
| Fialen                | 1.125                                                                                               | mit Über 3 Metern Höhe |
| Plätze                | ca. 800 Sitzplätze in den Kirchenbänken ca. 1500 Sitzplätze mit Extrabestuhlung ca. 2800 Stehplätze | 104 Sitze im größten Chorgestühl Deutschlands |
| Besucher              | 6 Millionen jährlich 20.000 bis 30.000 täglich                                                      | |
| Kosten                | Unterhalt ca. 12 Mio. € pro Jahr Wiederherstellung ca. 10 Mrd. €                                    | |
| Postanschrift         | Domkloster 4, 50667 Köln                                                                            | |

## Film
- Der Kölner Dom. Meisterhaftes Bauwerk. (Alternativtitel: Superbauten: Der Kölner Dom.) Dokumentation und Doku-Drama, Deutschland, 2010, 43:22 min, Buch: Judith Voelker, Christian Twente, Regie: Mira Thiel, Judith Voelker, Moderation: Sebastian Koch, Produktion: ZDF, Reihe: Superbauten, Erstsendung: 14. März 2010 im ZDF, Dossier, 26. Juli 2016.[377]
- Faszination Kölner Dom – Die wichtigsten Informationen in zwanzig Minuten (Deutschland, 2024[378]). Der Domfilm wird zu festen Zeiten in deutscher, englischer und französischer Sprache im Kinosaal des Domforums gezeigt.